# Arquitetura de catedrais e grandes igrejas

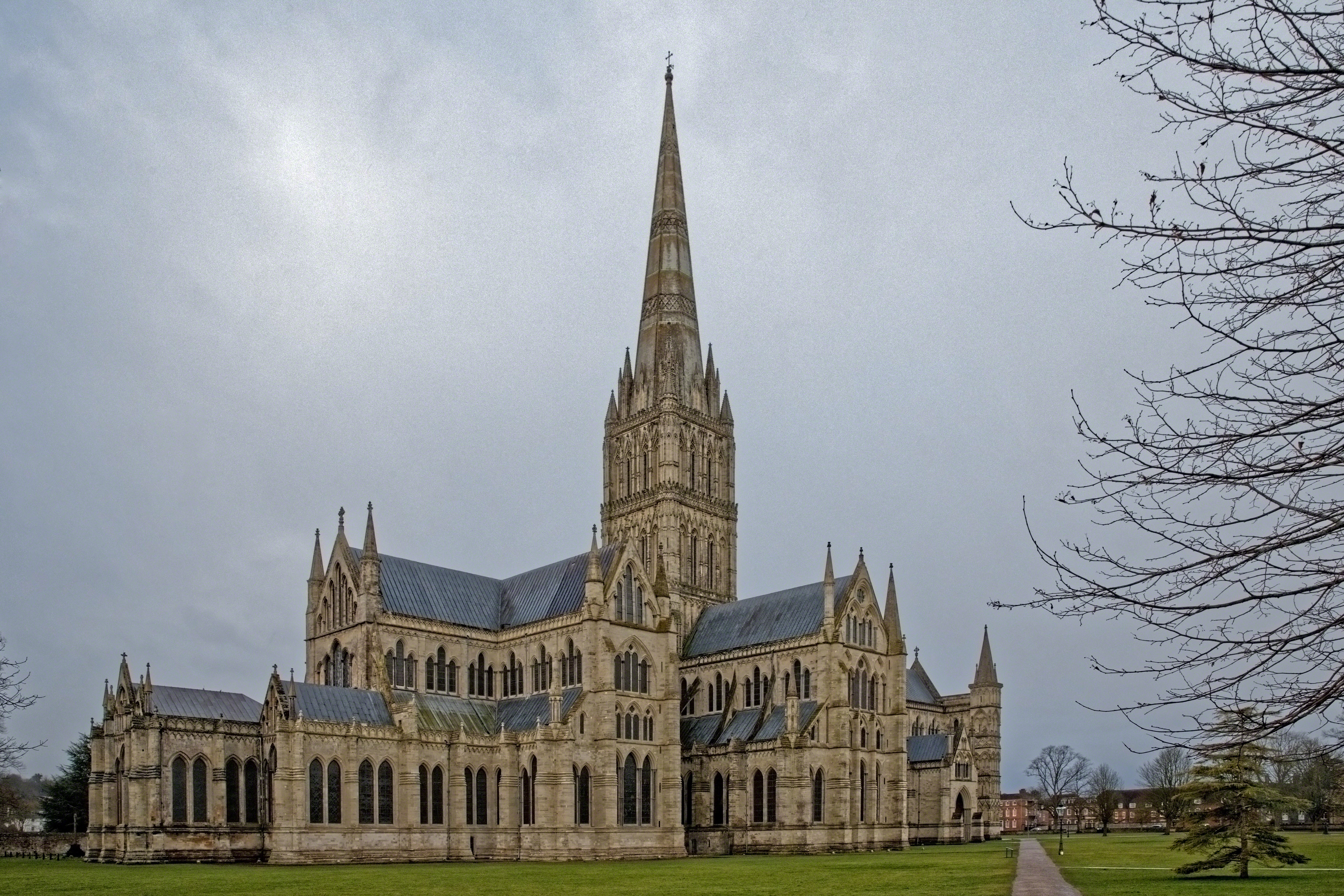
Catedral de Salisbury vista do leste (1220–1380). Um belo exemplo do primitivo gótico inglês e que ostenta o mais alto coruchéu da Inglaterra

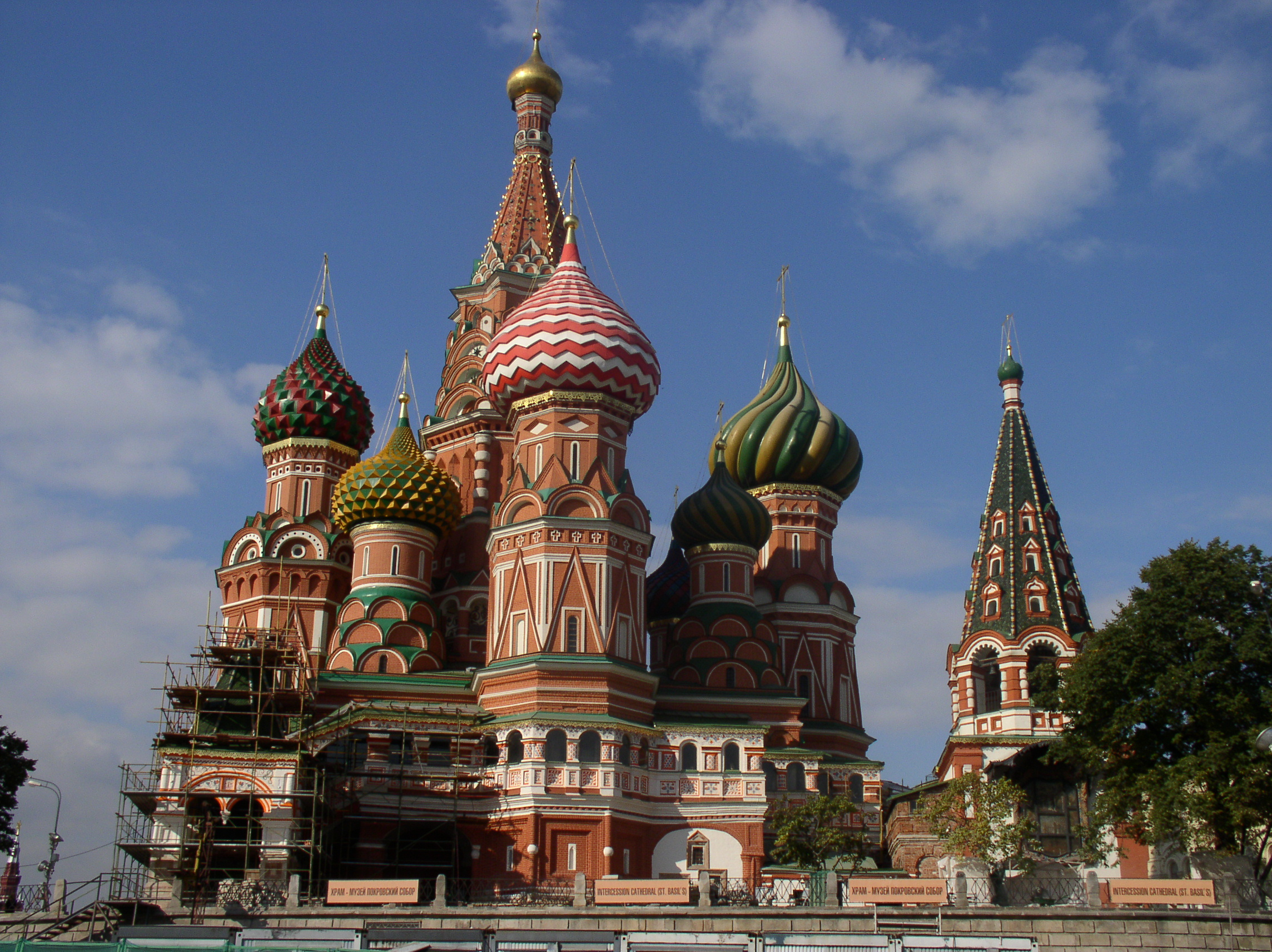
Catedral de São Basílio, Moscou

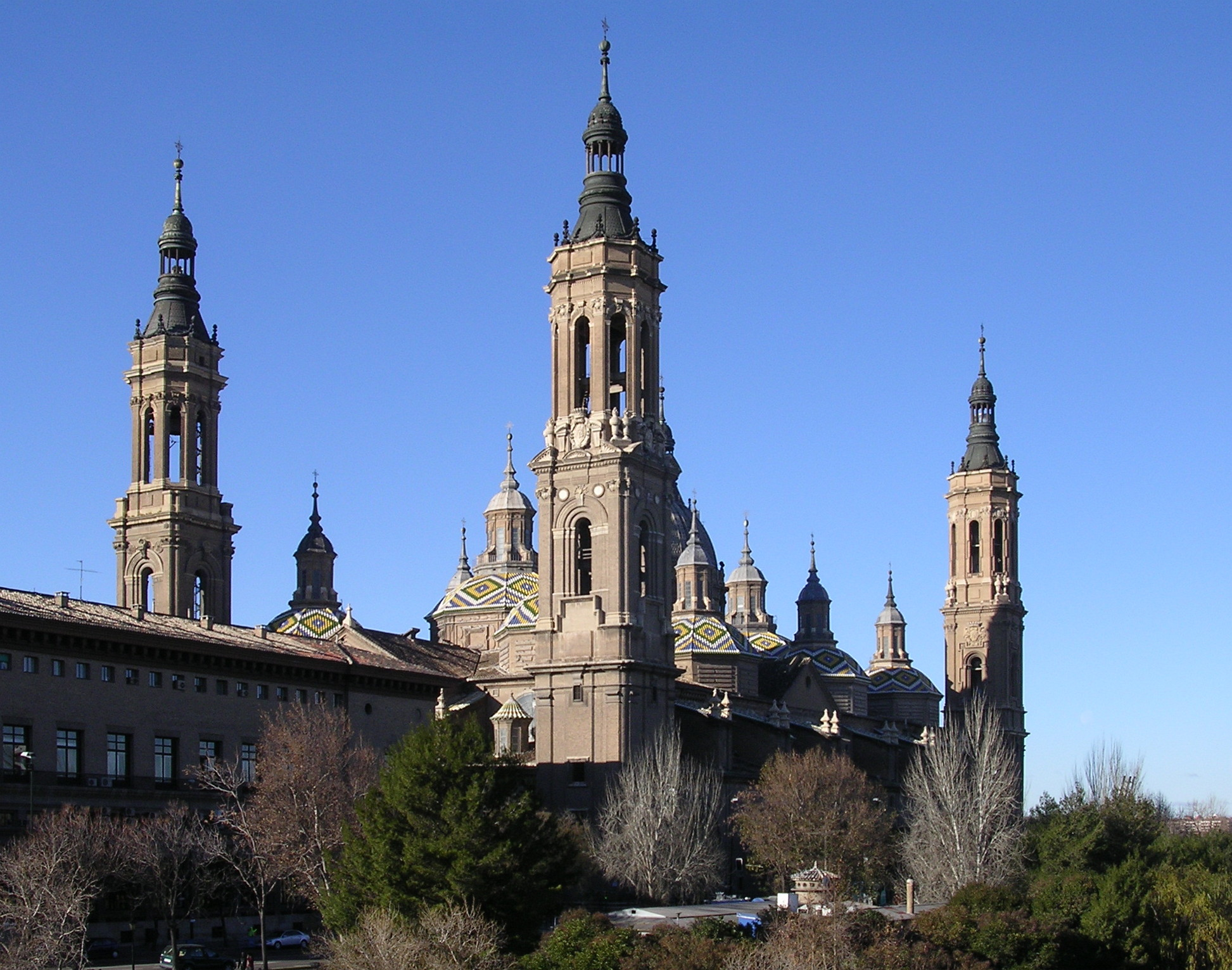
Basílica de Nossa Senhora do Pilar, Saragoça, Espanha, em estilo barroco

A arquitetura de catedrais, basílicas e igrejas abaciais é caracterizada principalmente pelo grande tamanho do edifício e segue uma entre várias tradições de forma, função e estilo derivadas, em última hora de  instância, das tradições arquitetônicas do velho cristianismo primitivo consolidadas durante todo período constantiniano.
Principalmente a catedrais, mas também as igrejas de abadia e as basílicas, exibem estruturas complexas que raramente são encontradas em igrejas paroquiais. Elas geralmente revelam, em grande medida, o melhor do estilo arquitetural e do trabalho dos melhores artesões de sua época, ocupando uma posição, eclesiástica e social, que as igrejas paroquiais não tinham. Estas catedrais ou grandes igrejas são, geralmente, obras-primas da região onde estão e são objeto de grande orgulho da população local. Muitas catedrais, basílicas e diversas igrejas abaciais estão entre as mais importantes obras da arquitetura mundial. Entre as principais é possível citar a Basílica de São Pedro, a Catedral de Notre-Dame de Paris, a Catedral de Colônia, a Catedral de Salisbury, a Catedral de Praga, a Basílica de Saint-Denis, Santa Maria Maggiore, a Basílica de São Vital, a Basílica de São Marcos, a Abadia de Westminster, a Catedral de São Basílio, Catedral Nacional de Washington, a Sagrada Família, obra-prima ainda incompleta de Gaudi, e a antiga igreja de Santa Sofia, recentemente transformada de museu em mesquita.
As primeiras igrejas de grande porte datam da Antiguidade Tardia. Conforme o cristianismo e a construção de igrejas e catedrais se espalhou por todo o mundo cristão, as técnicas de construção passaram a depender cada vez mais dos materiais e das habilidades dos construtores de cada região. Diferentes estilos arquitetônicos se desenvolveram e se disseminaram pelas mãos das novas ordens monásticas, de bispos de uma região nomeados para governar outra e pelas mãos de mestres pedreiros itinerantes que frequentemente serviam de arquitetos. Os estilos das grandes igrejas foram chamados, sucessivamente, de : arquitetura paleocristã, bizantina, românica, gótica, renascentista, barroca, variados estilos de revivalismo do final do século XVIII até o princípio do XX e moderno. E sobreposto à cada um destes estilos acadêmicos estavam os diversos estilos e características regionais. Entre estas, algumas são tão peculiares à uma região ou país que, independente do estilo, aparecem em igrejas projetadas com séculos de diferença entre si.

## Função

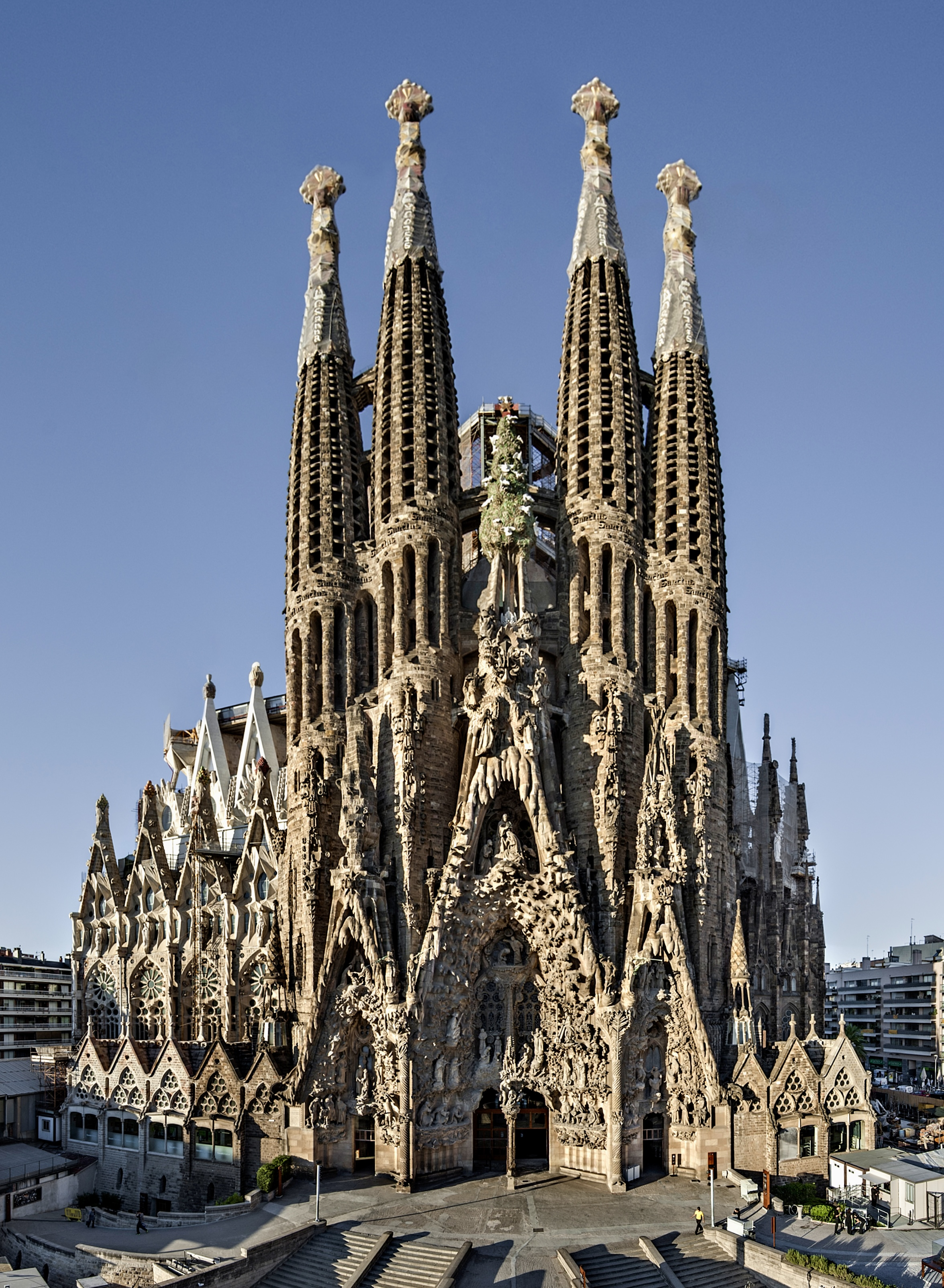
A arquiteturalmente única Basílica da Sagrada Família, em Barcelona, combina elementos estruturais de uma catedral gótica tradicional com um estilo baseado na Art Noveau, tradições locais e a imaginação de seu criador, Antoni Gaudí

Entre as maiores e mais importantes (do ponto de vista arquitetural) igrejas do mundo, muitas foram construídas para servir como catedrais ou igrejas abaciais. Entre as igrejas católicas romanas, muitas foram também elevadas ao status de "basílica". Na lista a seguir, as categorias não são, portanto, excludentes entre si. Uma igreja pode fazer parte de uma abadia, servir como catedral e ser também uma basílica. Entre as grandes igrejas protestantes, algumas, como a "Catedral" luterana de Ulm, nunca foram nada disto. Outras, como a Abadia de Westminster, foram abadias ou catedrais no passado. De fato, igrejas protestantes e ortodoxas não recebem o título de "basílica" no sentido utilizado pelos católicos romanos. O termo "catedral" na ortodoxia e no protestantismo é às vezes utilizado de forma vaga para designar uma grande igreja (como no caso de Ulm, já citado) e não como a principal igreja de um bispo. Algumas importantes igrejas são ainda chamadas de "templo" ou "oratório".

### Catedral
Entre os tipos de igreja, a catedral é provavelmente o mais conhecido, a ponto de a palavra "catedral" ser por vezes utilizada, de forma errônea, para designar genericamente uma igreja de grande destaque ou dimensão. Na realidade, uma catedral não precisa ser nem grande e nem destacada, apesar de muitas serem. O termo tem origem na palavra cathedra, o "trono do bispo" (em latim, ecclesia cathedralis). Neste sentido, a catedral tem um papel administrativo e eclesiástico específico como sé episcopal.
O papel do bispo como administrador do clero local emergiu ainda no século I, duzentos anos antes da primeira catedral ser construída em Roma. Com a legalização do cristianismo em 313 pelo imperador Constantino I, a construção de igrejas se expandiu rapidamente. Cinco igrejas muito grandes foram construídas em Roma e, apesar de muito alteradas ou reconstruídas, ainda estão lá, incluindo a Catedral de Roma, São João de Latrão, e a mais conhecida Basílica de São Pedro, no Vaticano.
A forma arquitetural que cada catedral adotou depende em grande parte de sua função ritual como sé episcopal. Assim como nas demais igrejas cristãs, as catedrai são edifícios no qual se celebra a Eucaristia, se lê a Bíblia, se realizam os serviços religiosos e onde se pregam os sermões. A diferença é que, numa catedral, estes atos são muito mais elaborados, especialmente durante os ritos mais importantes realizados pelo próprio bispo, como a confirmação ("crisma") e a ordem. A catedral é geralmente o local onde se celebram os rituais associados ao governo local ou nacional, com o bispo realizando funções que vão desde a posse de um prefeito até a coroação de um monarca. E o uso da catedral para algumas destas funções é aparentes na forma e na decoração de algumas delas.
A igreja que tem a função de catedral não é sempre um edifício grande e pode ser tão pequena quanto a Catedral Igreja de Cristo, em Oxford. Mas é frequente que a catedral e algumas iigrejas abaciais sejam os maiores edifícios de uma dada região. Há diversos motivos para isso:
- A catedral foi construída para glorificar Deus. Considerava-se apropriado que ela fosse tão grande e tão bela quanto o dinheiro dos patronos e habilidade dos construtores permitissem[5].
- Como sé de um bispo, a catedral era o local onde se realizavam certos ritos &mdash como a ordenação de novos padres — que atraíam um grande número de fieis além do clero.
- Ela funcionava como um ponto de encontro eclesiástico e social para muitas pessoas, não apenas para os habitantes da cidade onde ela estava, mas também, por vezes, da região toda.
- A catedral geralmente tinha suas origens numa fundação monástica e era o local de oração e devoção de uma ou mais ordens sagradas, que realizavam suas missas privadas nas diveras capelas laterais da catedral.
- A catedral frequentemente tornava-se o local de devoção e enterro de patronos locais ricos. Eles geralmente dotavam-nas de dinheiro para sucessivas ampliações e reformas.
- As catedrais são também tradicionais destinos de peregrinação, recebendo pessoas que viajaram de muito longe para celebrar certas festas mais importantes ou para visitar o santuário associado com algum santo em particular. Uma porção oriental aumentada pode ser encontrada em catedrais onde os restos de um santo estão enterrados atrás do altar-mor, como é o caso da Catedral de Santiago de Compostela e da Catedral de Cantuária.

Catedrais
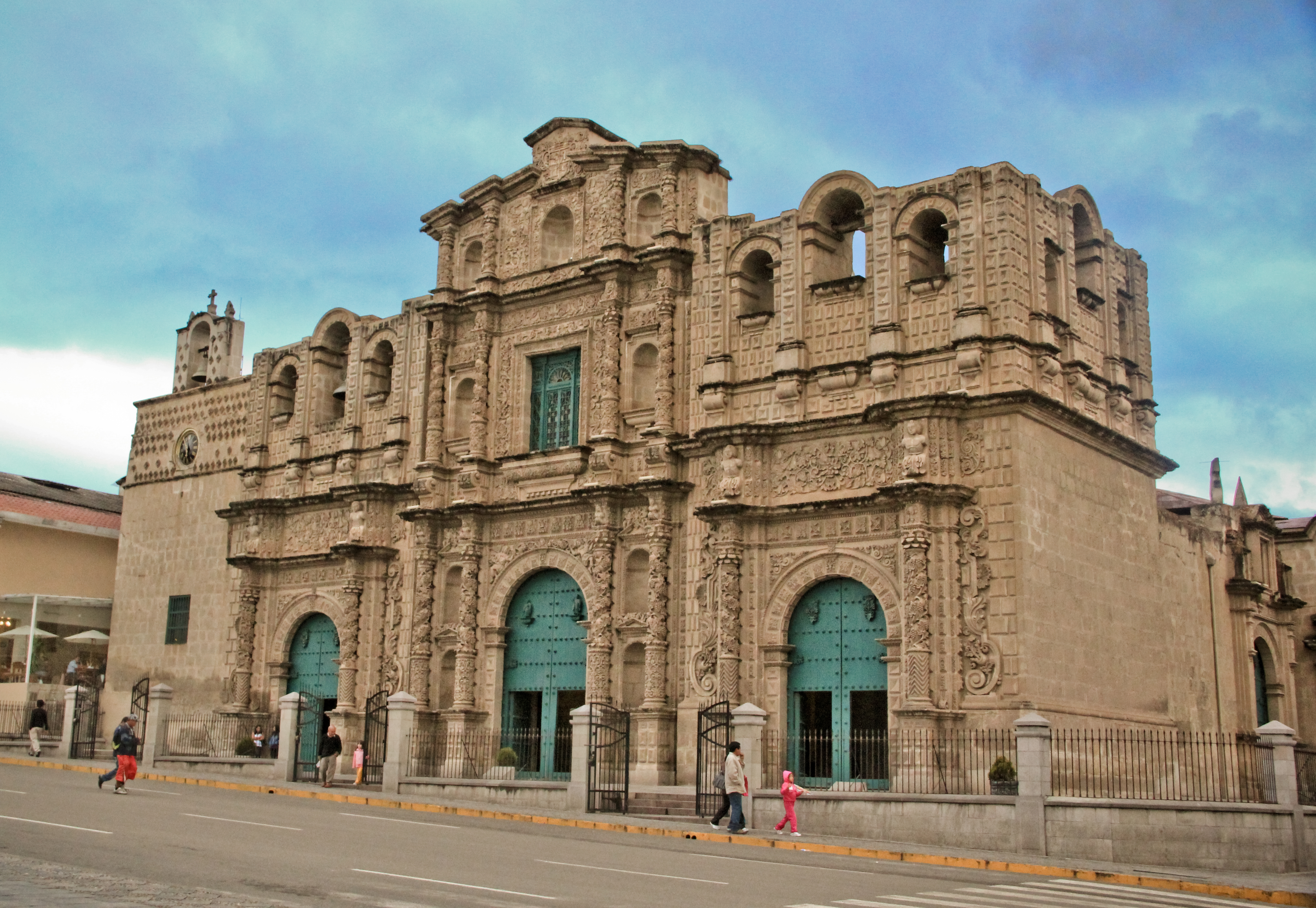
Catedral de Cajamarca, Peru
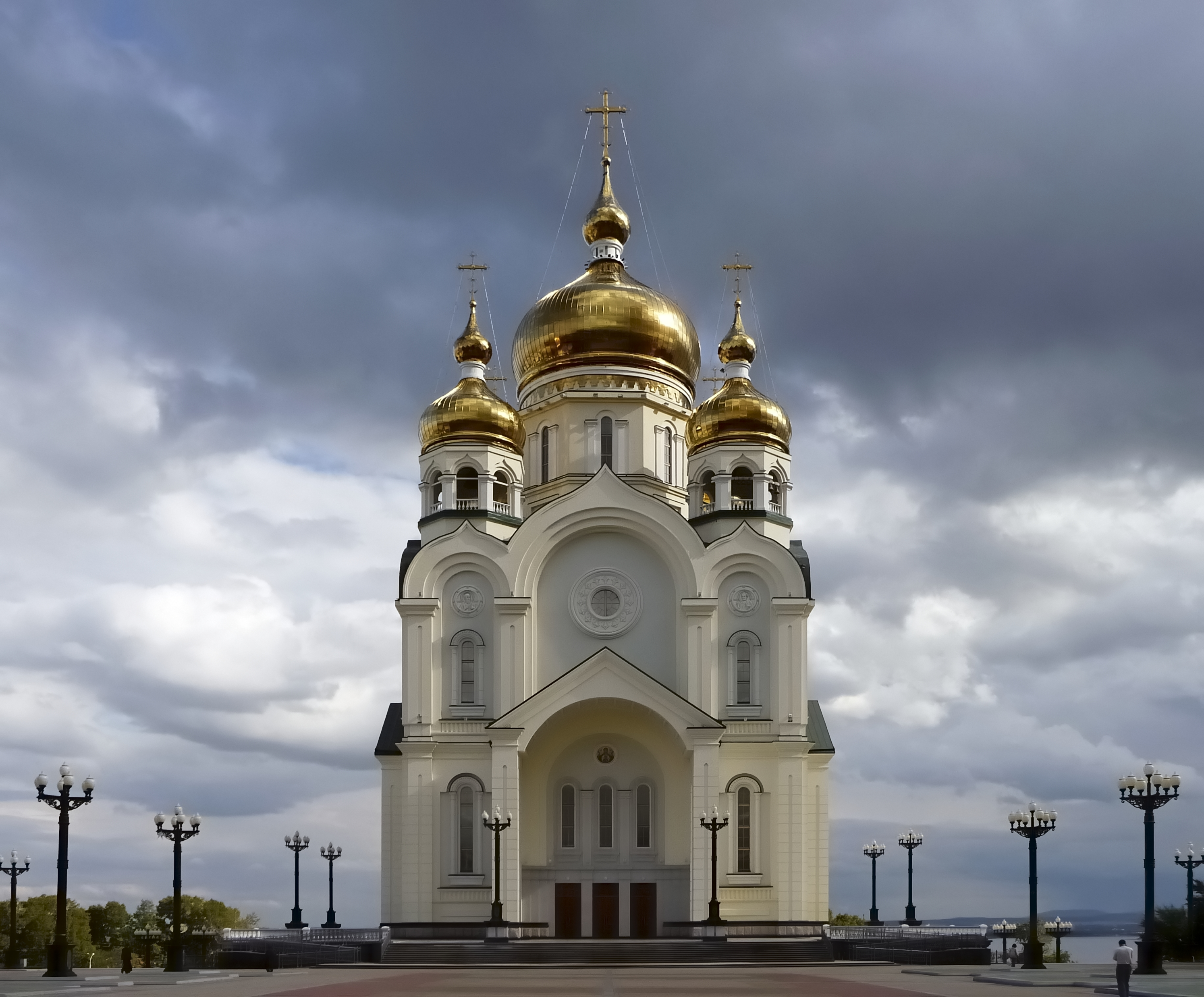
Catedral da Transfiguração, Khabarovsk, Rússia
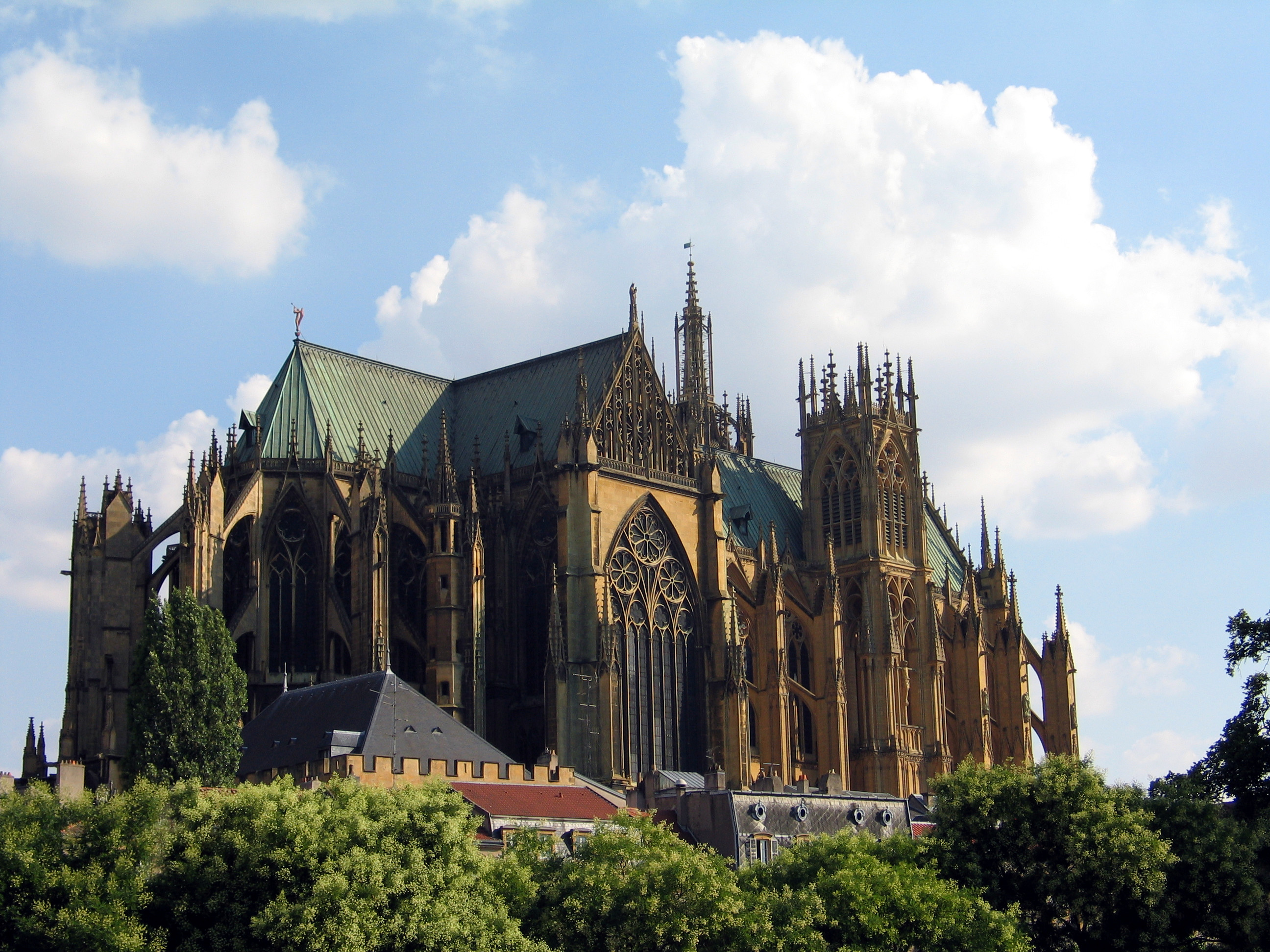
Catedral de Santo Estêvão, Metz, França
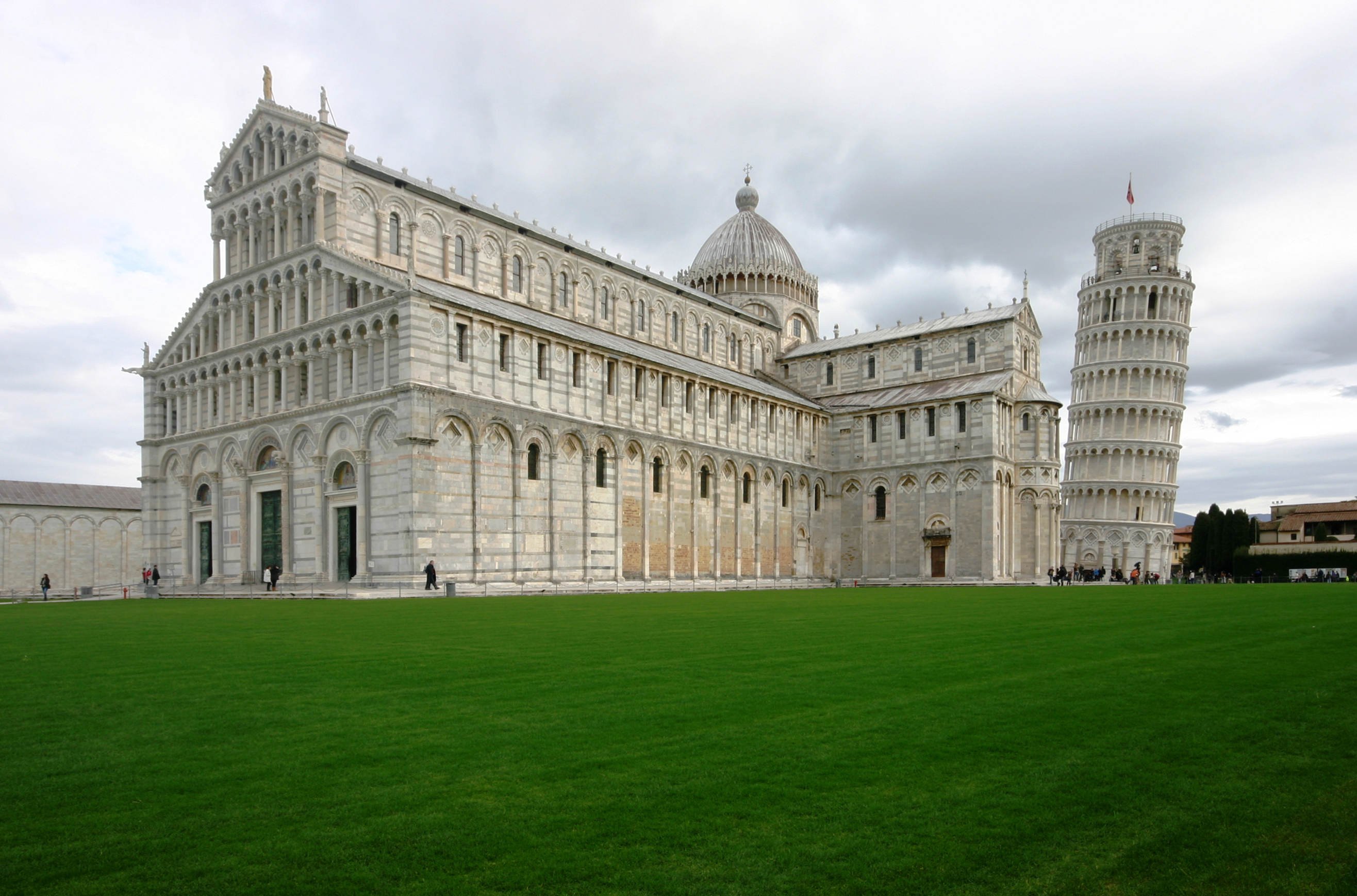
Catedral de Pisa, Itália

### Basílica
O termo basílica, quando aplicado a uma igreja, pode ter dois significados distintos. No jargão arquitetônico, significa um edifício que tem similaridades às basílicas da Roma Antiga, ou seja, um edifício de plano longitudinal e não central, com uma nave ladeada por dois corredores, separados por duas fileiras de colunas, e uma abside numa das pontas.
No sentido eclesiástico, uma basílica é uma igreja que recebeu este título do papa e, por isso, goza de alguns privilégios. Catedrais, igrejas abaciais, santuários ou igrejas paroquiais podem receber a honraria. As "basílicas maiores" são quatro igrejas de Roma fundadas no século IV: a Basílica de São Pedro, a Basílica de São João de Latrão, a Basílica de Santa Maria Maior e a Basílica de São Paulo Extramuros. Em 2015 havia mais de 1 500 igrejas no mundo, todas designadas como "basílicas menores". A razão pela qual recebem o título é geralmente o fato de a igreja ser um local de peregrinação por abrigar as relíquias de algum santo ou um objeto de veneração, como um fragmento da Vera Cruz ou o Santo Sudário. Estas igrejas geralmente são grandes e de considerável importância arquitetônica. Entre as mais importantes estão a Basílica de São Francisco, em Assis; a Igreja da Natividade, em Belém; a Basílica de Nossa Senhora de Fátima, em Portugal; a Basílica de Nossa Senhora de Sheshan, em Xangai, a Basílica da Imaculada Conceição, em Manila, e a Basílica de Nossa Senhora de Guadalupe, na Cidade do México.

Basílicas
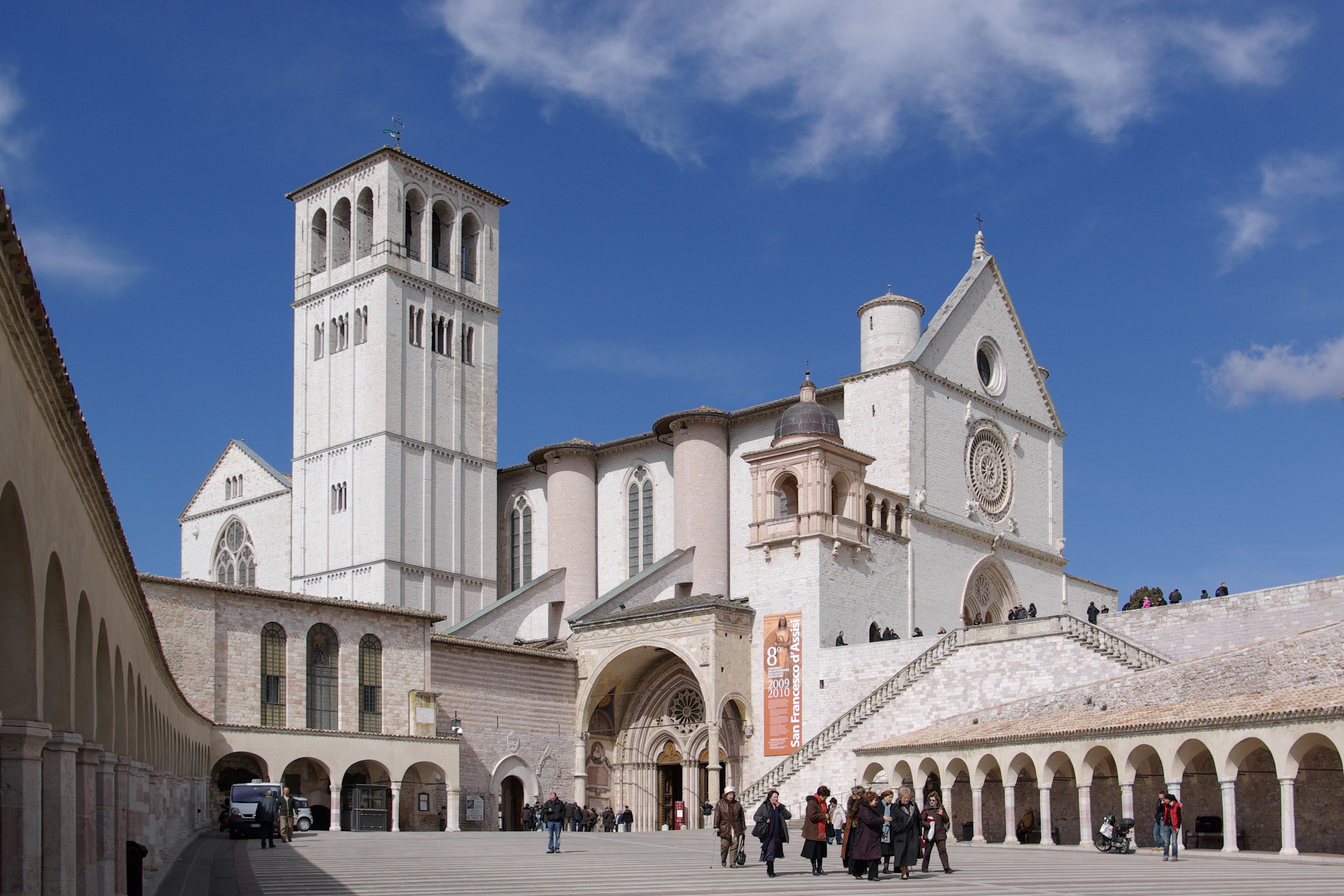
Basílica de São Francisco, em Assis, Itália
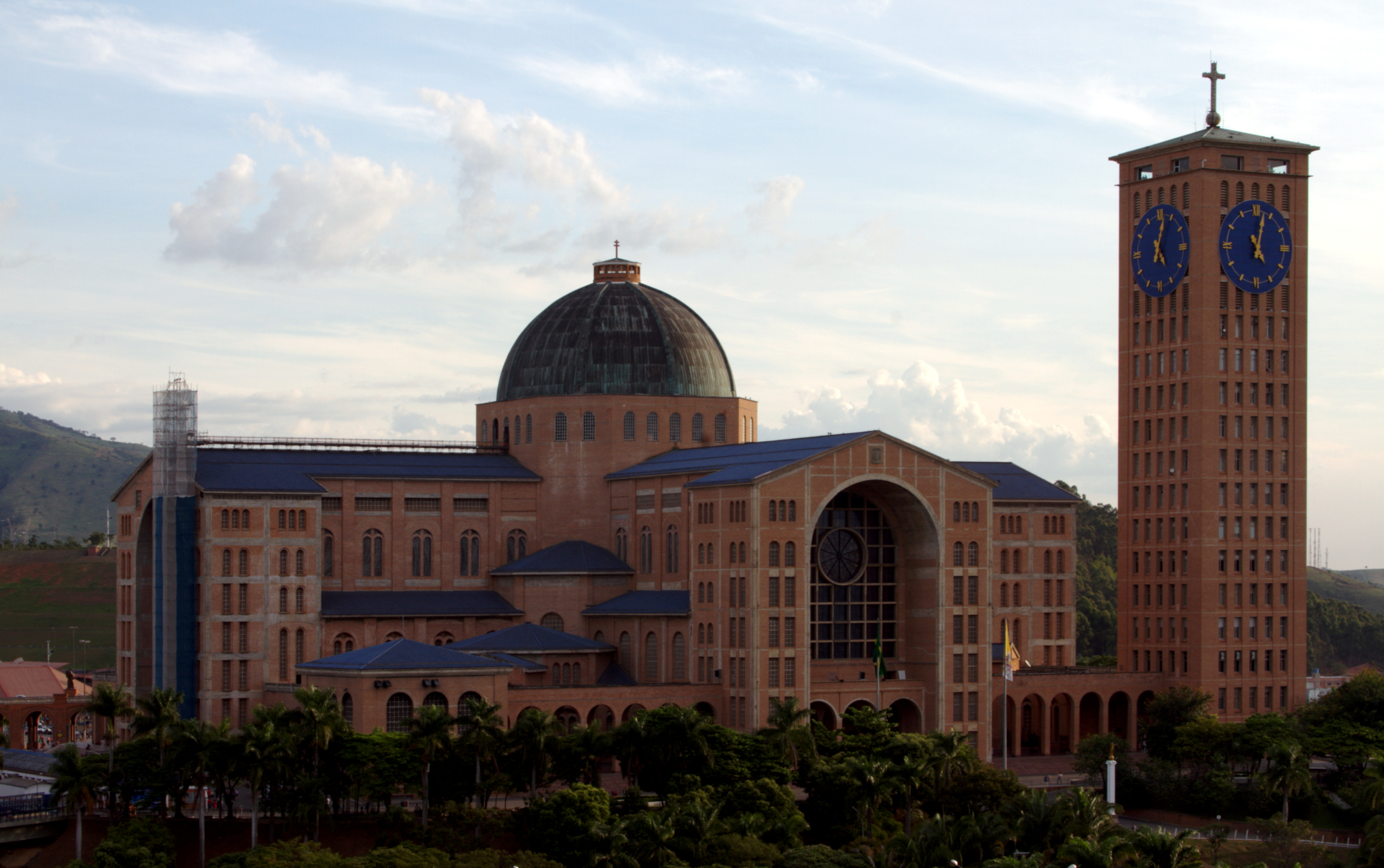
Basílica de Nossa Senhora Aparecida, Aparecida, Brasil
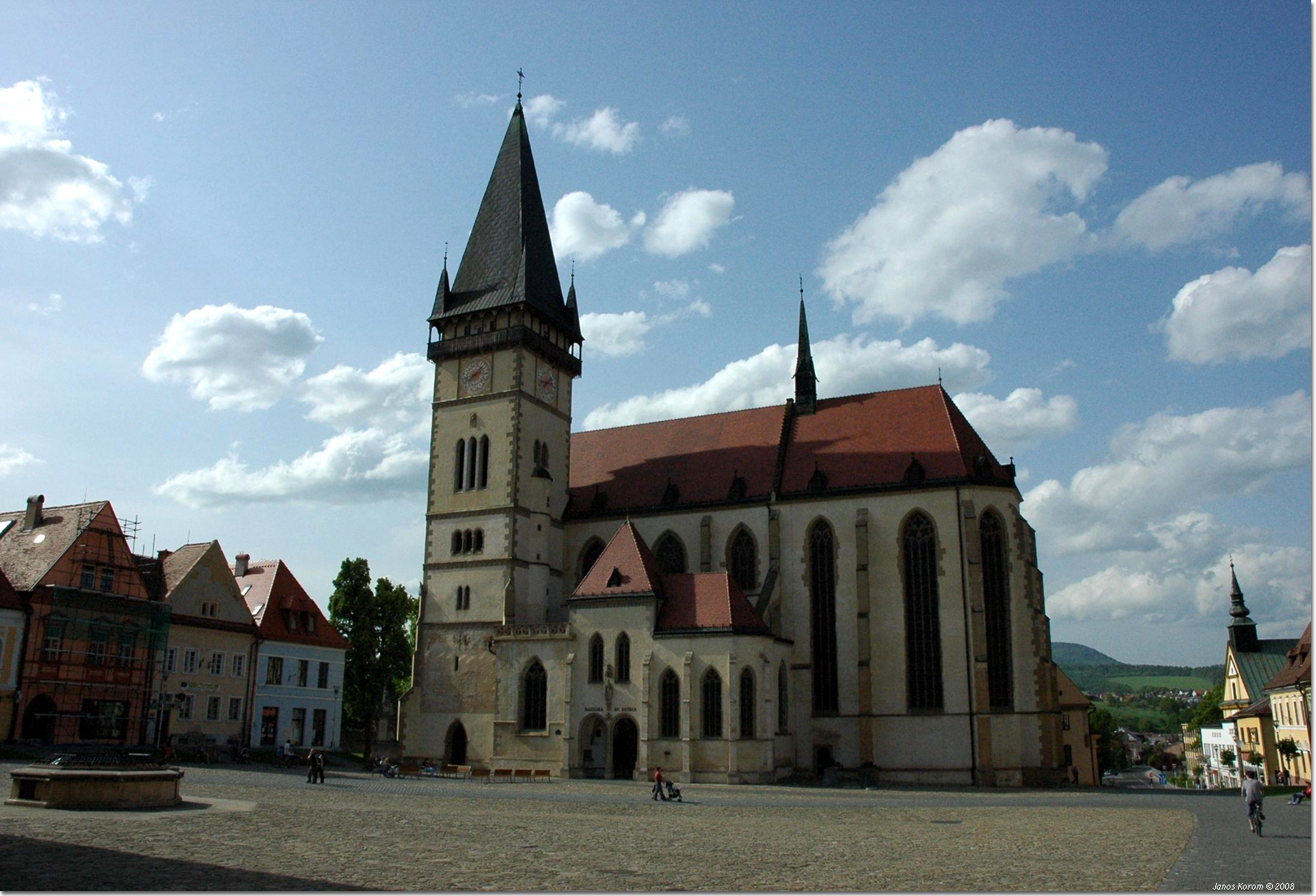
Basilica de São Giles, Bardejov, Eslováquia
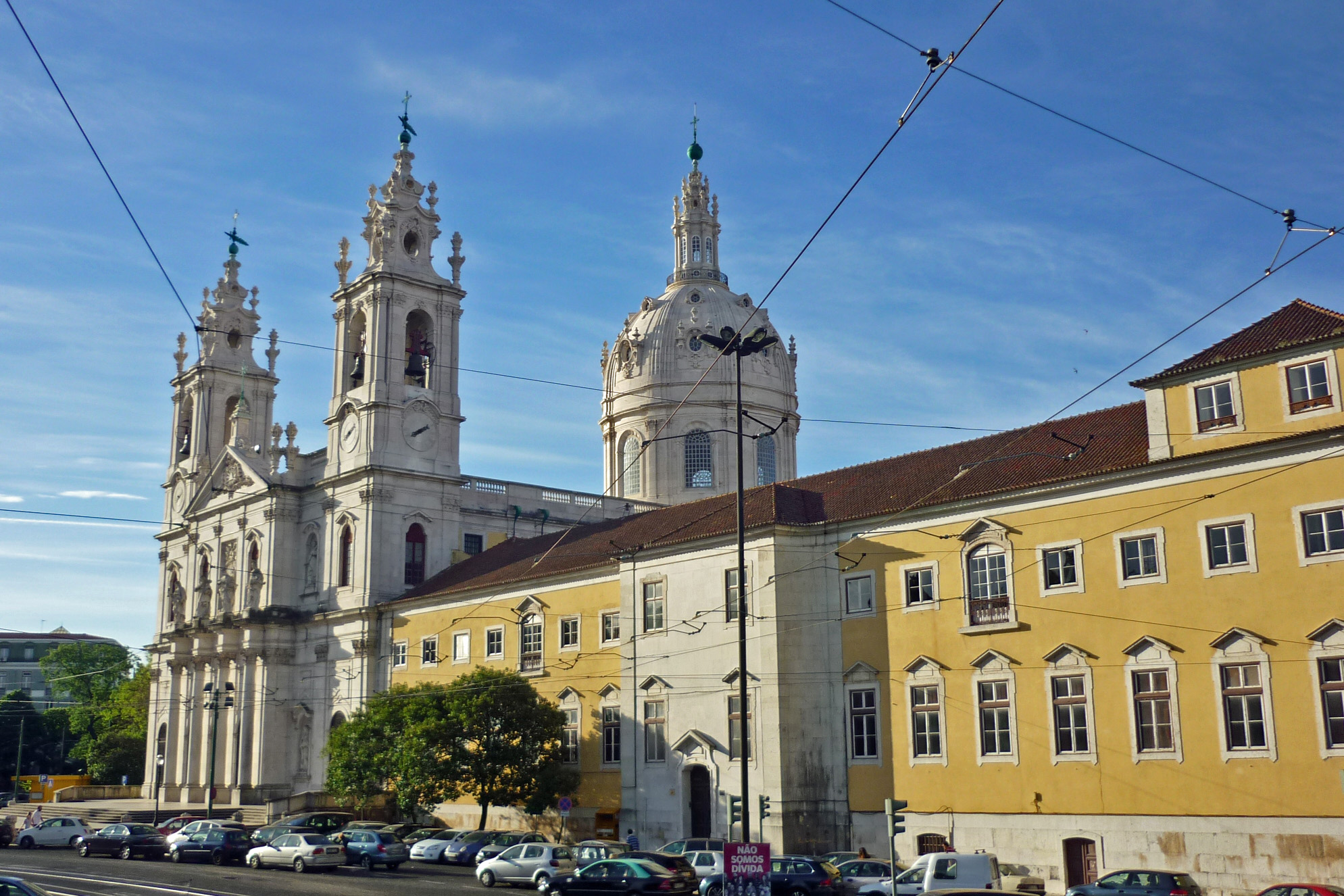
Basílica da Estrela, Lisboa, Portugal

### Abadia
Uma igreja abacial é aquela que é — ou era no passado — a igreja de uma ordem monástica, como por exemplo os beneditinos, cistercienses, agostinianos, franciscanos, dominicanos, jesuítas e muitas outras. Muitas igrejas construídas em abadias são ou eram parte de um complexo monástico que incluía refeitórios, dormitórios, claustros, biblioteca, sala capitular e diversos outros tipos de edifícios ou salas específicas.
Em muitas partes do mundo, igrejas abaciais frequentemente serviam também a comunidade local além da comunidade monástica. Em regiões como a Inglaterra, onde os mosteiros foram dissolvidos, as igrejas abaciais, quando localizadas em cidades, passaram a servir como igrejas paroquiais. Em muitas regiões da Ásia e da América do Sul, as abadias foram as primeiras igrejas fundadas, com as comunidades monásticas servindo inicialmente como missionários entre a população local. Entre as mais famosas igrejas abaciais do mundo estão Santa Maria delle Grazie, em Milão; a Abadia de Westminster, na Inglaterra; a Abbaye aux Hommes e a Abadia de Saint-Denis na França, a Abadia de Melk, na Áustria, a Grande Lavra em Monte Atos e a Abadia da Dormição, em Jerusalém.

Abadias
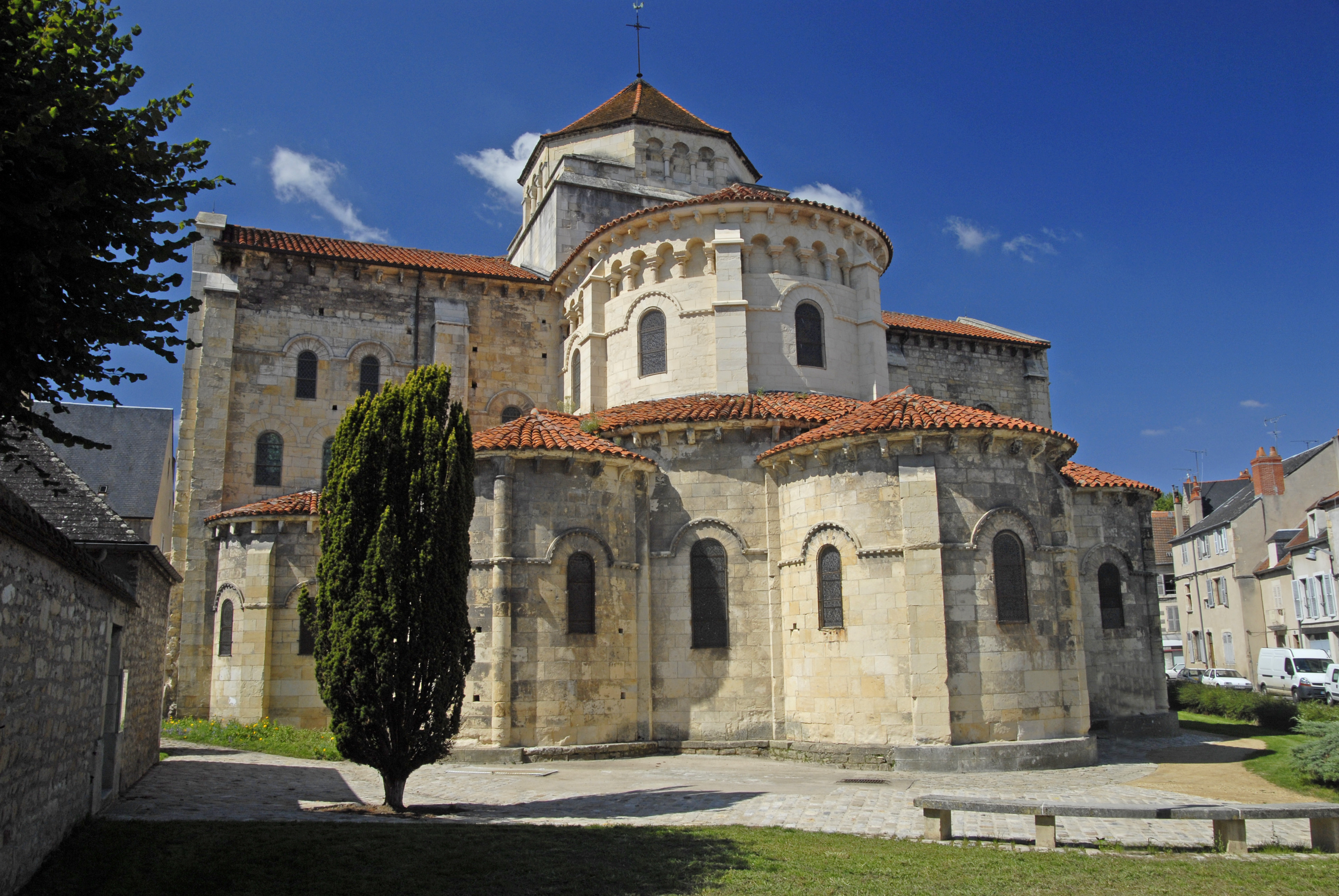
Abadia de Saint-Etienne, Nevers, França
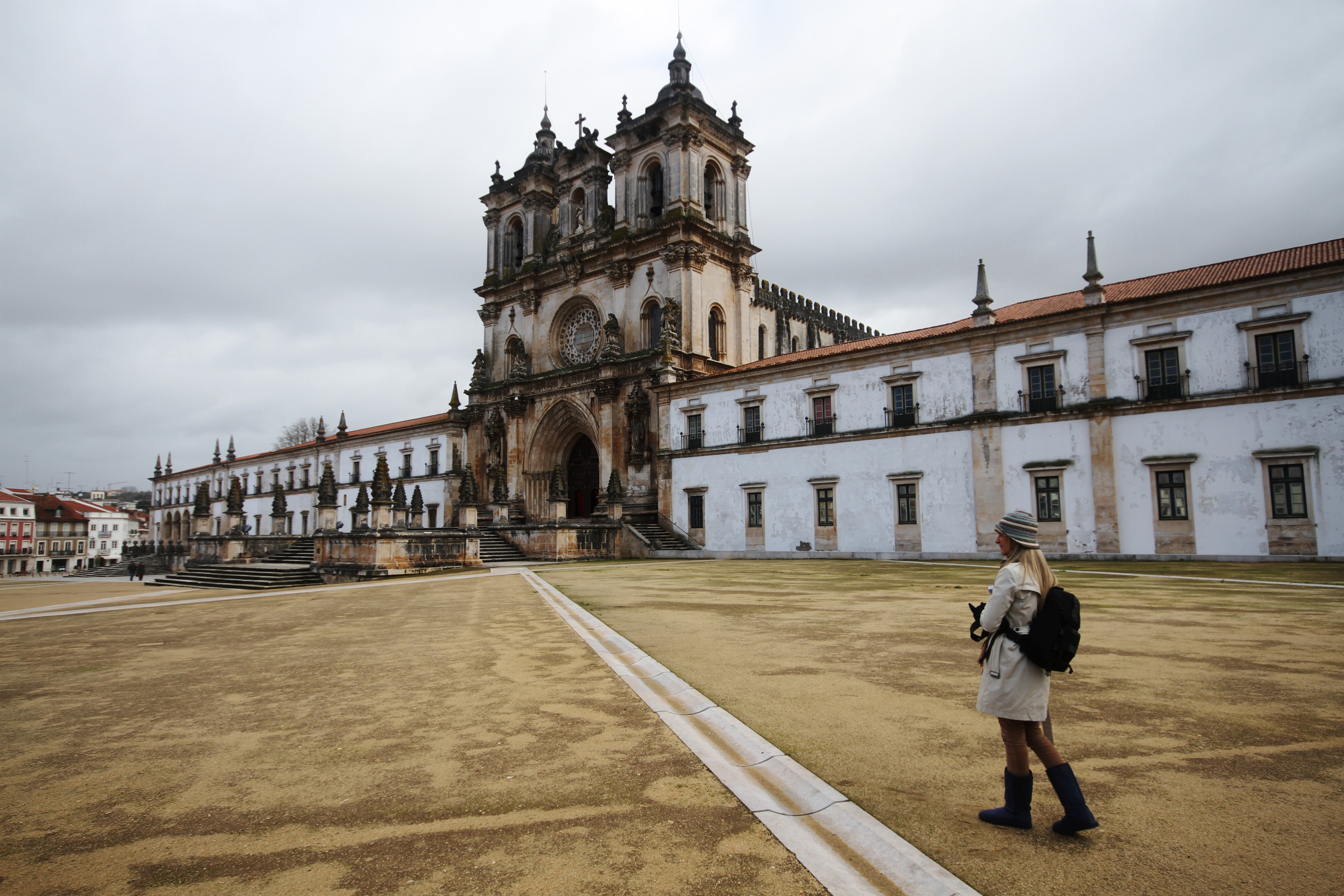
Mosteiro de Alcobaça, Portugal
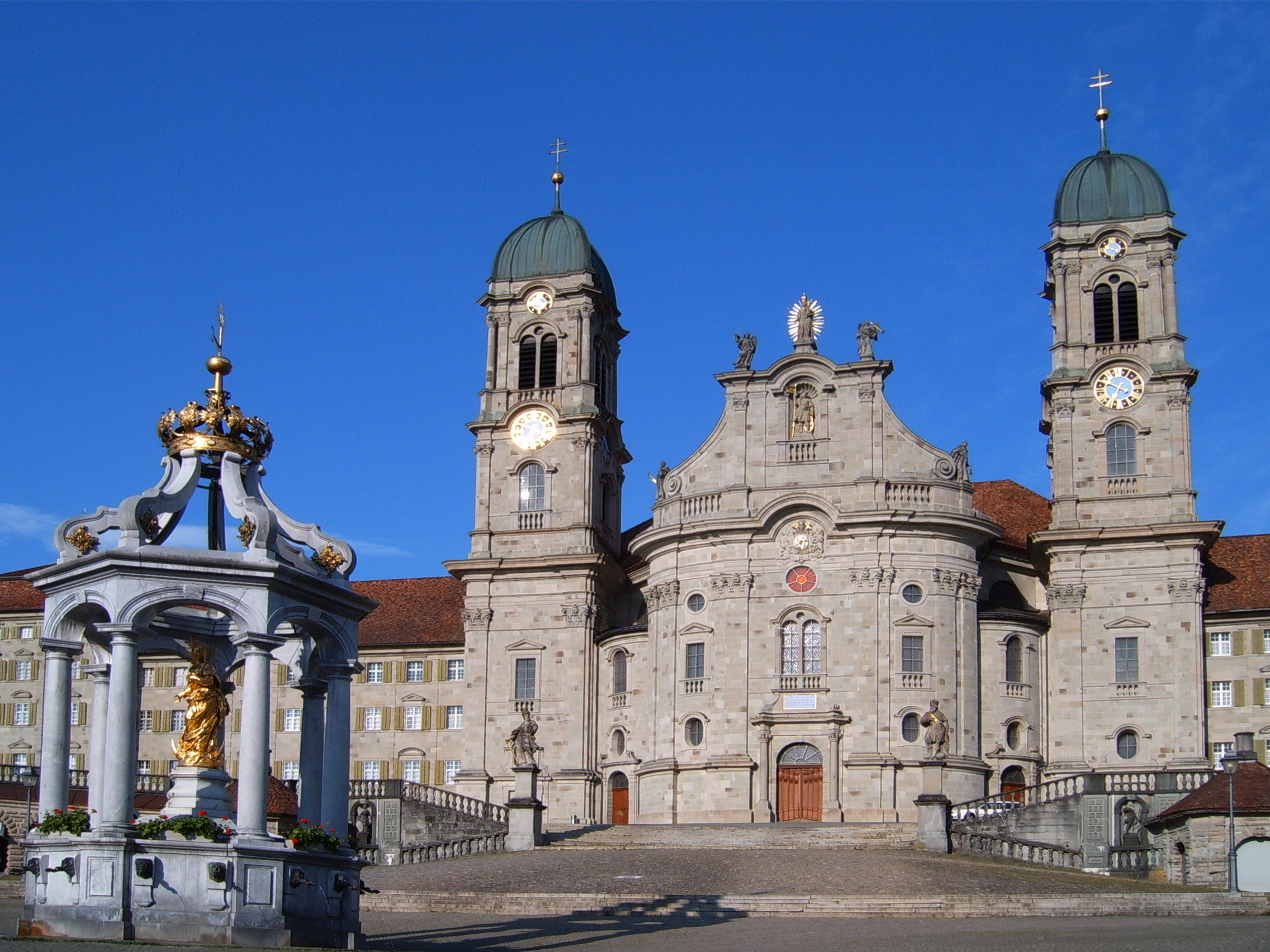
Abadia de Einsiedeln, Einsiedeln, Suíça

## Origem e desenvolvimento dos edifícios utilizados como igreja

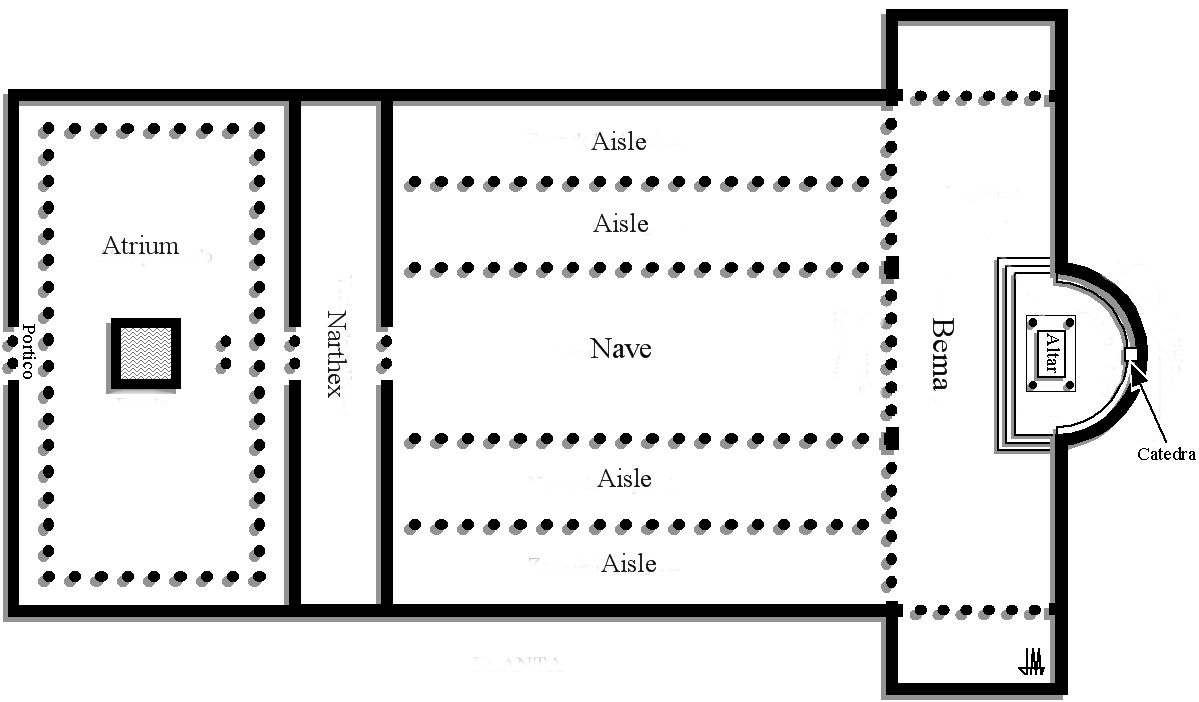
Planta baixa da Antiga Basílica de São Pedro mostrando o átrio (pátio), o nártex (vestíbulo), a nave central ladeada por dois corredores, uma bema para o clero que se estende até o transepto e uma êxedra (abside semi-circular)

As primeiras igrejas foram baseadas em diversas características dos edifícios da Roma Antiga:
- A igreja doméstica
- O átrio (atrium)
- A basílica (basilica)
- A bema
- O mausoléu (mausoleum), um edifício de plano central
- A planta cruciforme, seja no formato da cruz latina ou da cruz grega

### De casa a igreja
Do primeiro ao quarto século, a maior parte das comunidades cristãs venerava em domicílios privados, geralmente em segredo. Algumas igrejas romanas, como a Basílica de São Clemente, em Roma, foram construídas diretamente sobre casas como estas. Outras igrejas romanas primitivas foram construídas sobre locais de martírios ou perto da entrada de catacumbas onde os cristãos eram enterrados. As primeiras igrejas cristãs de grande porte foram construídas em Roma no século IV, logo depois de o imperador Constantino ter legalizado o cristianismo. Muitas das grandes igrejas de Roma, especialmente Santa Maria Maior e São João de Latrão são desta época. A Basílica de São Pedro é também desta época, apesar de nada mais restar do edifício original acima do solo.

### Átrio
Quando as comunidades do cristianismo primitivo começaram a construir igrejas, eles foram influenciados por uma característica em particular das igrejas domésticas mais antigas, o átrio (em latim: atrium), um pátio rodeado por uma colunata. Contudo, a maior parte deles desapareceu, mas um belo exemplo pode ser visto na San Clemente, em Roma, e um mais moderno foi construído no período românico em Sant'Ambrogio, em Milão. Os herdeiros destes átrios são os claustros quadrados ainda hoje presentes em muitas catedrais e nas enormes praças colunadas à frente da Basílica de São Pedro, da Basílica de São Marcos, em Veneza, e no Camposanto da Catedral de Pisa.

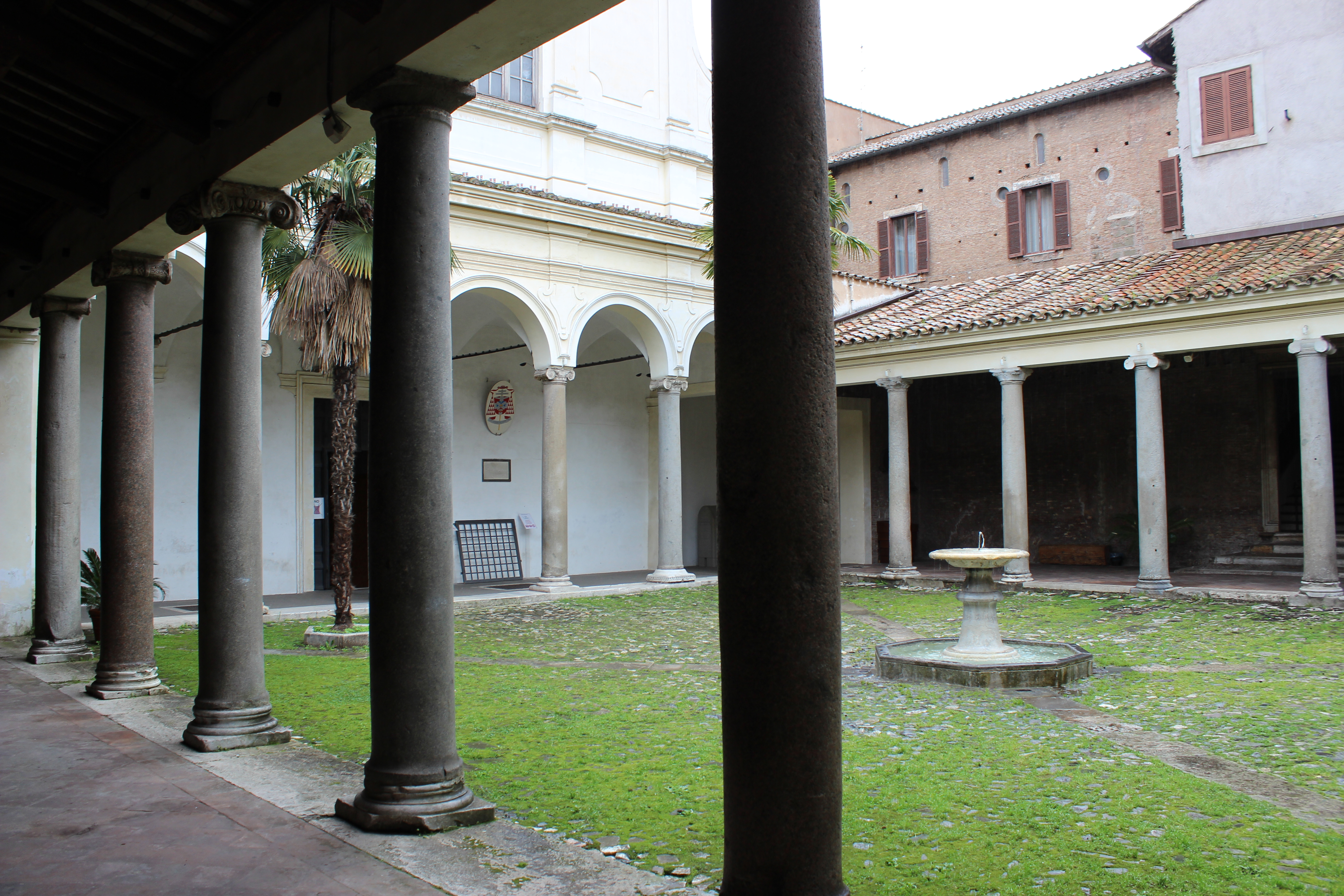
O átrio de San Clemente, em Roma, que reutilizou antigas colunas romanas
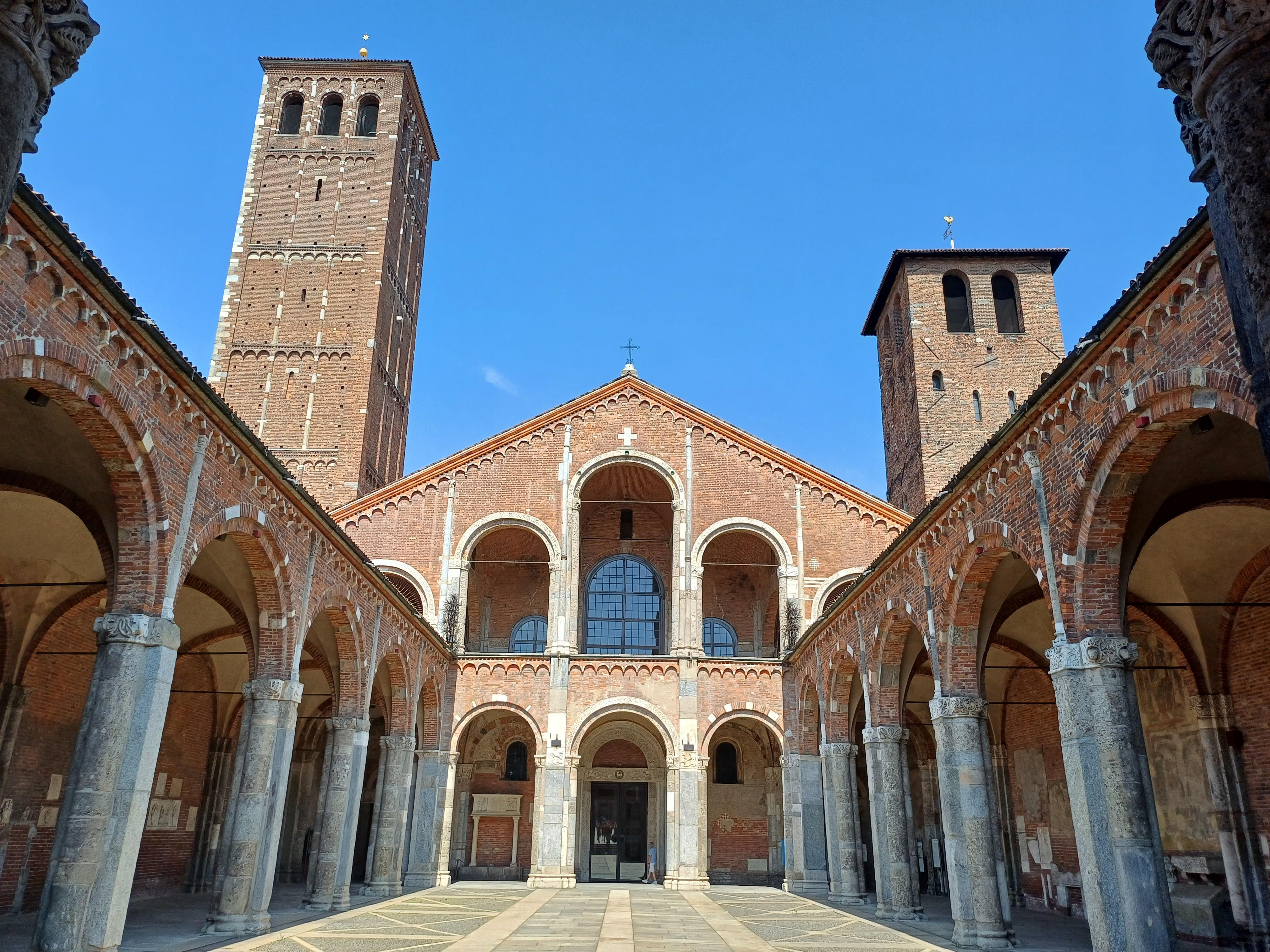
O átrio românico da Basílica de Sant'Ambrogio, em Milão
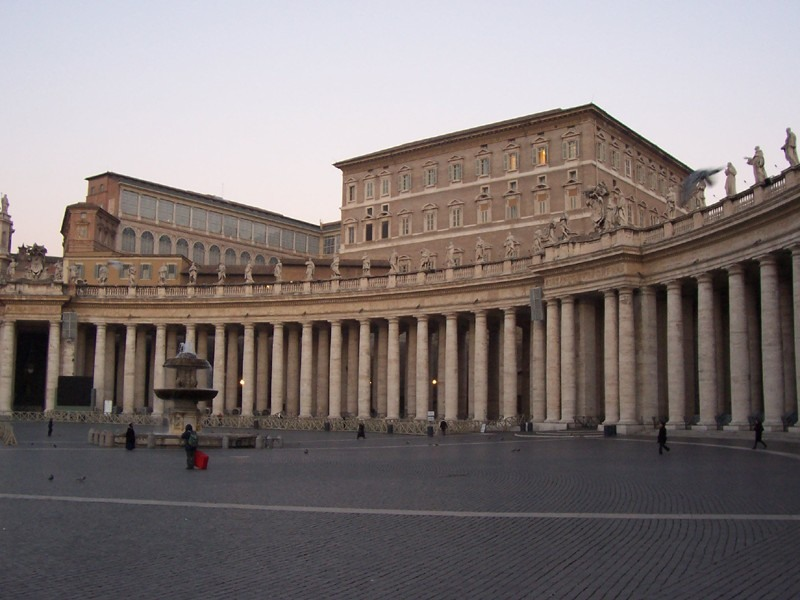
Uma seção da enorme colunata à volta da Praça de São Pedro, em Roma

### Basílica
As primeiras igrejas cristãs não se basearam nos templos romanos pois eles não tinham espaço interno suficiente para que a congregação se encontrasse para os serviços religiosos. Foi a basílica romana, que era utilizada como ponto de encontro, mercado e cortes legais que proveu o modelo para as grandes igrejas cristãs e acabou emprestando seu nome à basílica cristã. Tanto as basílicas romanas quanto os banhos romanos tinham no centro um grande edifício abobadado de grande pé-direito ladeado por uma série de câmaras mais baixas ou por uma larga passagem arcada. Uma importante característica das basílicas romanas eram as duas pronunciadas êxedras ou absides, um espaço semi-circular coberto por uma semicúpula. Era ali que os magistrados se sentavam quando a corte estava reunida. Este mesmo modelo passou para a arquitetura eclesiástica do mundo romano e foi adaptado de diferentes formas para servir à arquitetura das catedrais.
As primeiras igrejas de grande porte, como São João de Latrão, em Roma, tinha o formato de uma basílica com um dos lados terminando em uma abside e o outro, num átrio (pátio). Conforme a liturgia cristã se desenvolveu, as procissões passaram a fazer parte do serviço religioso. Assim, a porta processional era aquela que se abria no lado mais distante do edifício, ao passo que a porta utilizada pelo público era a que estava no centro de um dos lados, como acontecia nas basílicas de uso civil. Este desenho é visível ainda hoje em muitas catedrais e igrejas.

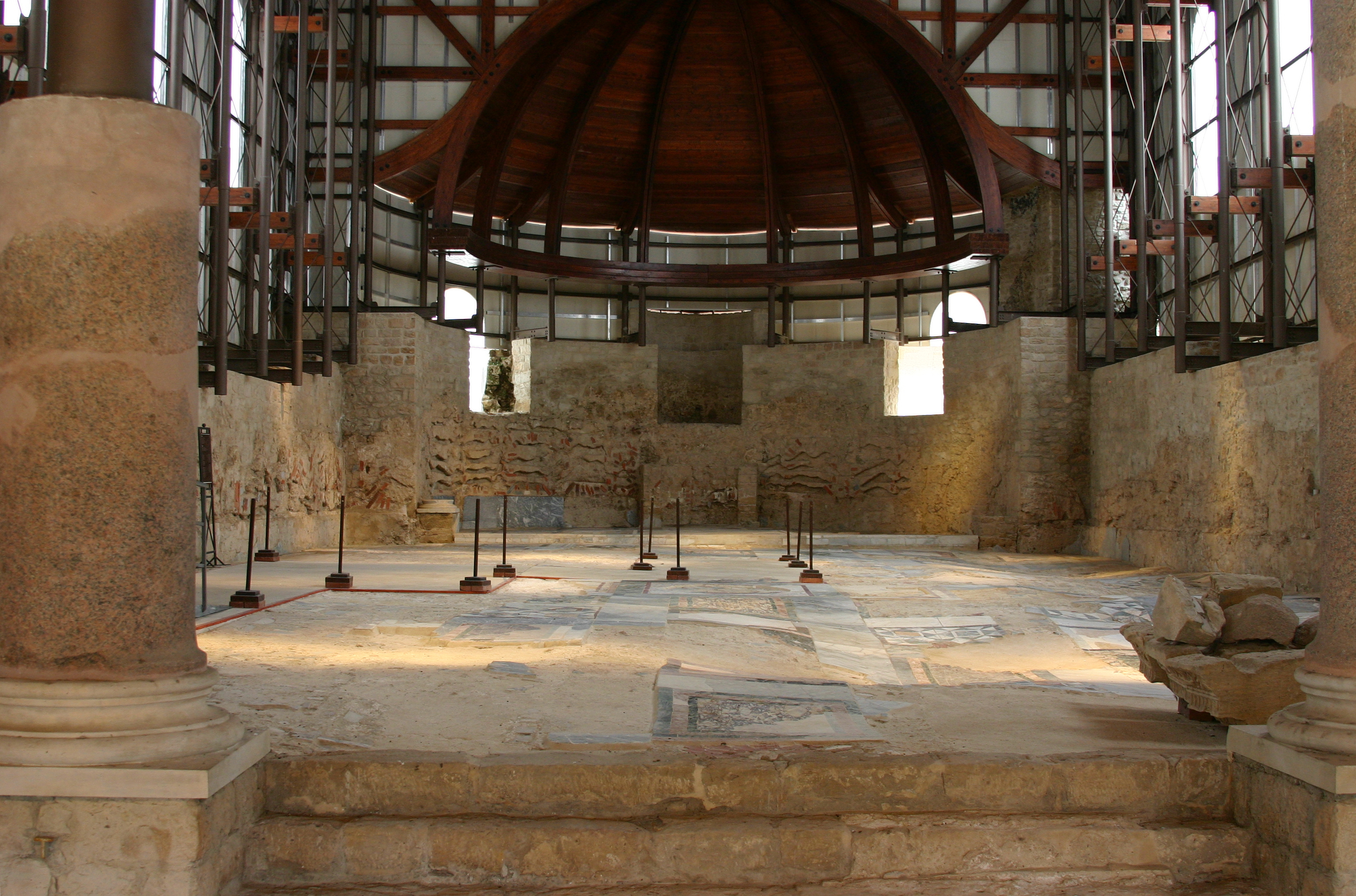
Antiga basílica romana em Villa del Casale, na Sicília
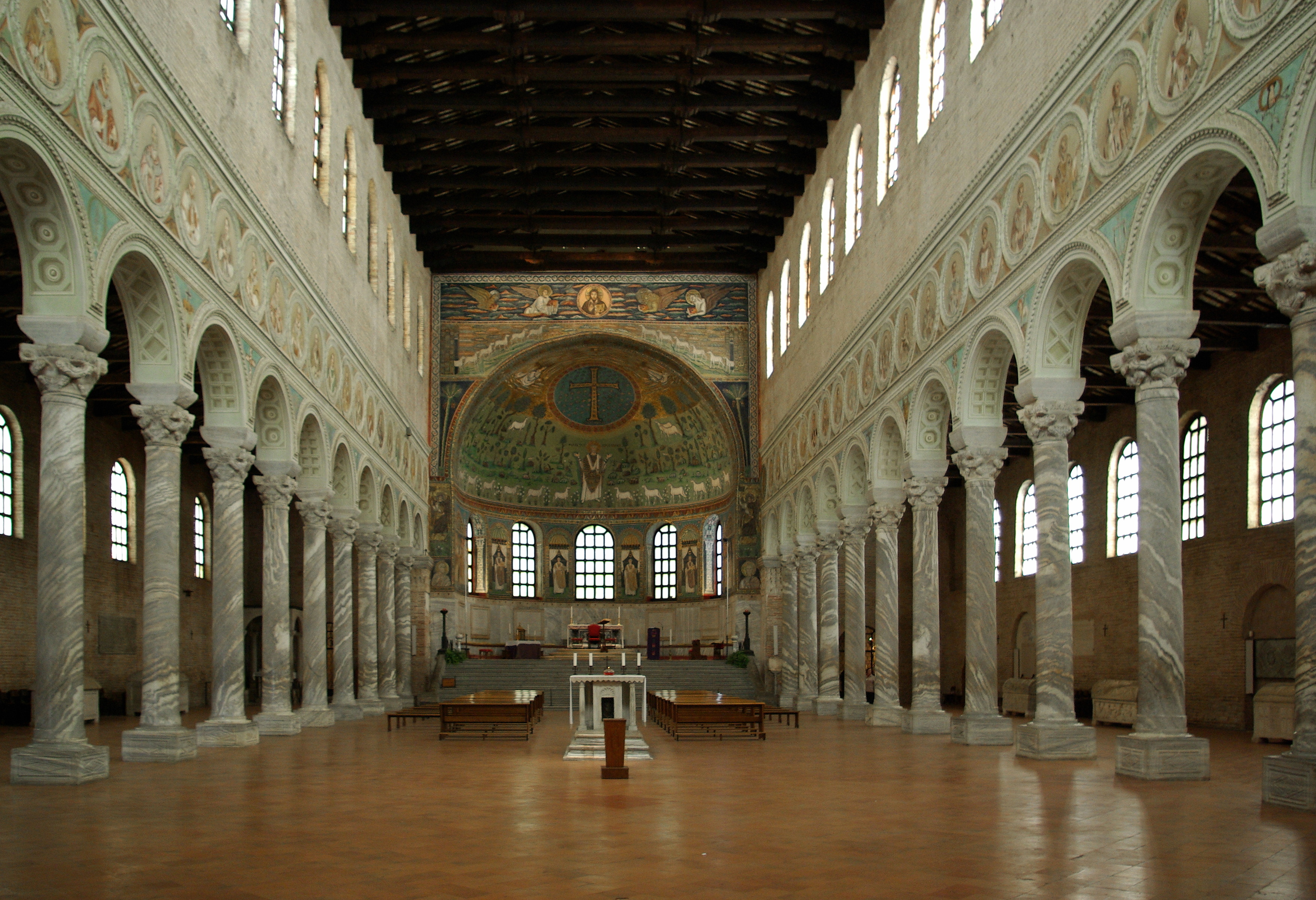
Interior da Basílica de Santo Apolinário em Classe, em Ravena
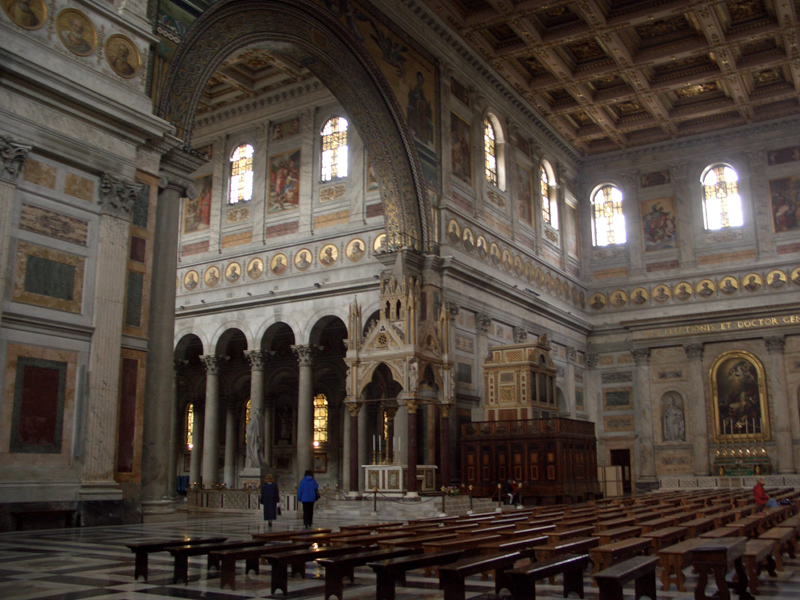
A "bema" da Basílica de São Paulo Extramuros, em Roma

### Bema
Conforme o número de pessoas no clero crescia, a pequena abside que abrigava o altar — a mesa sobre a qual o pão e o vinho eram ofertados no ritual da Eucaristia — passou a ficar pequena para acomodá-los. Um estrado elevado chamado "bema" passou a ser cada vez mais comum nas grandes igrejas basilicais. No caso da Basílica de São Pedro e São Paulo Extramuros, ambas em Roma, esta bema se estendia lateralmente para além do salão principal, formando dois braços e dando ao edifício o formato de um "T" encimado por uma abside pronunciada. Foi a partir deste modelo primitivo que se desenvolveu o formato da cruz latina, predominante nas catedrais e grandes igrejas do cristianismo ocidental. Os braços da cruz passaram então a ser chamados de transepto.

### Mausoléu
Outro elemento arquitetônico importante a influenciar a arquitetura eclesiástica foi o mausoléu. Na Roma Antiga, o mausoléu (em latim: mausoleum) de um nobre tinha a forma de uma cúpula quadrangular ou circular que abrigava um sarcófago. Constantino, o Grande, construiu um em Roma para sua filha Constantina que tinha o formato de um espaço circular rodeado por um deambulatório (um corredor curvo) mais baixo separado do ambiente central por uma colunata.
Este edifício permaneceu como um túmulo e tornou-se depois uma igreja, ainda hoje preservada, conhecida como Santa Constanza. É uma das igrejas mais antigas do mundo e tem um plano central e não longitudinal, como era o caso das basílicas. Constantino também foi o responsável pela construção da igreja circular, parecida com um mausoléu, sobre o túmulo de Jesus, a Igreja do Santo Sepulcro, em Jerusalém, uma obra que exerceu grande influência na construção de igrejas posteriores, incluindo San Stefano Rotondo, que abriga as relíquias do protomártir Santo Estêvão, em Roma, e a Basílica de São Vital, em Ravena.
Antigas igrejas circulares ou poligonais são relativamente raras. Algumas poucas, como a Igreja do Templo, em Londres, foram construídas durante as Cruzadas imitando o estilo do Santo Sepulcro, com exemplos também na França e na Espanha. Na Dinamarca, este tipo de igreja em estilo românico são muito mais numerosas. Em partes da Europa oriental existem ainda diversas igrejas em forma de torres redondas do período românico, mas são geralmente exemplos de arquitetura vernacular e de tamanho diminuto. Outras, como a Rotunda de São Martinho, em Vishegrad, na República Checa, foram finamente decoradas.
O plano circular ou poligonal serve bem a edifícios que fazem parte de grandes complexos eclesiásticos e que realizam uma função para a qual é desejável que a congregação fique em pé ou se sente à volta do ritual sendo realizado e não que estejam todos voltados para uma direção pré-determinada. Na Itália, este modelo foi utilizado durante todo o período medieval para a construção de batistérios e na Inglaterra, para casas capitulares. Na França, o plano poligonal com corredor (deambulatório) foi muito utilizado como parte terminal do lado oriental e, na Espanha, a mesma forma foi frequentemente utilizada em capelas. 
Além de Santa Constanza e San Stefano, existia ainda em Roma uma outra importante igreja em Roma que também era circular, o vasto Panteão, um edifício secular romano transformado depois em igreja, que abrigava numerosas estátuas. Seu modelo foi também muito influente no desenvolvimento da arquitetura das catedrais.

Igrejas circulares
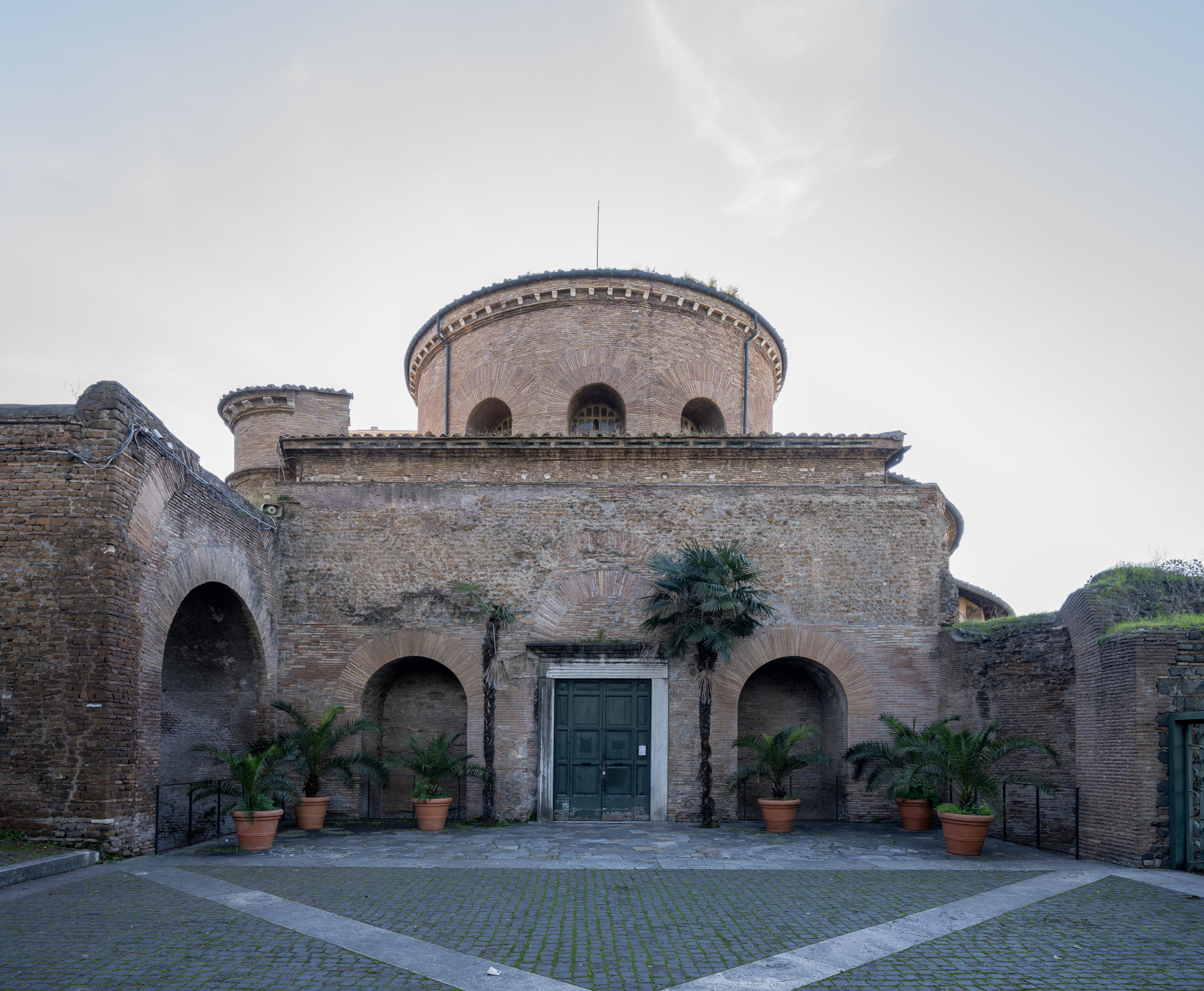
O Mausoléu de Santa Costanza, Roma, construída por Constantino, o Grande, para sua filha Constantina
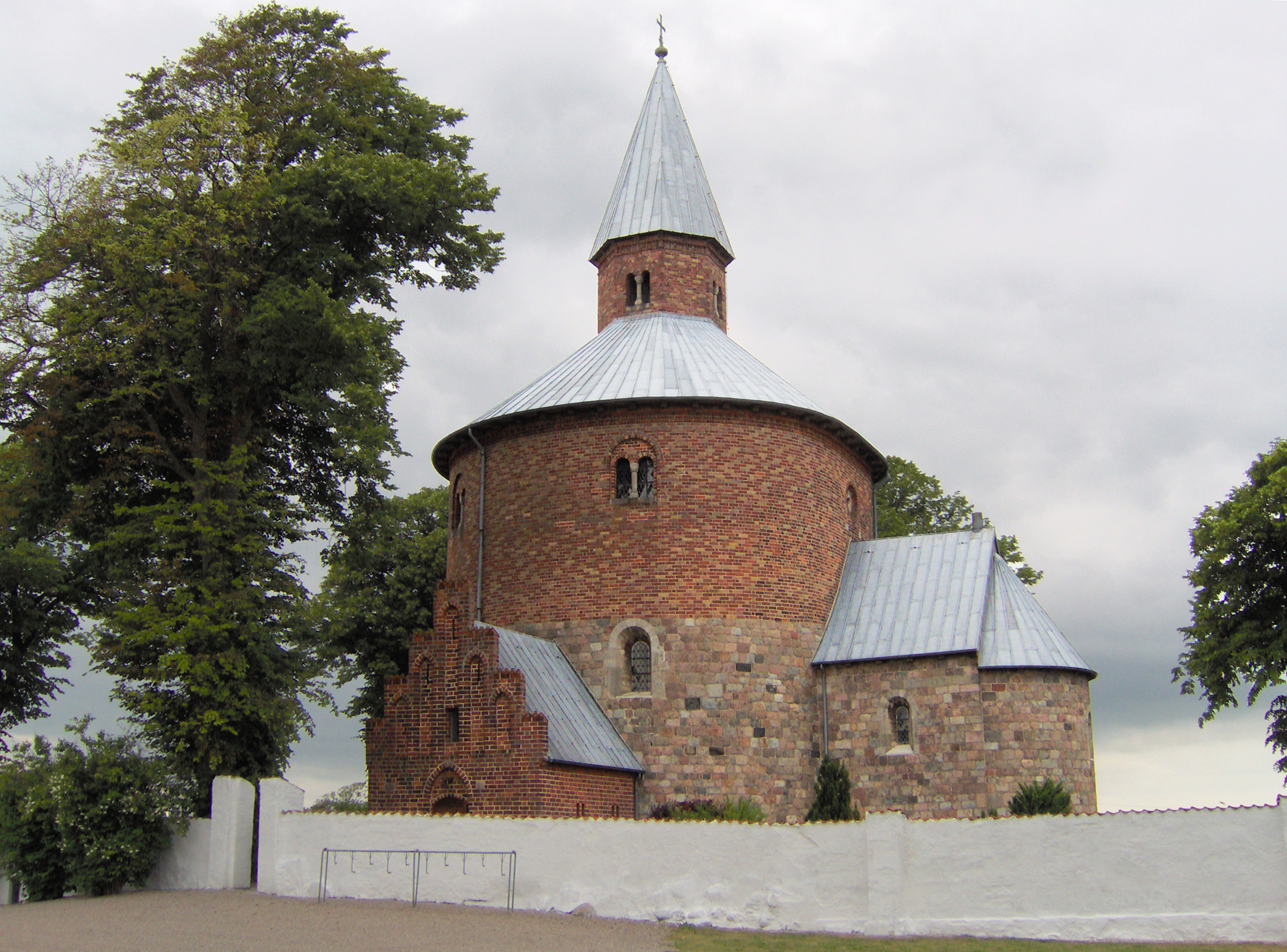
A "Bjernede Kirke" é uma das diversas igrejas circulares românicas na Dinamarca
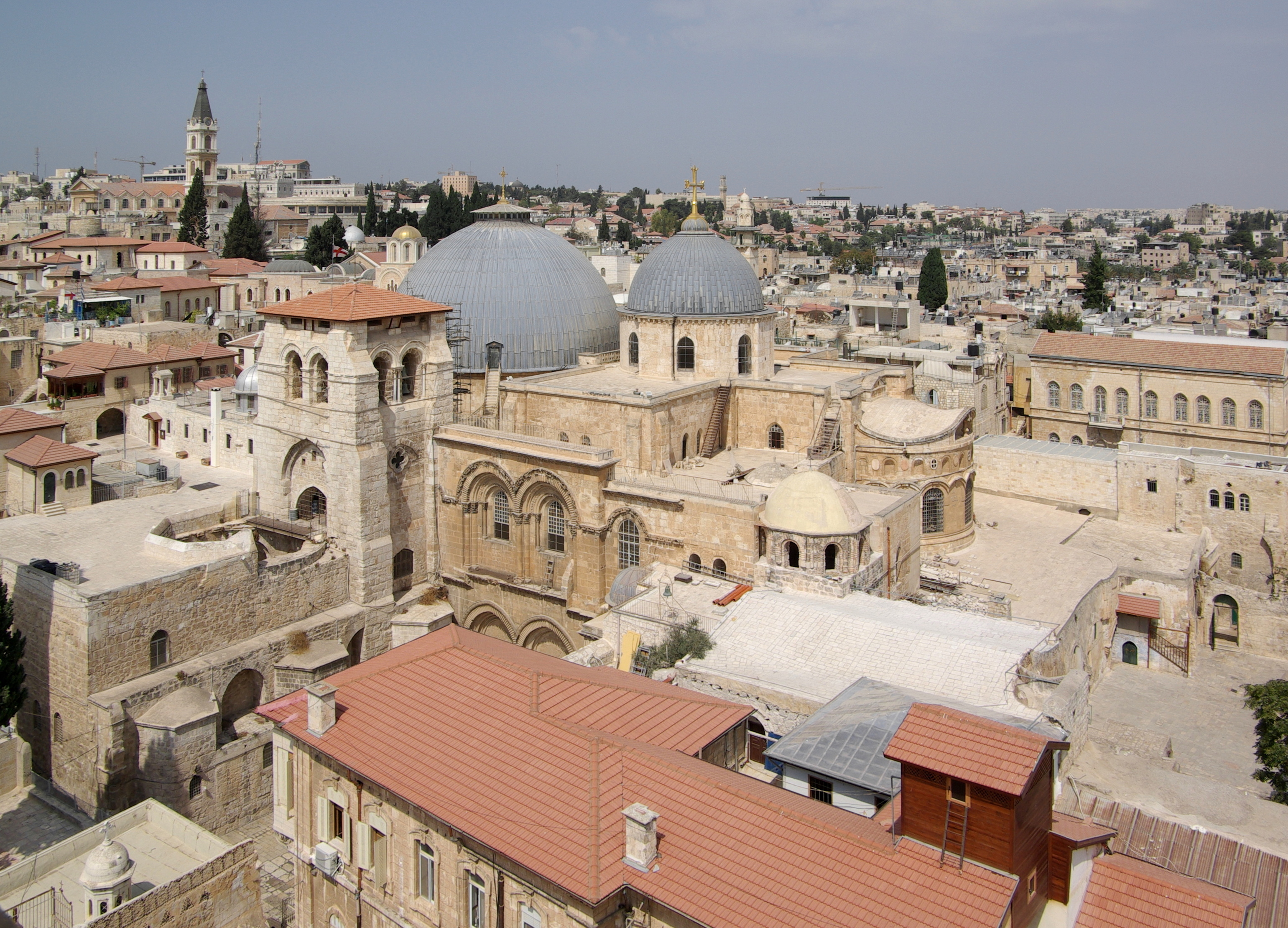
Igreja do Santo Sepulcro, em Jerusalém, também construída por ordem de Constantino
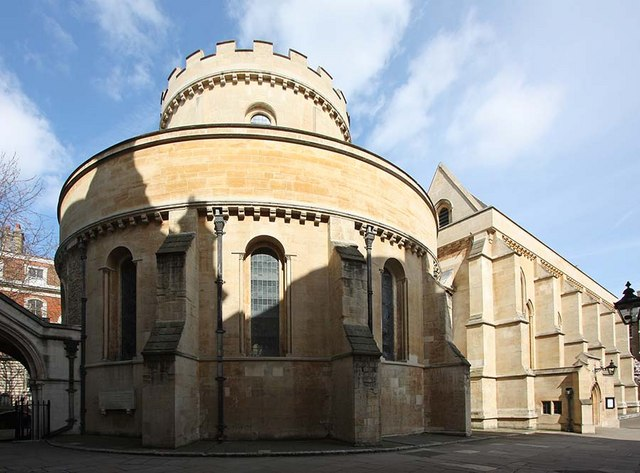
A Igreja do Templo, em Londres, foi inspirada pela rotunda da Igreja do Santo Sepulcro, em Jerusalém

### Cruz latina e cruz grega

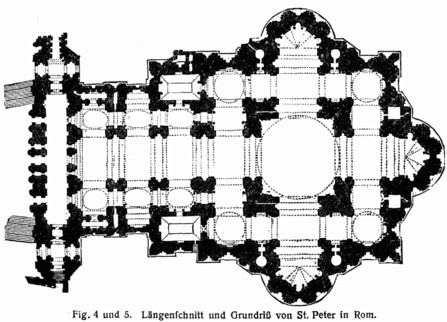
Plano da basílica renascentista de São Pedro, revelando elementos tanto do plano central quanto do longitudinal

A maioria das catedrais e grandes igrejas tem uma planta baixa cruciforme. Nas igrejas de tradição europeia ocidental, este plano é geralmente longitudinal, na forma da chamada cruz latina, com uma longa nave atravessada por um transepto, que pode ser bastante pronunciado, como na Catedral de York, ou terminar nos corredores, como no caso da Catedral de Amiens.
Muitas das primeiras igrejas de Bizâncio (Constantinopla) tem um plano longitudinal. Em Santa Sofia, há uma enorme cúpula central emoldurada num dos eixos por duas altas semicúpulas e, no outro, pelos braços do transepto, mais baixos, com o plano geral no formato de um quadrado. Esta enorme igreja influenciou o desenho de muitas igrejas posteriores e continua influenciando no século XXI. Um plano quadrangular no qual a nave, o coro e os braços do transepto são de igual tamanho formando uma cruz grega, o cruzeiro geralmente encimado por uma cúpula, tornou-se o desenho mais comum na Igreja Ortodoxa, com muitas igrejas de desenho similar encontradas por toda a Europa oriental e Rússia. Igrejas no formato de cruz grega geralmente contam ainda com um nártex ou vestíbulo, que se estende por toda a frente da igreja. Este tipo de planta também seria bastante influente no desenvolvimento da arquitetura eclesiástica na Europa ocidental, notadamente na planta de Bramante para a Basílica de São Pedro.

## Arquitetura

Uma planta esquemática mostrando os principais elementos e a orientação comum a diversas catedrais e grandes igrejas

### Elementos arquitetônicos comuns a muitas catedrais e grandes igrejas
Nota – Esta lista foi compilada a partir da obra de Banister Fletcher, Wim Swaan e da Enciclopédia Larousse. Por causa da enorme variação entre as histórias de cada edifício, nem todos estes elementos aparecem em todos eles. 

#### Eixo
Como já descrito, a maioria das catedrais e grandes igrejas são de formato cruciforme seguindo um eixo pré-determinado. Este eixo geralmente segue a direção leste/oeste, com a ênfase, no exterior, na fachada ocidental (oeste), onde fica normalmente a entrada principal, e, no interior, no extremo oriental (leste), para que a congregação reunida se volte para a direção da vinda de Cristo. Como esta direção é também a do sol nascente, as características arquitetônicas do lado oriental geralmente se focam em melhorar a iluminação interior pelo sol. Porém, nem toda igreja ou catedral está disposta neste eixo leste/oeste, mas, mesmo nas que não estão, os termos "fachada ocidental" e "extremo oriental" são utilizados. Muitas igrejas de Roma, especialmente a Basílica de São Pedro, estão orientadas no sentido oposto.
No caso de igrejas de planta central, o eixo principal é o que liga a porta principal ao altar-mor.

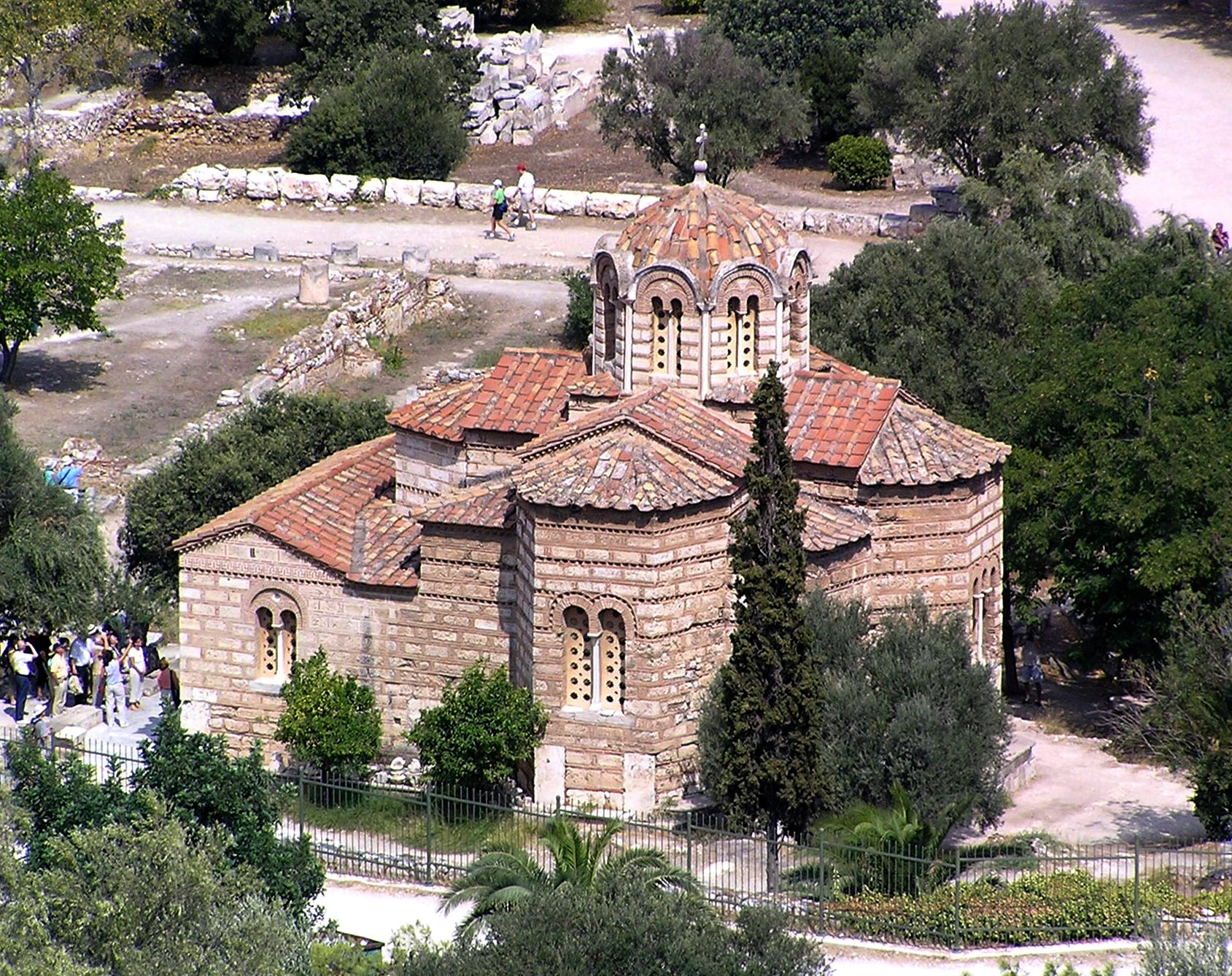
A Igreja dos Santos Apóstolos, em Atenas, de origem bizantina, tem a forma de uma cruz grega com uma cúpula central e o eixo marcado pelo nártex.
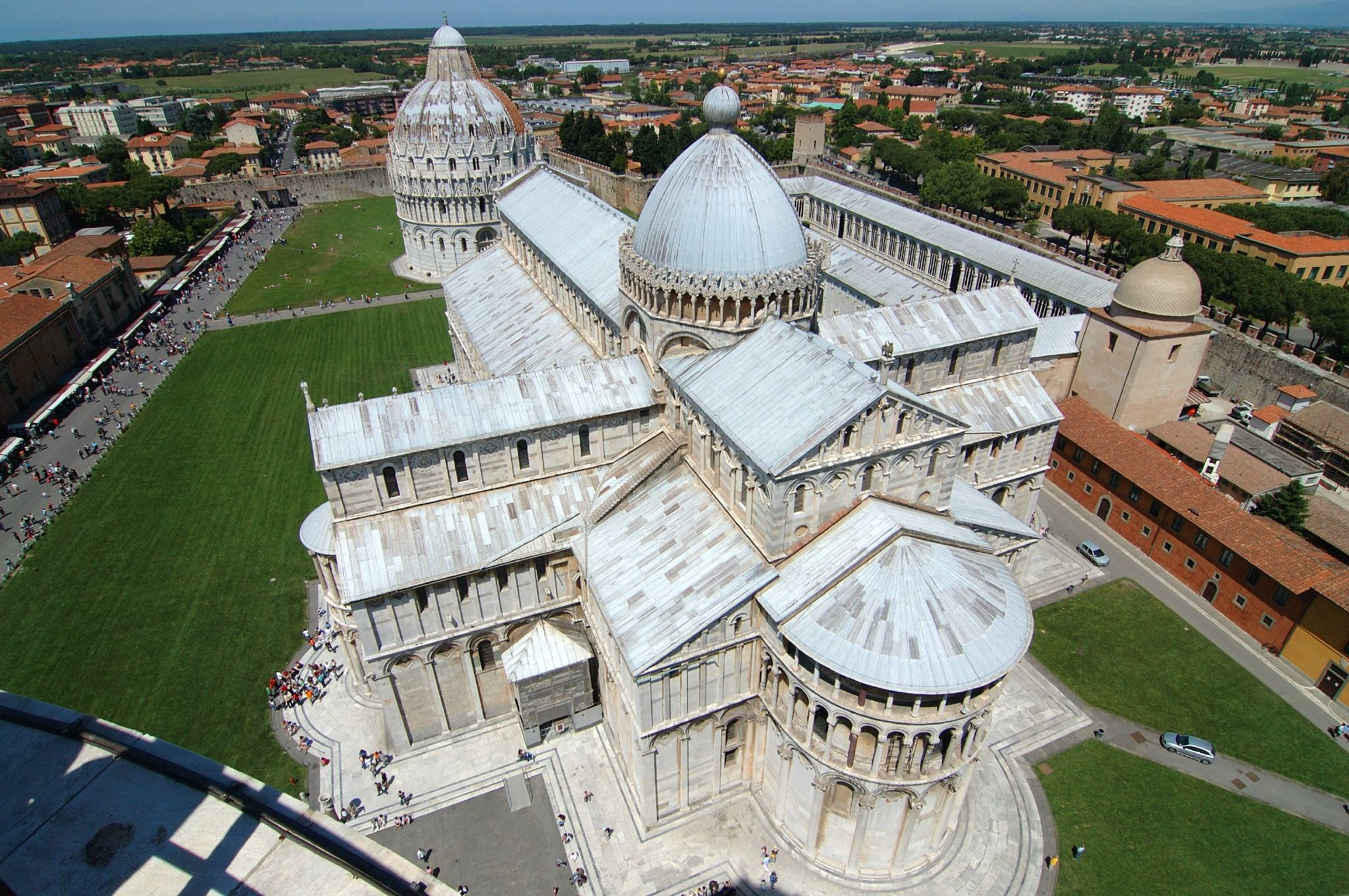
Catedral de Pisa vista a partir da "torre inclinada" revela a forma de cruz latina, com uma abside pronunciada no primeiro plano e um batistério isolado no lado oeste.
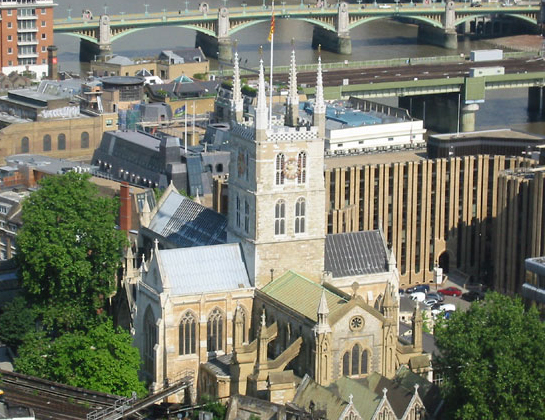
Catedral de Southwark, em Londres, com um transepto bastante pronunciado, uma longa seção oriental e uma torre central, bastante comum na Grã Bretanha.

#### Nave
A maioria das catedrais e grandes igrejas da tradição europeia ocidental tem uma ampla nave ladeada por corredores mais baixos e separados dela por arcadas de ambos os lados. Ocasionalmente os corredores tem a mesma altura da nave, um desenho conhecido como Igreja-salão. Muitas catedrais são grandes o suficiente para ostentar dois corredores de cada lado da nave, como é o caso da Basílica de Notre-Dame de Paris, que tem dois corredores e uma fileira de capelas de cada lado.

#### Transepto
O transepto corresponde aos "braços" do edifício da igreja. Nas catedrais inglesas de origem monástica, geralmente existem dois transeptos. A intersecção entre a nave e o transepto é chamado de cruzeiro e é geralmente encimado por um pequeno coruchéu chamado flèche, uma cúpula ou, especialmente na Inglaterra, uma grande torre com ou sem coruchéu.

#### Ênfase vertical
Em catedrais ou grandes igrejas geralmente se encontra uma proeminente característica externa que ascende e direciona os olhos do observador em direção ao céu. Pode ser uma cúpula, uma torre central, duas torres na fachada ocidental ou duas de cada um dos lados, como na Catedral de Speyer. As torres podem estar encimadas por pináculos, coruchéus ou ainda por pequenas cúpulas.

Três antigas catedrais que dominam a paisagem urbana onde estão, mantendo seu impacto original
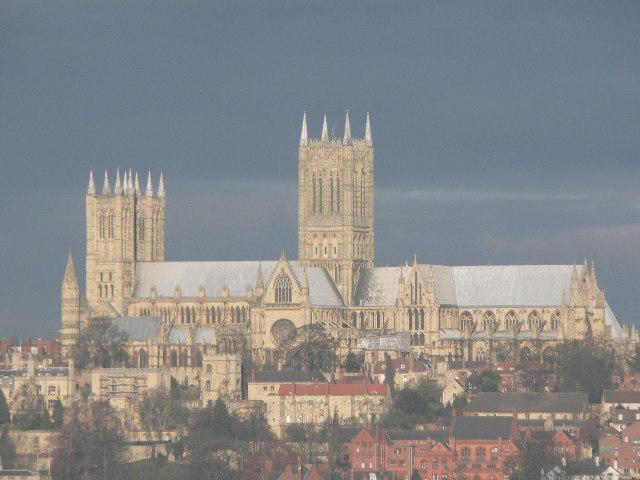
Catedral de Lincoln, Inglaterra, tem duas torres e uma enorme torre de cruzeiro encimada por um coruchéu que foi, por 200 anos, o mais alto do mundo.
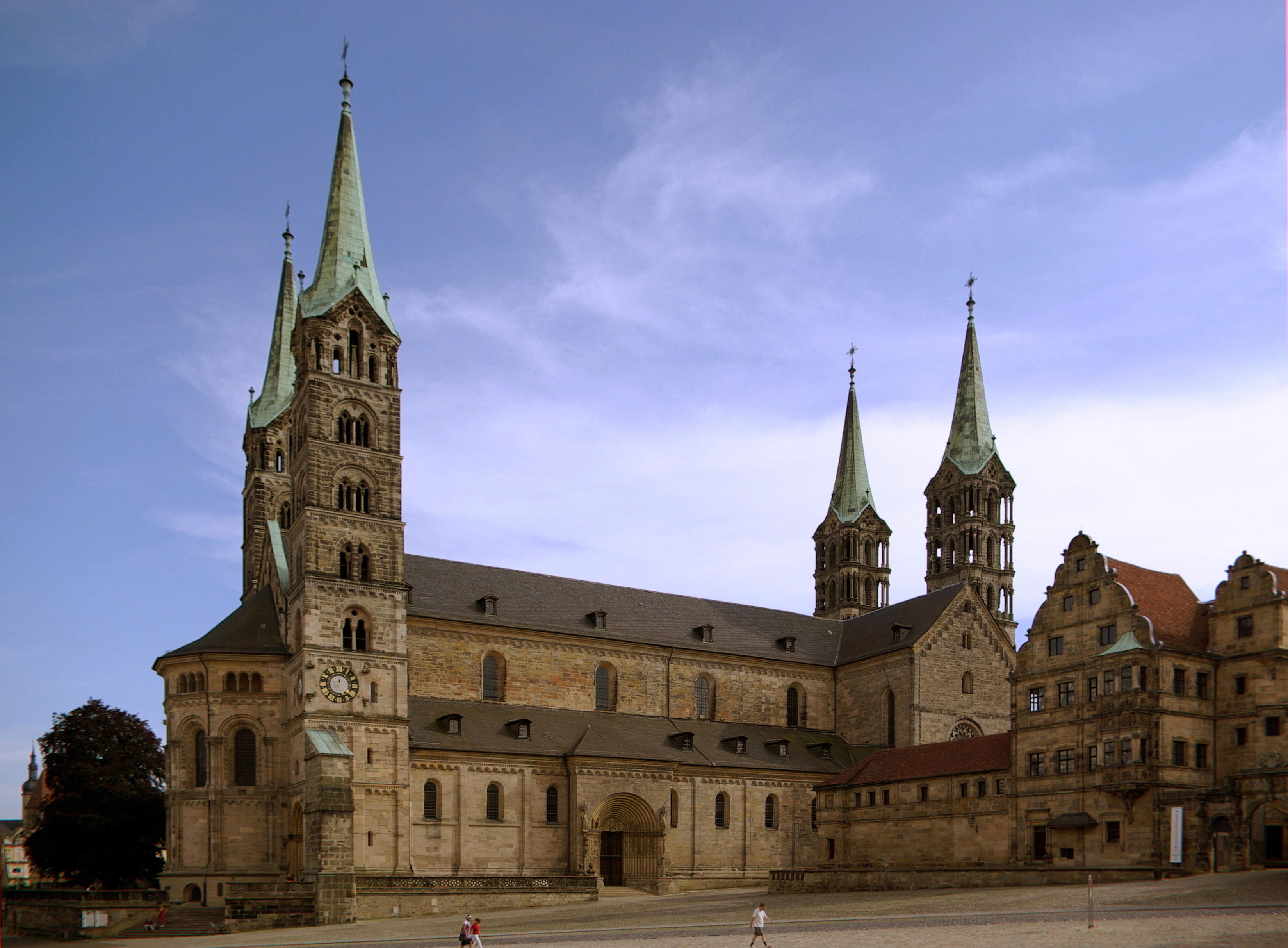
Catedral de Bamberg, Alemanha, tem uma torre em cada canto, todas encimadas por coruchéus que se erguem a partir dos gabletes e são conhecidos como rhenish helms.
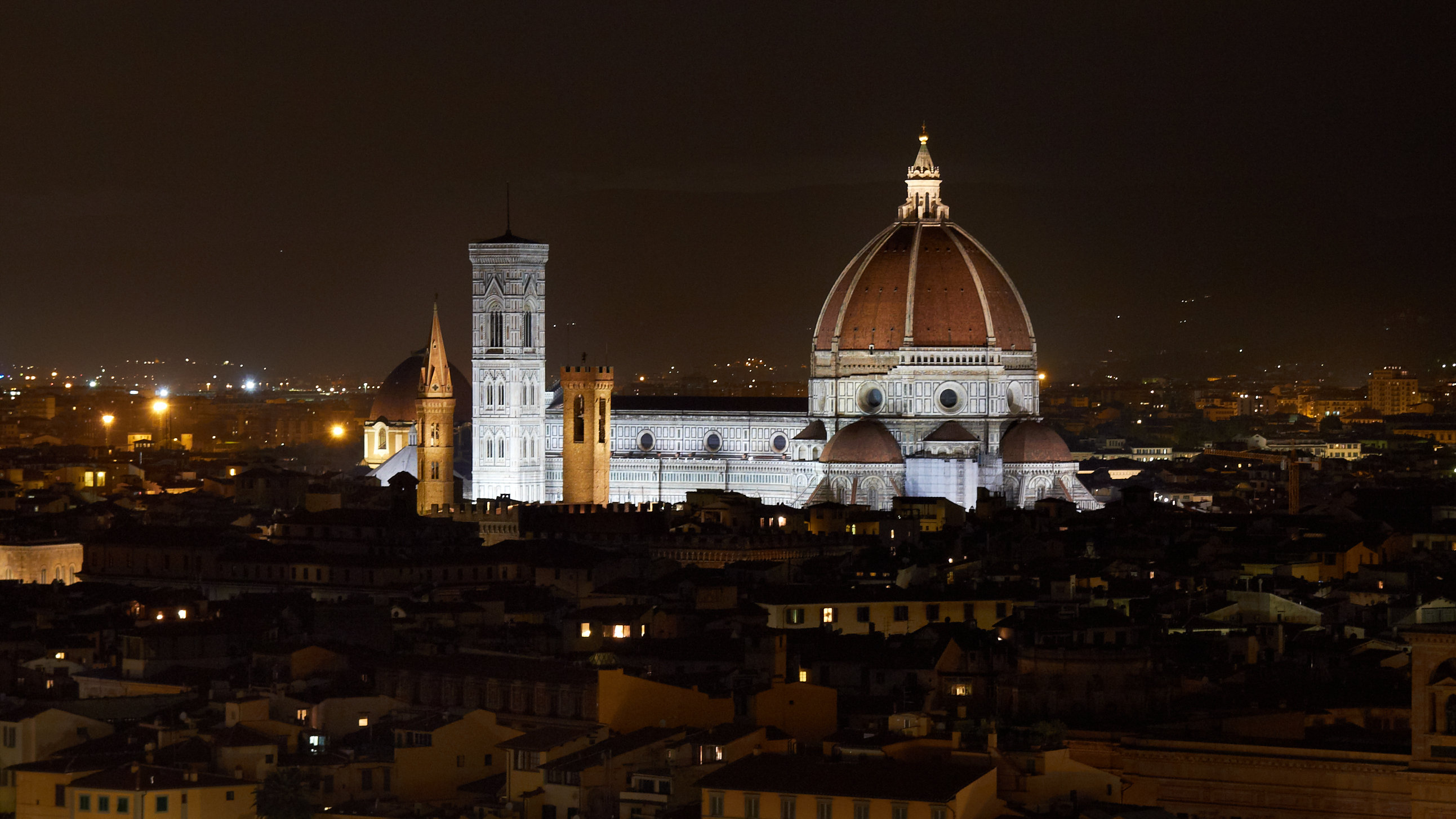
Catedral de Florença, Itália, tem um campanário isolado e a maior cúpula do mundo construída antes do século XIX.

#### Fachada ocidental
A "fachada ocidental" é a parte mais adornada do exterior de uma igreja, com usualmente três portas processionais e um rico conjunto de esculturas e tracerias em pedra ou mármore. A fachada comumente conta ainda com uma grande janela, que pode ser uma rosácea, ou um grupo de esculturas monumentais como característica principal.
Na tradição da Europa ocidental, há geralmente duas torres ladeando a fachada, uma prática que tem sua origem numa tradição observada na Igreja do Santo Sepulcro, em Jerusalém. Durante a Semana Santa, os fieis costumavam seguir em procissão pelas estações da cruz em direção à basílica, que, nos primeiros anos do cristianismo, era um santuário encimado por uma cúpula sobre o local do túmulo de Jesus e um "alpendre" com escadas nas duas pontas apoiadas por pequenas torres por onde a procissão entrava e saía. Essas torres foram adotadas simbolicamente, particularmente na arquitetura românica, na forma de guaritas e se desenvolveram muito nos períodos normando e gótico dando origem a grandes torres, chegando ao auge na Catedral de Colônia, cujas torres só foram completadas no final do século XIX.

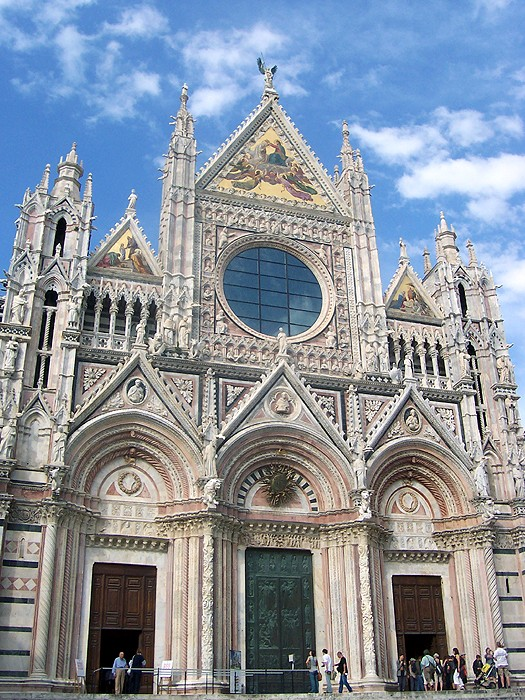
A fachada multicolorida da Catedral de Siena, Itália, que tem elementos bizantinos, românicos e góticos.
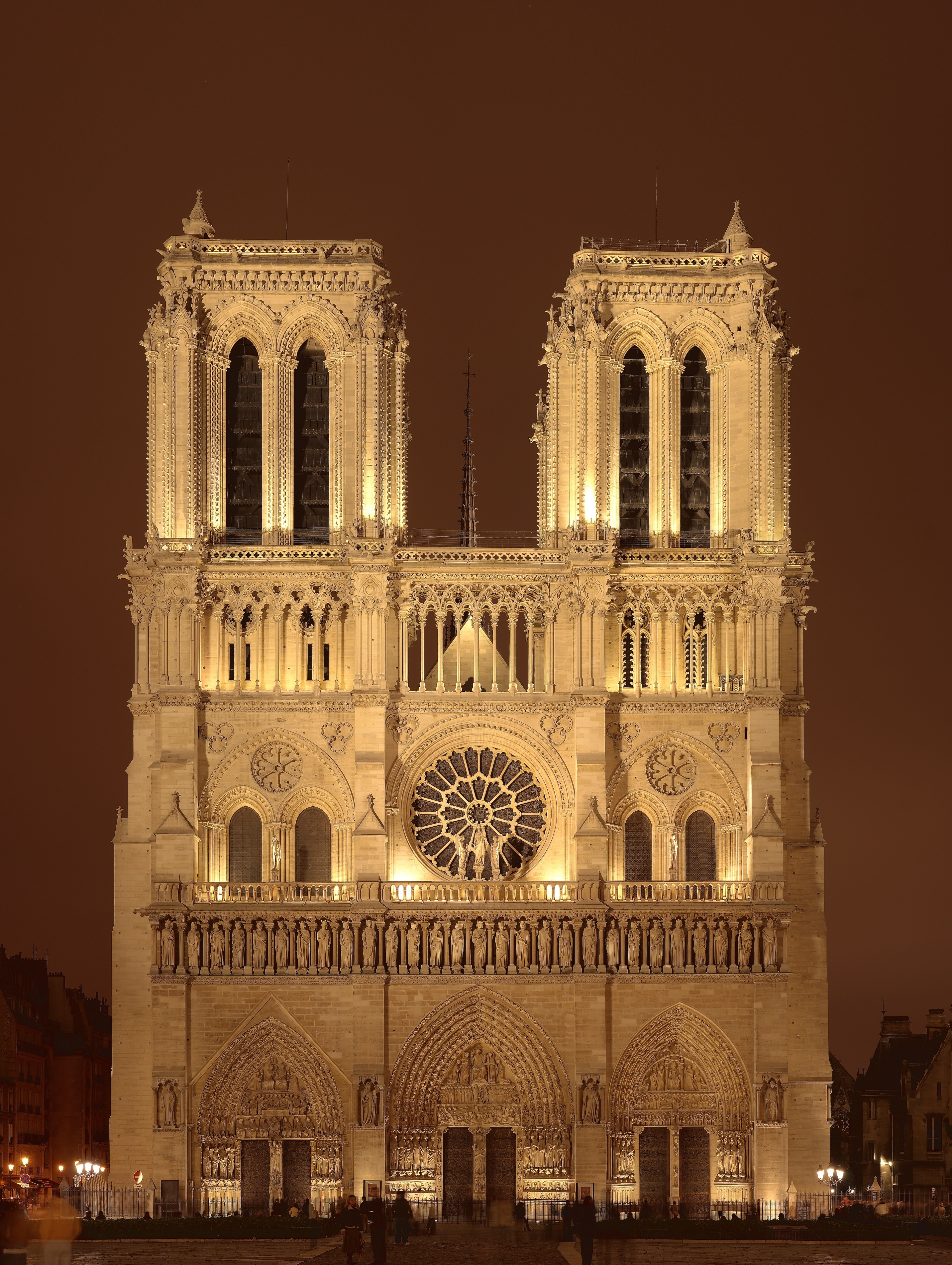
A Basílica de Notre-Dame de Paris tem uma fachada ocidental cujos elementos verticais e horizontais estão balanceados.
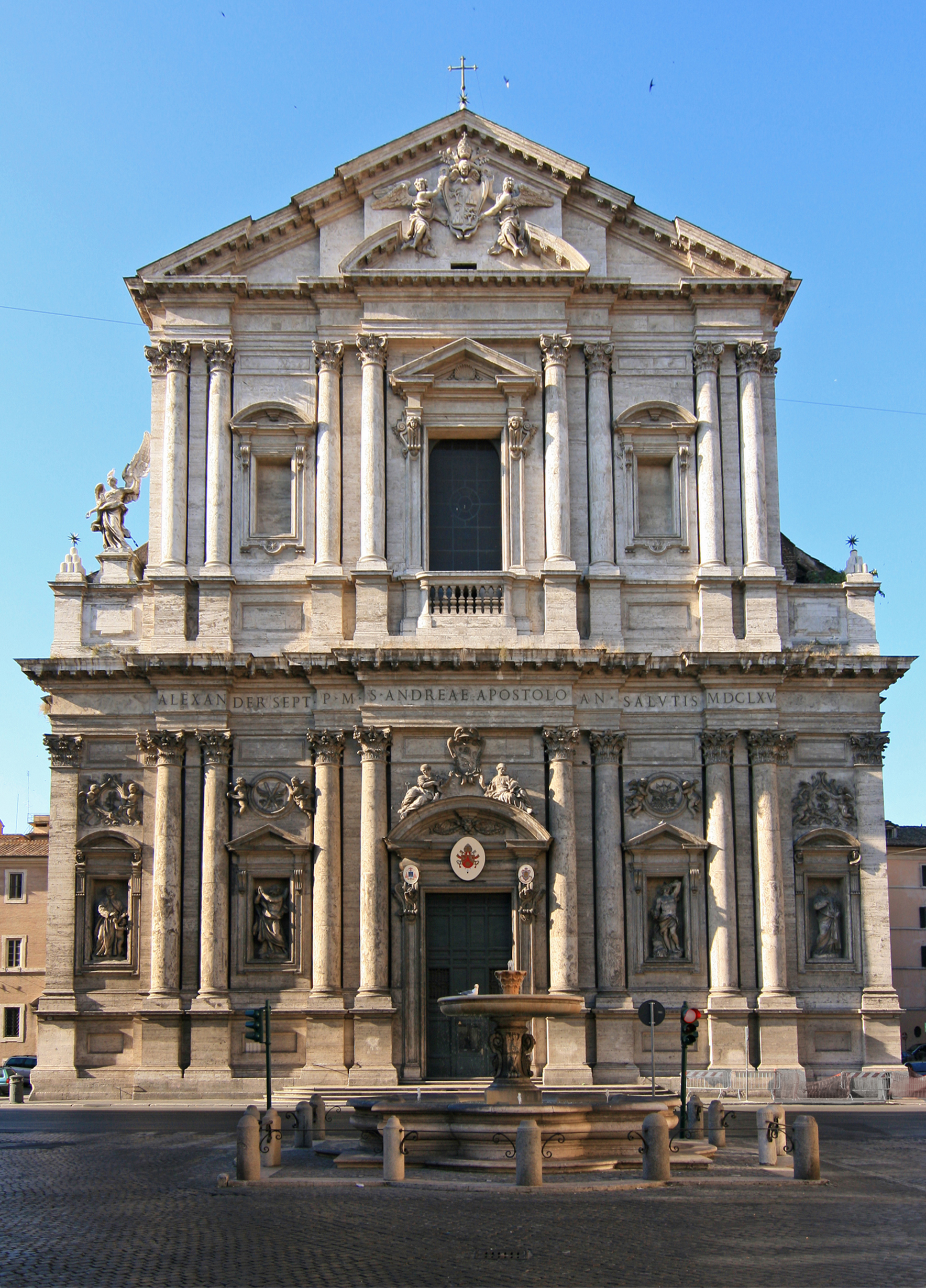
A fachada renascentista de Sant'Andrea della Valle, Roma, é a de um templo em duas seções distintas com colunas duplas.
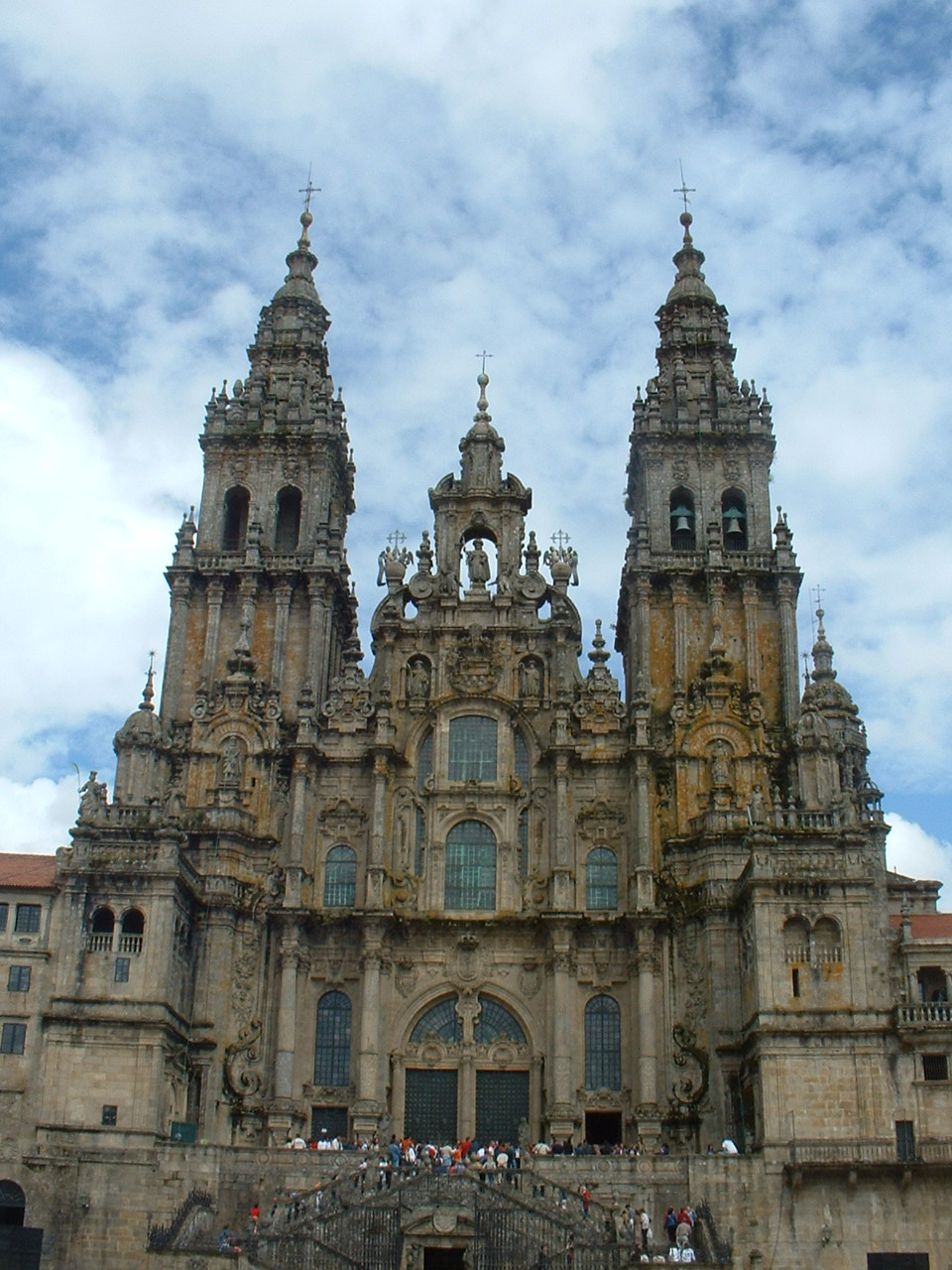
A fachada ocidental representativa do barroco espanhol da românica Catedral de Santiago de Compostela.
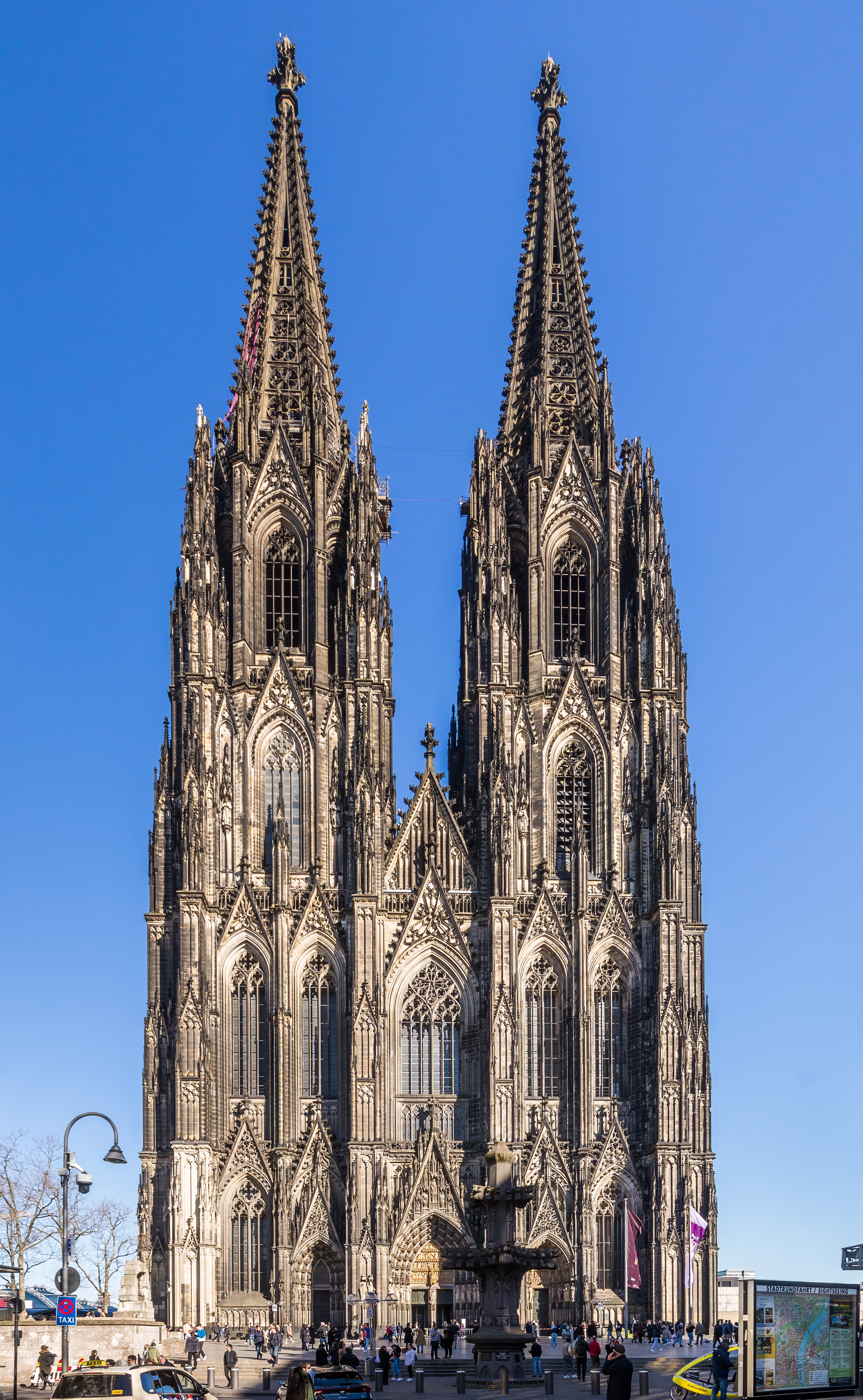
A fachada ocidental da Catedral de Colônia só foi completada no século XIX.
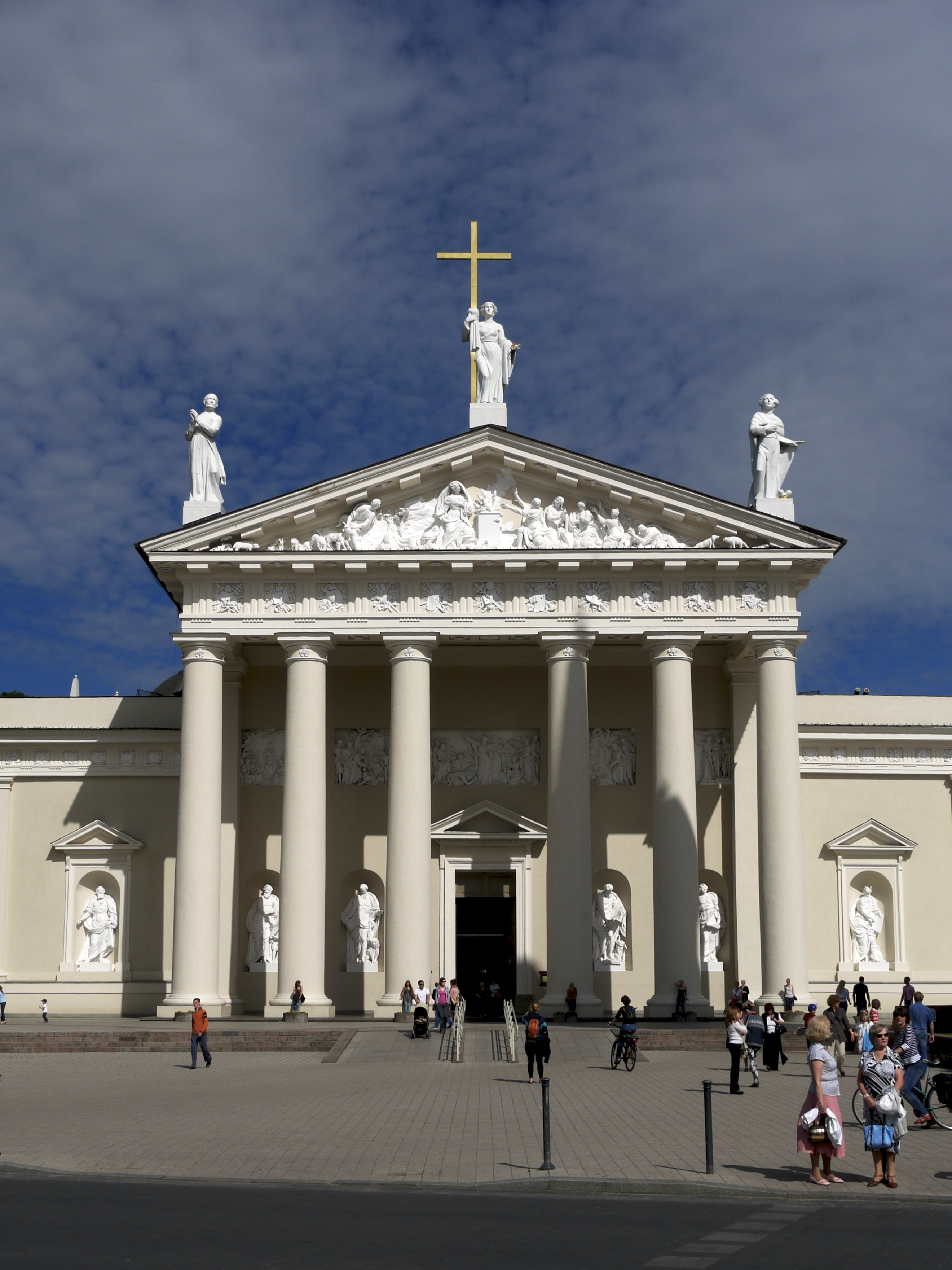
A fachada neoclássica da Catedral de Vilnius, na Lituânia, com colunas e seu proeminente pedimento.

#### Extremo oriental
O "extremo oriental" é a parte do edifício das catedrais e grandes igrejas onde aparece a maior diversidade na forma arquitetural. É ali que está, no interior, o presbitério onde fica o altar-mor. Nos primeiros anos do cristianismo e durante o período bizantino, o extremo oriental tinha a forma de uma pronunciada abside semi-circular. Durante o período românico seguinte, o formato mais comum era uma extremidade arrendondada, mas de diversas formas. Na Itália, Alemanha e no Leste europeu, era comum uma abside baixa projetando-se de uma extremidade quadrada mais alta. Na França e na Inglaterra, o coro terminava numa extremidade oriental de grande altura de formato semi-circular rodeada por um deambulatório. Apesar de comum na França, na Inglaterra este formato só se preservou sem mudanças significativas na Catedral de Norwich. Durante o período gótico, popularizou-se na França, Espanha, Alemanha e no Leste europeu uma extremidade oriental longa que se estendia até uma alta abside abobadada. Os corredores continuavam por toda a volta da abside criando uma passagem mais baixa (deambulatório). Era frequente ainda um grupo de capelas que irradiavam da abside, a cabeceira (chevet). Na Inglaterra, contudo, há uma diversidade muito maior de formatos. A Catedral de Cantuária tem um extremo oriental com um deambulatório e capelas radiantes, mas nenhuma catedral inglesa anterior ao século XIX tem uma cabeceira plenamente desenvolvida. Em algumas, notadamente na Catedral de Lincoln, a extremidade oriental tem um formato quadrado, similar a um precipício, enquanto que na maioria das demais o tom severo é quebrado em parte pela presença destacada de uma "Capela de Nossa Senhora" (em inglês:  Lady chapel). Há também exemplos de corredores mais baixos contornando a extremidade leste de formato quadrangular.

Quatro formatos diferentes para a extremidade oriental
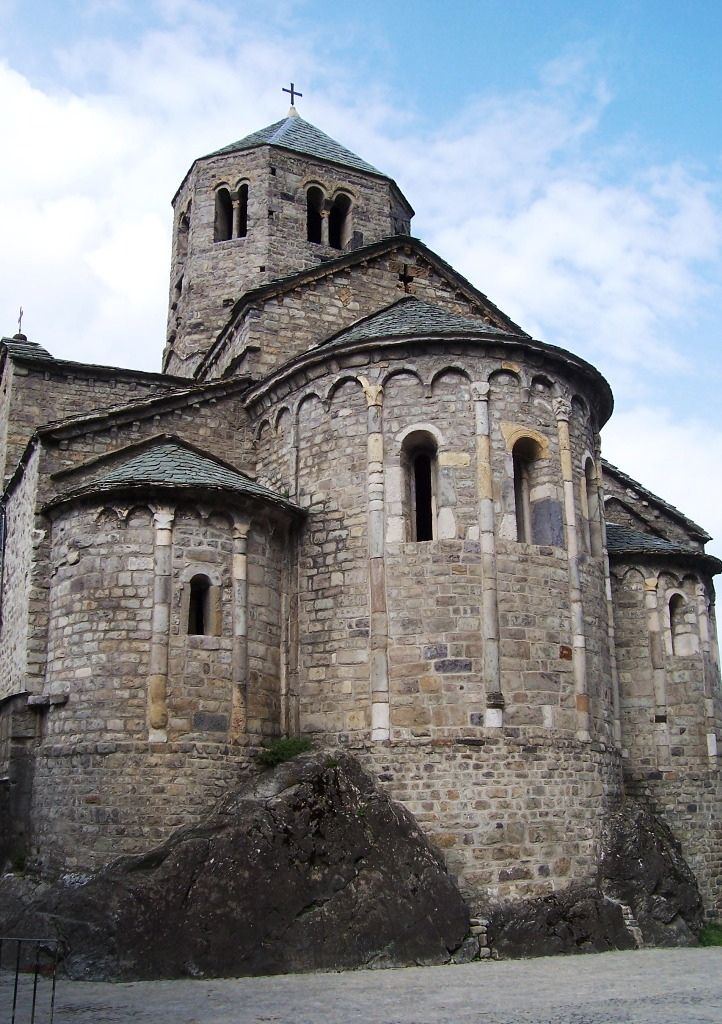
A Abadia de San Salvatore, Itália, tem três absides simples.
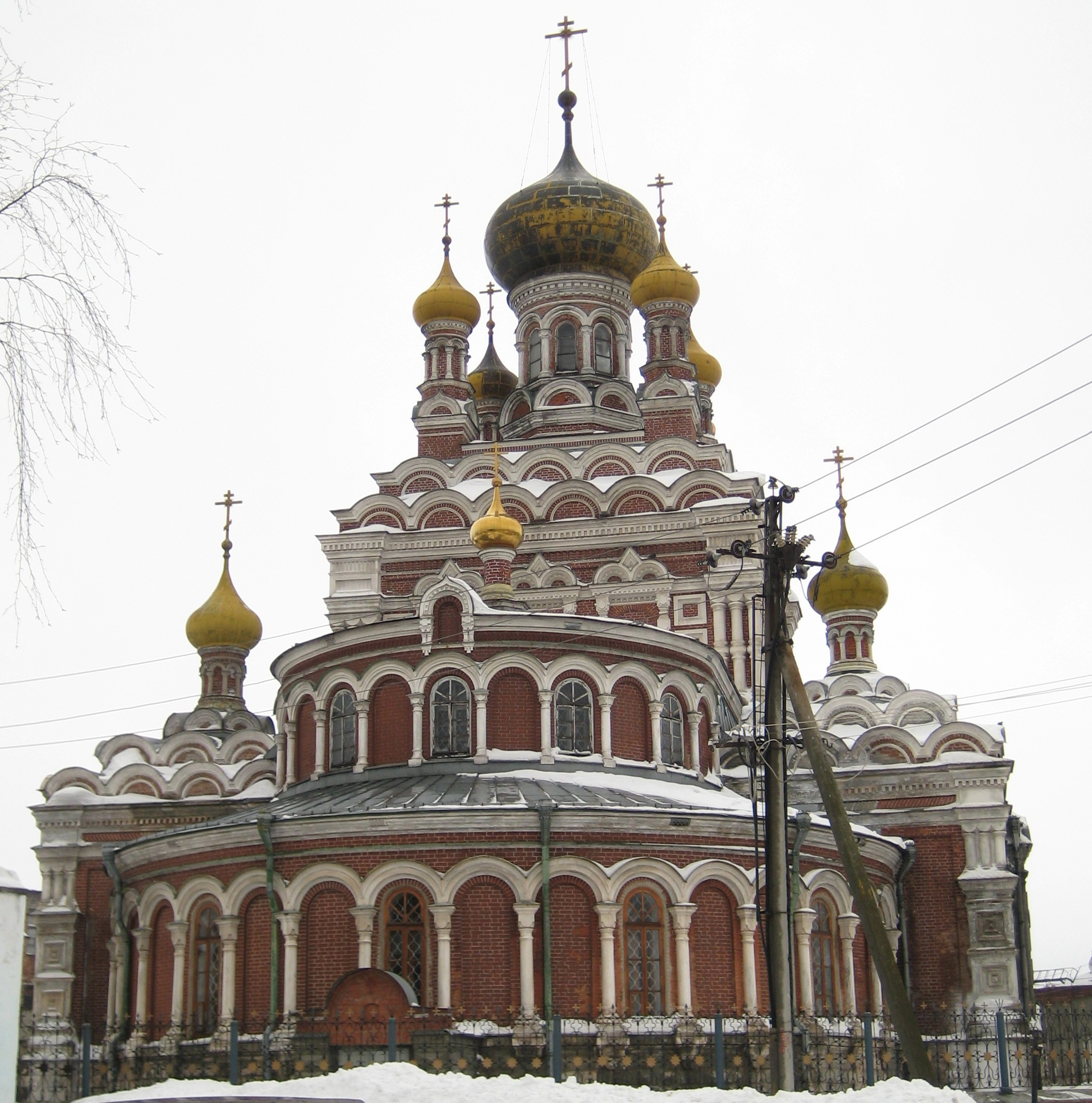
A Igreja de São Nicolau, Kungur, Rússia, tem uma abside com um amplo deambulatório.
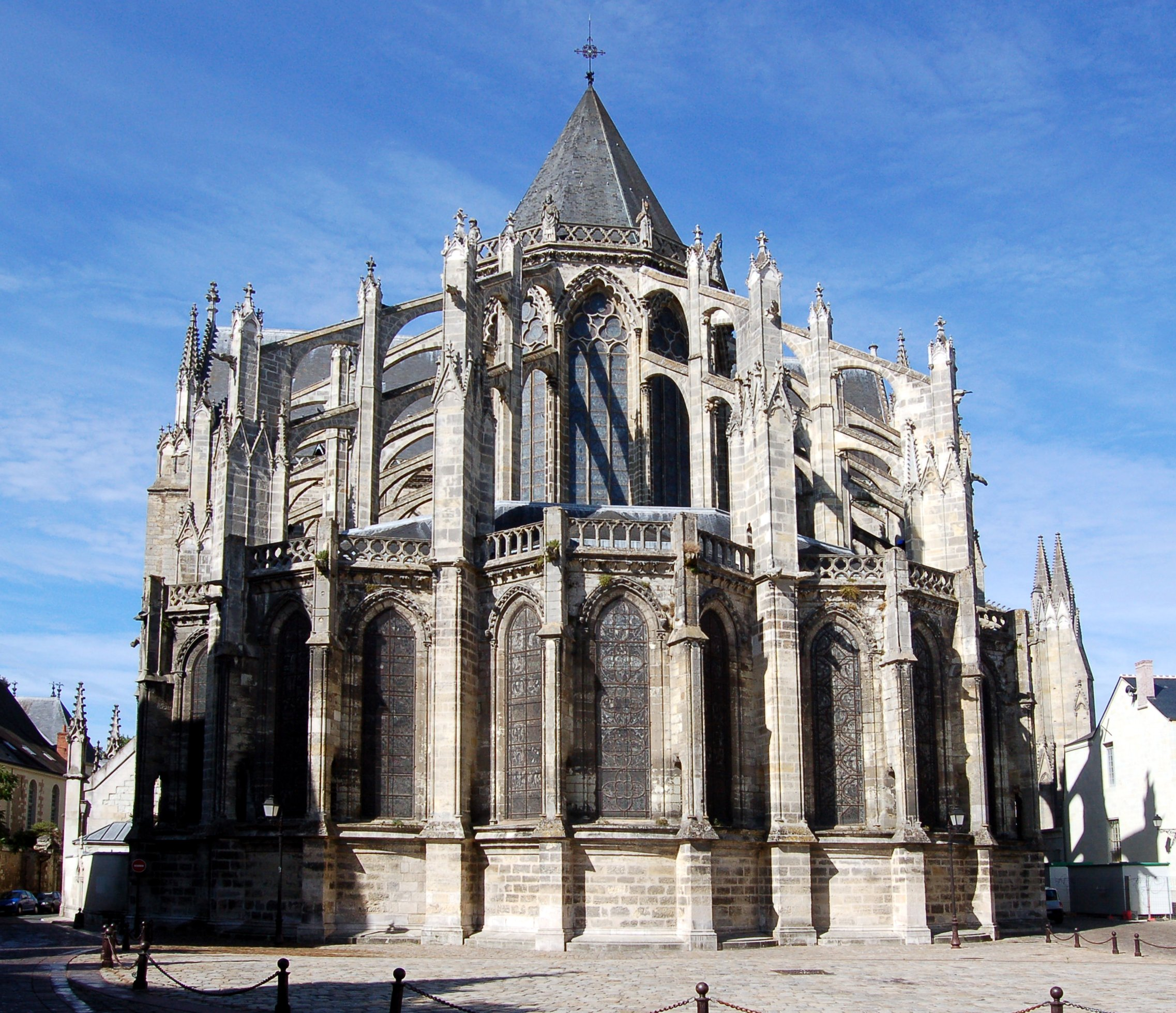
A Catedral de Tours, França, tem uma abside alta, um deambulatório e uma cabeceira de capelas radiantes com arcobotantes.
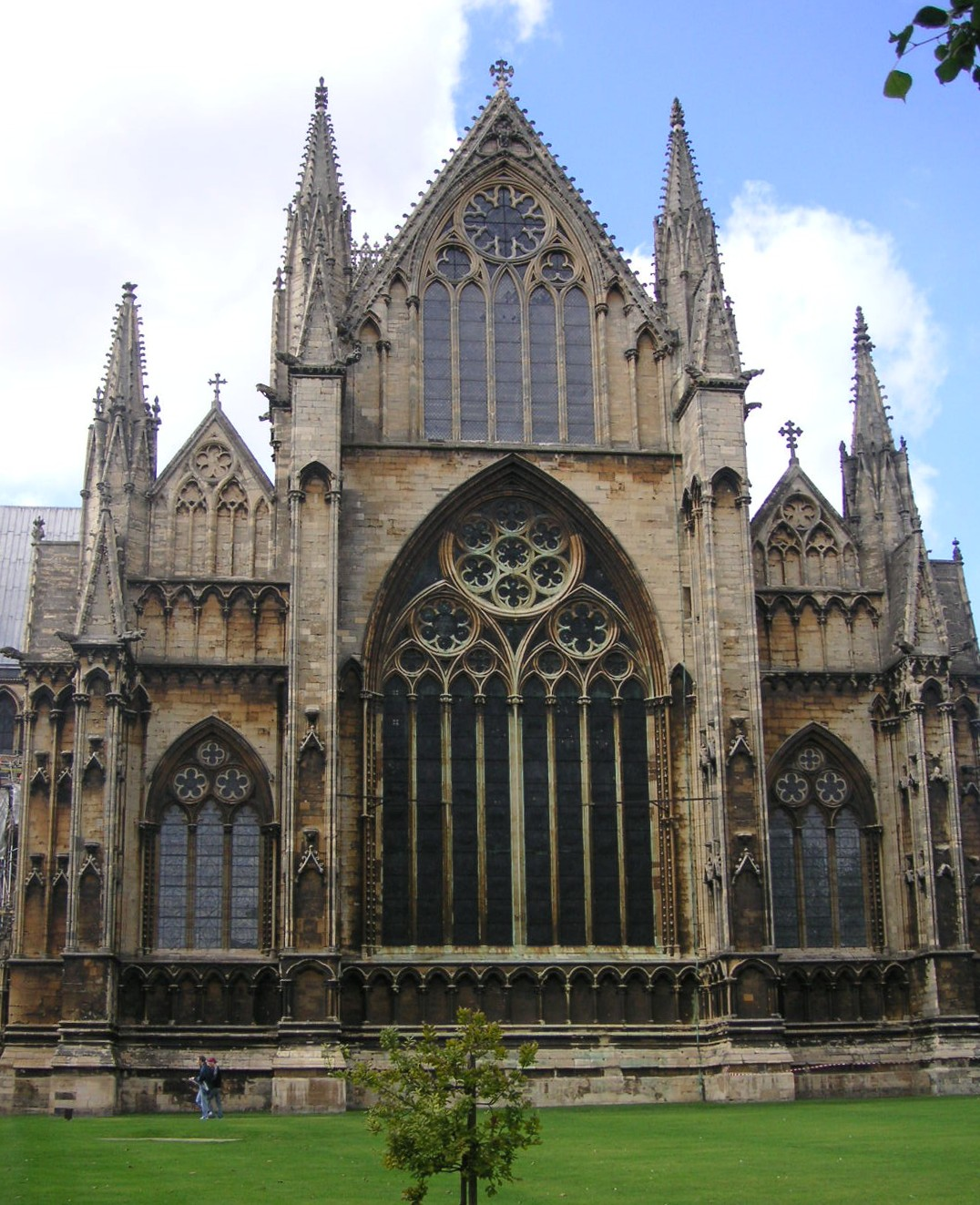
A Catedral de Lincoln, Inglaterra, com seu formato quadrado, similar a um precipício, típico das igrejas góticas inglesas.

#### Decoração externa
A decoração externa de uma catedral ou uma grande igreja é geralmente pictórica além de arquitetural. Entre os elementos arquitetônicos decorativos estão colunas, pilastras. arcadas, cornijas, molduras, florões e tracerias. O formato final destas várias características é uma das mais claras indicações do estilo e data de um edifício. Elementos pictóricos podem incluir esculturas, pinturas e mosaicos.
Esculturas são o elemento predominante na maioria das regiões, principalmente nas quais os edifícios são construídos em pedra. Nas grandes igrejas medievais da França, Espanha, Inglaterra e na maior parte da Alemanha, sempre há elementos esculpidos adornando fachadas e portais.
Igrejas de tijolo, como as da maior parte da Itália, são geralmente adornadas com mosaicos, incrustações, frisos de mármore encaixado e estátuas no beirado. Os mosaicos são uma característica marcante da arquitetura bizantina e a principal decoração de muitas igrejas ortodoxas, interna e externamente.
O tema mais comum na decoração, interna ou externa, de qualquer igreja é a salvação da humanidade por Jesus Cristo. O esquema decorativo geralmente funciona como uma Bíblia dos pobres, alertando o fiel praticante, em termos bíblicos, de que a recompensa justa para uma natureza pecadora é a morte e que apenas através de Jesus é possível conseguir o perdão e a redenção. Este esquema tipicamente começa fora da igreja, na fachada ocidental, com uma representação do "Cristo como juiz sobre o lintel da porta principal. Nos edifícios românicos e góticos, trata-se geralmente de um grupo escultural e pode ser composto também por uma cena completa do Juízo Final, com detalhes mostrando as almas sendo julgadas e recompensadas ou sendo arrastadas para o inferno por demônios. Nas igrejas em que as pinturas formam a maior parte da decoração, o "Juízo Final" geralmente está na contra-fachada, a parede interior da fachada ocidental.

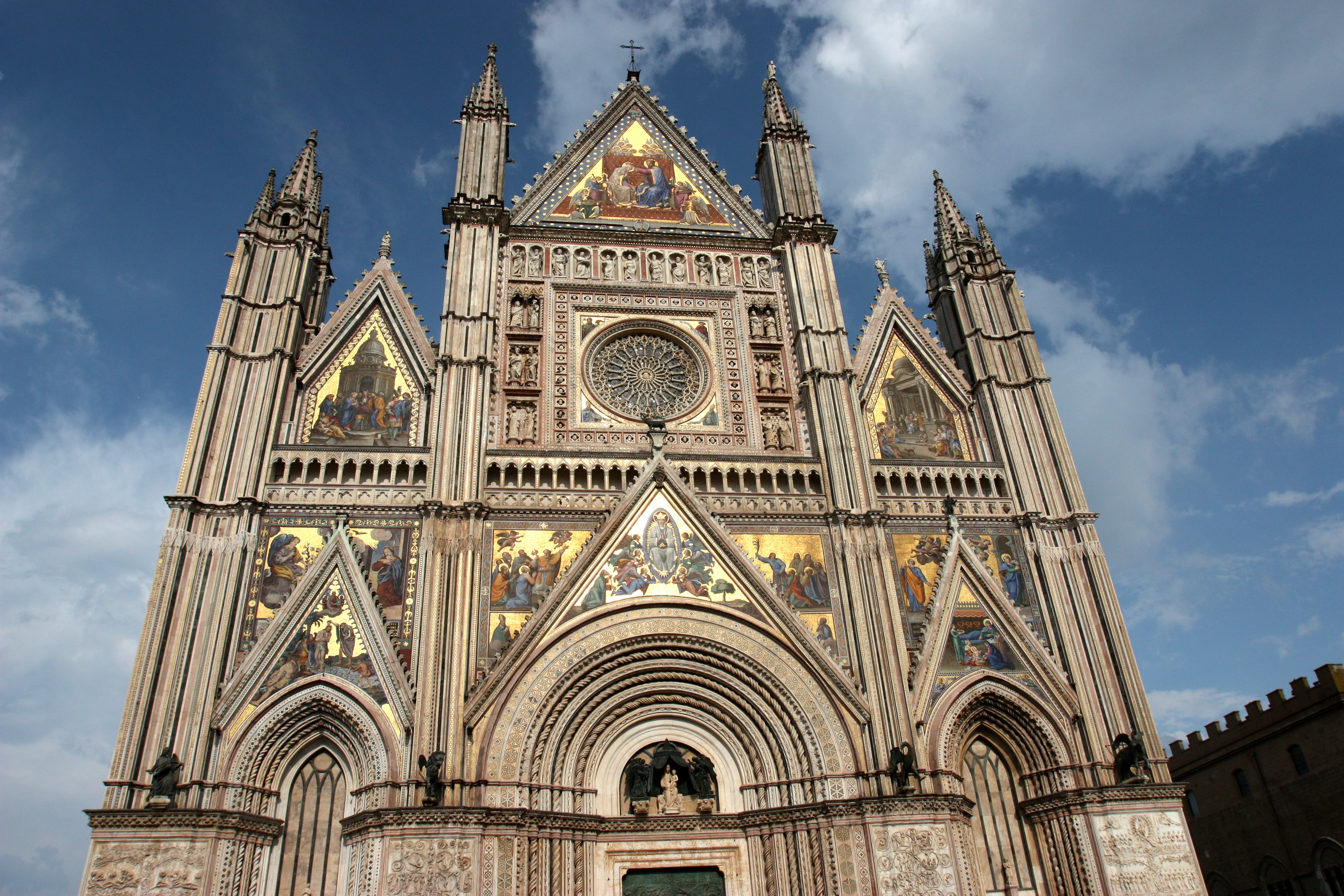
A fachada gótica da Catedral de Orvieto está decorada com mármore multicolorido e, como se fosse um relicário, ostenta mosaicos coloridos e estátuas de mármore e bronze.
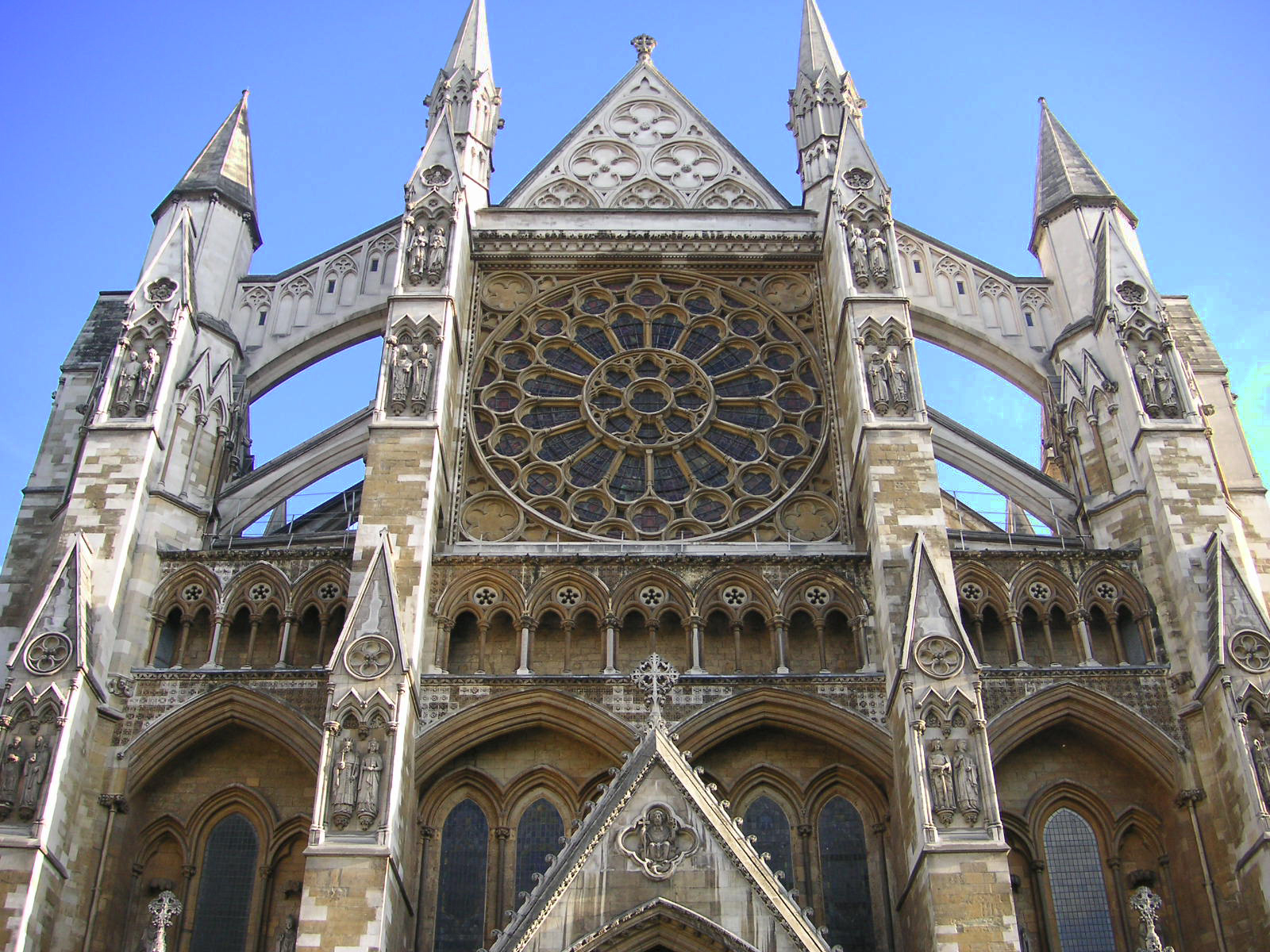
O transepto gótico da Abadia de Westminster (sécs. XIII e XIX) está decorado por camadas de detalhes arquitetônicos como tracerias, arcarias e estátuas.
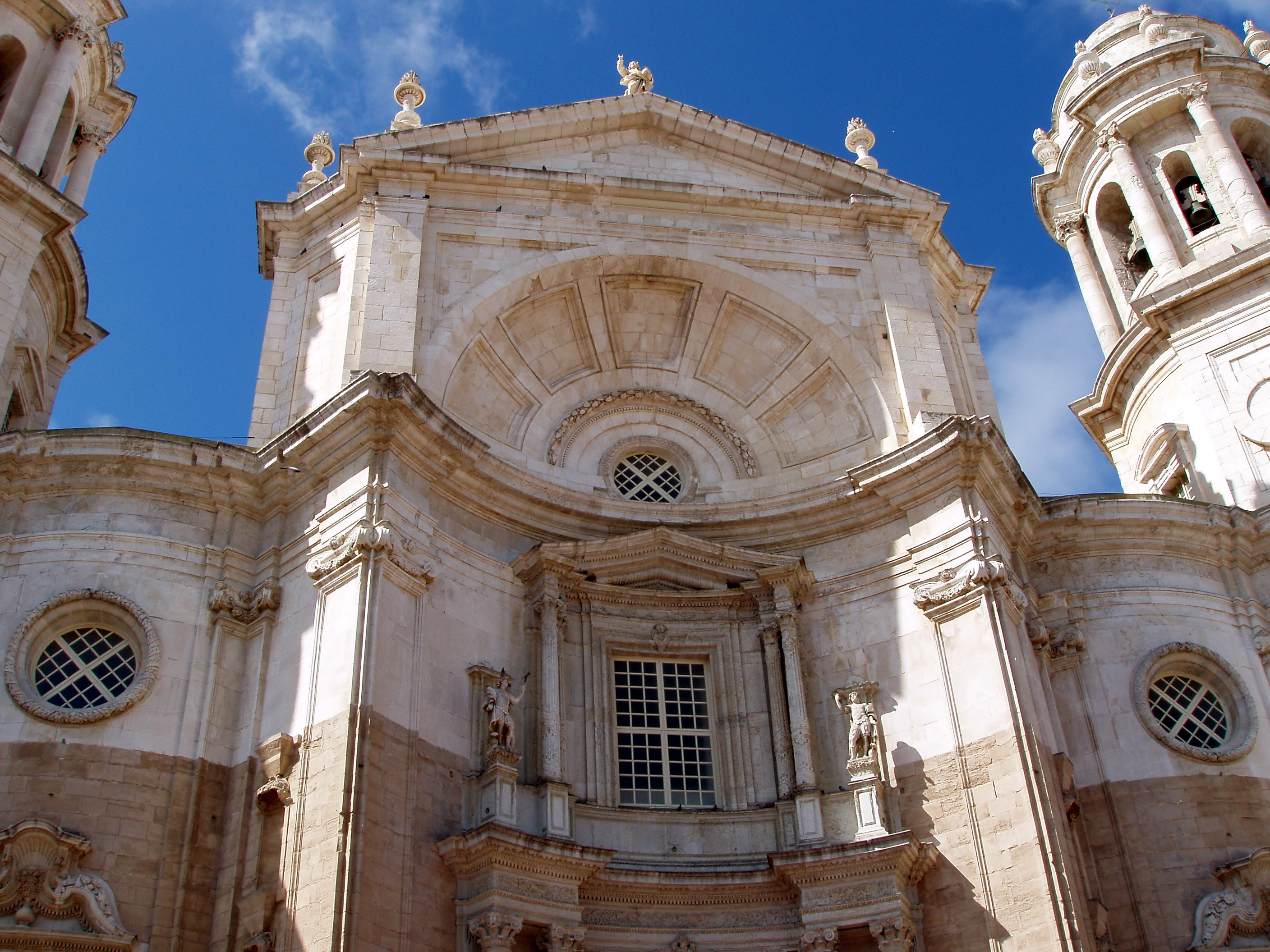
A fachada barroca da Catedral de Cádiz contrasta formas arquiteturais dinâmicas com detalhes clássicos precisos e um cuidadoso arranjo de estátuas.

### Características internas

#### Nave e corredores
O corpo principal do edifício, o braço principal – e mais longo no caso da cruz latina – e o local onde se senta a congregação é chamado de nave. O termo é derivado da palavra latina nave, que significa "nau" ou "navio". Uma igreja seria, simbolicamente, um navio que transporta o povo de Deus através das tempestades da vida. Além disso, quando presente, o teto de madeira das grandes igrejas é construído como se fosse o Casco de um navio.
A nave é ladeada por corredores mais baixos separados do espaço principal por uma fileira de colunas. Eles servem para facilitar a movimentação dos fieis, mesmo quando a nave está cheia. Os corredores também servem para reforçar a estrutura, escorando as paredes internas que suportam o teto, que, no caso de muitas catedrais e grandes igrejas, é feito de pedra. Sobre o teto dos corredores estão as janelas do clerestório, que iluminam a nave.
Em algumas grandes igrejas, particularmente as medievais, há dois corredores de cada lado da nave enquanto outras tem apenas um corredor e uma fileira de capelas de cada lado. Em algumas igrejas, principalmente na Alemanha, os corredores tem o mesmo pé-direito da nave, as chamadas igrejas-salão. Neste caso, não existe um clerestório e as janelas dos corredores são amplas e altas para permitir a entrada de luz para iluminar a nave.

Três formatos de nave e corredor
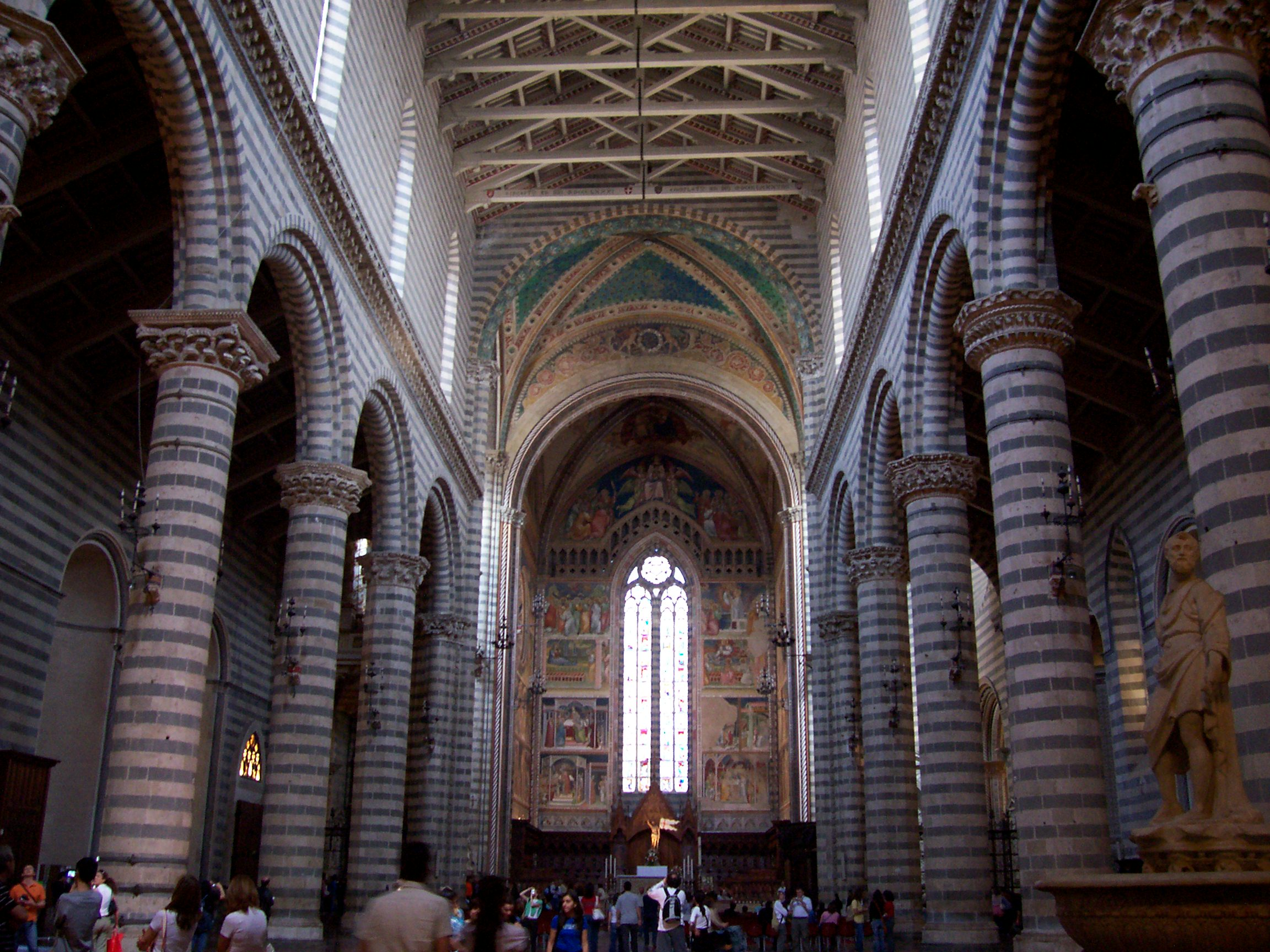
A nave da Catedral de Orvieto, Itália, tem dois estágios: a arcada e janelas do clerestório simples, separadas por uma cornija.
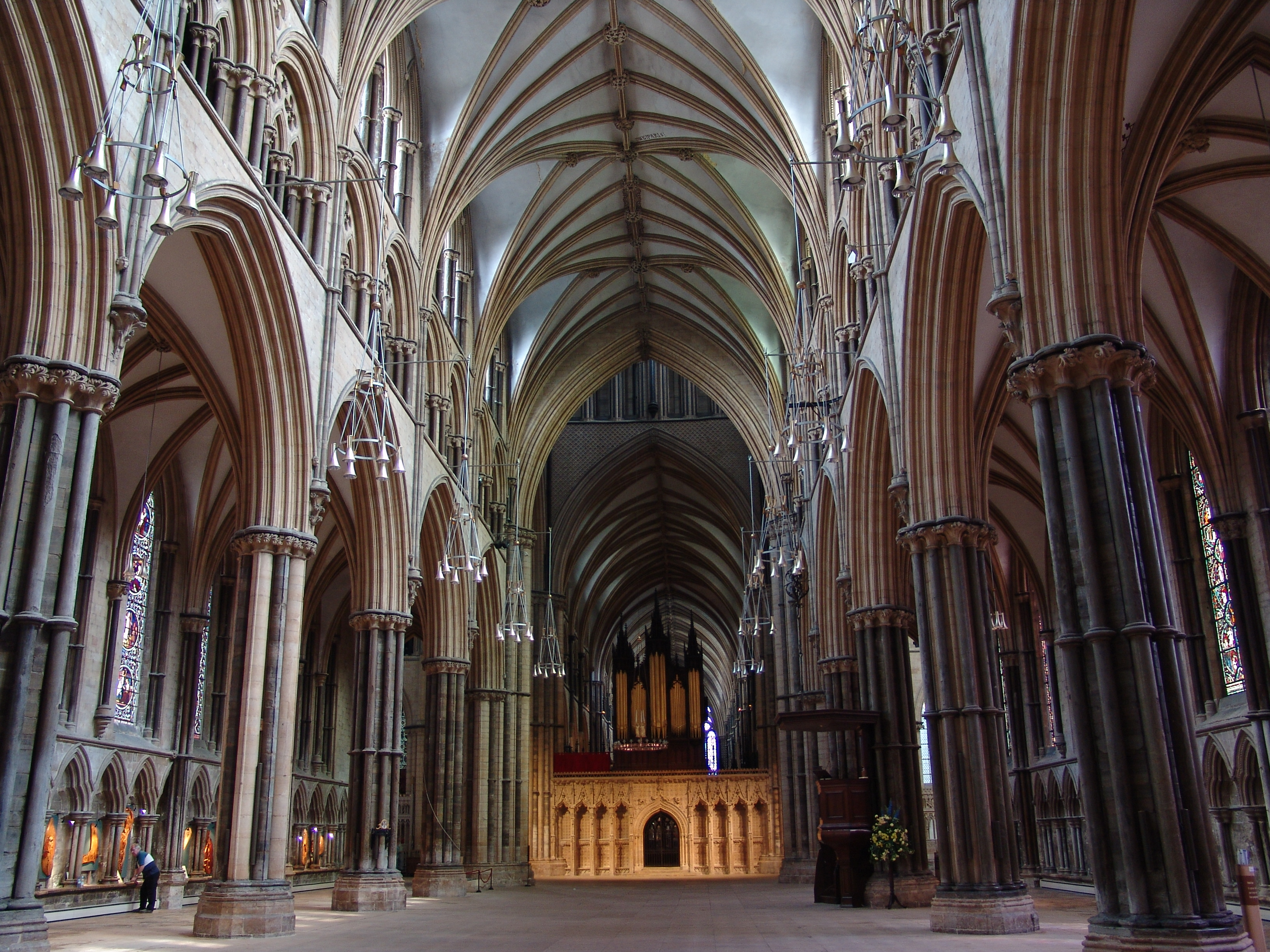
A Catedral de Lincoln, Inglaterra, tem três estágios: a arcada, uma galeria e o clerestório, unidos por eixos verticais.
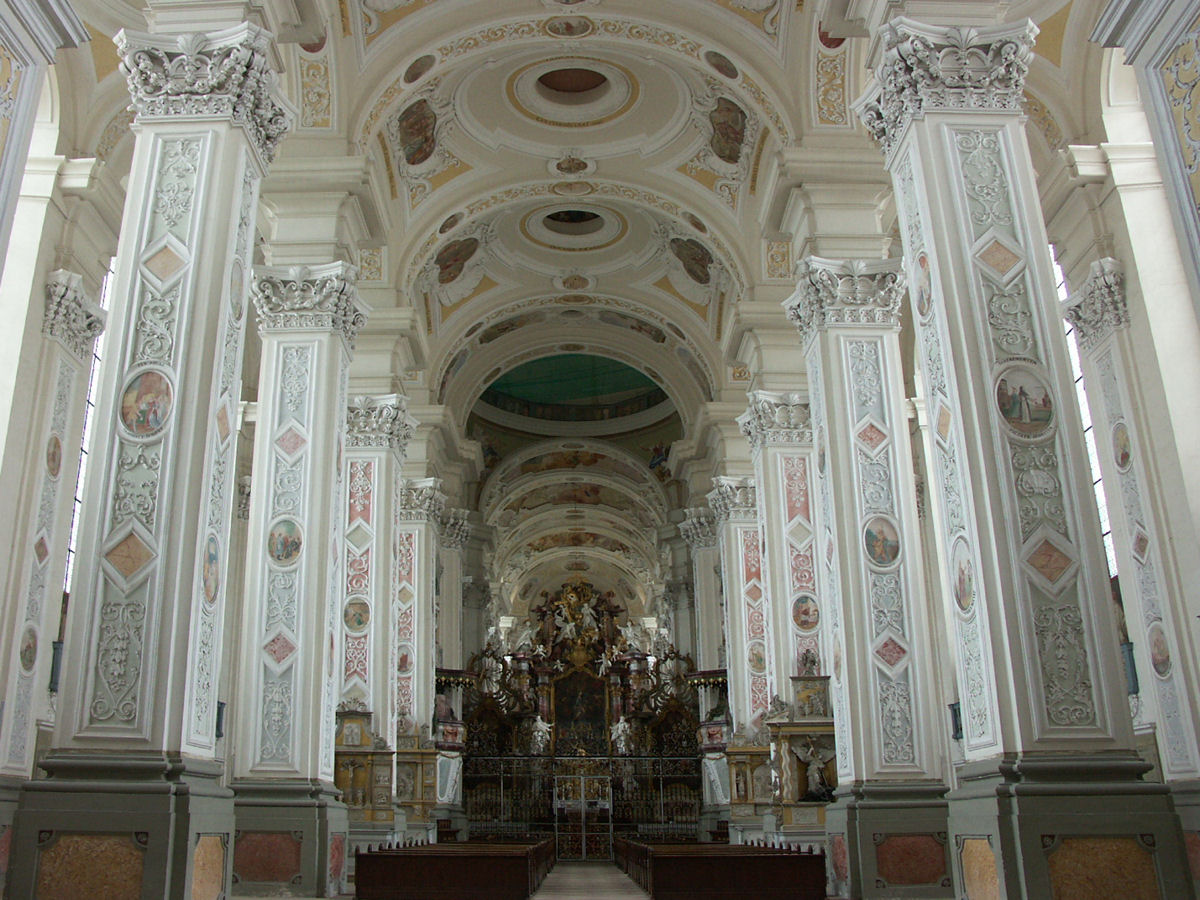
A barroca Abadia de Schöntal, Schöntal, Alemanha, é uma igreja-salão com a nave e os corredores de mesma altura.

#### Cruzeiro e transepto
Numa igreja, o cruzeiro é ponto onde o transepto intersecta a nave, um ponto geralmente marcado externamente por uma torre de cruzeiro ou uma cúpula e internamente pelos pilares e arcos necessários para suportar o peso destas estruturas. O interior de uma cúpula ou torre pode ser uma das principais características arquitetônicas de uma igreja. Numa igreja de planta central como Santa Sofia, típico de igrejas ortodoxas, o grande espaço interno do edifício é geralmente encimado por uma cúpula.
Simbolicamente, o transepto representa os braços da cruz, mas, na realidade, ele provê espaço para a congregação se reunir e para a construção de capelas adicionais, chamadas de capelas de transepto. Elas geralmente são dedicadas a um santo em particular ou a um aspecto específico da vida de Jesus, como a natividade ou a ressurreição. Em algumas catedrais inglesas geralmente se encontra um segundo transepto com mais capelas que tem por objetivo facilitar o Santo Ofício diário pelo clero residente.

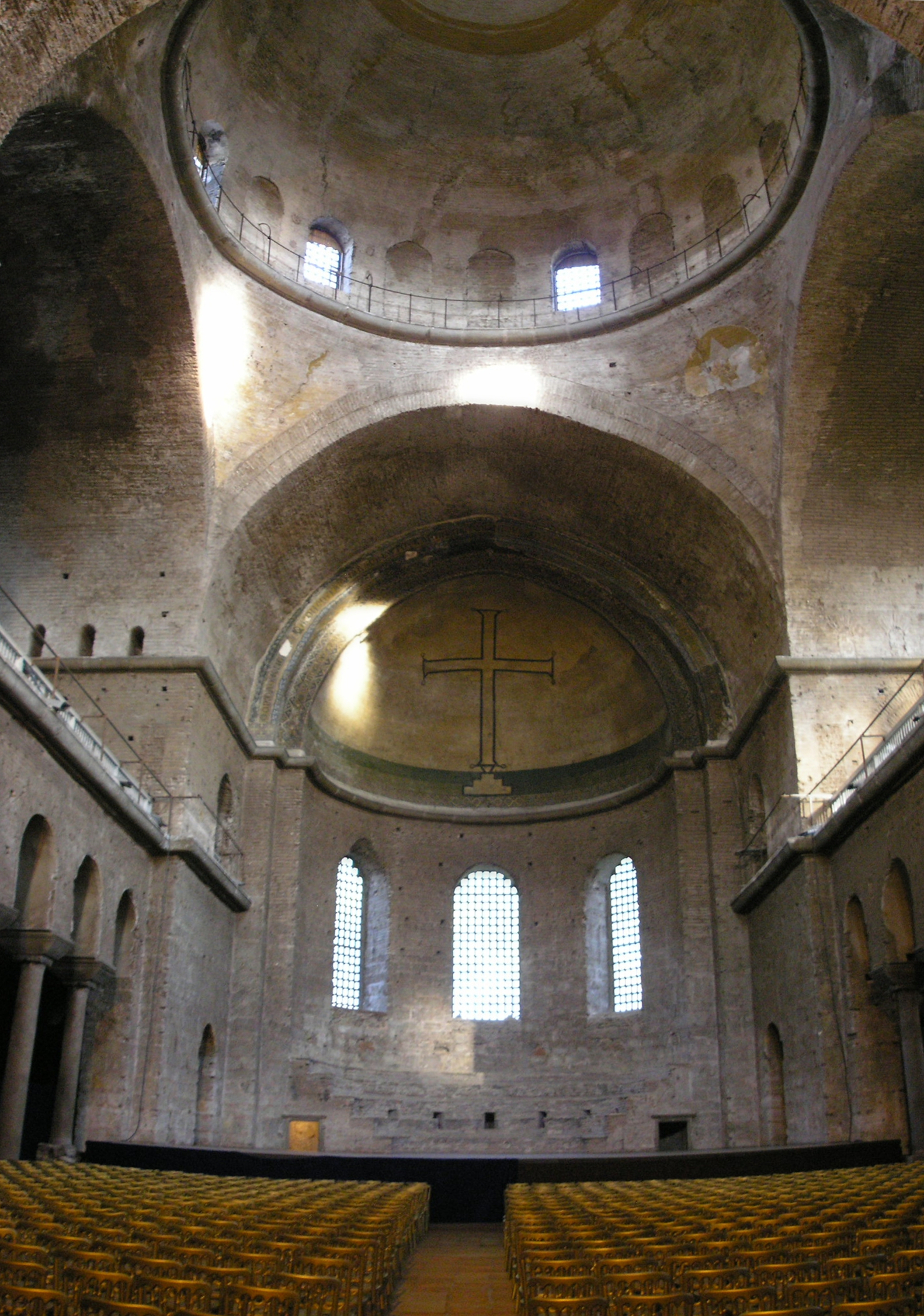
A igreja bizantina de Santa Irene, Istambul, com sua cúpula assentada sobre pendículos.
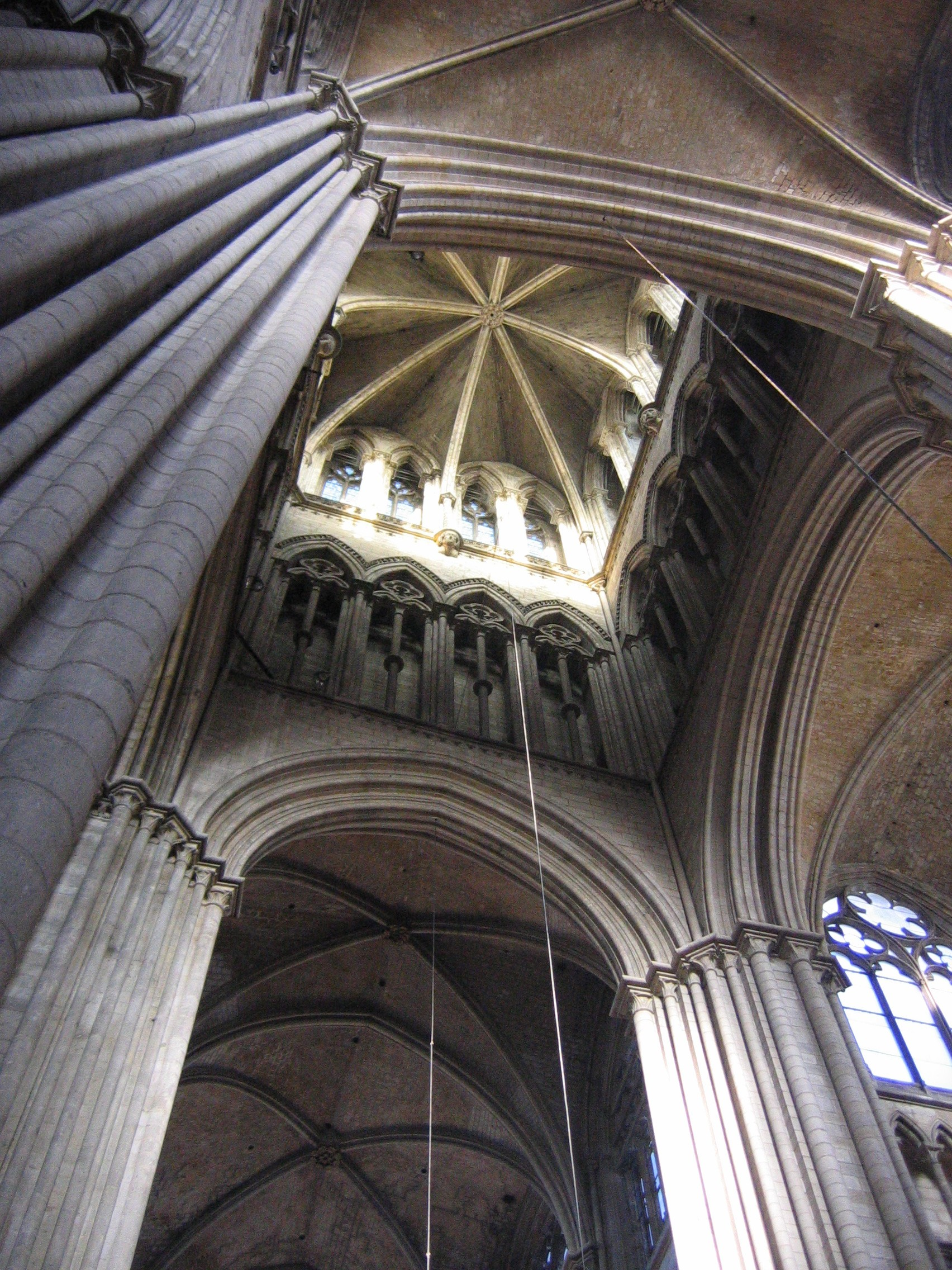
A catedral gótica de Ruão apresenta uma torre-lanterna com uma abóbada em cruzaria.
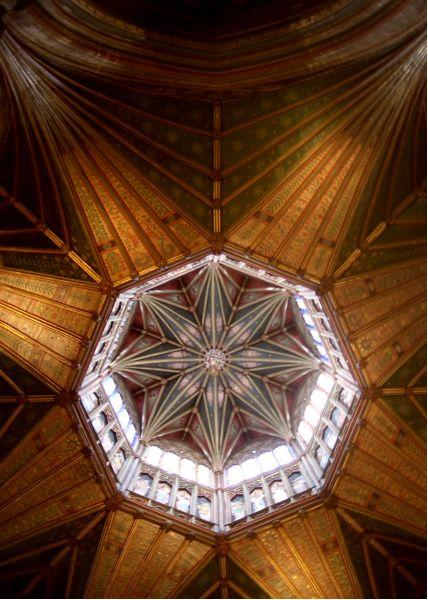
Na catedral normanda de Ely há um octógono gótico apoiado sobre grandes vigas de madeira (hammerbeams).
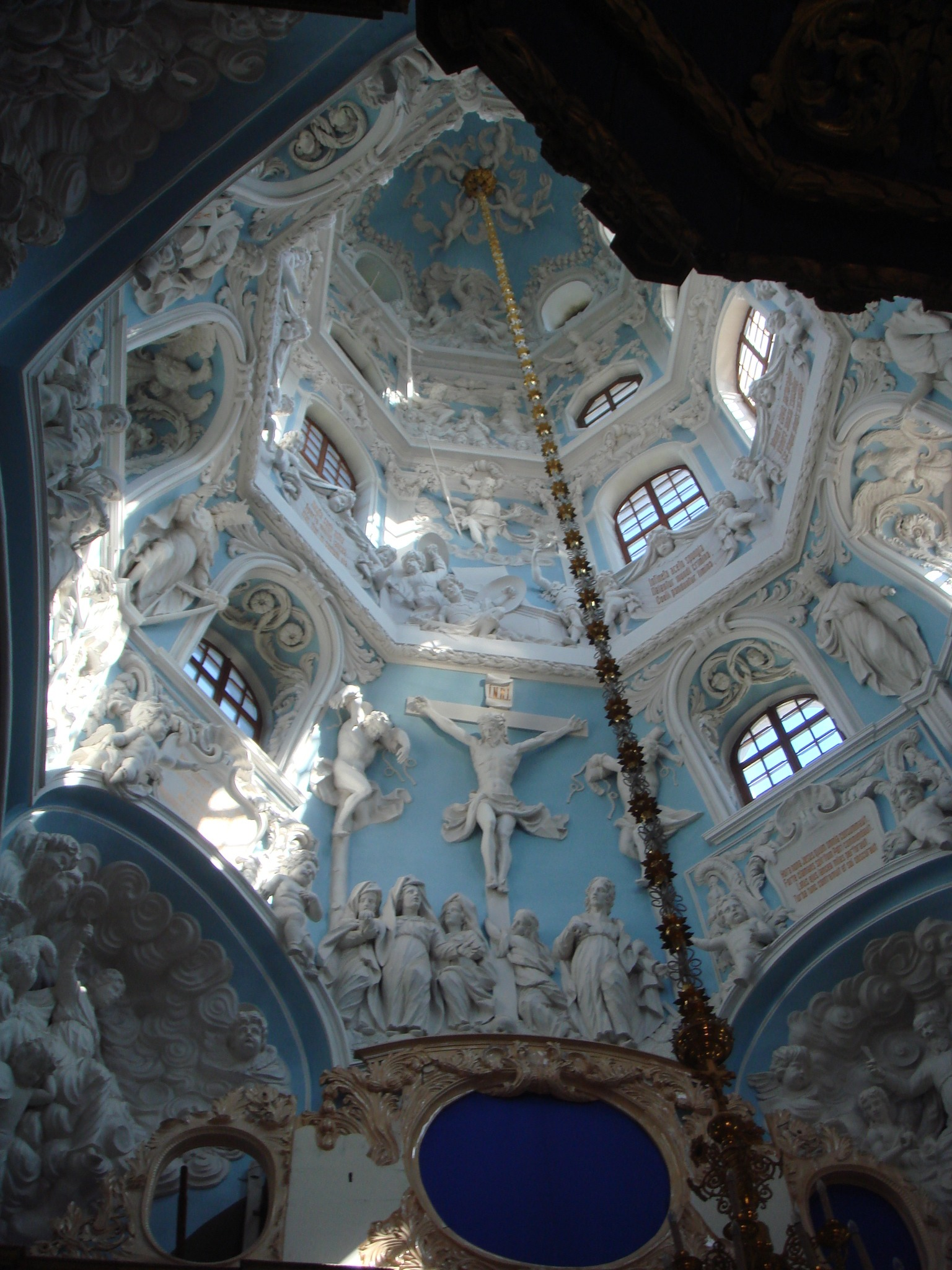
A Igreja da Teótoco do Sinal, em Dubrovitsy, apresenta uma elaborada variação rococó do tradicional telhado em forma de tenda russo.
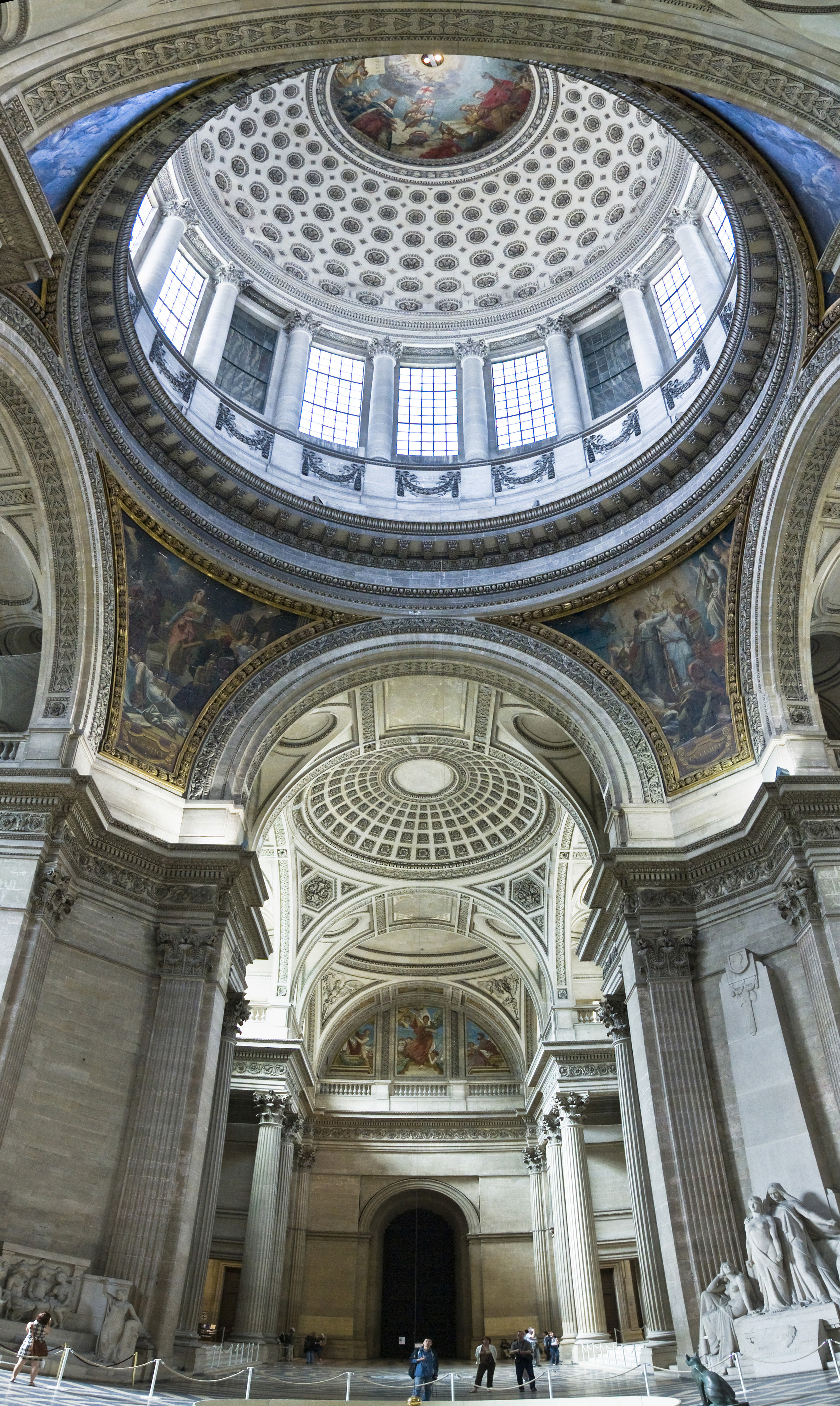
O Panteão de Paris, do século XIX, apresenta uma rotunda.

#### Coro e presbitério
Numa igreja em que parte do corpo principal da igreja avança além do transepto, esta extensão recebe o nome de "coro". Este elemento arquitetônico foi bastante comum durante os períodos normando e gótico. O coro, quando existe, normalmente abriga os bancos do coro, o santuário e a cátedra. É importante não confundir este coro arquitetural com o coro musical, que são os cantores que podem estar presentes num serviço religioso.
Nas catedrais inglesas de dois transeptos há ainda uma área a mais além do coro que é chamada de presbitério. É ali que os padres ou monges podem realizar suas orações reservadamente. Geralmente há muitas capelas adicionais na direção do extremo leste de uma catedral ou igreja abacial. A principal delas é a Capela de Nossa Senhora (em inglês:  Lady Chapel), dedicada à Virgem Maria e característica das igrejas inglesas.

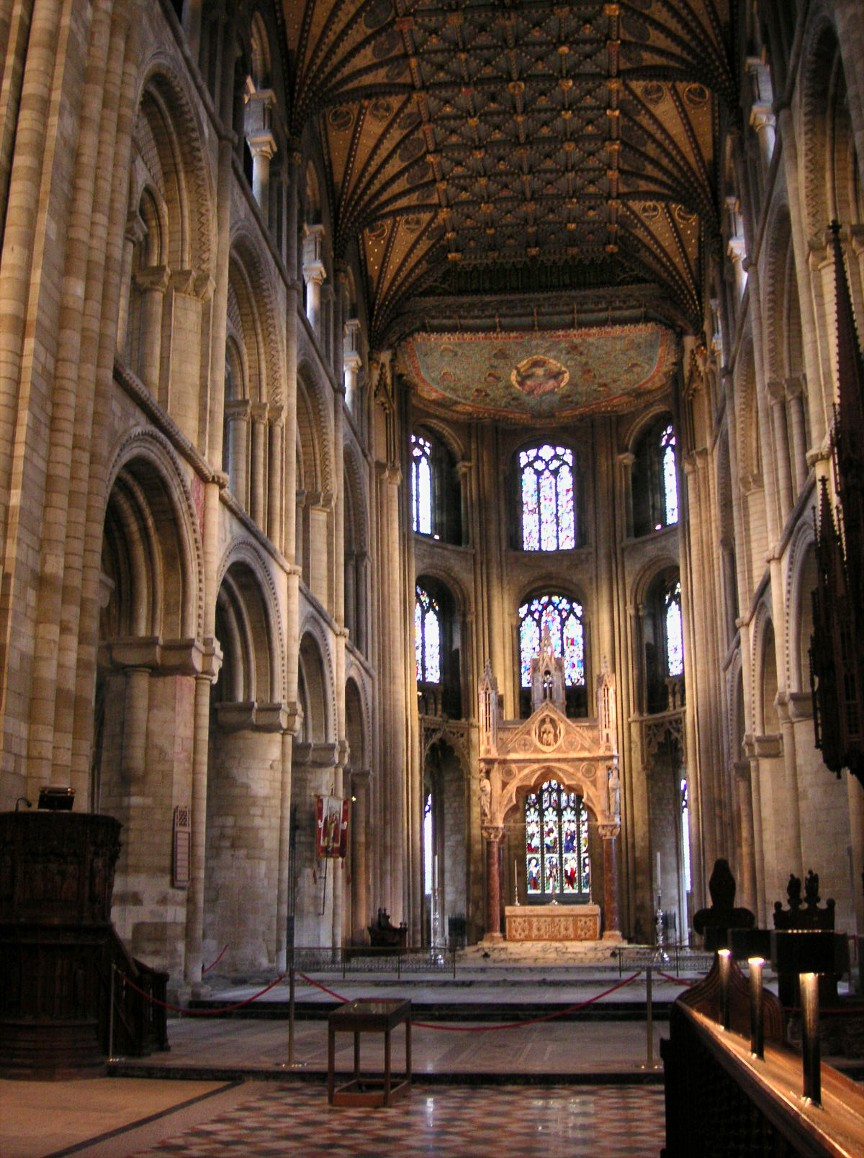
O coro normando da Catedral de Peterborough, na Inglaterra.
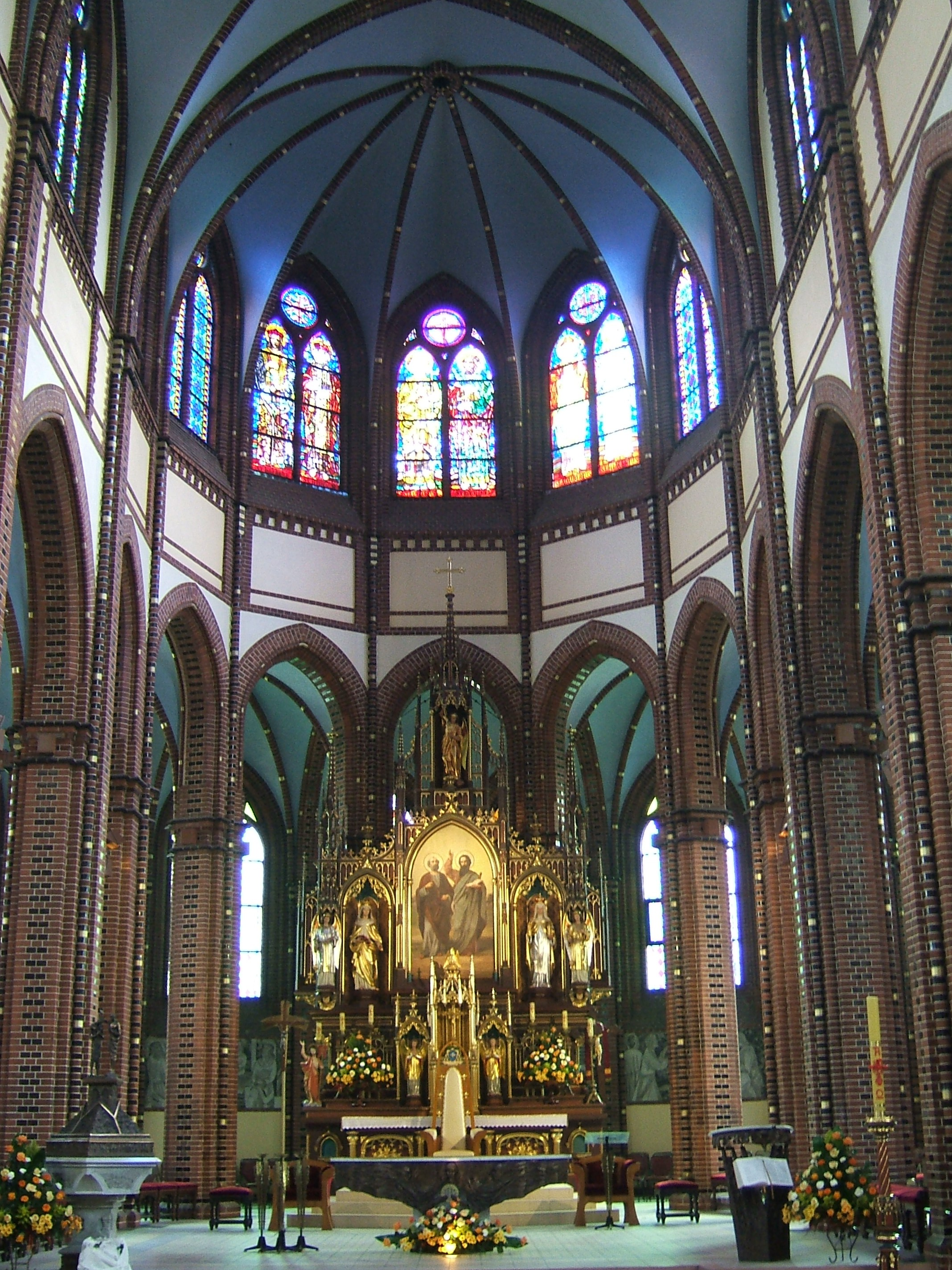
Construção gótica em tijolos na Catedral de São Pedro e São Paulo, Gliwice, Polônia.
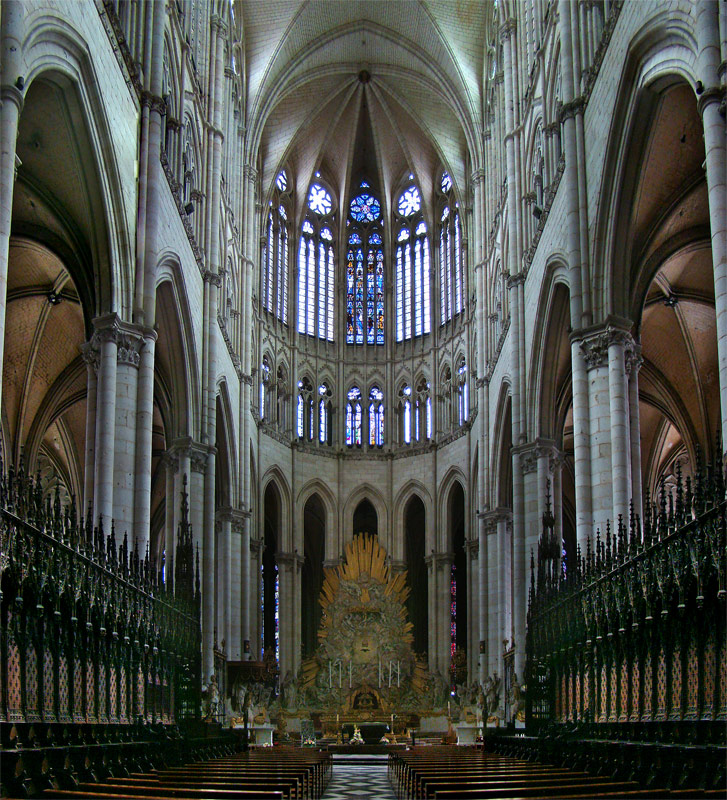
O coro gótico da Catedral de Amiens, França.
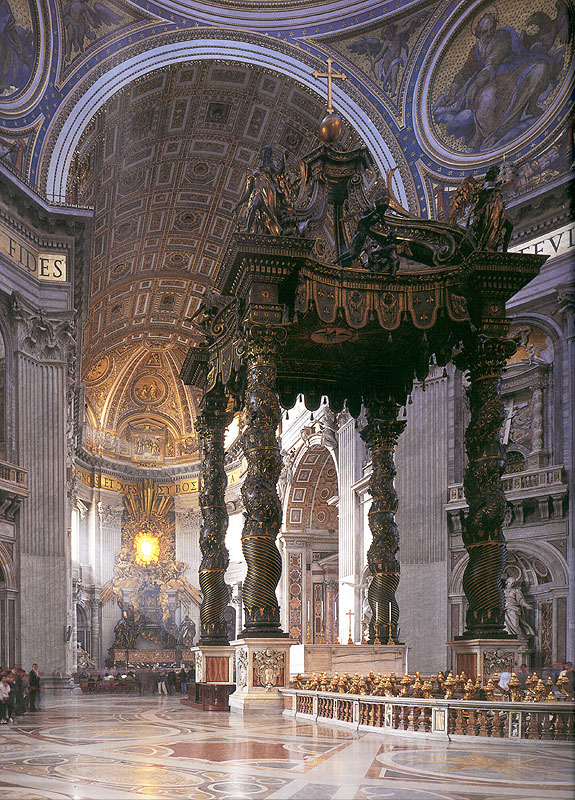
Coro e o altar papal da Basílica de São Pedro, Roma

#### Altar
O altar de uma igreja é a mesa na qual se coloca o pão e o vinho para que sejam consagrados pelo padre antes da Comunhão. O altar-mor está localizado no chamado "santuário". Em grandes igrejas pode haver um segundo altar mais adiante e também vários altares nas capelas. Nas igrejas católicas, o altar pode ser mármore, ao passo que na maior parte das igrejas protestantes e anglicanas eles são de madeira, simbolizando a mesa da Última Ceia ao invés do altar do sacrifício.
O santuário é geralmente separado do corpo da igreja por grades ou cercas e, no caso da Igreja Ortodoxa e das Igrejas Católicas Orientais de rito bizantino, por uma iconóstase. O santuário é geralmente a mais decorada seção de uma igreja, ajudando a focar os olhares da congregação para o altar, o que se consegue através do uso de variadas técnicas: pode existir uma peça de altar esculpida ou pintada, uma grande tela esculpida chamada de retábulo ou reredos ou ainda uma estrutura chamada cibório, que forma um baldaquino sobre o altar. Nas igrejas inglesas cujo extremo leste é retangular, um grande vitral geralmente cobre toda a parede atrás do altar.

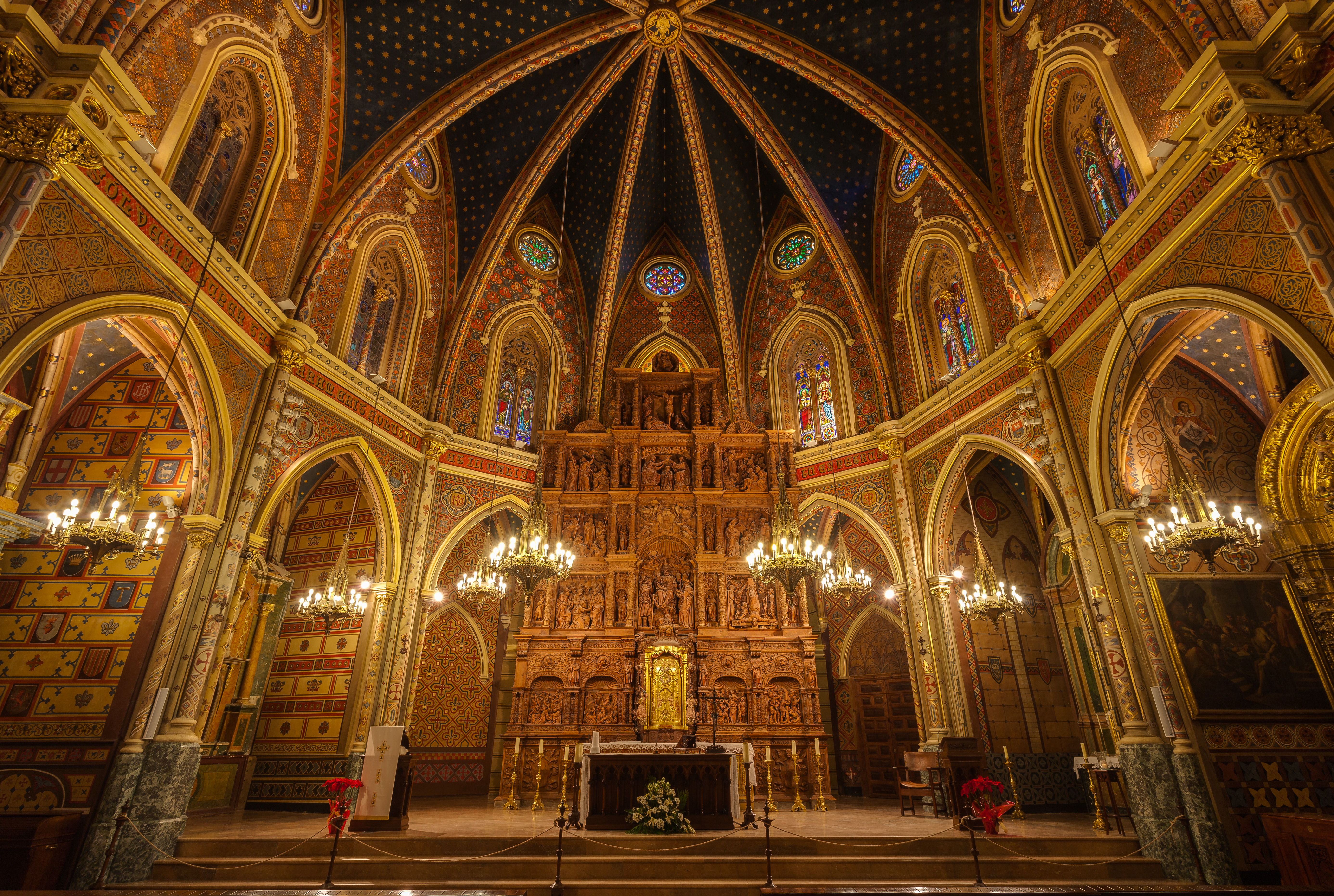
Altar neogótico da Igreja de São Pedro, Teruel, Espanha.
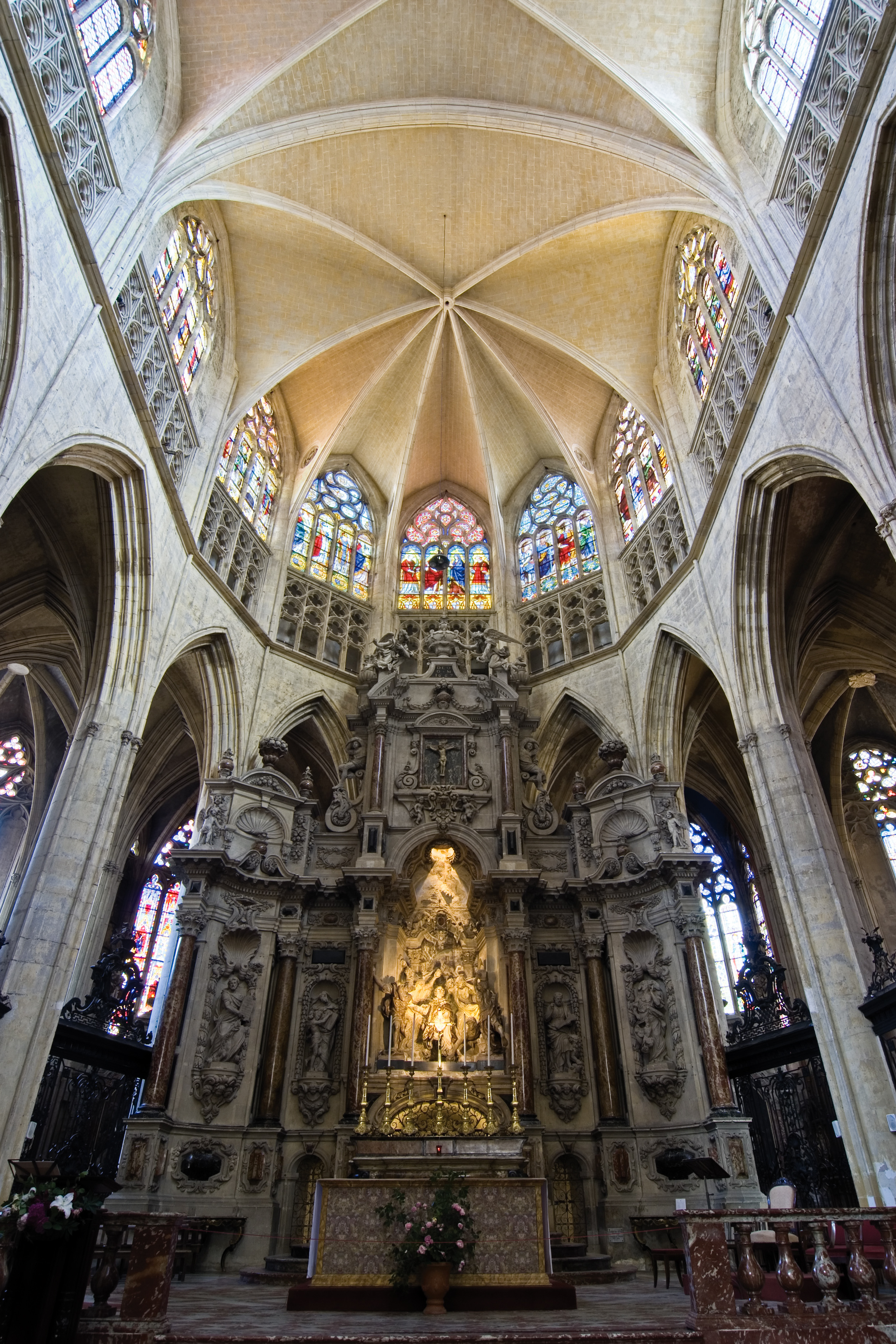
A altar barroco da Catedral de Toulouse, França.
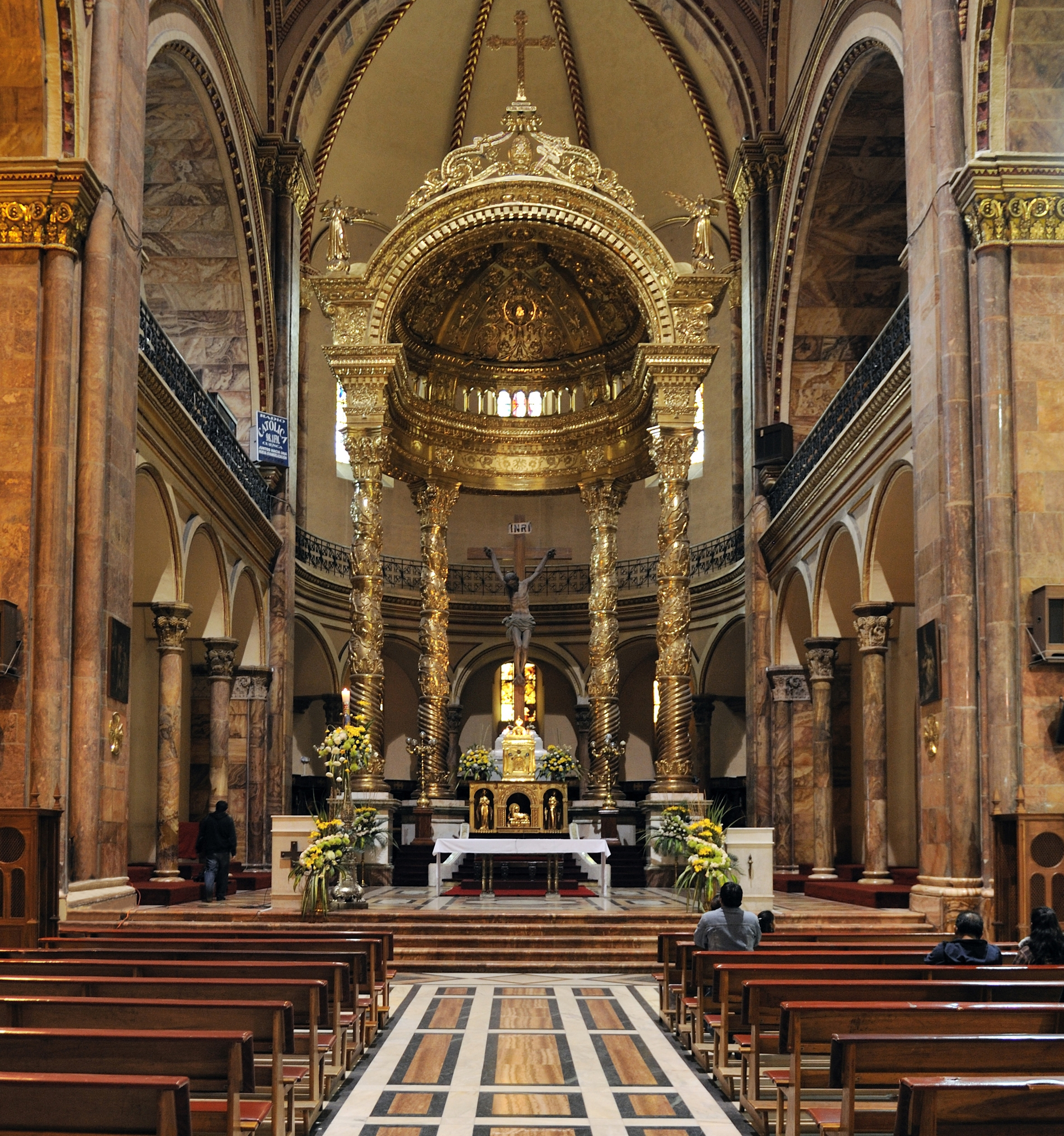
O cibório neobarroco da Nova Catedral de Cuenca, Cuenca, Equador.
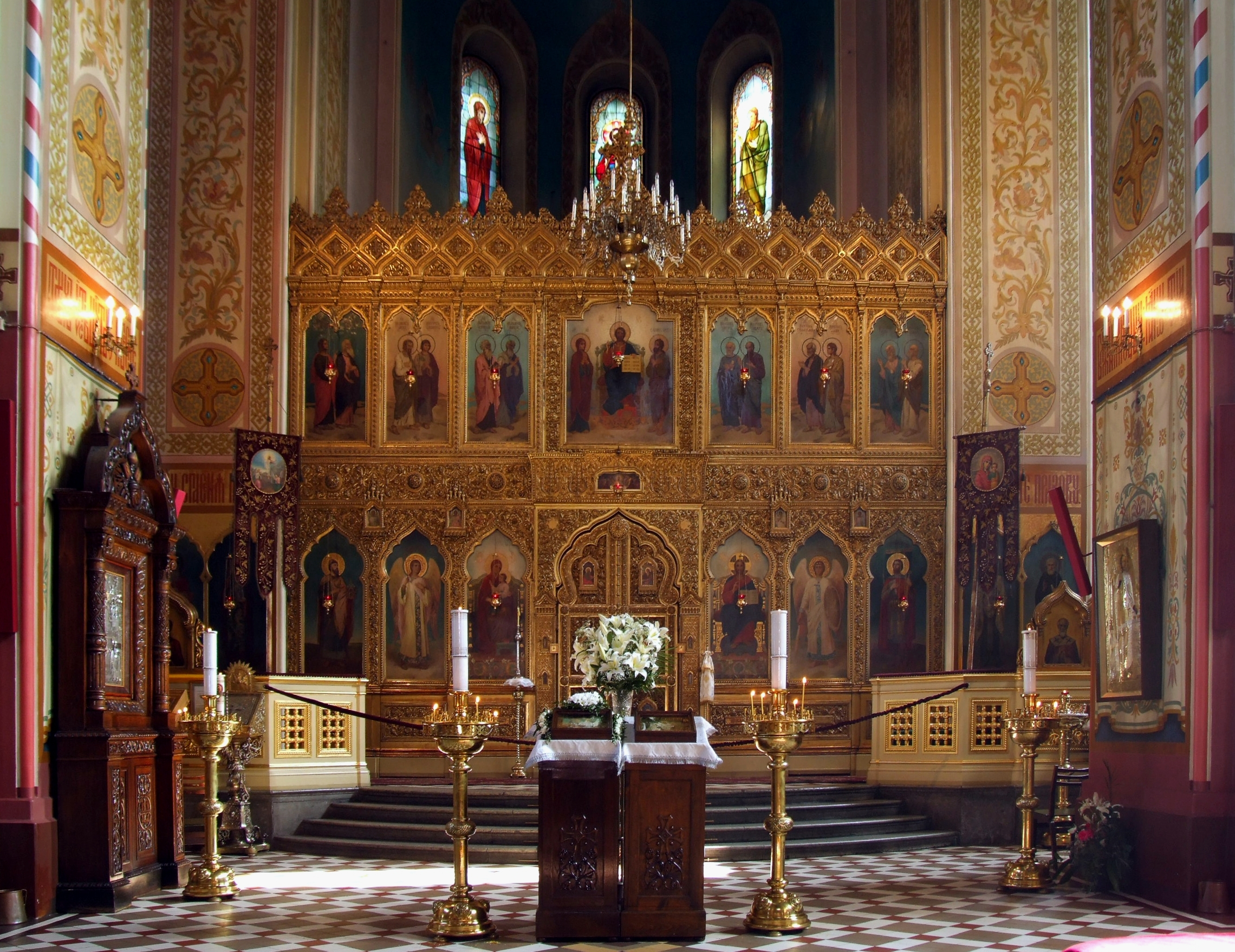
Iconóstase da Catedral de Alexandre Nevsky, Tallinn, Estônia

#### Bancos do coro e o órgão
O termo "coro" é utilizado de três formas distintas quando se discute uma catedral. Além do usos arquitetural e musical explicados acima, é também o termo utilizado para designar a seção da igreja onde o coro se senta e onde os serviços corais se realizam. Numa catedral ou grande igreja, pode haver lugares fixos nesta seção, chamados de "bancos do coro", que também servem para que o clero da catedral e parte da congregação se sente também. Os bancos de coro são geralmente finamente esculpidos em madeira e ricamente decorados. O trono do bispo, a cátedra, geralmente fica neste espaço. O coro pode estar separado da nave por uma grade, também bastante decorada, de madeira ou de pedra. O órgão, que provê a música e a acompanha o coro, pode estar localizado nesta grade ou na galeria acima do coro ou ainda no transepto. Algumas igrejas contam um espaço dedicado ao órgão numa galeria na contra-fachada ocidental.

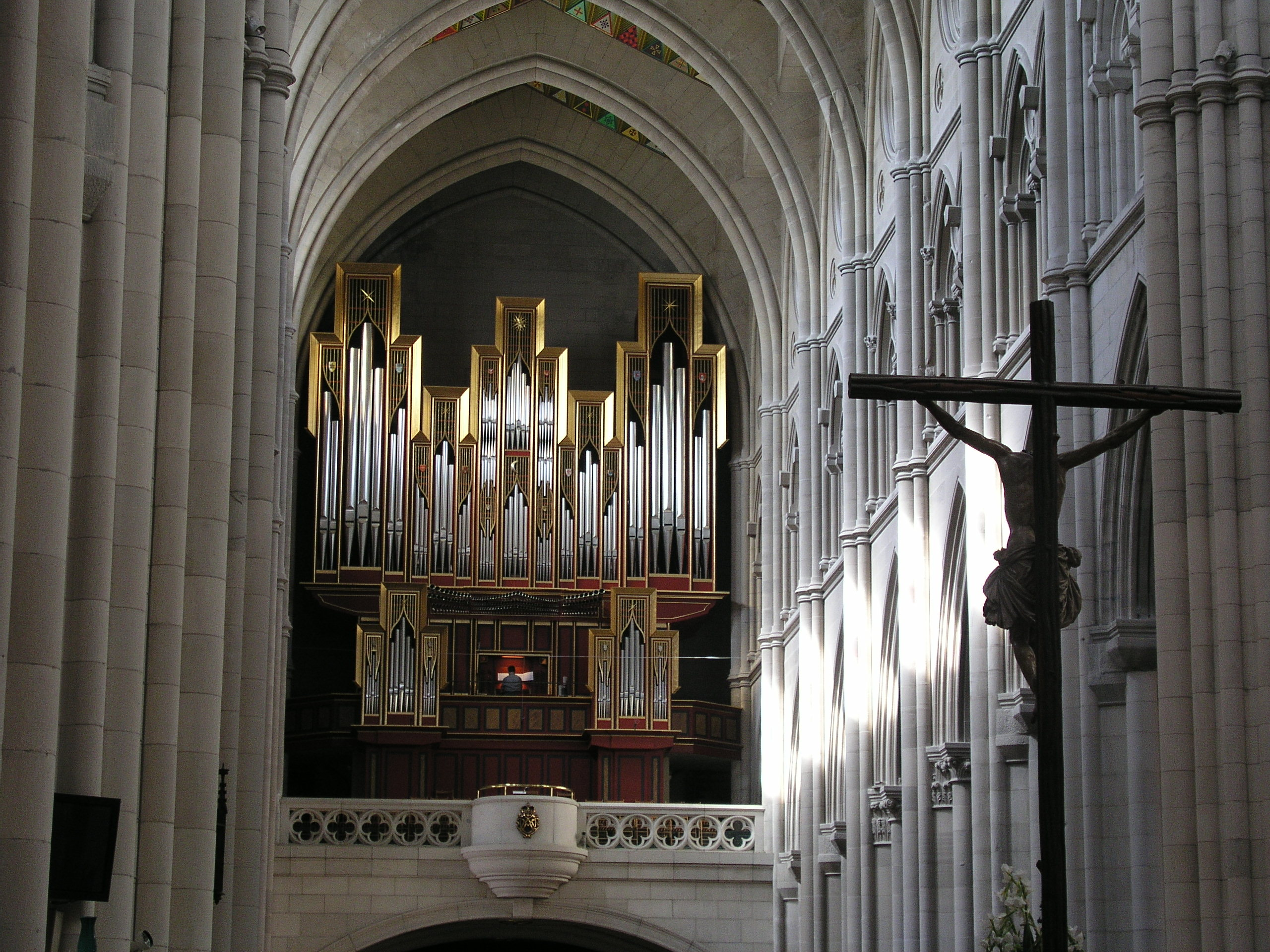
Órgão da Catedral de Santa Maria a Real de Almudena, Madrid, Espanha.
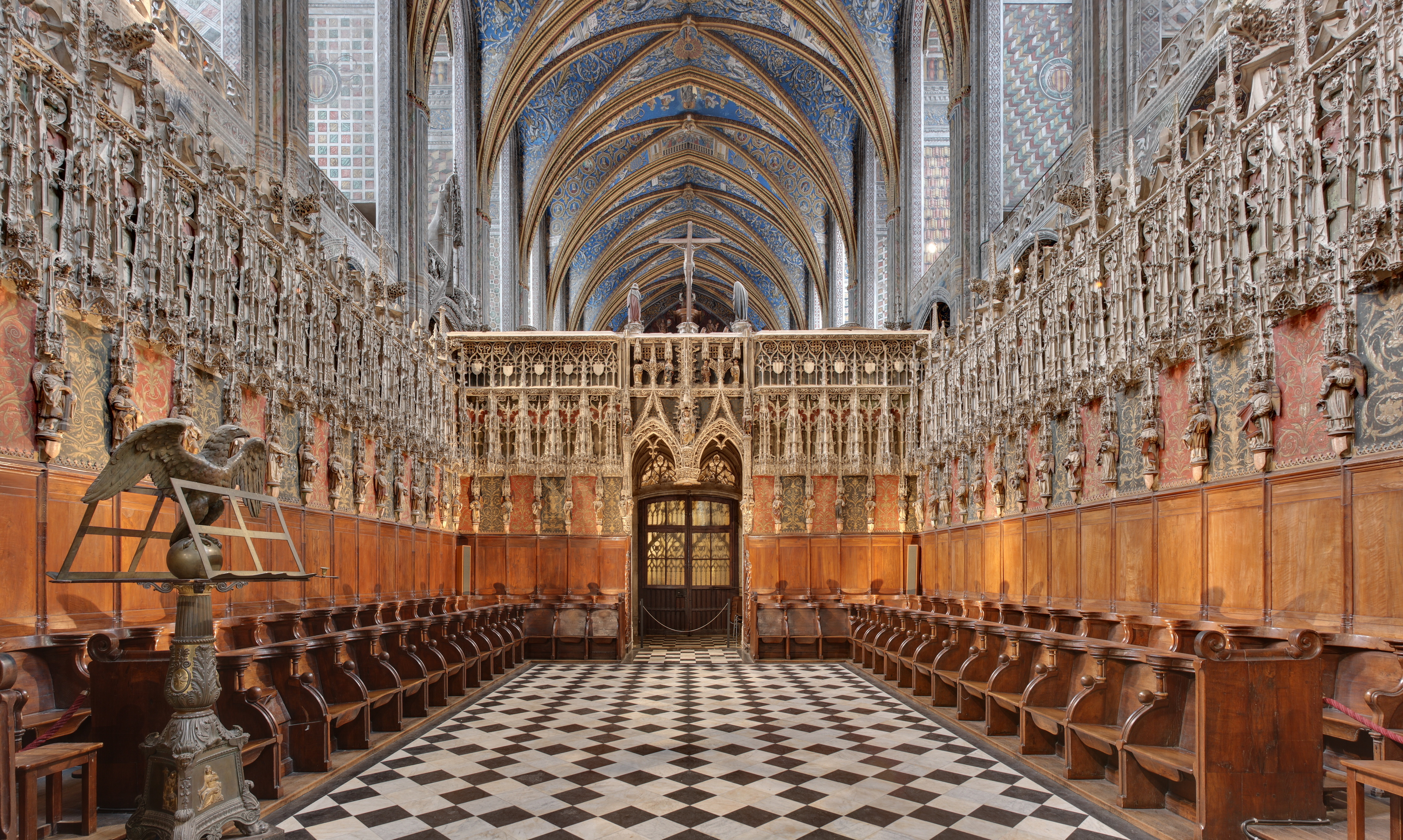
Os bancos do coro, a grade e o atril. da Catedral de Albi, na França
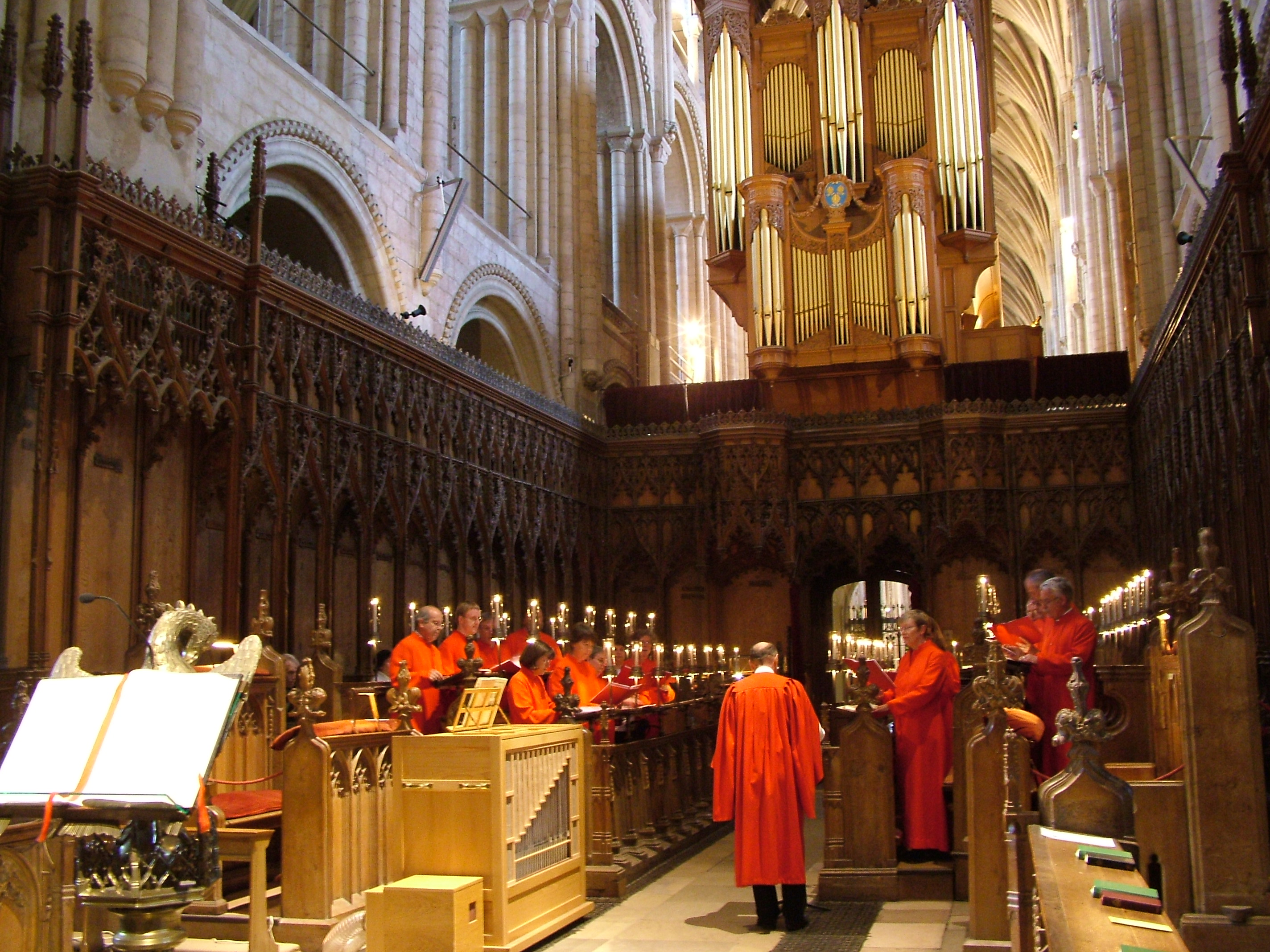
Um coro praticando na Catedral de Norwich, Inglaterra

#### Fonte, atril e o púlpito
Do lado oeste da nave, perto da contra-fachada, fica geralmente a fonte onde se realiza o ritual do Batismo. Ela fica perto da porta por que o Batismo simboliza a entrada de um novo membro para a comunidade dos fieis. De frente para a nave geralmente fica o atril que sustenta a Bíblia para as leituras durante a missa. Em muitas igrejas, o atril tem o formato de uma águia com as asas abertas, o símbolo de São João Evangelista. Finalmente, é na nave também que fica geralmente o púlpito (ou rostra), de onde se prega o sermão (homilia) e se explicam as leituras. De mármore ou de madeira, a decoração pode variar da mais simples até uma plataforma ricamente decorada por plano decorativo na forma de um sermão esculpido. Em qualquer caso é comum que estejam presentes os tetramorfos, as figuras aladas de um homem, um leão, um touro e uma águia que representam os quatro apóstolos.

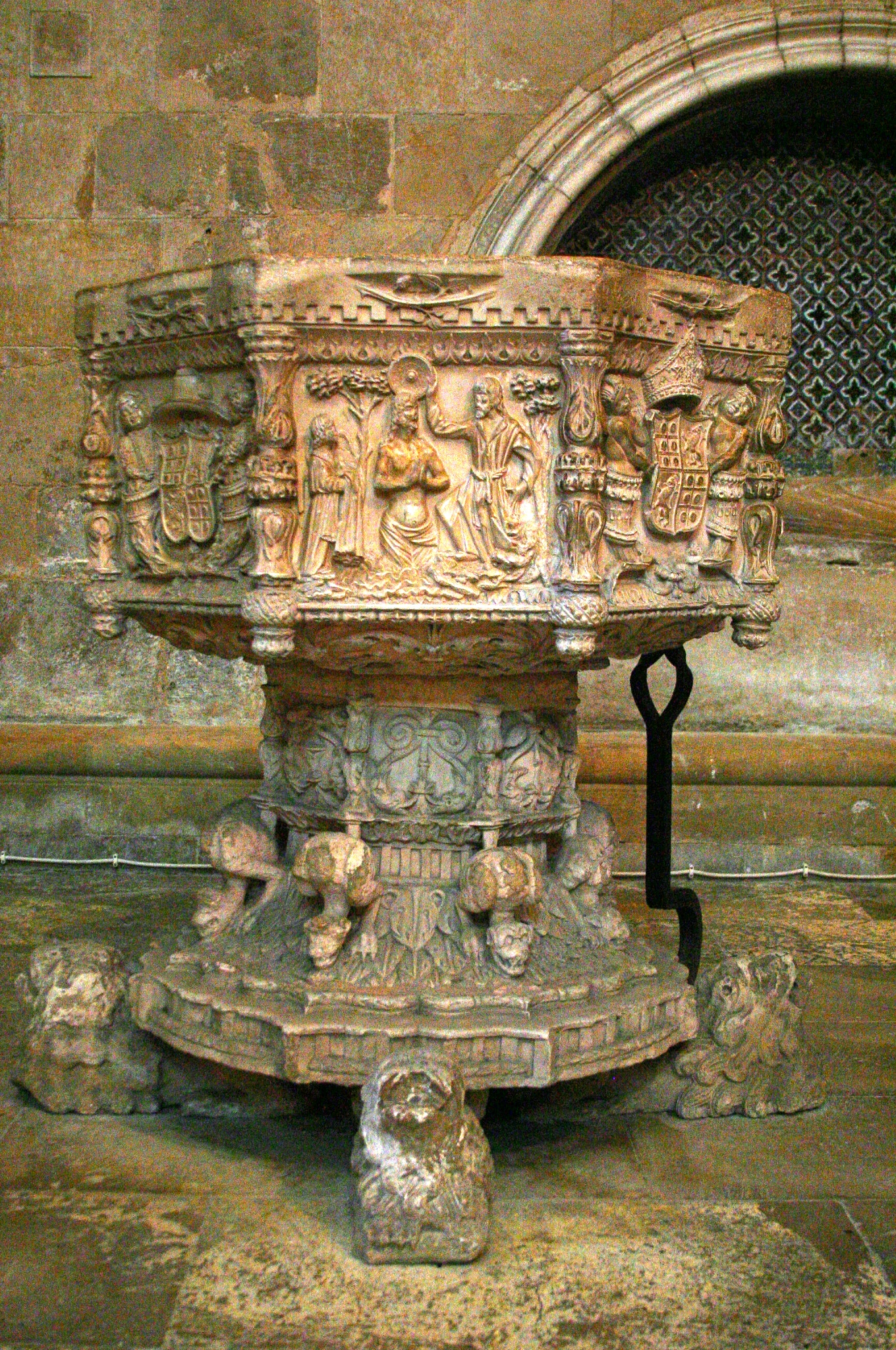
Pia batismal da Sé Velha de Coimbra, Portugal.
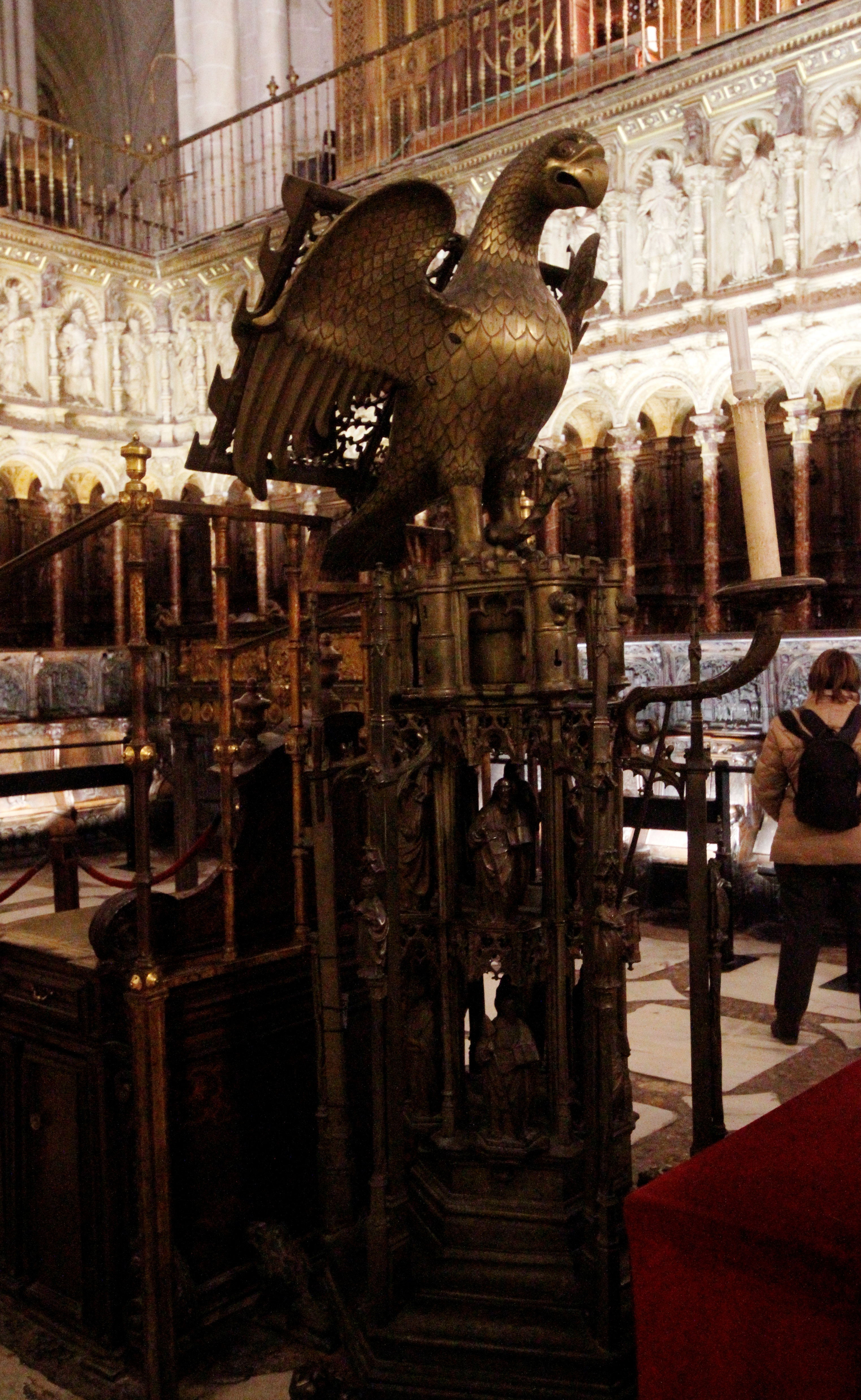
Atril no coro da Catedral de Toledo, Espanha.
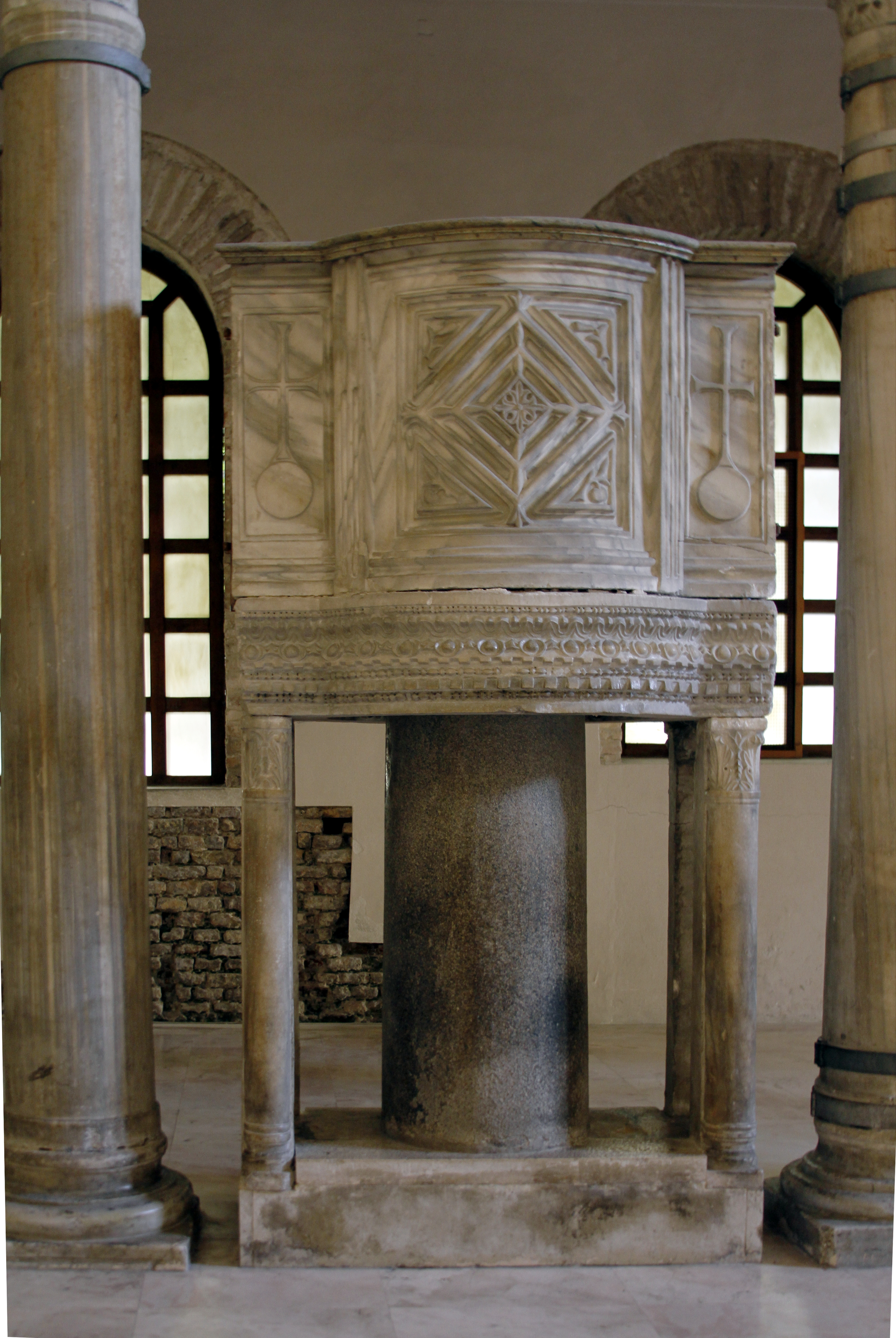
Ambão para a leitura do Evangelho em Sant'Apollinare Nuovo, Ravena, Itália.
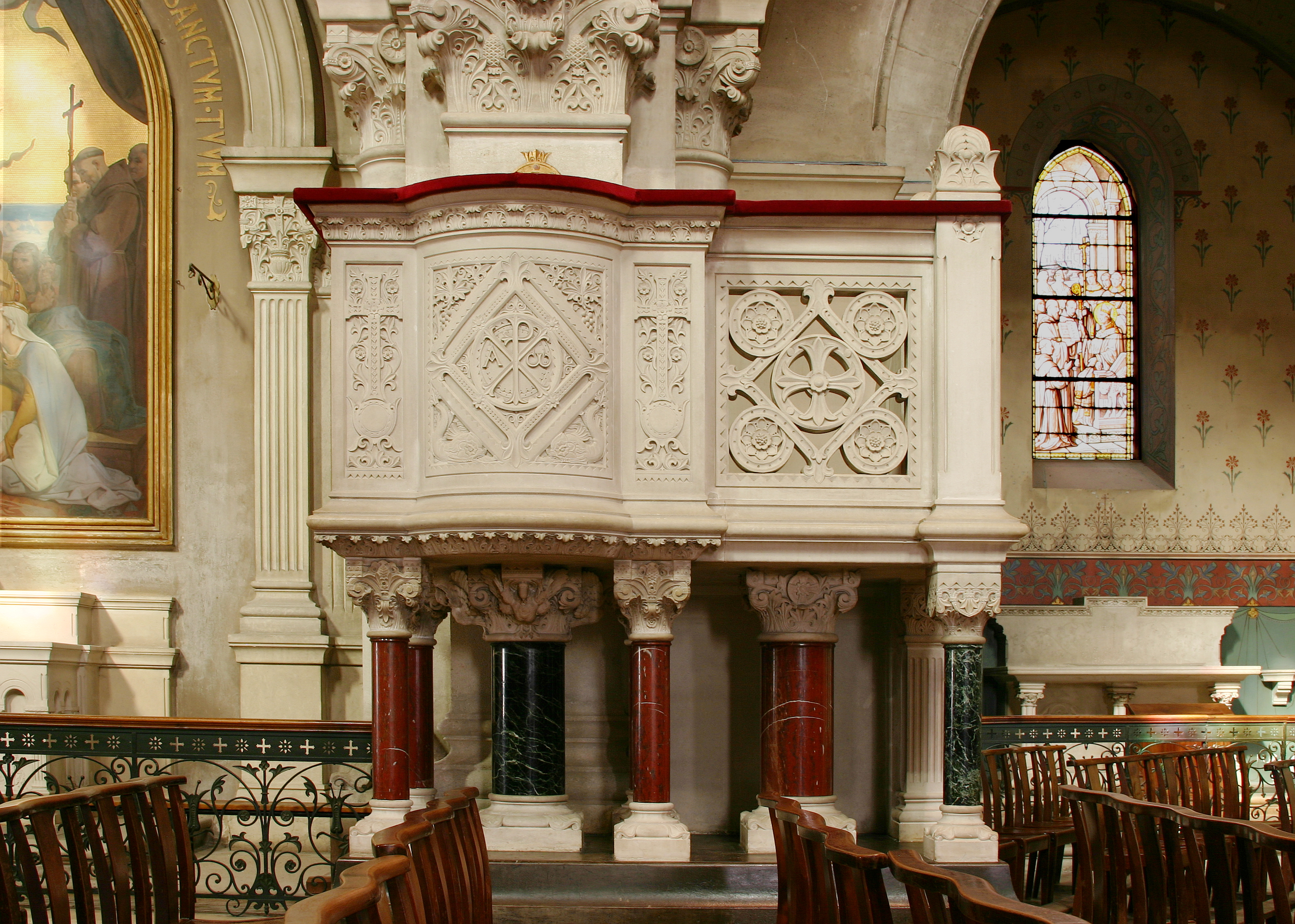
Púlpito da Catedral de Nimes, na França.

#### A luz nas Igrejas
A luz é necessária para o homem e a sua ausência cria escuridão que o impossibilita de viver qualquer espaço e, por isso, a iluminação dos espaços é algo bastante importante e deve estar vinculada com as características arquitetônicas e ao tipo de atividades que são realizadas em cada ambiente e, como todo o lugar utilizado pelo homem, a igreja requer iluminação de acordo com a sua função.
Para desenvolver um projeto de uma igreja deve-se perceber a organização dos espaços e as necessidades de iluminação dos mesmos. Há várias exigências que se deve ter em conta para iluminar uma igreja e requer um estudo da organização espacial das áreas de celebração das orações comunitárias e individuais. Só depois deste estudo feito é que se tem as condições necessárias para iniciar o projeto, sabendo quais os sistemas de iluminação e jogos de luz para cada espaço.
Com o marco do Concílio Vaticano II, em 1963, foram provocadas mudanças na igreja a nível da organização dos espaços, a celebração é feita pelo povo que se reúne na assembleia e não só o clero. Há um retorno à funcionalidade e simplicidade da igreja e um abandono de um simbolismo extensivo. O centro do templo passou a ser o altar que deve estar próximo do povo que se distribui em seu redor, desta forma, as novas igrejas devem ser projetadas de acordo com as normas renovadas no Concílio Vaticano II enquanto as igrejas que foram anteriormente construídas devem ser conservadas e adaptadas às novas normas.
O espaço das celebrações acaba por ser o núcleo da igreja e a nave (lugar onde se reúne a assembleia) e o presbitério (onde se realizam as atividades litúrgicas) traduzem o significado da mesma durante a celebração dos católicos.
Numa igreja deve-se ter em conta que emoções e sentimentos fazem parte do contato do homem com o Divino e todos os elementos têm um significado simbólico com o objetivo de suscitar sentimentos de espiritualidade. A iluminação faz parte dos elementos do espaço que estão na arquitetura, nos ornamentos, nos elementos artísticos e objetos usados para as celebrações religiosas e deve ser concebida de modo a que não distraia o fiel, mas sim o ajude a meditar.
A modelação da luz natural incorpora uma estratégia arquitetônica, a maneira como a luz entra e se relaciona com os espaços cria diferentes ambientes na igreja. A entrada indireta de luz e a sua reflexão nas faces dos objetos faz com que seja produzida uma luz difusa, que cria um ambiente relaxante que ajuda a calma interior dos crentes de maneira a favorecer a oração. Uma luz forte e focada no presbitério é usada para dar destaque e guiar o olhar dos fiéis. Por exemplo, um feixe de luz apontado para um certo lugar chama atenção para o mesmo, como uma luz zenital que acaba por ser uma luz divina.
Em suma a baixa intensidade luminosa e uma luz não uniforme proporciona uma privacidade e calma interior para um momento de oração enquanto uma luz de maior intensidade e uniforme dá um aspeto festivo e de celebração como acontece na zona da assembleia onde o povo se reúne.

#### Decoração
As características decorativas internas de uma catedral ou grande igreja geralmente seguem um esquema cuidadosamente concebido que pode ser uma continuação do tema iniciado na fachada ocidental. Este programa geralmente inclui os mosaicos nas abóbadas das igrejas ortodoxas, os vitrais das igrejas medievais e os esquemas esculturais das igrejas barrocas. Porém, em muitos outros casos, a unidade deste esquema se perdeu por conta das circunstâncias da história da construção do edifício, que geralmente levou décadas ou séculos.
Apesar das perdas e mudanças de direção, o objetivo principal da decoração do interior de uma igreja é passar a mensagem dos Evangelhos. Para este fim, muitas igrejas tem, em seus esquemas decorativos, elementos da chamada "Bíblia dos pobres", ilustrando aspectos da "Vida de Jesus" e outras narrativas relacionadas (como a "Vida de Maria") com o objetivo de educar o espectador. Entre as mais conhecidas estão as estações da cruz e o crucifixo, que geralmente ficava suspenso a partir do arco do coro ou era colocado no alto de uma vara na entrada do coro. Outras representações figurativas incluem as esculturas ou pinturas de santos e profetas, temas comuns também nos painéis da iconóstase das igrejas ortodoxas.
O simbolismo utilizado nas igrejas antigas não é sempre fácil para o espectador moderno compreender. Virtudes e vícios podem estar representados por pequenas figuras com atributos específicos ou por animais que se acreditava representarem uma qualidade específica. Um exemplo comum é o pelicano, que, segundo a crença, bicava o próprio peito para alimentar seus filhotes com o sangue e que representava, por isso, o amor de Cristo pela Igreja.
O esquema decorativo geralmente culminava no altar, onde geralmente ficava uma peça de altar pintada ou um retábulo esculpido, ou que estaria emoldurado por um enorme vitral ou por um mosaico absidal.

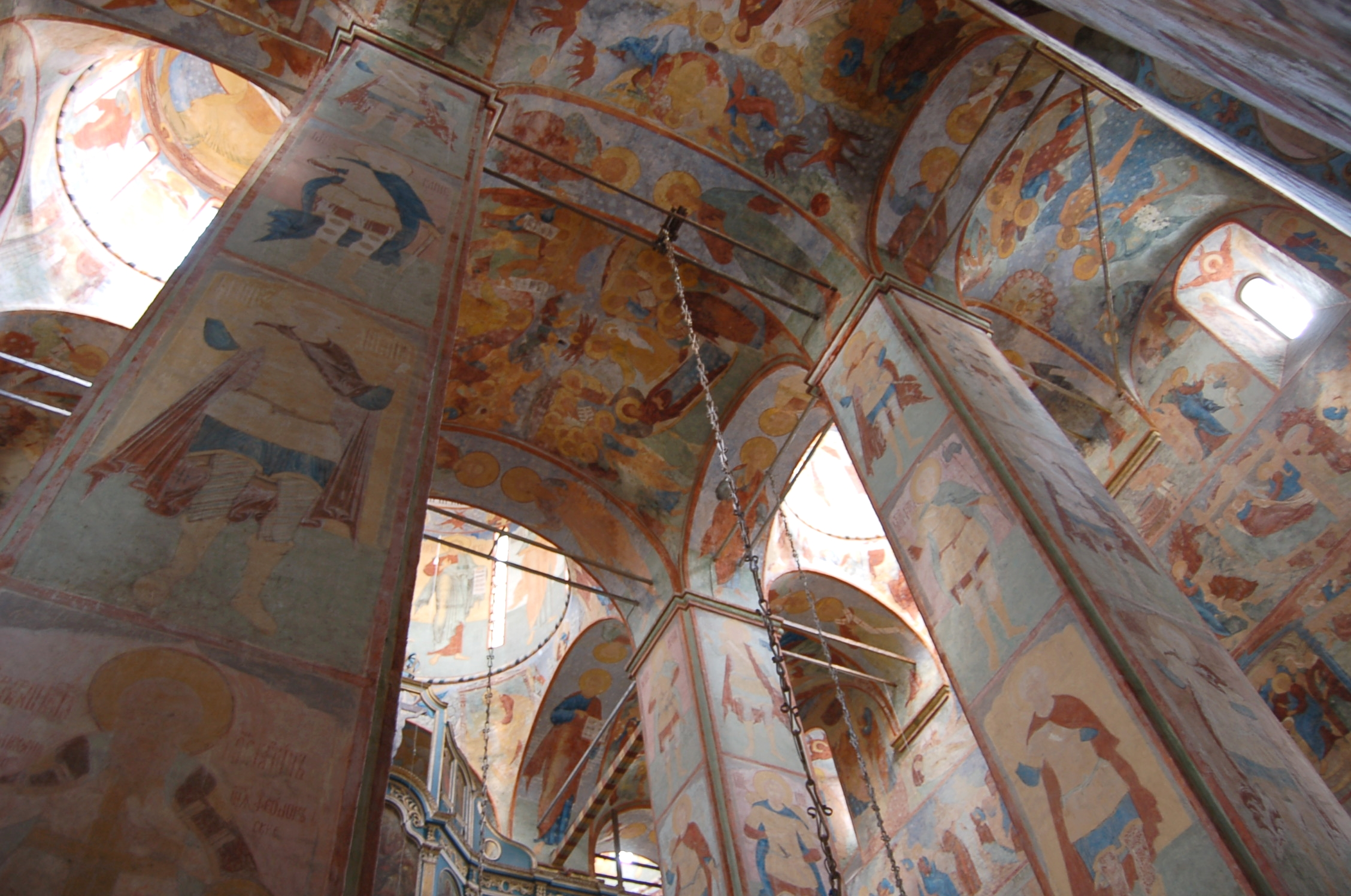
O interior da Catedral de Vologda, Rússia, está pintado com murais.
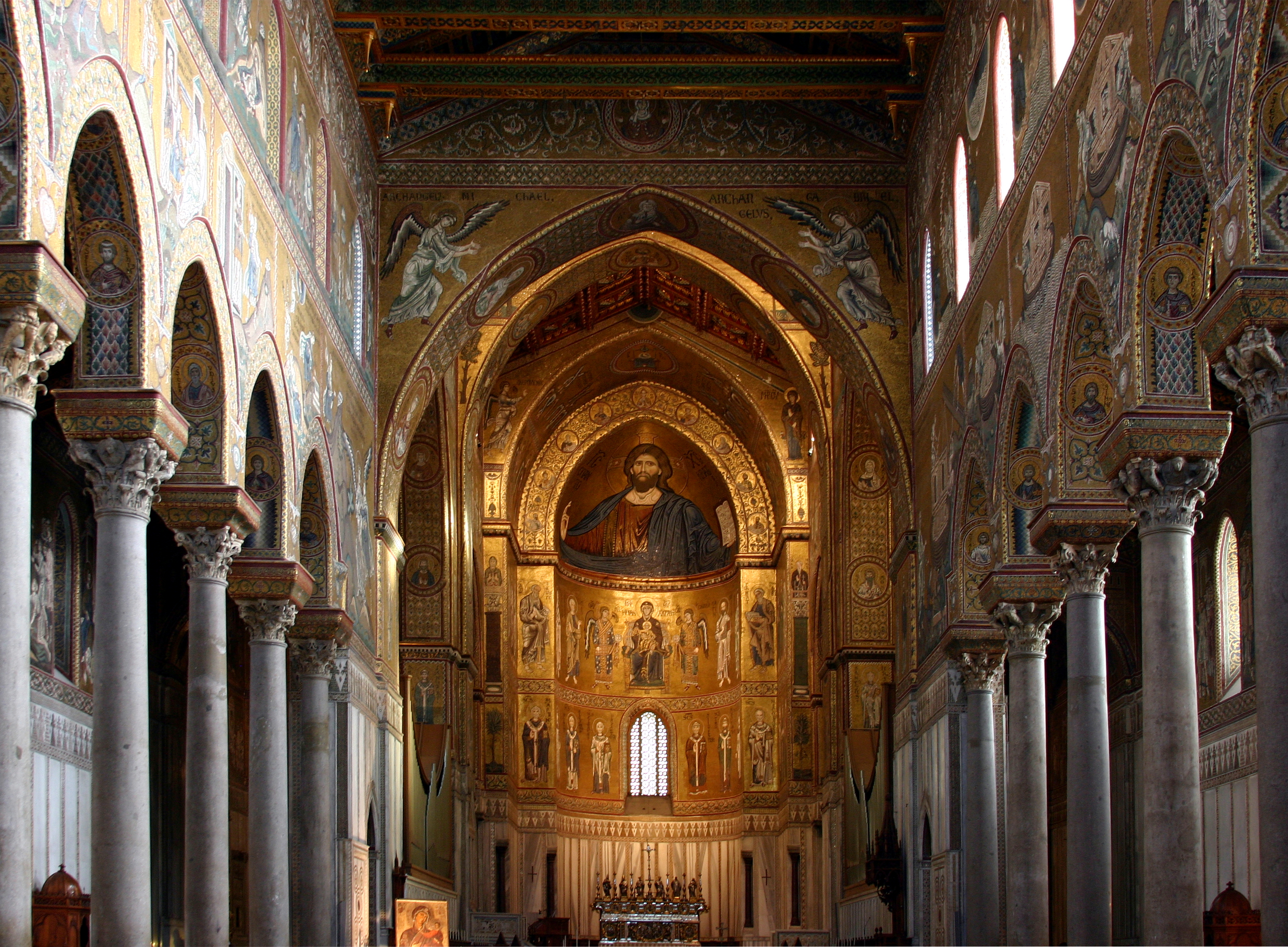
A Catedral normanda de Monreale, Sicília, está praticamente toda coberta por mosaicos no estilo bizantino.
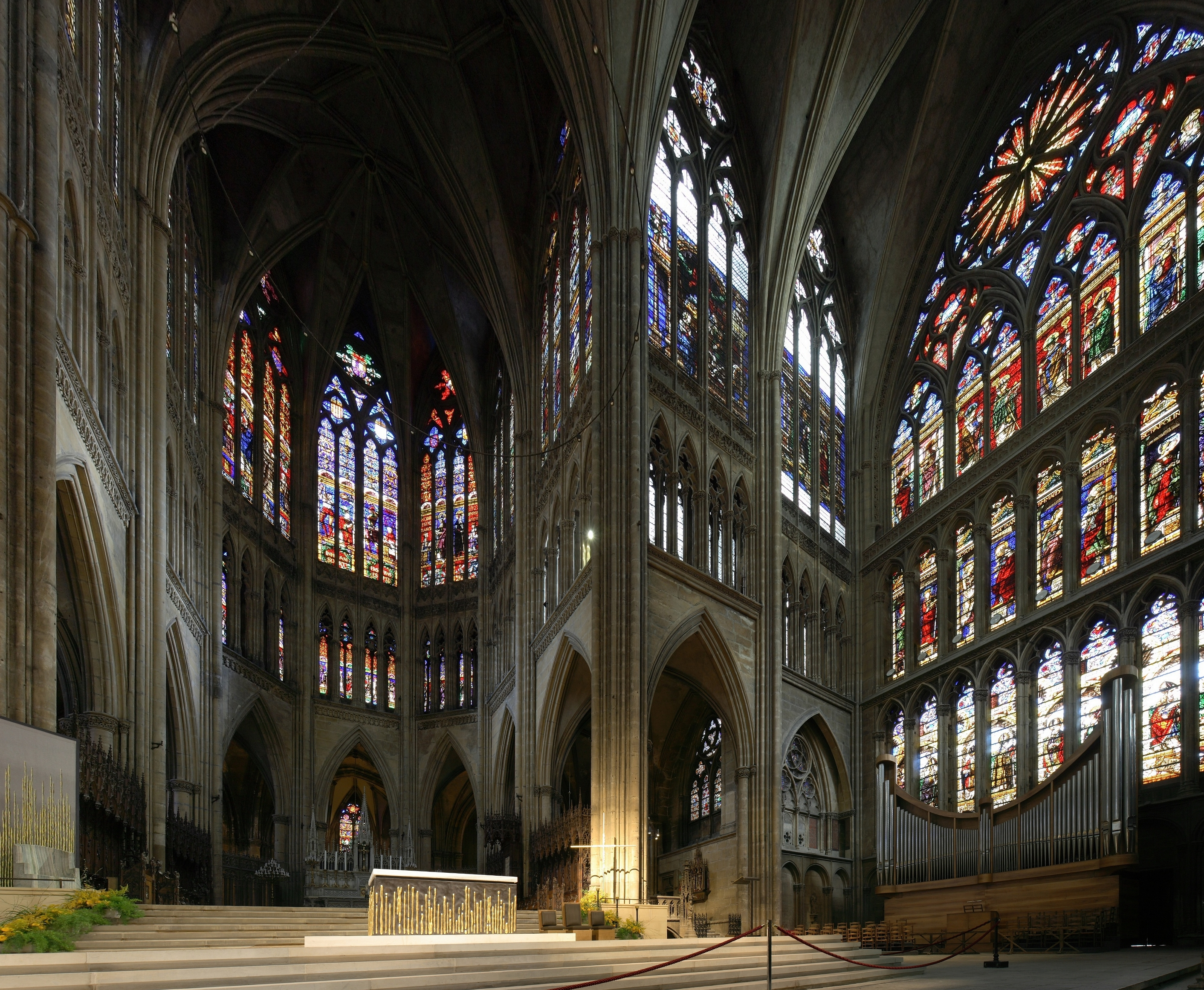
A Catedral de Metz, Alemanha, tem 6 500 m2 de vitrais.

## Estilos arquitetônicos

### Paleocristão
O período arquitetural conhecido como paleocristão iniciou com a construção dos primeiros edifícios cristãos no início do século IV até o desenvolvimento do estilo bizantino de forma clara no reinado de Justiniano I (r. 527–565) e não com a mudança da sede do Império Romano para Bizâncio por Constantino em 330 d.C. Algumas das primeiras igrejas cristãs foram construídas na Armênia, onde o cristianismo se tornou a religião oficial ainda em 301. A pequena Basílica da Santa Cruz em Aparã, sem corredores, é tradicionalmente datada no século IV.
Grandes igrejas paleocristãs geralmente tinha a forma de basílicas com corredores terminadas numa abside. Entre as grandes igrejas de Roma, a Basílica de Santa Maria Maggiore manteve muito de seu arranjo interno original, suas grandes dimensões, sua abside muito simples, sua grande colunata suportando uma cornija reta – e não arcadas – e alguns mosaicos muito antigos. Santa Sabina, também em Roma, exemplifica a simplicidade da decoração arquitetônica que caracterizou muitas das primeiras basílicas cristãs. Outras importantes igrejas deste período são dois antigos edifícios circulares de Roma, a basílica de Santa Costanza e San Stefano Rotondo. Estas igrejas são marcadas pela aplicação formal das ordens arquitetônicas romanas em suas colunas, com capitéis jônicos sustentando o lintel em Santa Maria Maggiore, capitéis coríntios em Santa Sabina e Santa Costanza e as duas mais a dórica em San Stefano. Em Santa Costanza, as grossas paredes de tijolos do tambor central são apoiadas por elegantes colunas finas assentadas em pares, cada par apoiando uma pequena seção da cornija de onde se lançam os arcos.
Algumas igrejas de Roma mantiveram seus mosaicos paleocristãos. Os de Santa Costanza são similares aos mosaicos e pinturas encontrados em interiores públicos e domésticos da época, geralmente motivos geométricos ou florais, mas um exame mais apurado revela muitos símbolos cristãos nestes motivos. Um dos mais importantes esquemas decorativos do período a ter sobrevivido intacto, ao menos em parte, é o de Santa Maria Maggiore, onde o proscênio da abside está decorado com histórias da "Infância de Jesus" segundo o relato do Evangelho de Mateus.
Porém, a maior parte das igrejas paleocristãs que sobreviveram foram consideravelmente alteradas, se deterioraram a ponto de não serem mais viáveis ou já são ruínas destelhadas ao relento, um destino que quase recaiu sobre San Stefano antes que ela fosse reformada no século XV. A Igreja da Natividade em Belém, do século IV, foi reconstruída por Justiniano I depois de um incêndio no século VI, mas parece ter mantido grande parte de sua forma original, incluindo as massivas colunatas romanas. A igreja constantiniana do Santo Sepulcro, por outro lado, foi demolida por ordem do califa fatímida Aláqueme Biamir Alá em 1009 e o que resta hoje é uma reconstrução completa.
A Basílica Eufrasiana, Poreč, na Croácia, foi construída em 360 sobre uma igreja domiciliar e ainda hoje abriga parte do piso romano. Apesar de renovada e redecorada no final do século VI, conseguiu preservar suas características paleocristãs, inclusive seu átrio. Diversas igrejas paleocristãs ainda existem na Síria e na Armênia, a maior parte arruinada. Elas revelam características romanas e não bizantinas, mas com nuances regionais diferentes que as diferenciam das igrejas de Roma.

Igrejas paleocristãs em Roma
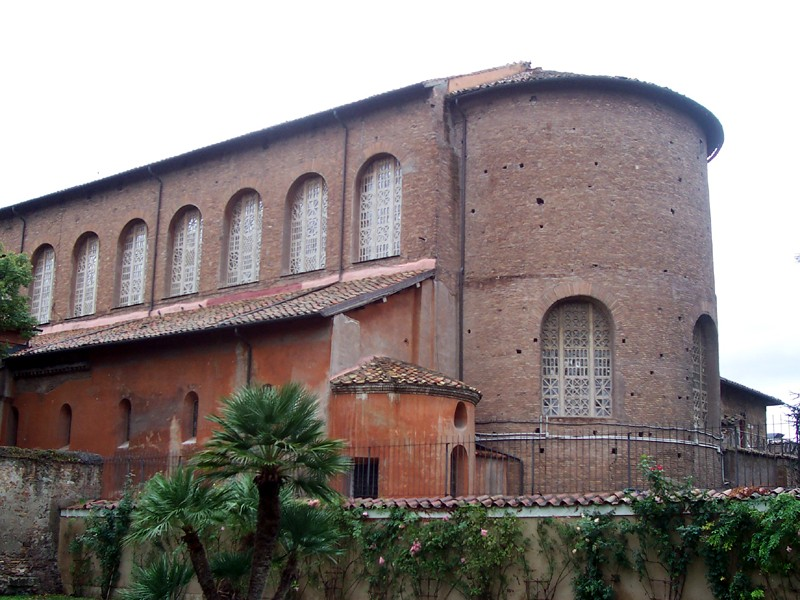
A antiga Basílica de Santa Sabina, Roma (c. 425), tem uma planta basilical típica terminada em uma abside semi-circular.
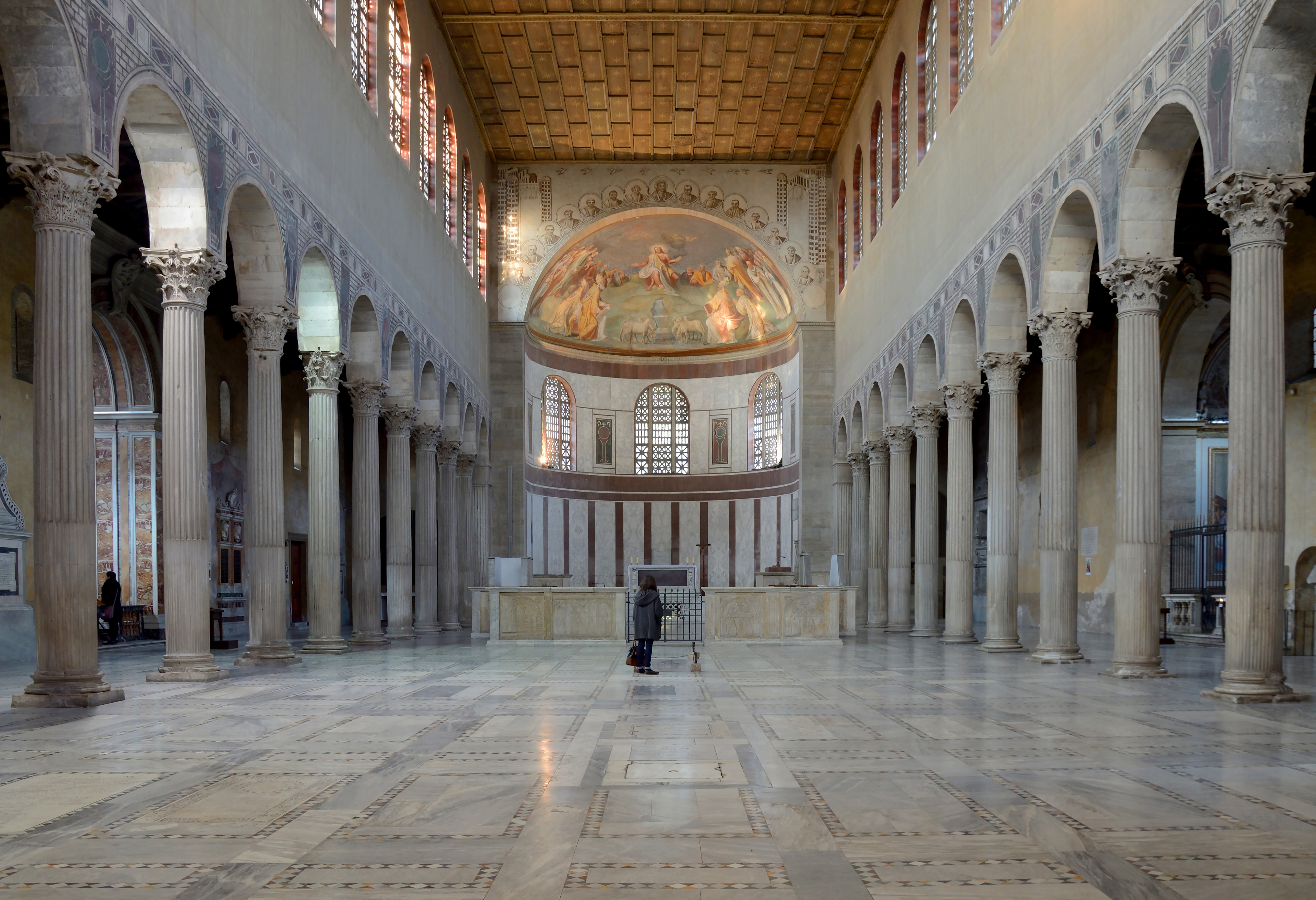
Internamente, Santa Sabina parece ter mudado pouco deste o período paleocristão.
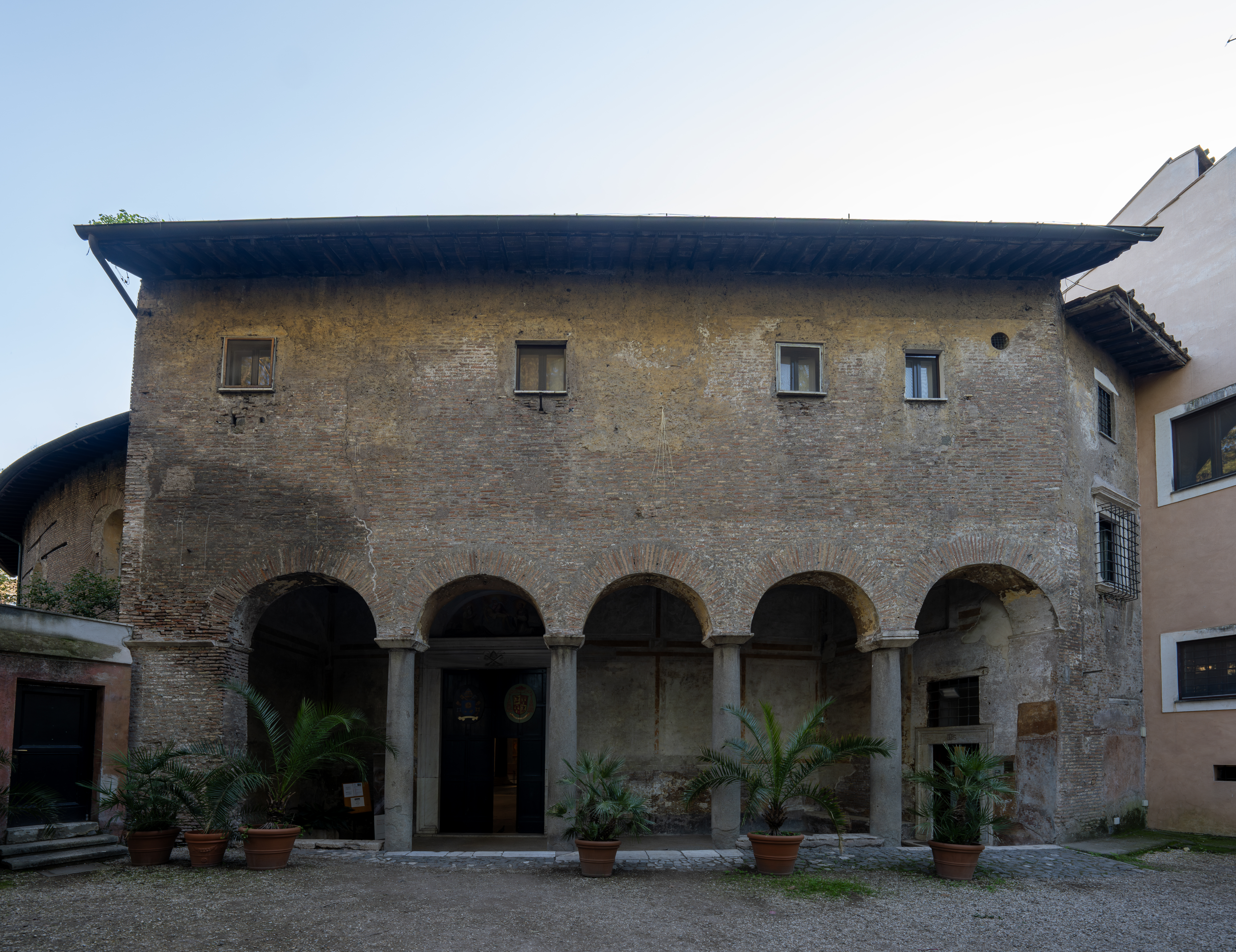
A Basílica de San Stefano Rotondo, Roma (c. 470), perdeu a mais externa de suas três arcadas, mas manteve o interior antigo de sua estrutura.

Interiores paleocristãos
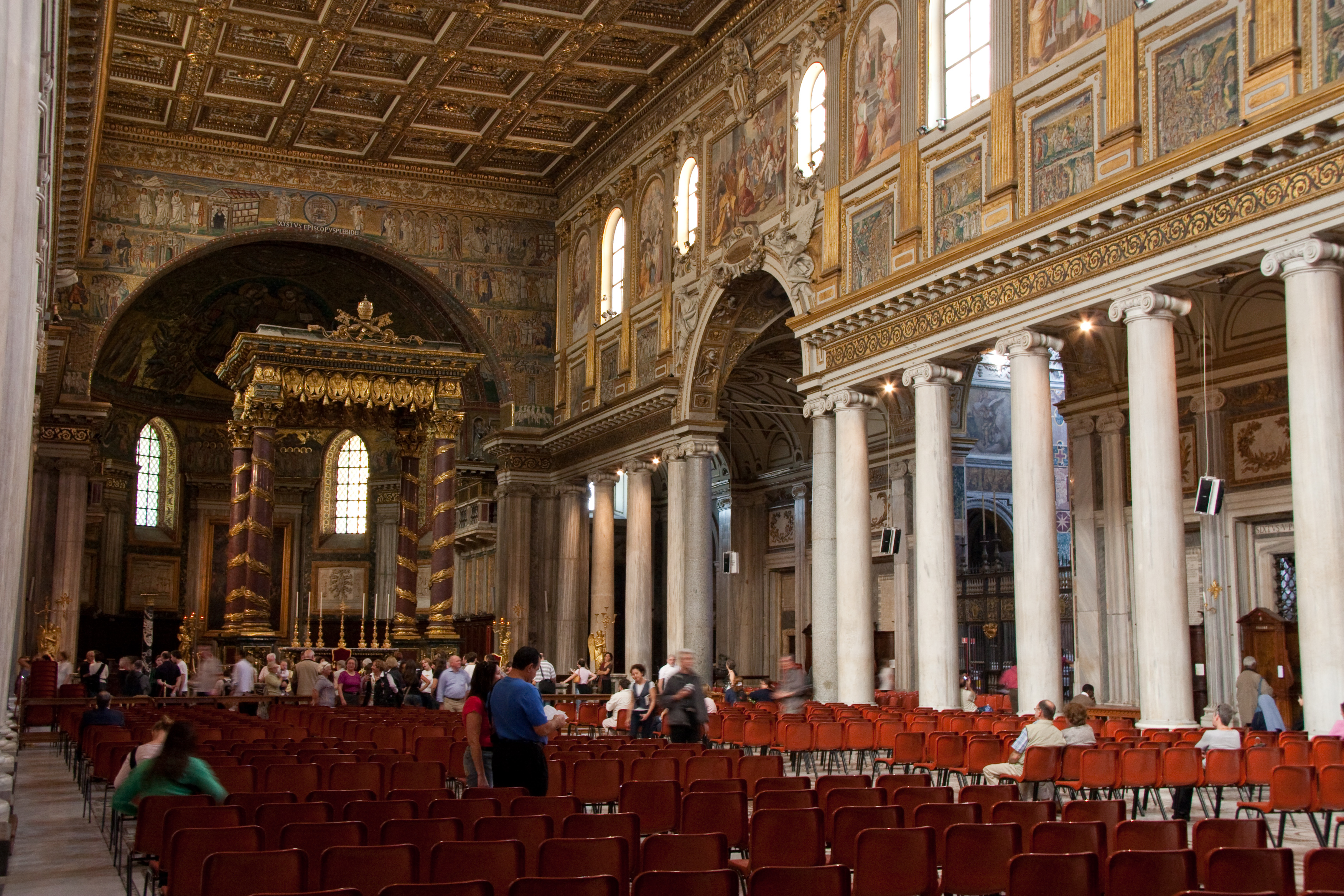
Basílica de Santa Maria Maggiore, Roma, fundada, segundo a tradição, quando nevou milagrosamente no local em 352. Mosaicos antigos estão incorporados às decorações barrocas.
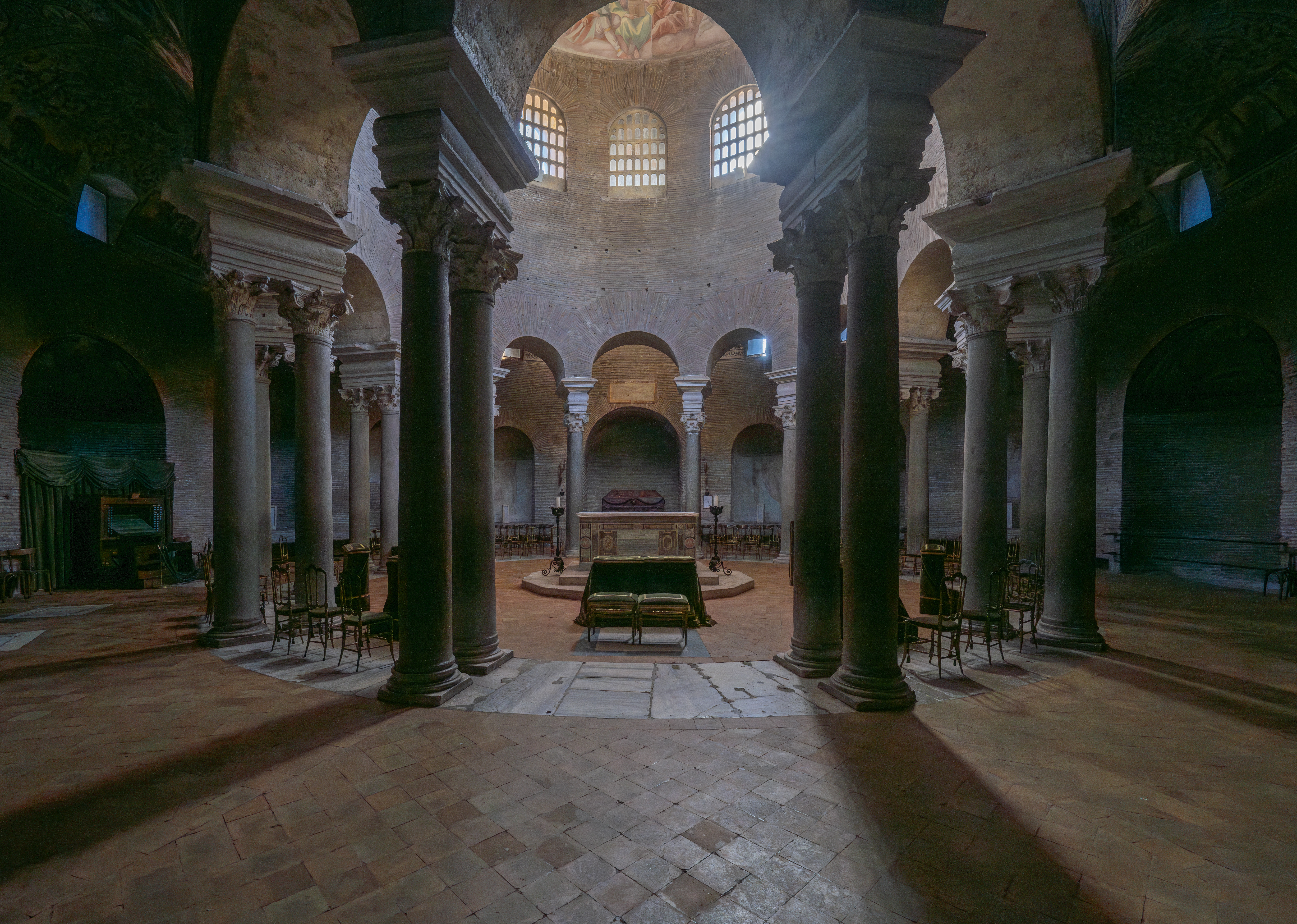
O Mausoléu de Santa Costanza, Roma, (c. 350)
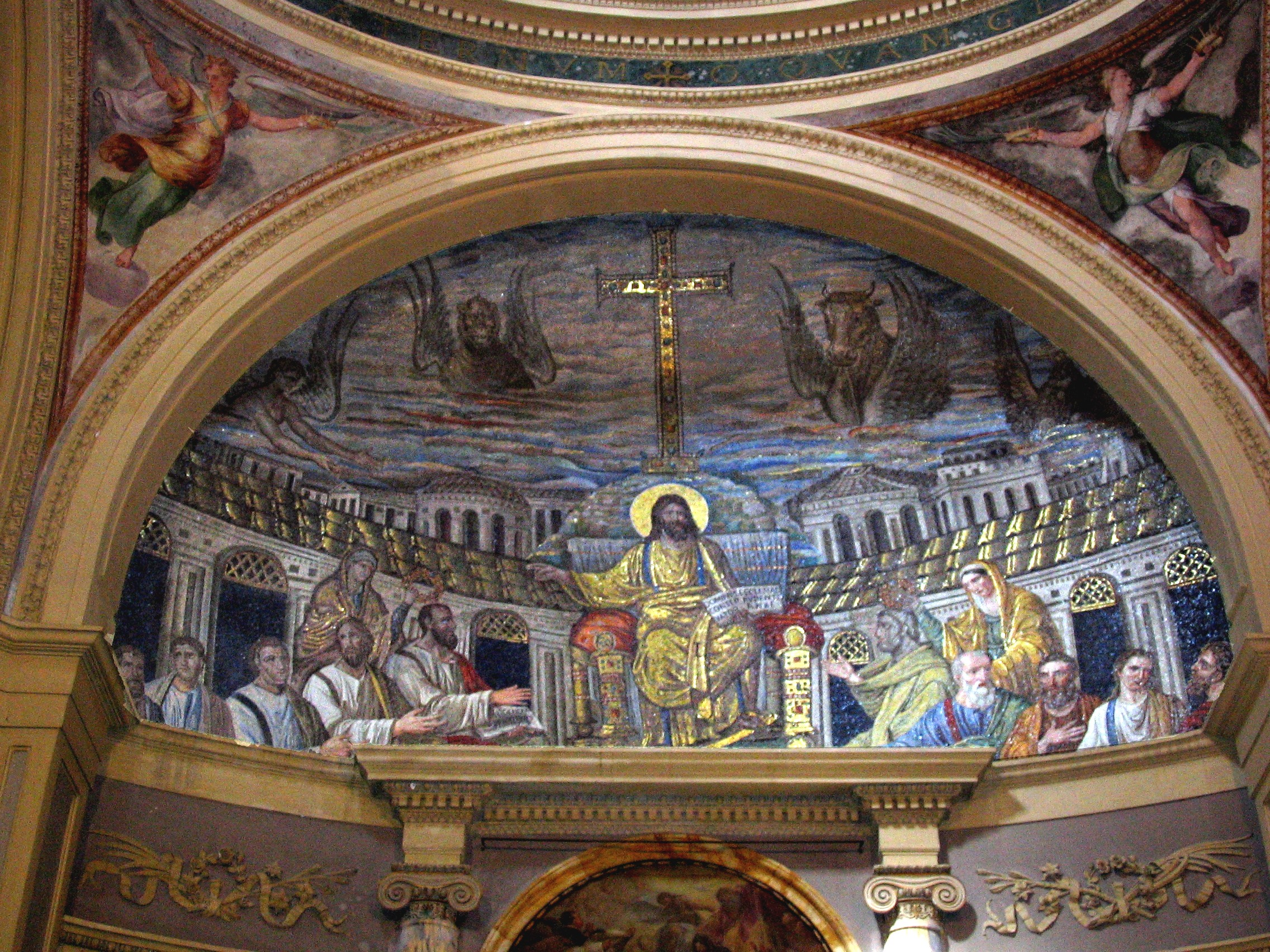
O mosaico absidal paleocristão de Santa Pudenziana, em Roma, que se manteve apesar das reformas posteriores.

### Bizantino
Ravena, na costa leste da Itália, abriga diversas grandes igrejas de planta basilical da época do imperador bizantino Justiniano (r. 527–565). A Basílica de Santo Apolinário Novo tem uma planta similar à da Basílica de Santa Maria Maior, mas os detalhes das esculturas não mais são do estilo clássico romano, apesar de muitos dos mosaicos ainda estarem intactos. 
Na mesma cidade está também a Basílica de São Vital, de planta central com cúpula e de estrutura única, da mesma época. Seu espaço interno mede 25 m. A cúpula central está rodeada por oito semicúpulas absidais como se fossem pétalas de uma flor. O edifício revela ainda um complexo arranjo de arcadas em diferentes níveis que resultam num efeito espacial igualado apenas pela igreja barroca de Santa Maria della Salute, construída mais de mil anos depois perto de Veneza. São Vital seria imitada depois no século IX, de forma simplificada, por Carlos Magno em Aachen, na Alemanha.
Em Veneza está a São Marcos, uma das mais famosos igrejas de estilo bizantino e que data principalmente do século XI e decorada ao longo de muitos séculos, mas que manteve a sua planta central bizantina. Ela é chamada de Basílica de São Marcos, não por causa de sua forma basilical, mas por ter recebido esta honraria. Ela foi construída no formato de cruz grega com uma grande cúpula rodeada por quatro outras menores. Sua decoração, interna e externamente, é típica do período bizantino, com muitos mosaicos e mármores multicoloridos.

Edifícios bizantinos ao longo de seis séculos
O mais conhecido edifício bizantino do mundo, a Basílica de Santa Sofia, Istambul, Turquia.
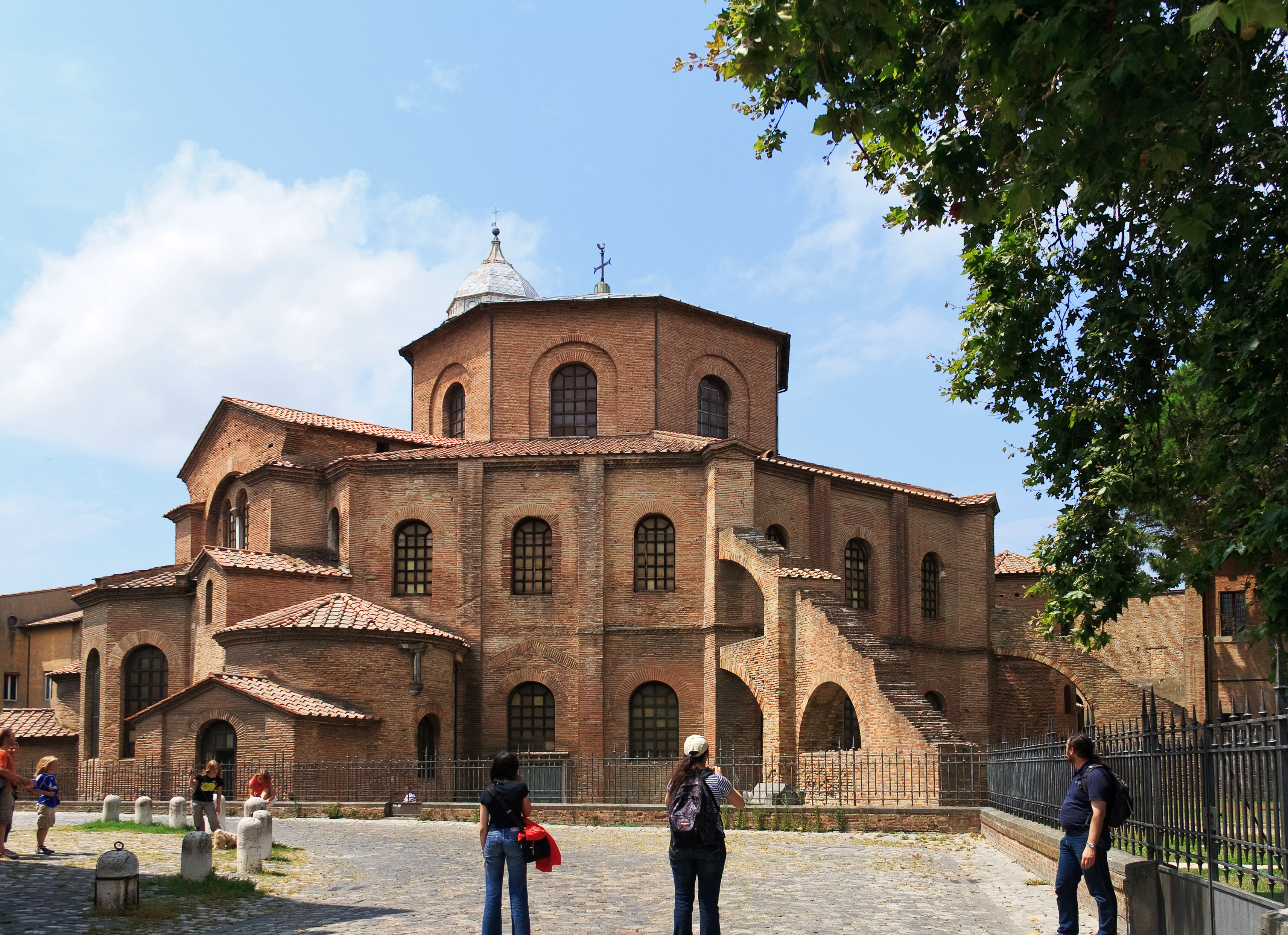
Basílica de São Vital, Ravena, Itália.
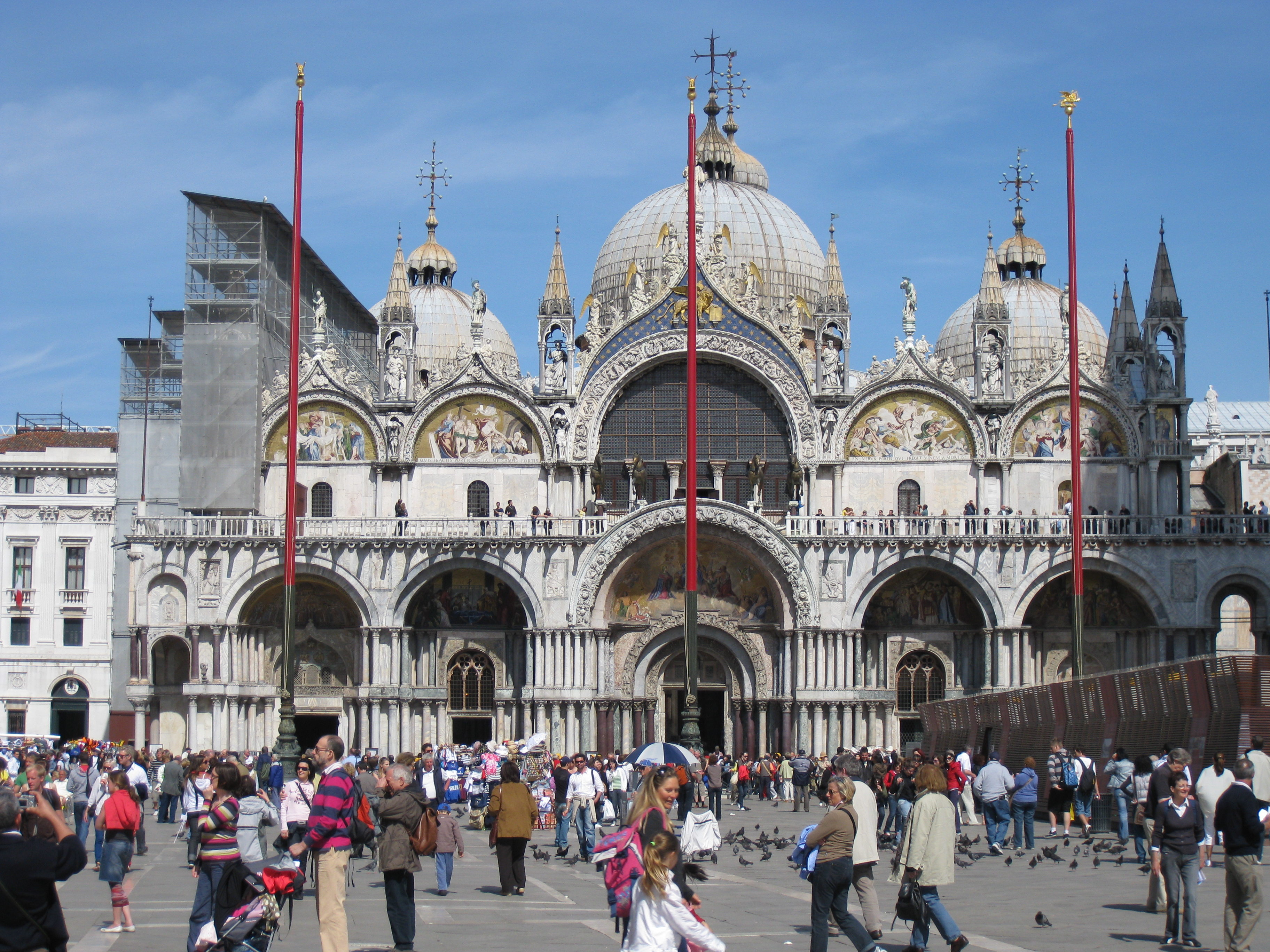
Basílica de São Marcos, Veneza, Itália.

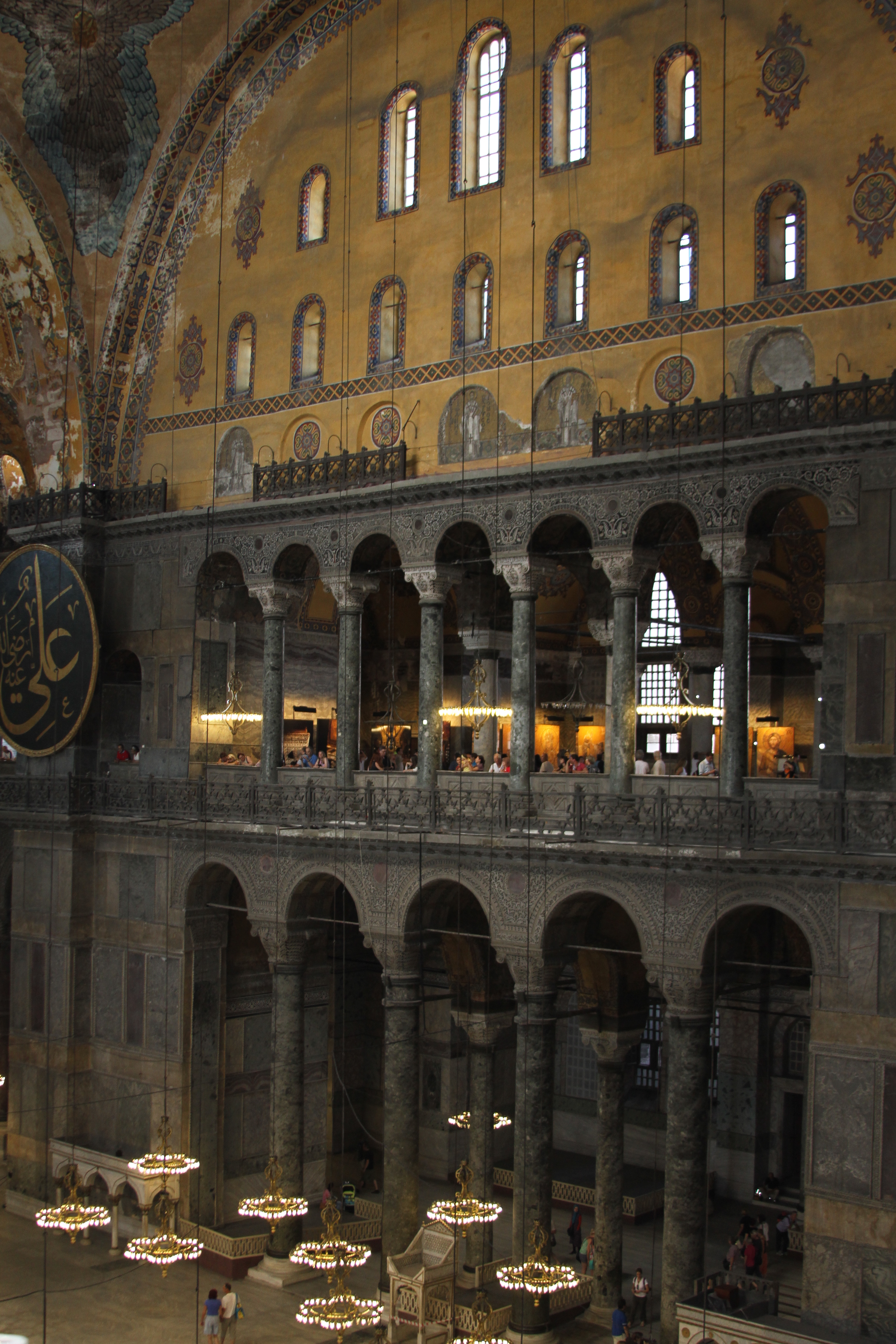
Santa Sofia, embora utilizada como mesquita no passado e atualmente abrigar um museu, ainda mantém alguns de seus antigos mosaicos.
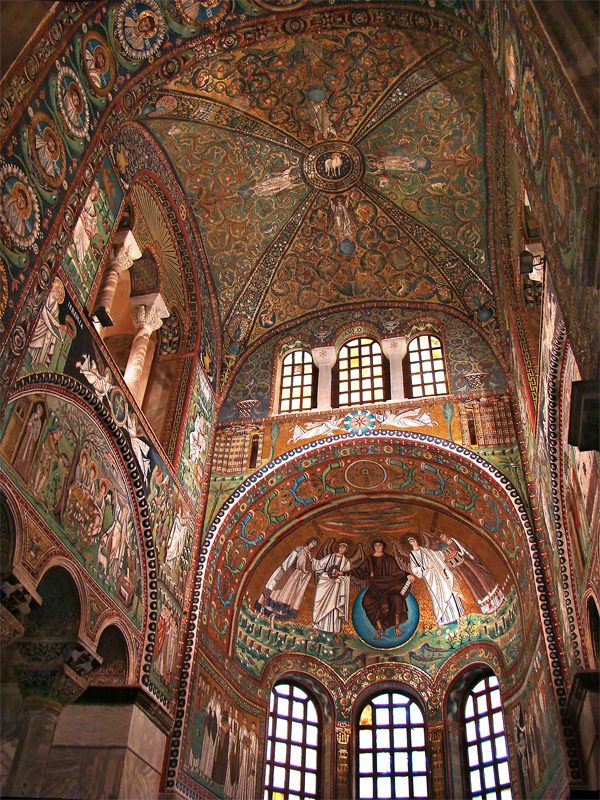
A abside de São Vital, com seus mosaicos do século VI.
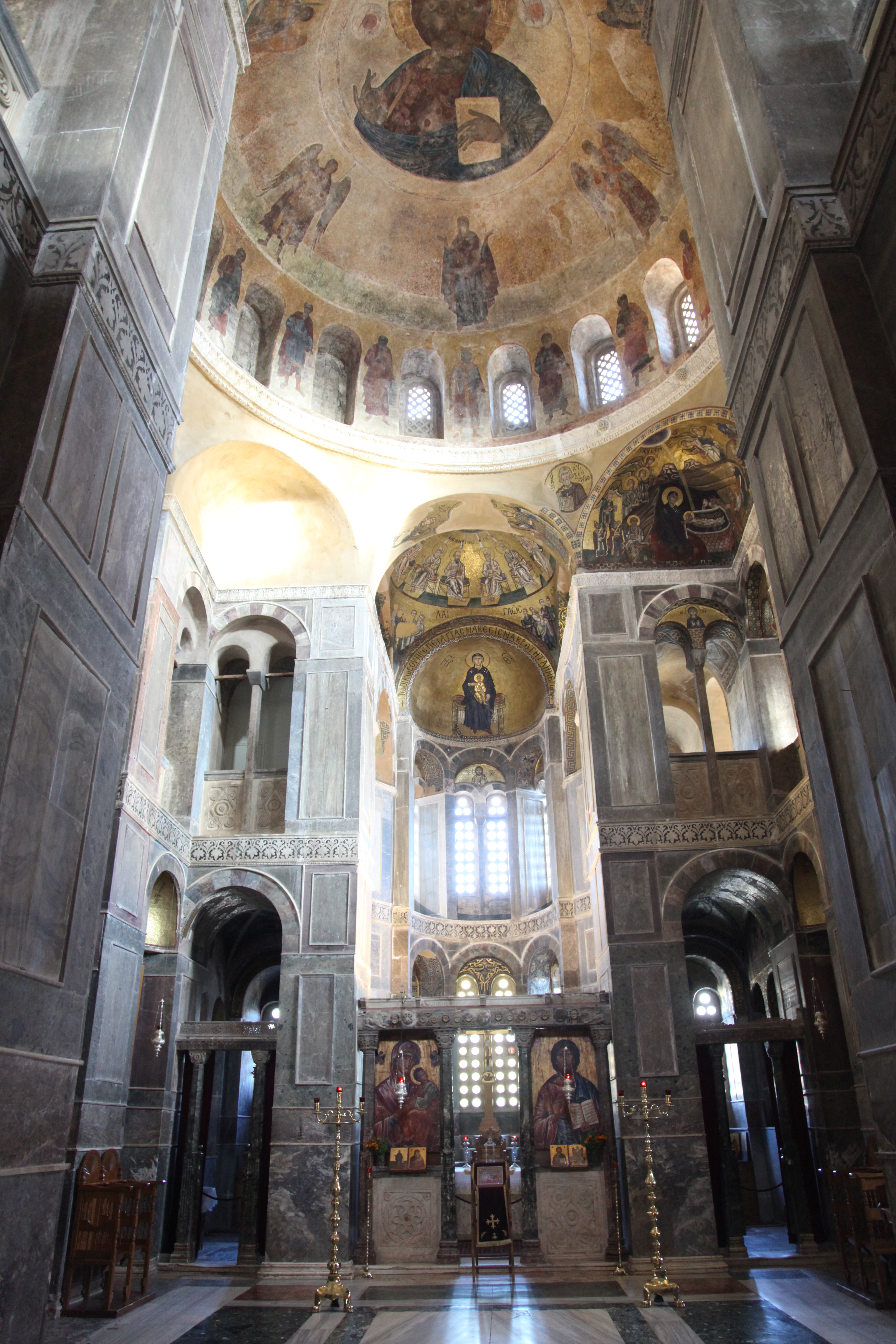
A igreja monástica Hosios Loukas, Grécia.
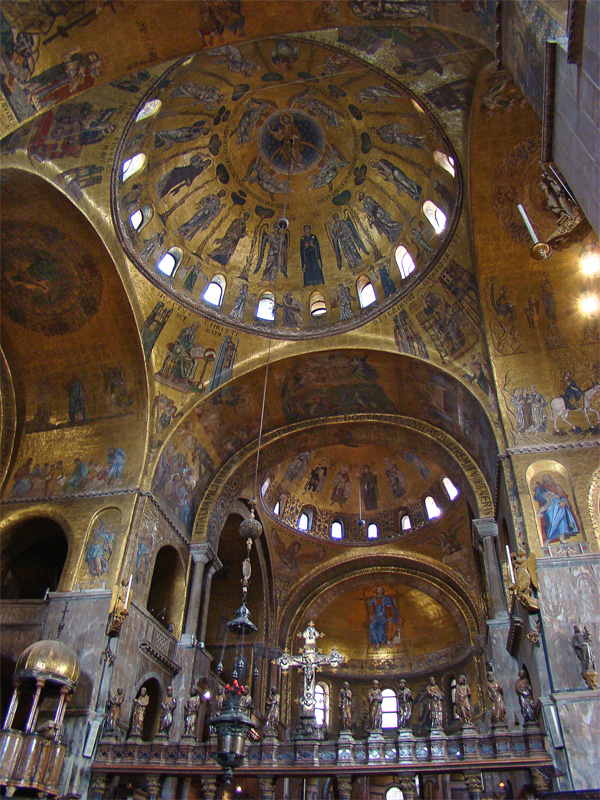
Os brilhantes mosaicos azuis e dourados de São Marcos, em Veneza.

### Românico
Depois da queda do Império Romano do Ocidente, a construção de grandes igrejas na Europa ocidental gradualmente ganhou momento com a dispersão do monasticismo organizado sob a "Regra de São Bento" e outro. Um enorme mosteiro em Cluny, qual restam apenas fragmentos, foi construído utilizando um estilo romano simplificado, com colunas robustas, paredes grossas, janelas pequenas e arcos semi-circulares. O estilo se espalhou conforme se espalhava também o monasticismo por toda a Europa e a técnica de construir abóbadas altas renasceu. Um estilo decorativo emergiu baseado em elementos das tradições locais anteriores ao cristianismo, incorporando zigue-zagues, espirais e ferozes cabeças de animais. Outra típica decoração da época eram os murais pintados nas paredes. A técnica chegou a Inglaterra depois da conquista normanda no século XI.
Entre os edifícios mais importantes do estilo românico são a Abbaye aux Hommes, em Caen, França; a Catedral de Worms, na Alemanha; a Catedral de Pisa, com seu famoso campanário (a Torre de Pisa), a Catedral de Módena e a Catedral de Parma, na Itália; a Catedral de Durham e a Catedral de Peterborough na Inglaterra.

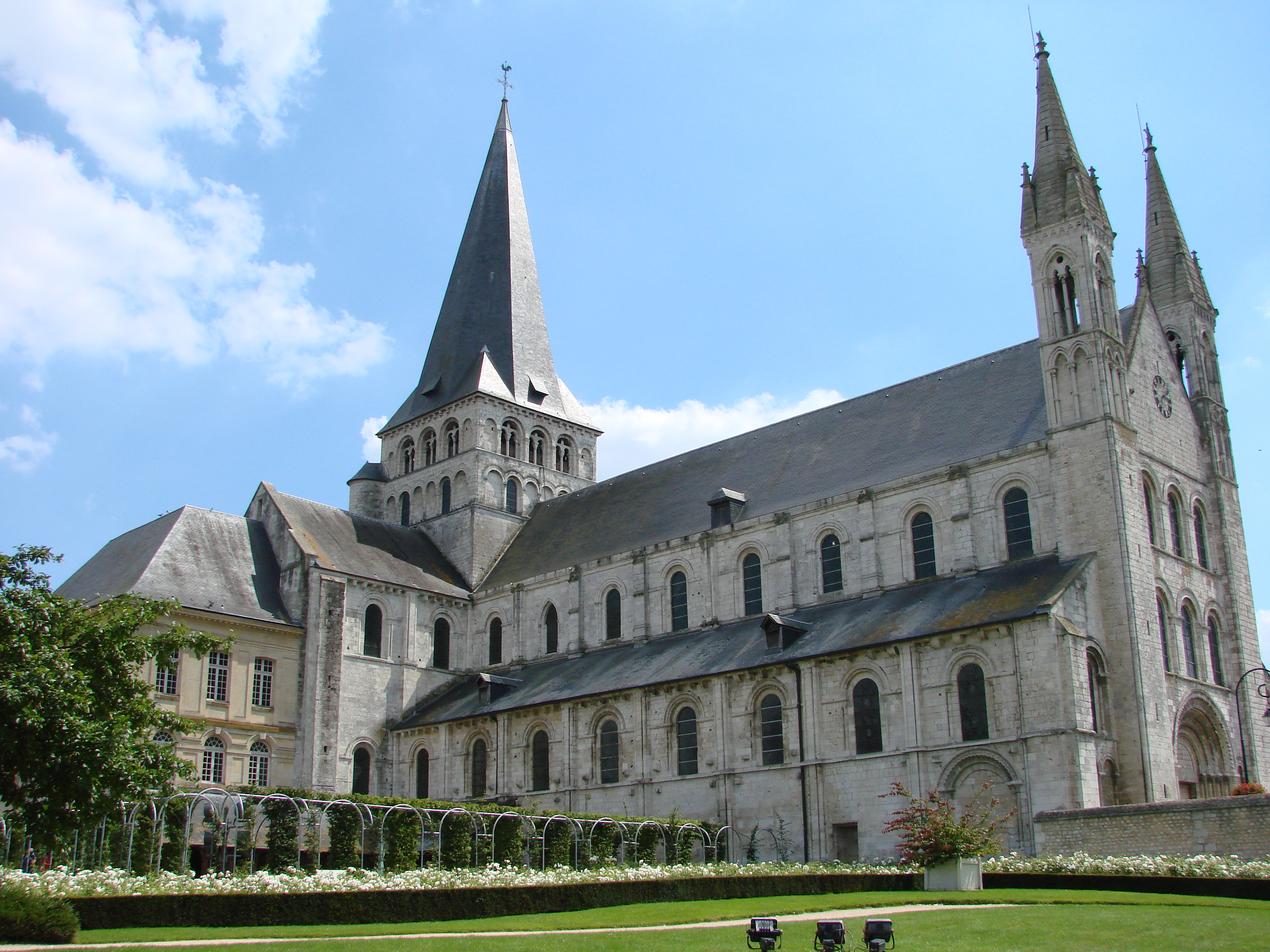
A Abadia de Saint-Georges de Boscherville, França, tem uma torre quadrada sobre o cruzeiro. Os pináculos ocidentais são góticos.
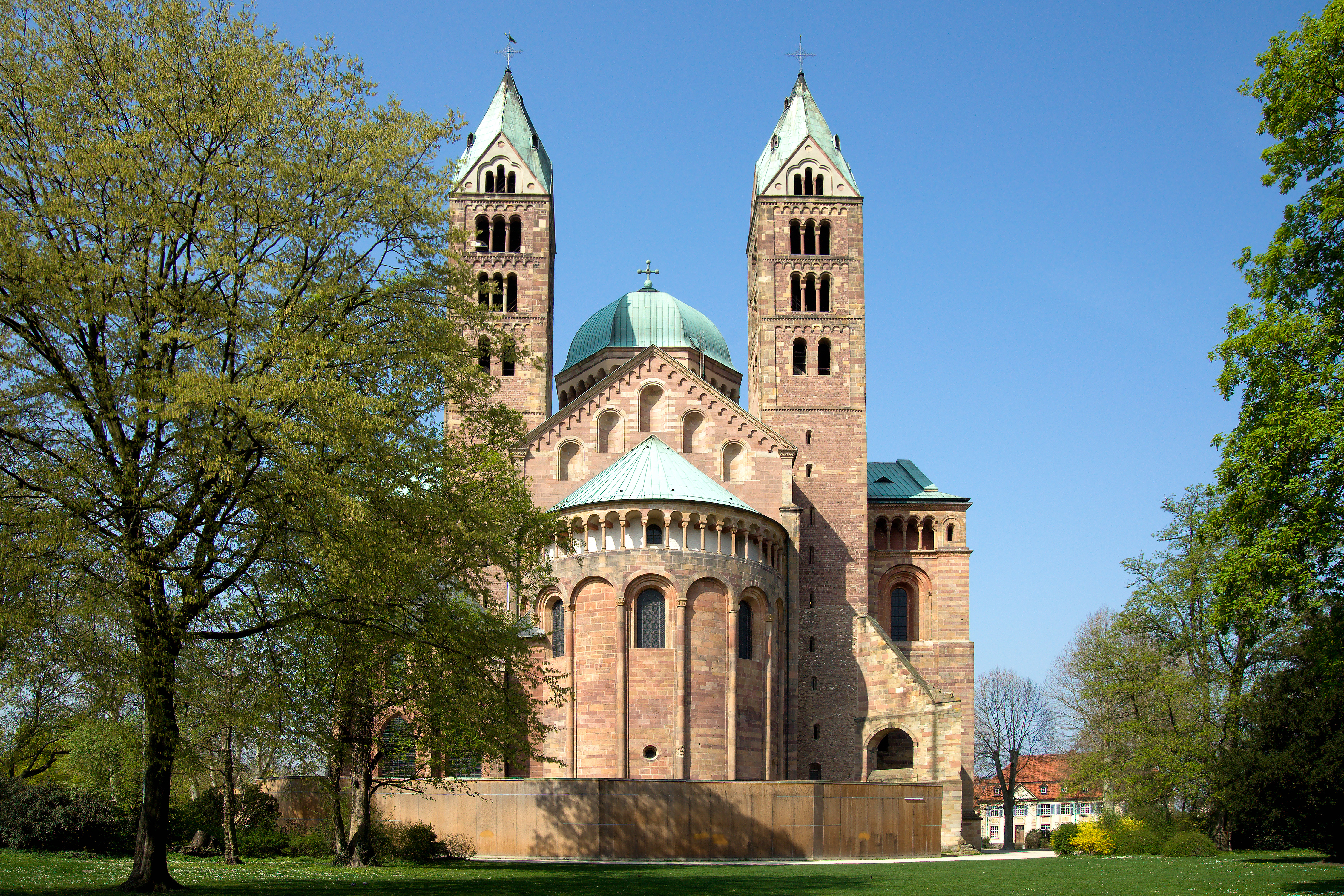
A Catedral de Speyer, Alemanha, vista do leste revela uma abside projetando-se do coro ladeada por torres e uma cúpula octogonal sobre o cruzeiro.
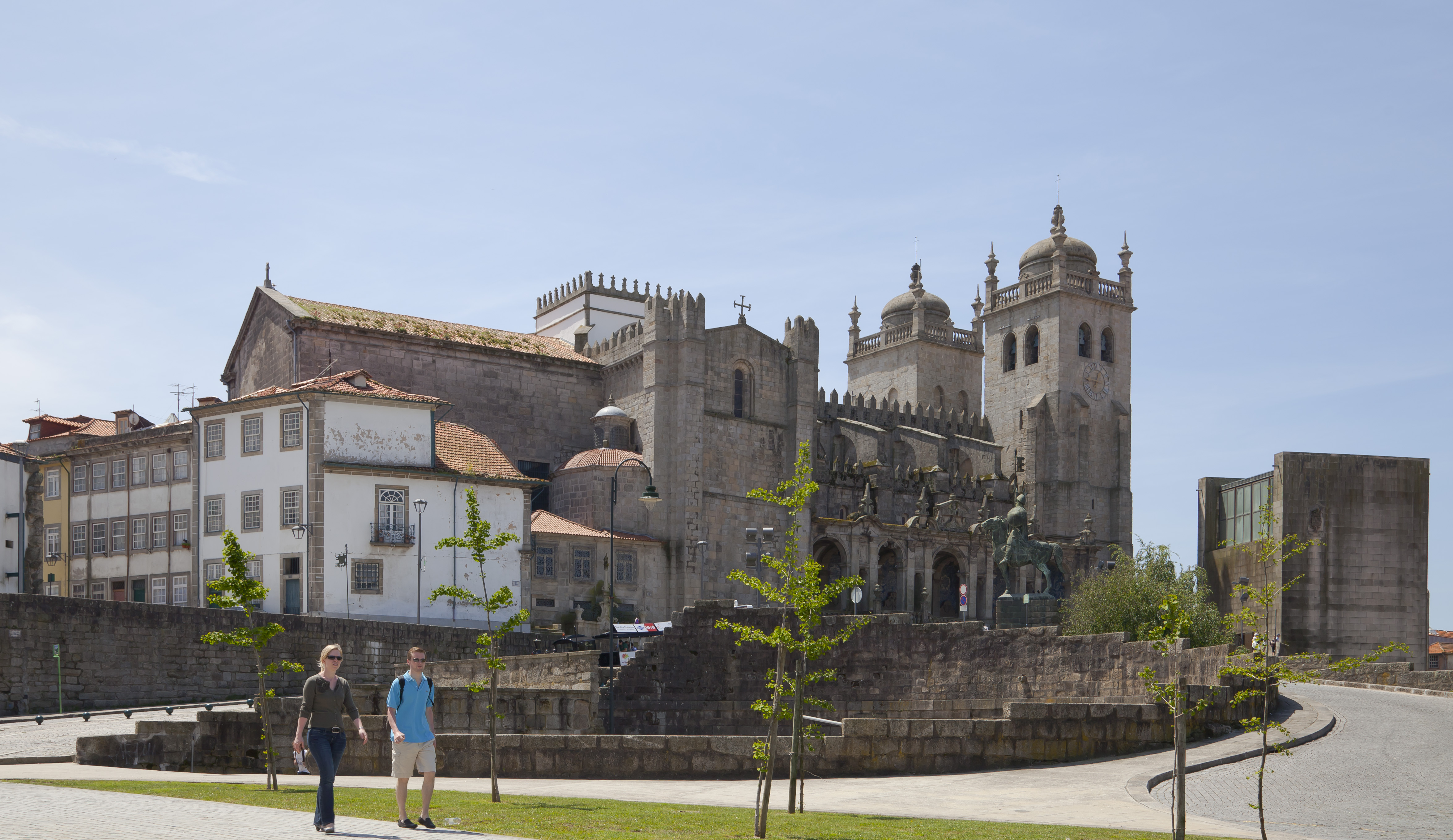
Sé do Porto, Portugal.

Interiores românicos
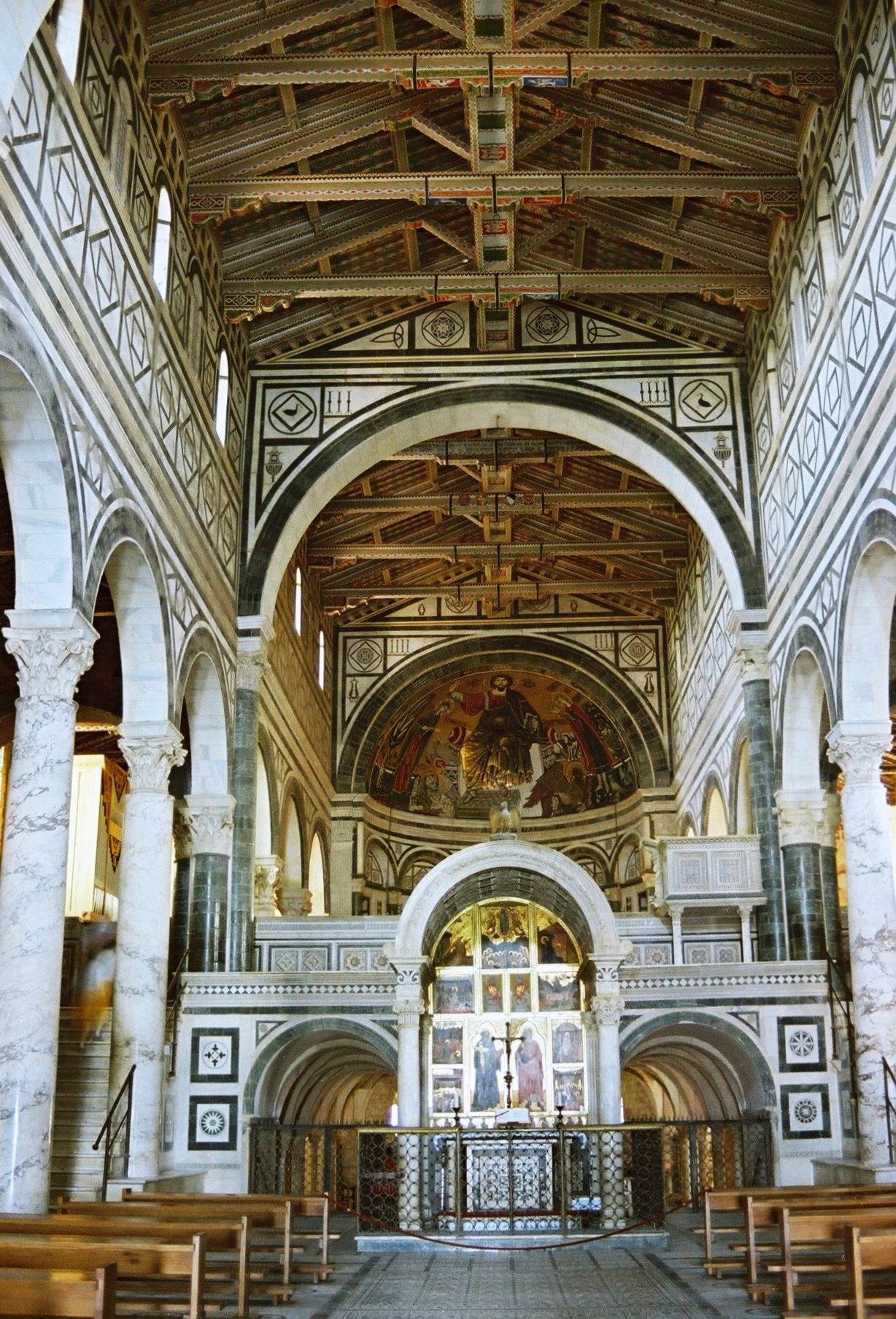
San Miniato al Monte, Florença, tem o formato de uma basílica, um teto de madeira e a decoração em mármore multicolorido e mosaicos.
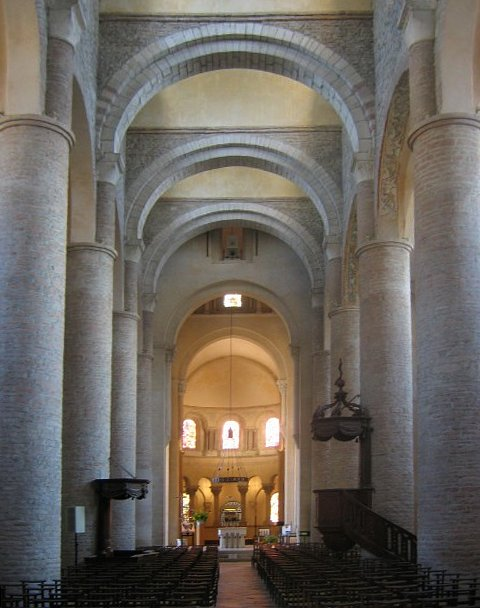
A Igreja de São Filiberto, Tournus, com seus altos pilares circulares. Seu teto é composto de arcos transversais apoiando uma série de abóbadas de berço.
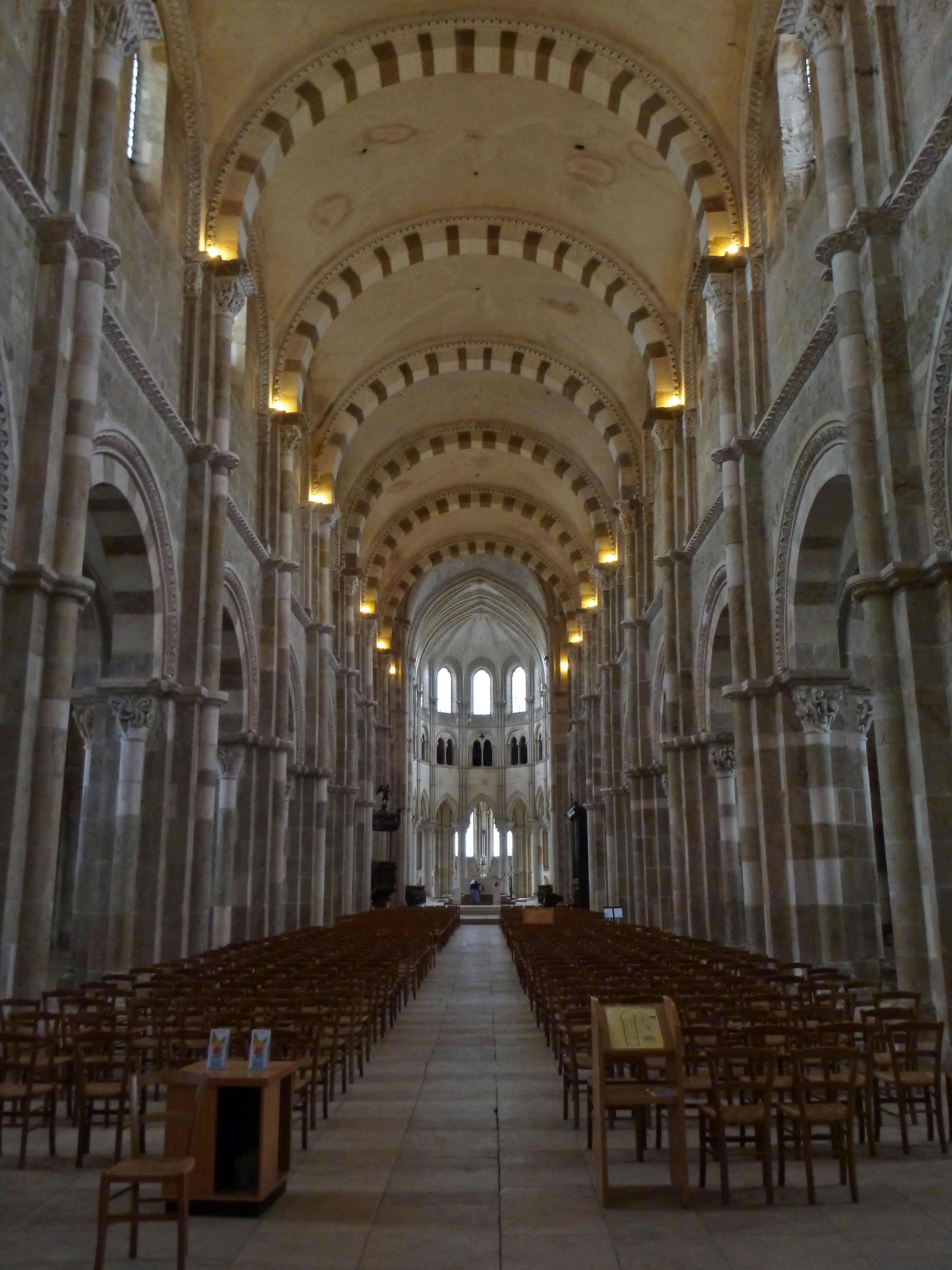
A Abadia de Vézelay tem uma série de pilares verticais que se erguem para apoiar arcos transversais e uma abóbada de aresta. O extremo oriental é gótico.
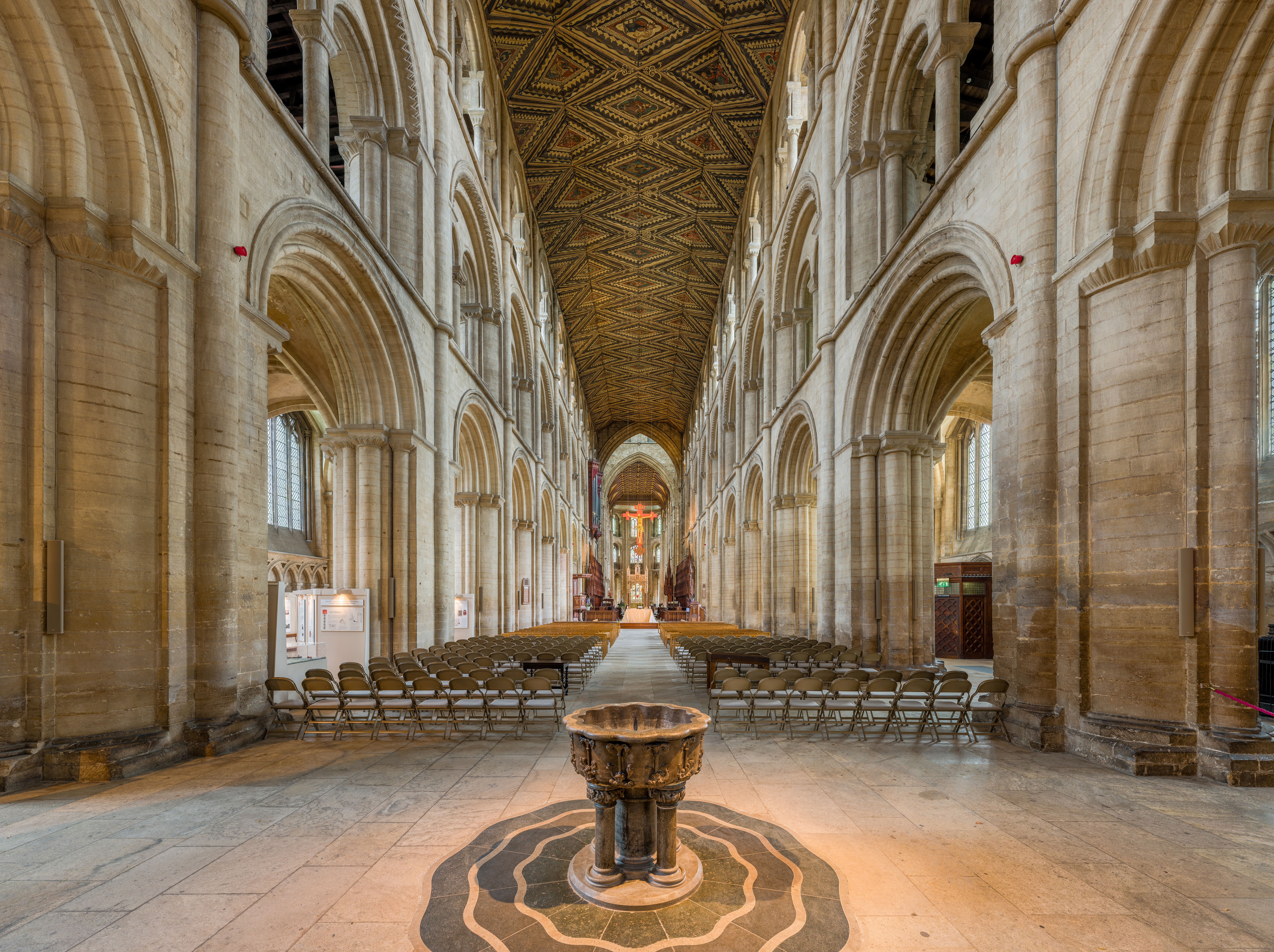
A nave da Catedral de Peterborough está dividida em três estágios que suportam um raro teto de madeira com a decoração original.

### Gótico
Por volta de meados do século XII, muitas grandes catedrais e igrejas abaciais já haviam sido construídas e o conhecimento de engenharia necessário para construir arcos de grande altura, abóbadas de pedra, torres altas e elementos similares estava consolidado. O estilo evoluiu então para um estilo que mais leve, tinha janelas maiores, abóbadas mais leves suportadas por arestas de pedra e, sobretudo, arcos ogivais, a característica marcante do estilo que passou a ser conhecido como gótico. Com paredes mais finas, janelas maiores e altos arcos ogivais, foi necessário o desenvolvimento dos arcobotantes para dar suporte à estrutura. As enormes janelas passaram a ser decoradas com traceria em pedra preenchida com vitrais ilustrando histórias da Bíblia e vidas de santos.
Entre os mais importantes edifícios desta época estão a Basílica de Notre-Dame de Paris, a Catedral de Chartres, a Catedral de Reims, a Catedral de Ruão e a Catedral de Estrasburgo, na França; a Catedral de Antuérpia, na Bélgica; a Catedral de Colônia, na Alemanha; a Catedral de Santo Estêvão, em Viena, Áustria; a Catedral de Florença, a Catedral de Milão e San Lorenzo Maggiore de Nápoles, na Itália; a Catedral de Burgos, a Catedral de Toledo e a Catedral de Leão, na Espanha; a Catedral de Guarda, em Portugal; e a Catedral de Salisbury, a Catedral de Cantuária e a Catedral de Lincoln, na Inglaterra.

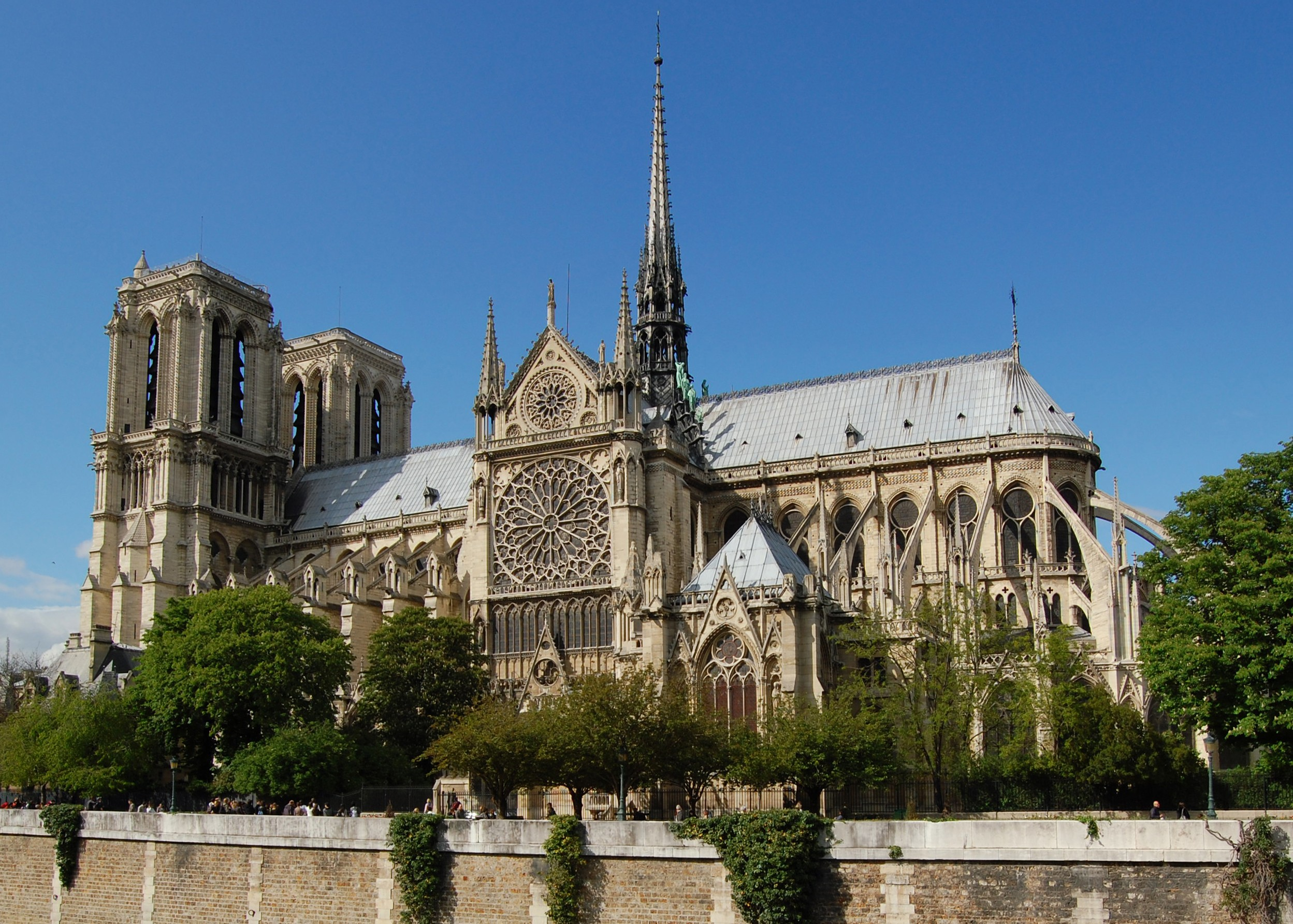
Basílica de Notre-Dame de Paris, França
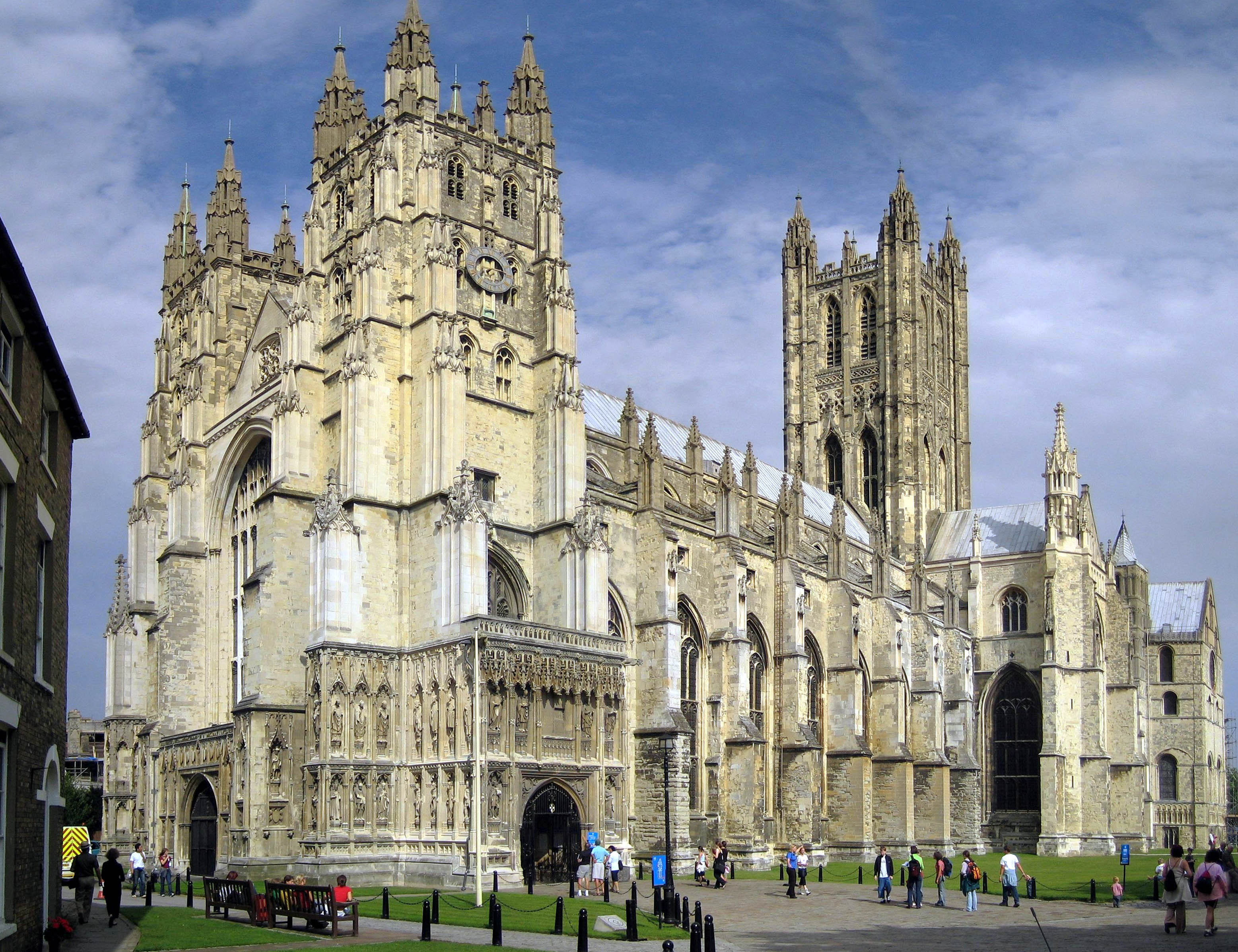
Catedral de Cantuária, Inglaterra
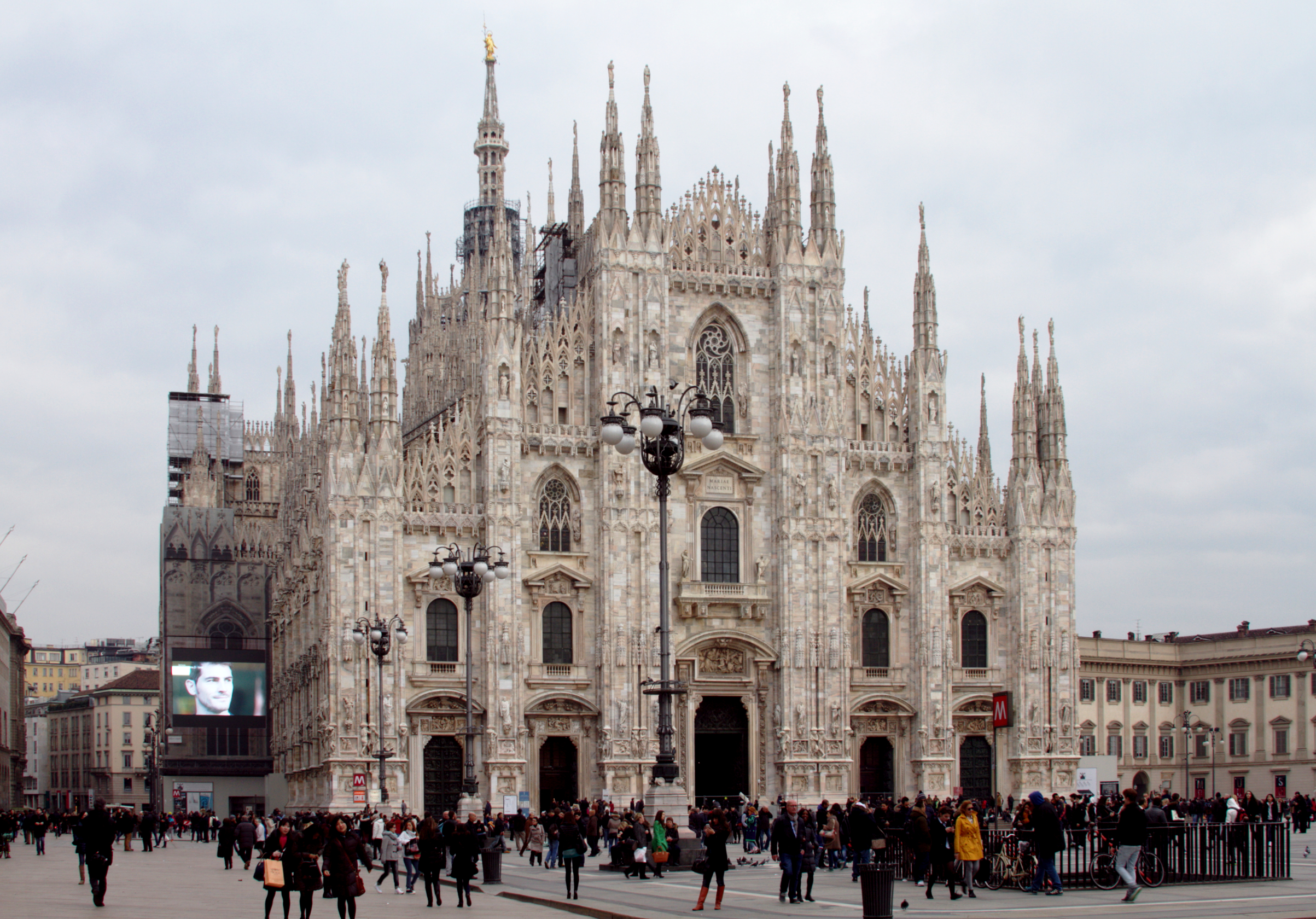
Catedral de Milão, Itália

Interiores góticos
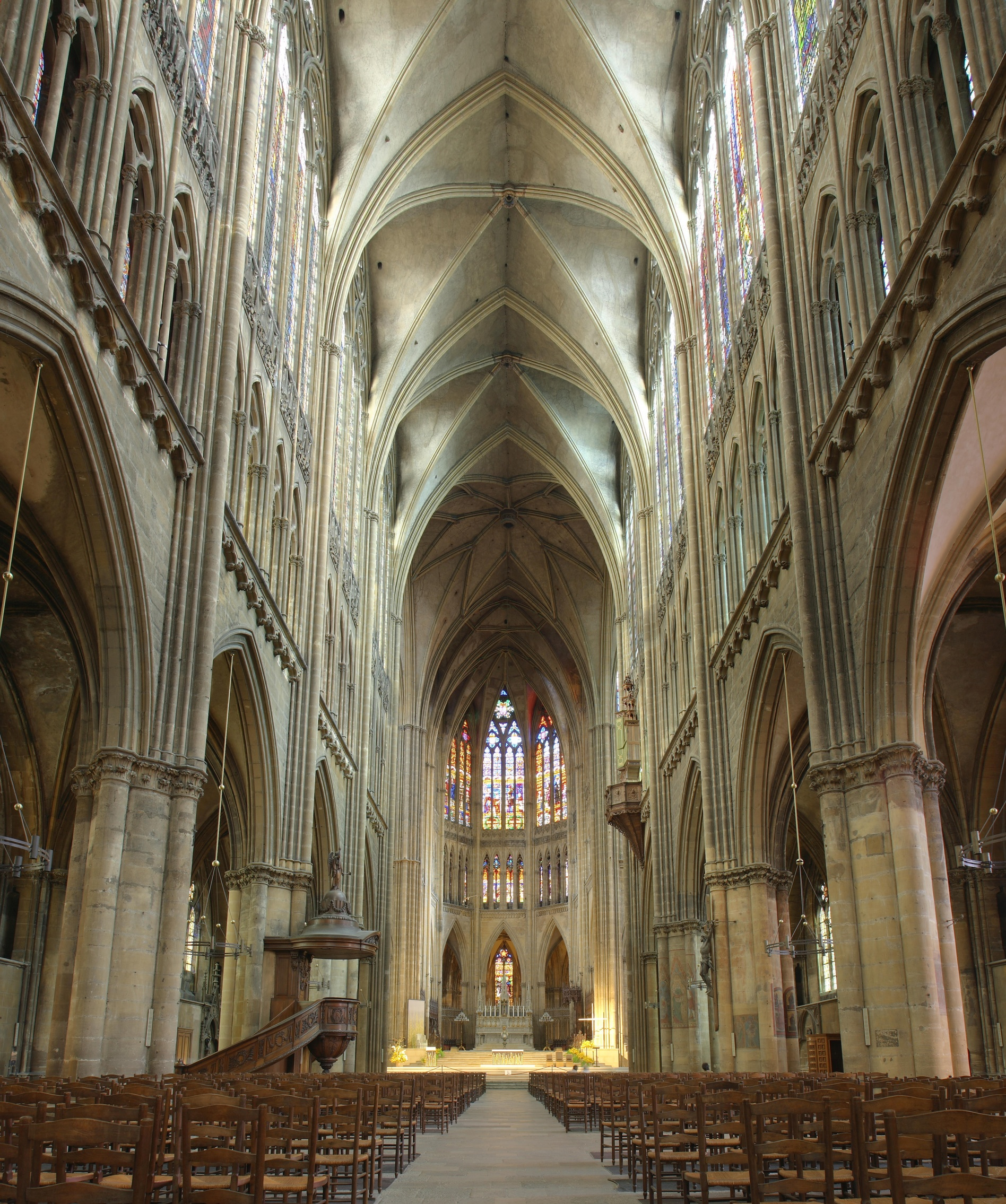
Catedral de Metz, França
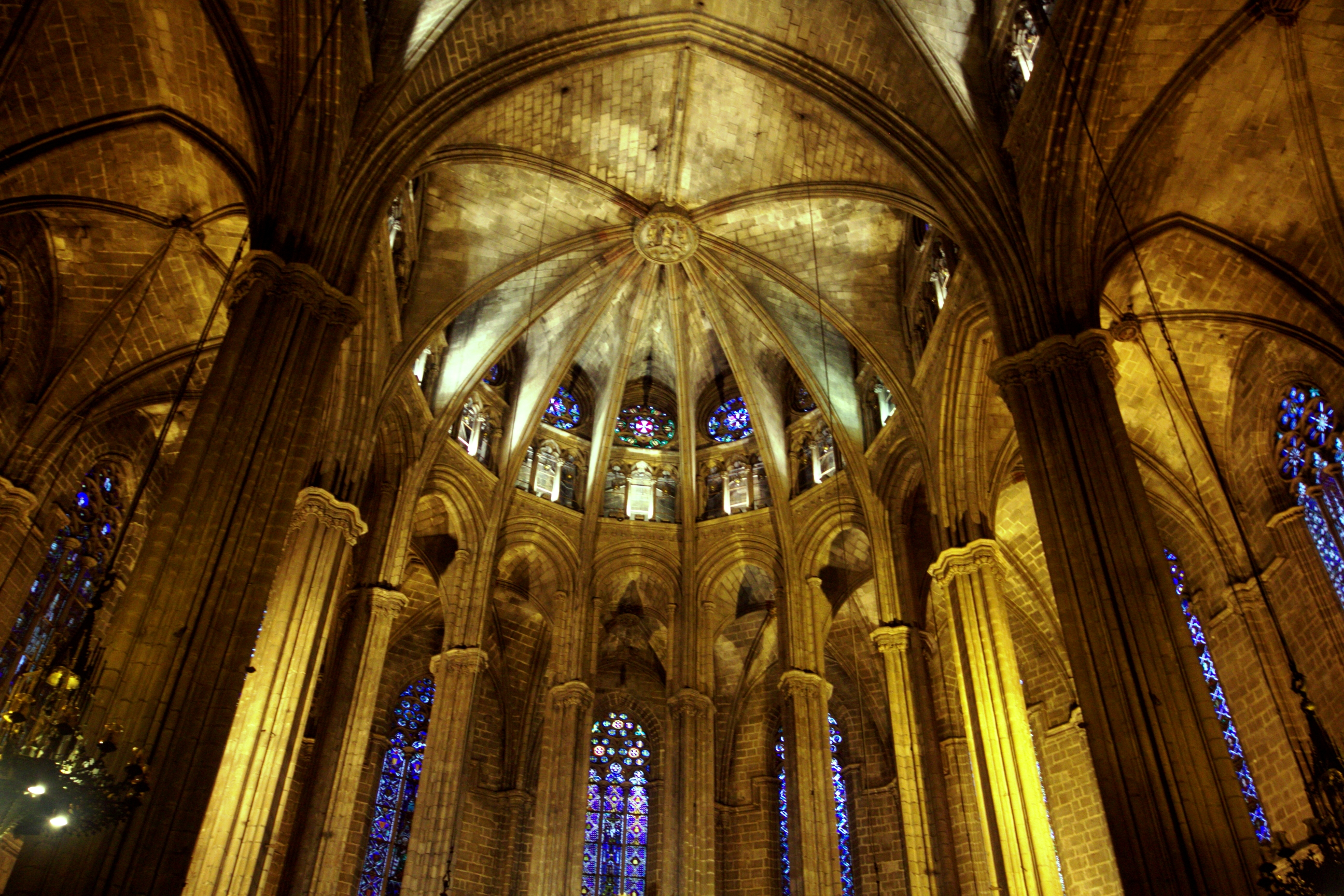
Catedral de Barcelona, Espanha
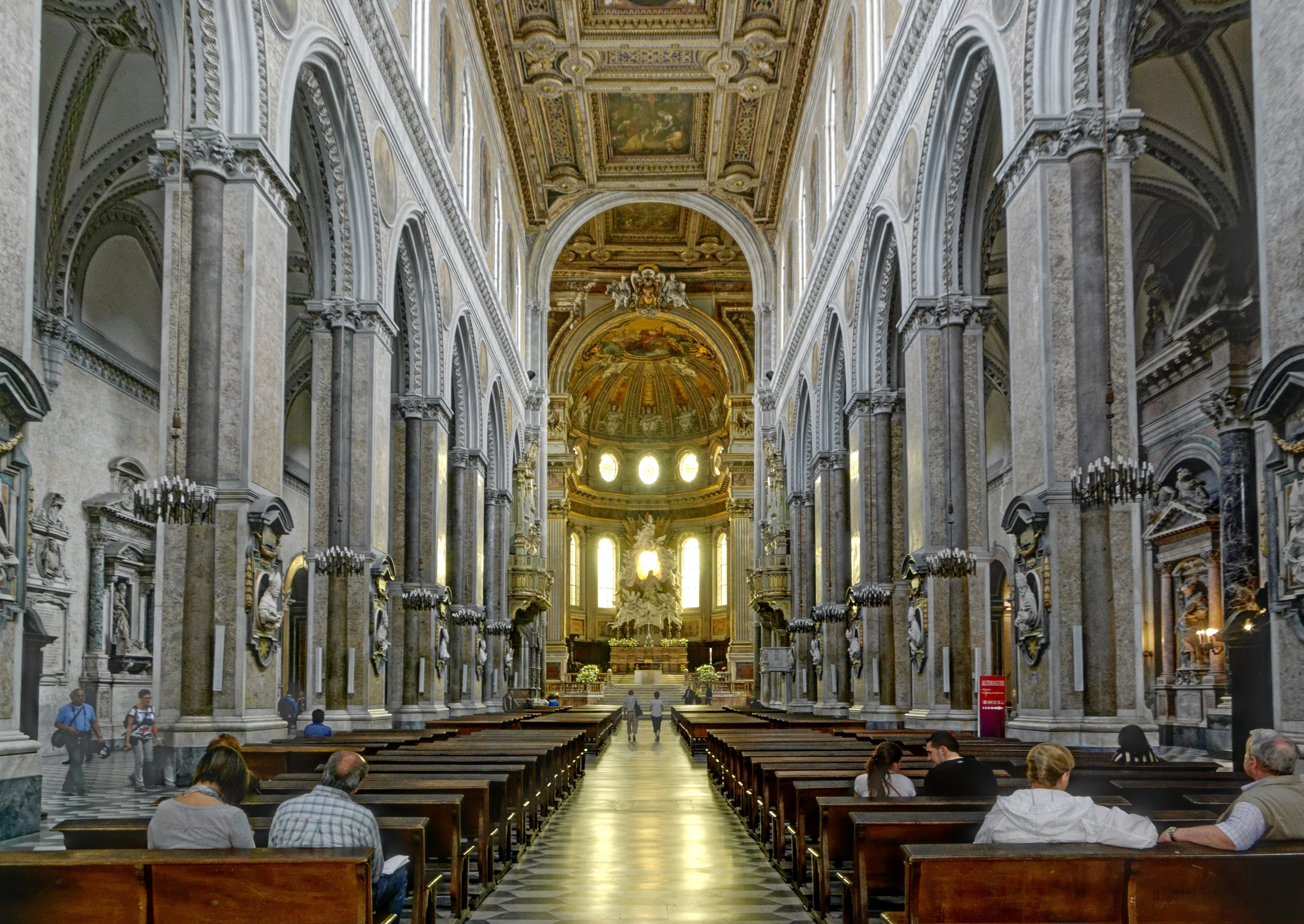
Catedral de Nápoles, Itália
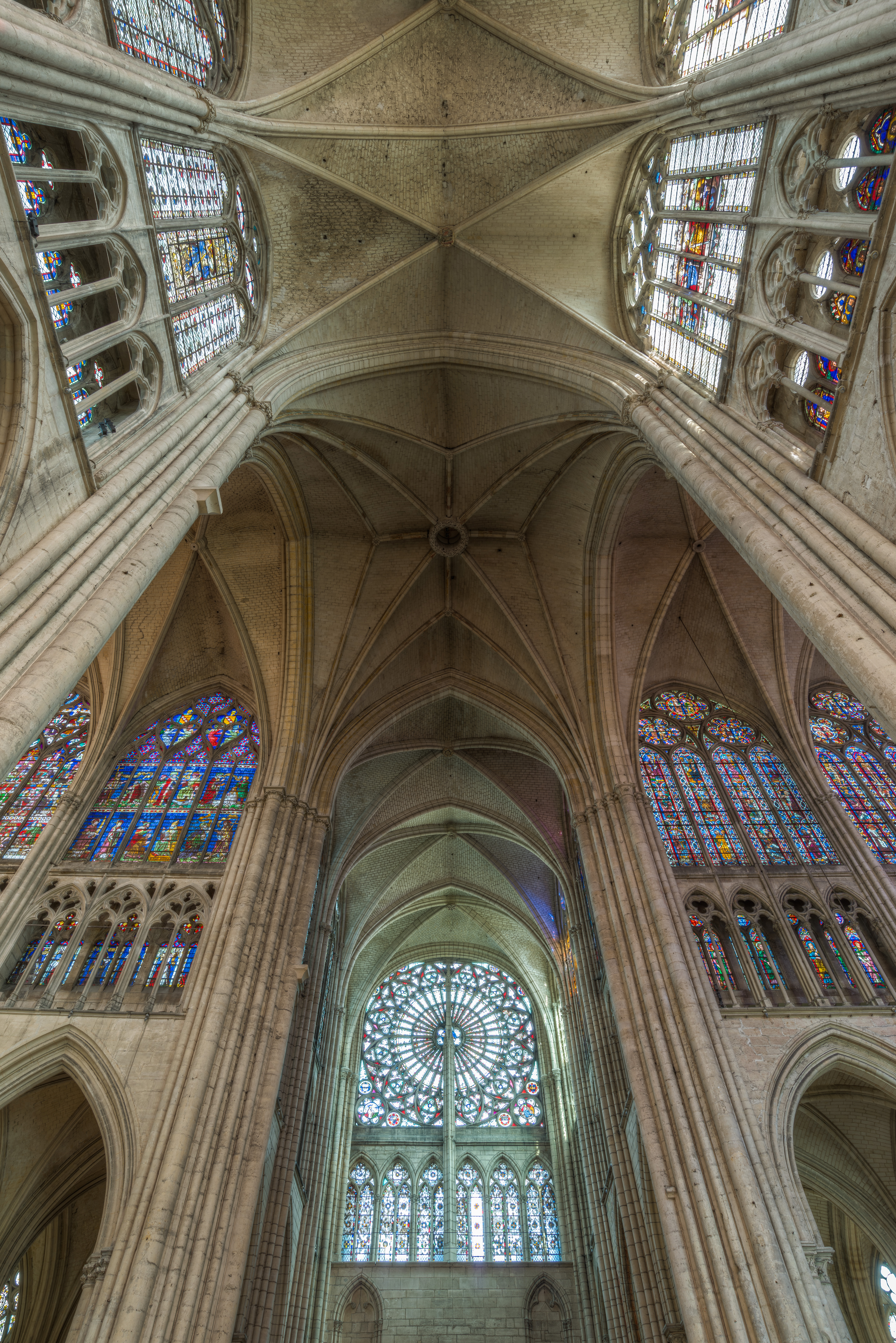
Catedral de Troyes, França

### Renascentista
No início do século XV, uma competição foi realizada em Florença para escolher o melhor plano para a cobertura do cruzeiro central da enorme e ainda inacabada catedral gótica da cidade. O vencedor foi Brunelleschi, que, inspirado por cúpulas que havia visto em suas viagens — como a da Basílica de São Vital em Ravena e a gigantesca cúpula do Panteão em Roma —, apresentou uma proposta para uma enorme cúpula que é considerada como o primeiro edifício da arquitetura renascentista. Seu estilo visual, porém, com suas arestas, o formato pontudo, é puramente gótico. É renascentista em sua audácia e pela inspiração nas antigas técnicas de construção romanas.
Brunelleschi e outros desenvolveram uma paixão pelo refinadíssimo estilo da arquitetura romana, no qual as formas e estilos decorativos seguiam regras claras de localização e proporção há muito tempo esquecidas. Eles tentaram redescobrir e aplicar essas regras em seus novos edifícios, dando origem a um período de teorização e experimentação na arquitetura. O próprio Brunelleschi construiu duas grandes igrejas em Florença demonstrando como o "novo estilo" poderia ser aplicado, a Basílica de São Lourenço e a Basílica do Espírito Santo. Ambas são ensaios sobre a arquitetura clássica, com linhas de colunas cilíndricas, capiteis coríntios, entablamentos, arcos semi-circulares e capelas absidais.
A maior catedral da época foi a nova Basílica de São Pedro, em Roma, uma obra conjunta dos arquitetos Bramante, Rafael, Sangallo, Maderno e encimada pela estupenda cúpula de Michelângelo, mais alta, mas apenas 30 centímetros mais estreita que a que Brunelleschi construiu em Florença um século antes. Sob o comando do papa Júlio II, que podia contratar as maiores mentes de sua época, São Pedro é uma obra única, enorme e gloriosa.

Igrejas renascentistas na Itália
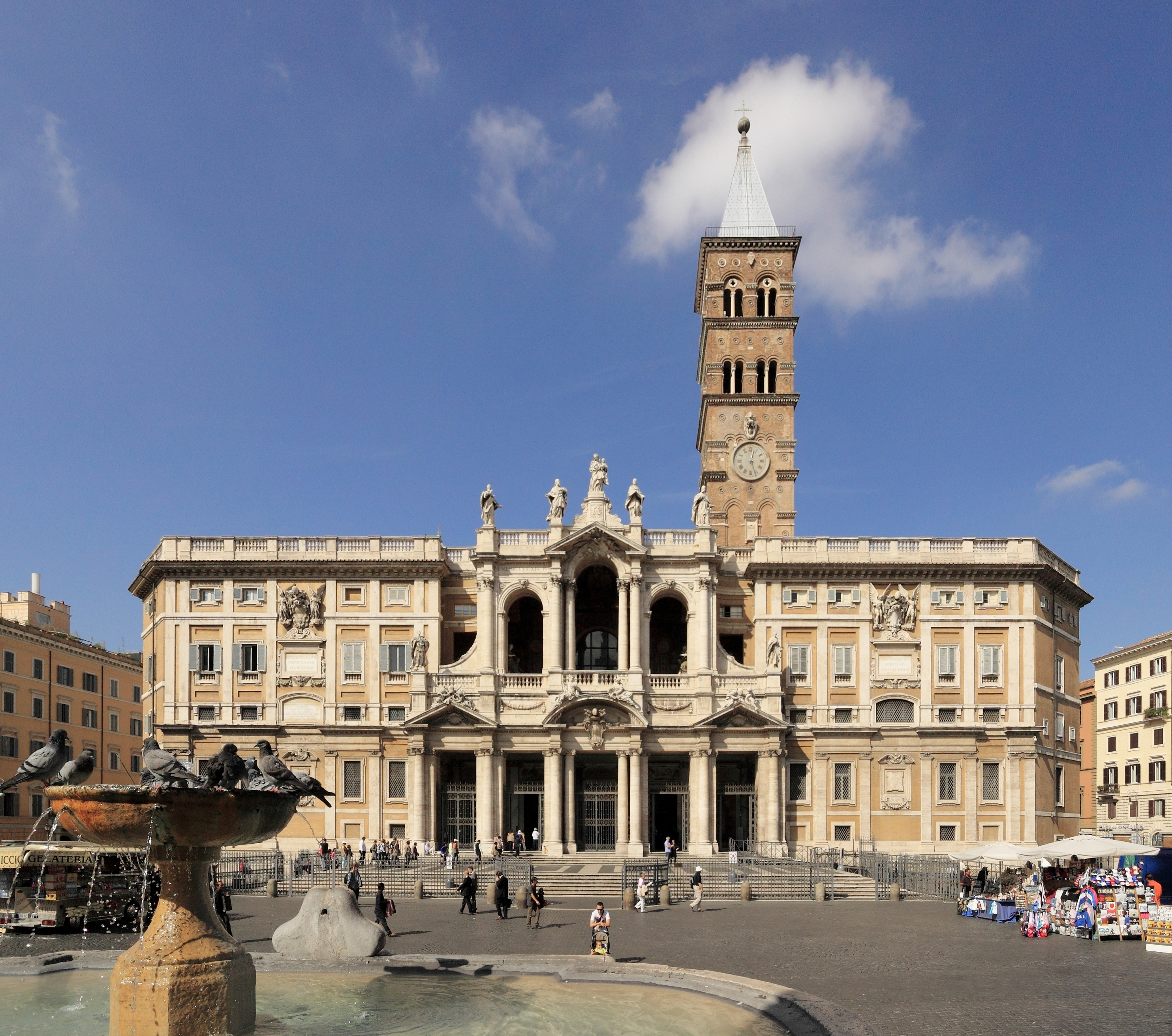
Fachada renascentista da antiga Basílica de Santa Maria Maior, Roma
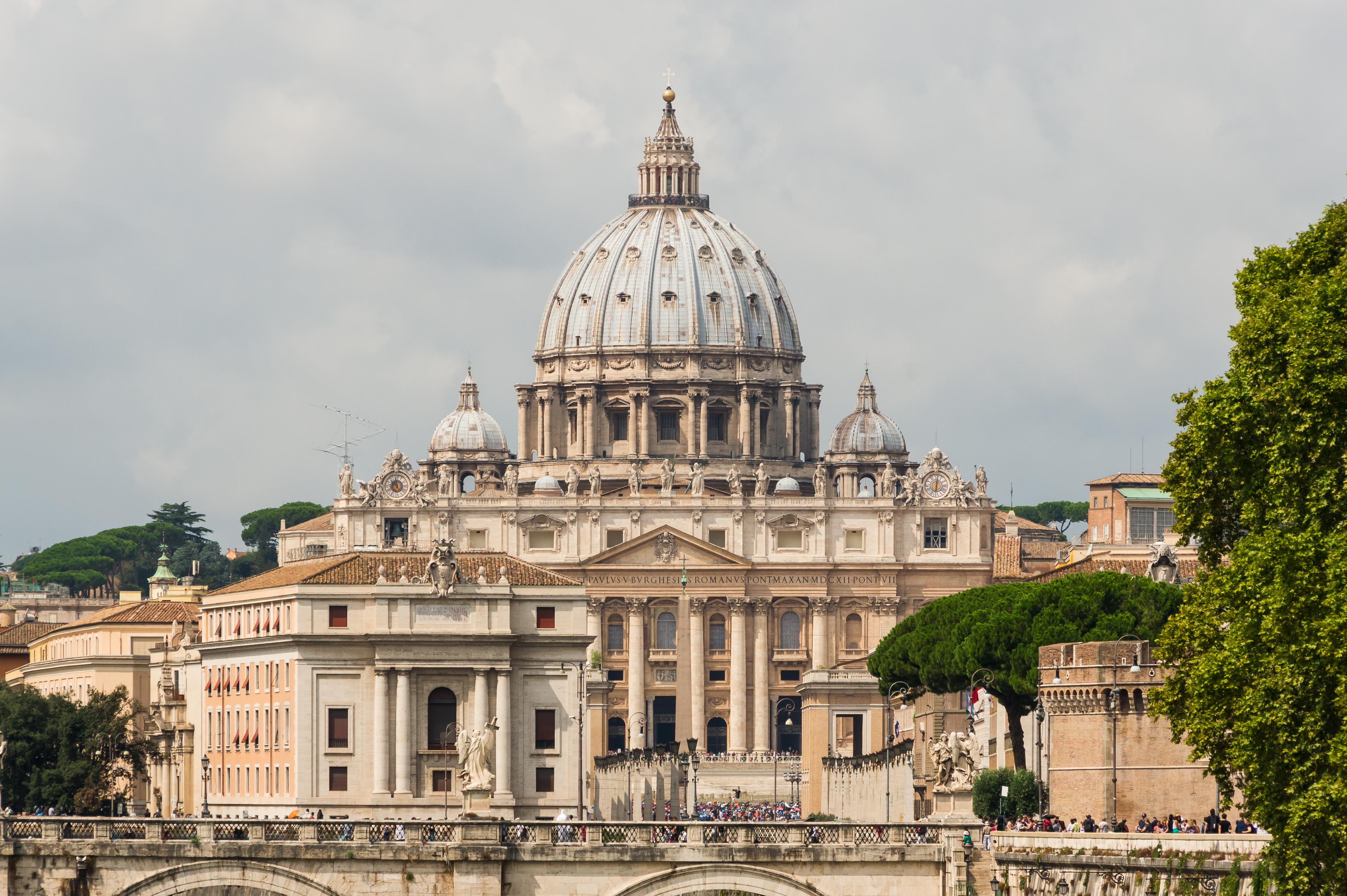
Basílica de São Pedro, com a fachada de Maderno e a cúpula de Michelângelo, Roma
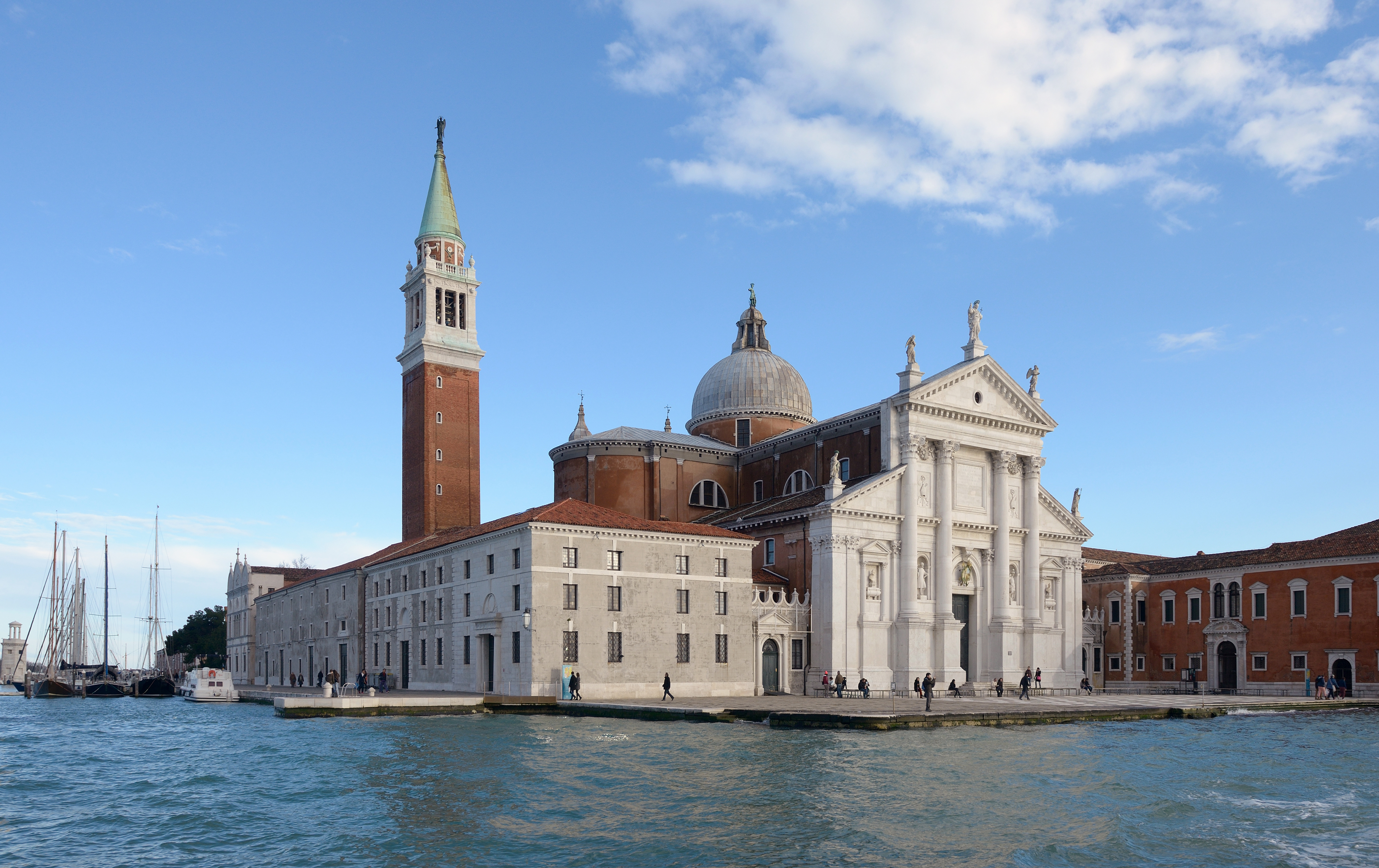
Basílica de São Jorge Maior, Veneza

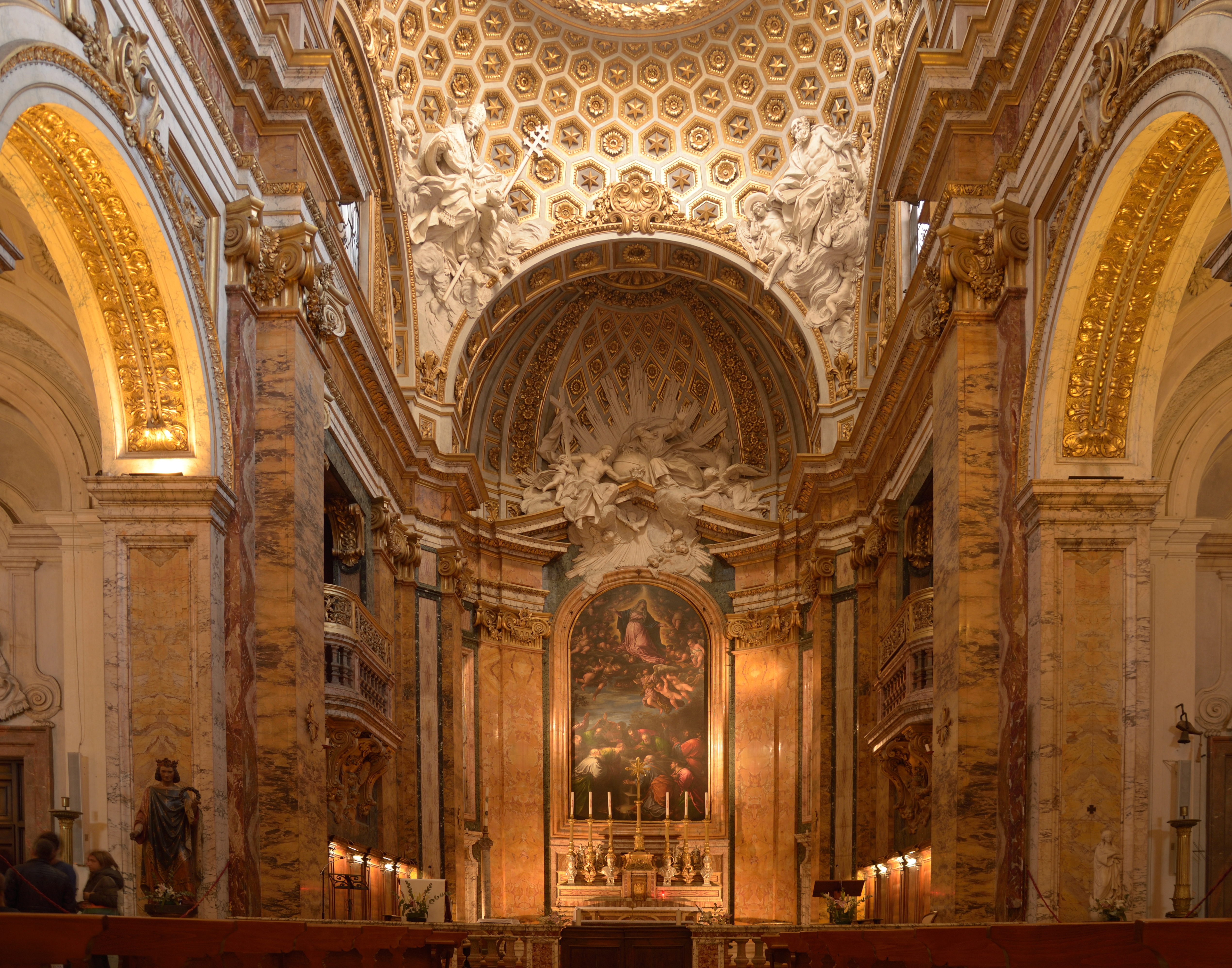
Igreja de São Luís dos Franceses, Roma
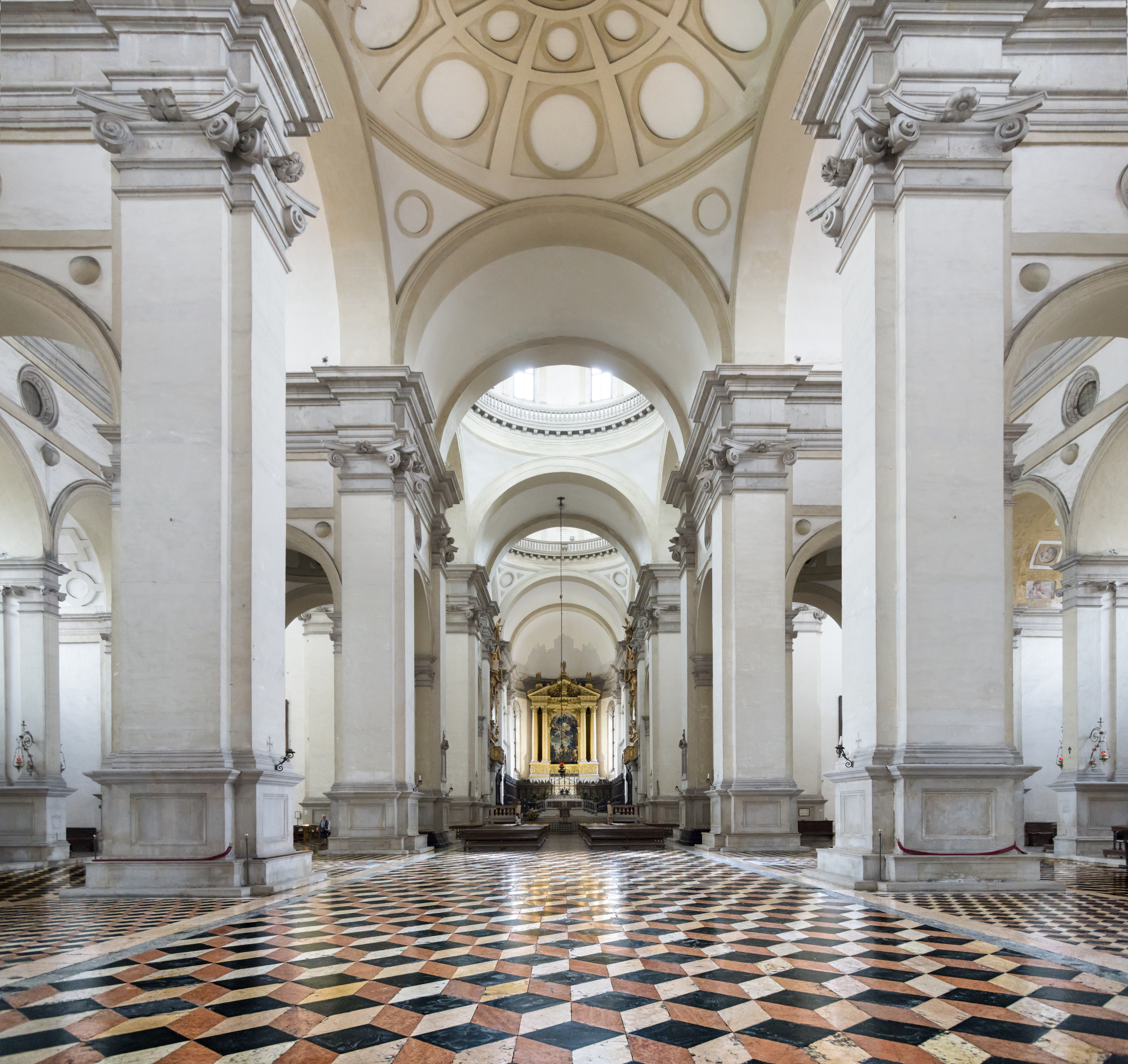
Abadia de Santa Justina, Pádua
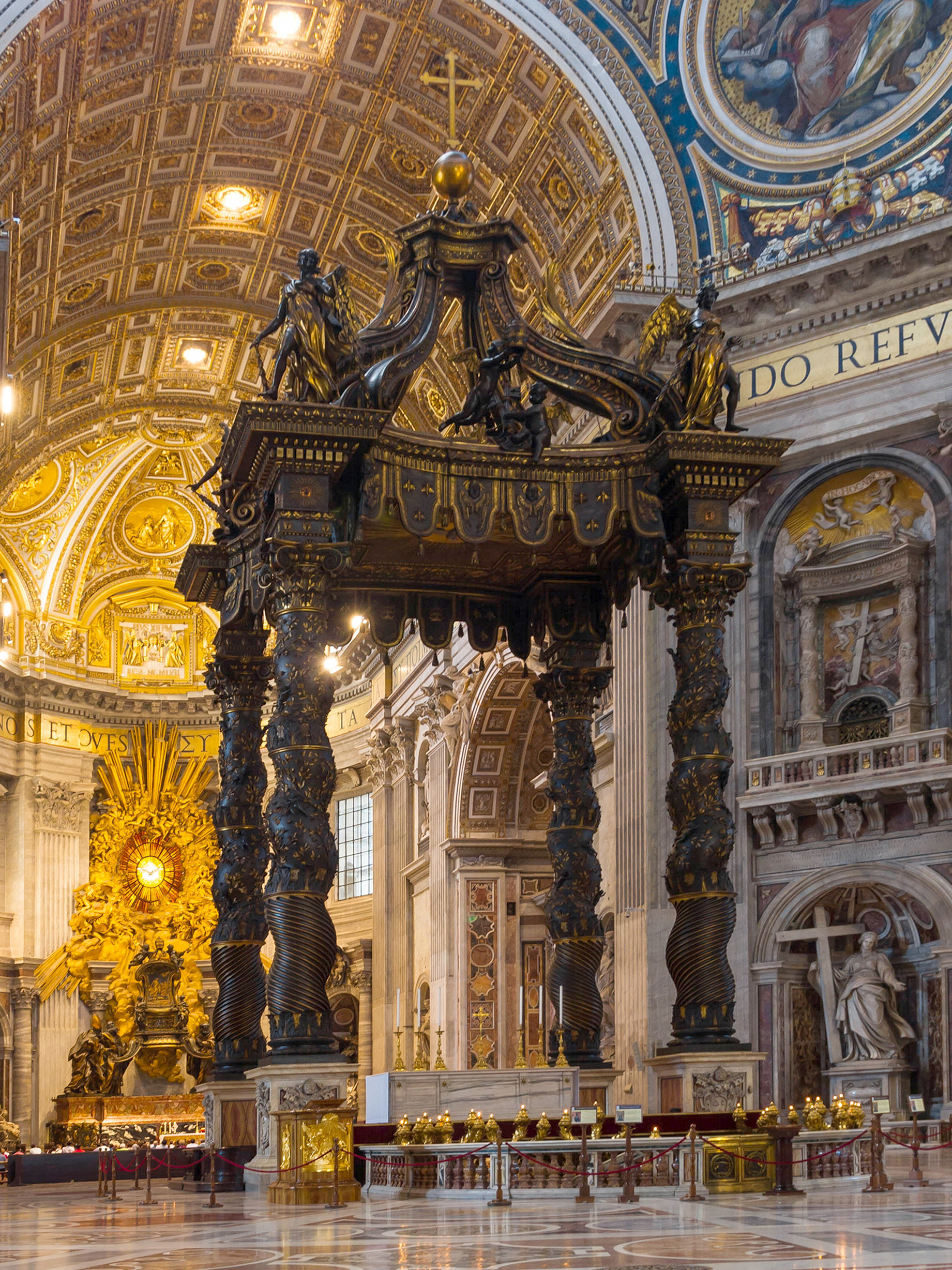
Basílica de São Pedro, Roma
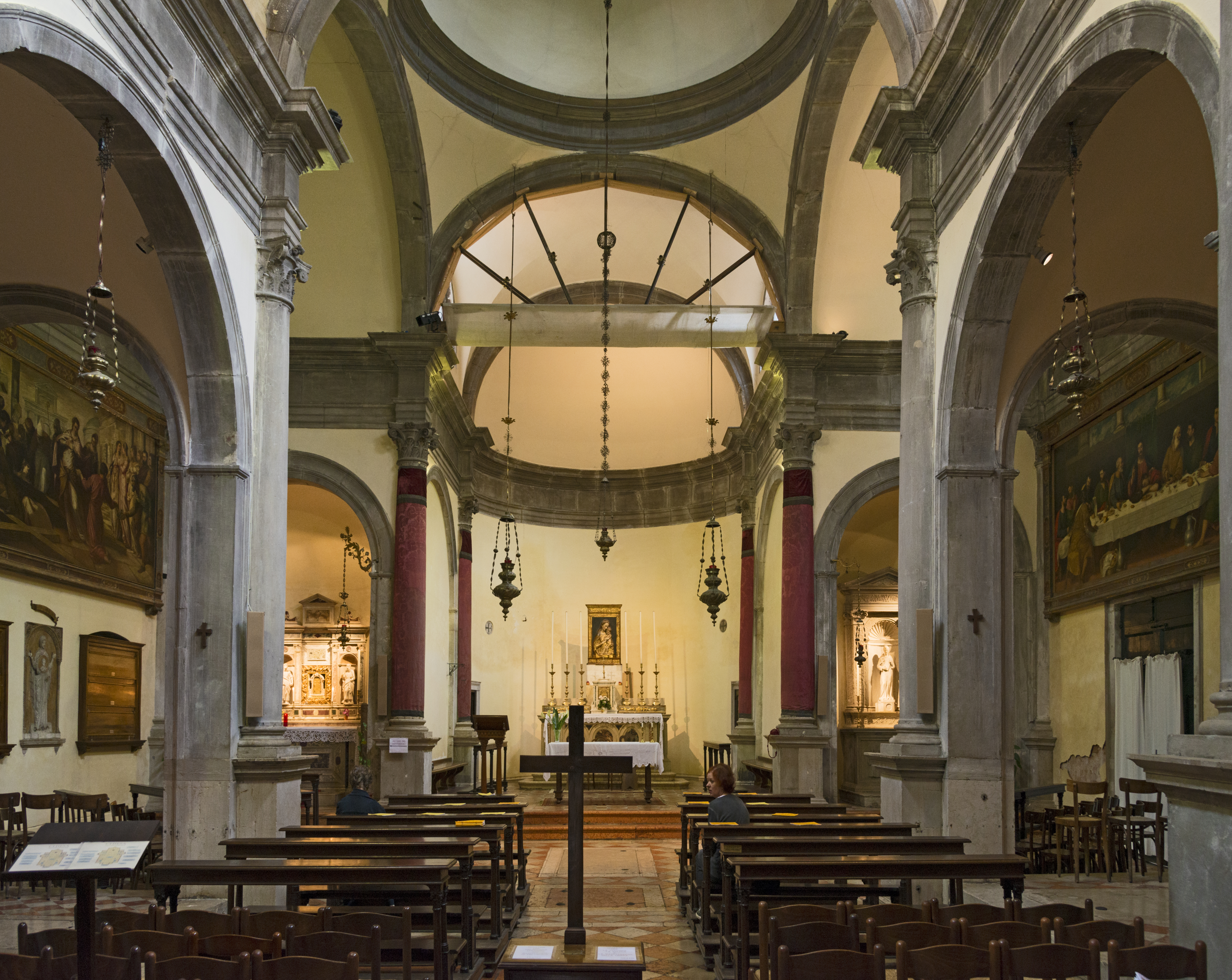
Santa Maria Mater Domini, Veneza

### Barroco
Quando terminou a construção da Basílica de São Pedro, um estilo arquitetônico foi criado por arquitetos que conheciam todas as regras clássicas, arduamente recuperadas, e escolheram propositalmente quebrá-las. O efeito foi um novo estilo, mais dinâmico, no qual as formas parecem tomar vida própria, ondulando, movendo e oscilando. O nome barroco significa "pérola mal-formada". 
Na Europa ocidental, há muitas grandes igrejas abaciais e basílicas construídas neste novo estilo, mas poucas catedrais, sendo a mais notável exceção a Catedral de São Paulo, em Londres, uma catedral pouco usual por ter sido desenhada por um único indivíduo e terminada num curto espaço de tempo. O arquiteto foi Sir Christopher Wren e o edifício tomou o lugar da antiga catedral, que queimou completamente durante o Grande Incêndio de 1666. Ela foi construída em estilo barroco, mas uma forma bastante controlada e inglesa de barroco no qual Wren cria efeitos espaciais dramáticos e surpreendentes, particularmente na forma como utilizou a cúpula que, assim como a cúpula de Brunelleschi em Florença, abrange não somente a nave, mas também os corredores, abrindo todo o centro da igreja para um vasto espaço de luz.
Na Rússia, o estilo barroco acabou, em grande parte dos casos, sobreposto às formas essencialmente bizantinas utilizadas na construção de igrejas como elementos arquiteturais. Muitas igrejas foram construídas neste estilo, notavelmente a Catedral da Dormição em Smolensk e a Catedral da Apresentação, em Solvychegodsk. No design de muitas igrejas, o arranjo bizantino com telhados em forma de tenda e cúpulas bulbiformes foi substituído por uma grande cúpula, geralmente apoiada num tambor alto e, geralmente, poligonal.
Muitas catedrais europeias apresentam características barrocas, como altares, fachadas e capelas. A fachada da Catedral de Santiago de Compostela, da Catedral de Jaén e da Catedral de Valladolid, na Espanha, foram reconstruídas neste período. O estilo barroco foi levado por espanhóis e portugueses para a América do Sul e Central, para as Filipinas e para Goa, na Índia, locais onde se tornou o estilo predominante da arquitetura eclesiástica para grandes e pequenas igrejas. Tanto nas Américas quanto nas Filipinas, grandes igrejas barrocas geralmente apresentam uma fachada proporcionalmente muito larga que parece "esticada" entre as torres. A decoração intensamente ornamentada é chamada de  "Churrigueresque" tanto na Espanha quanto nos países de língua espanhola na América.

Europa barroca
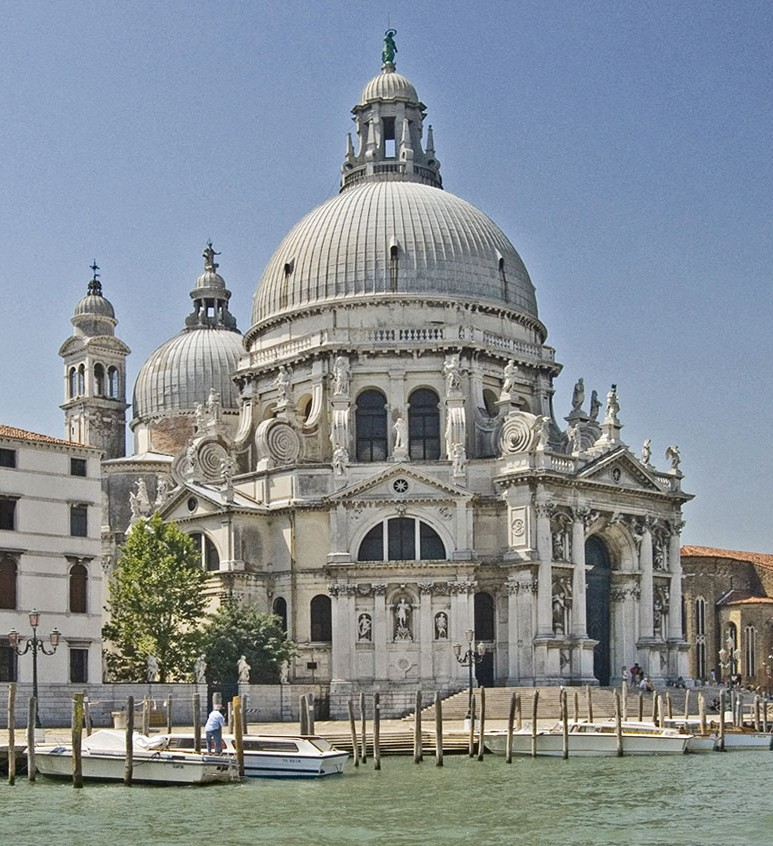
Santa Maria della Salute, Veneza.
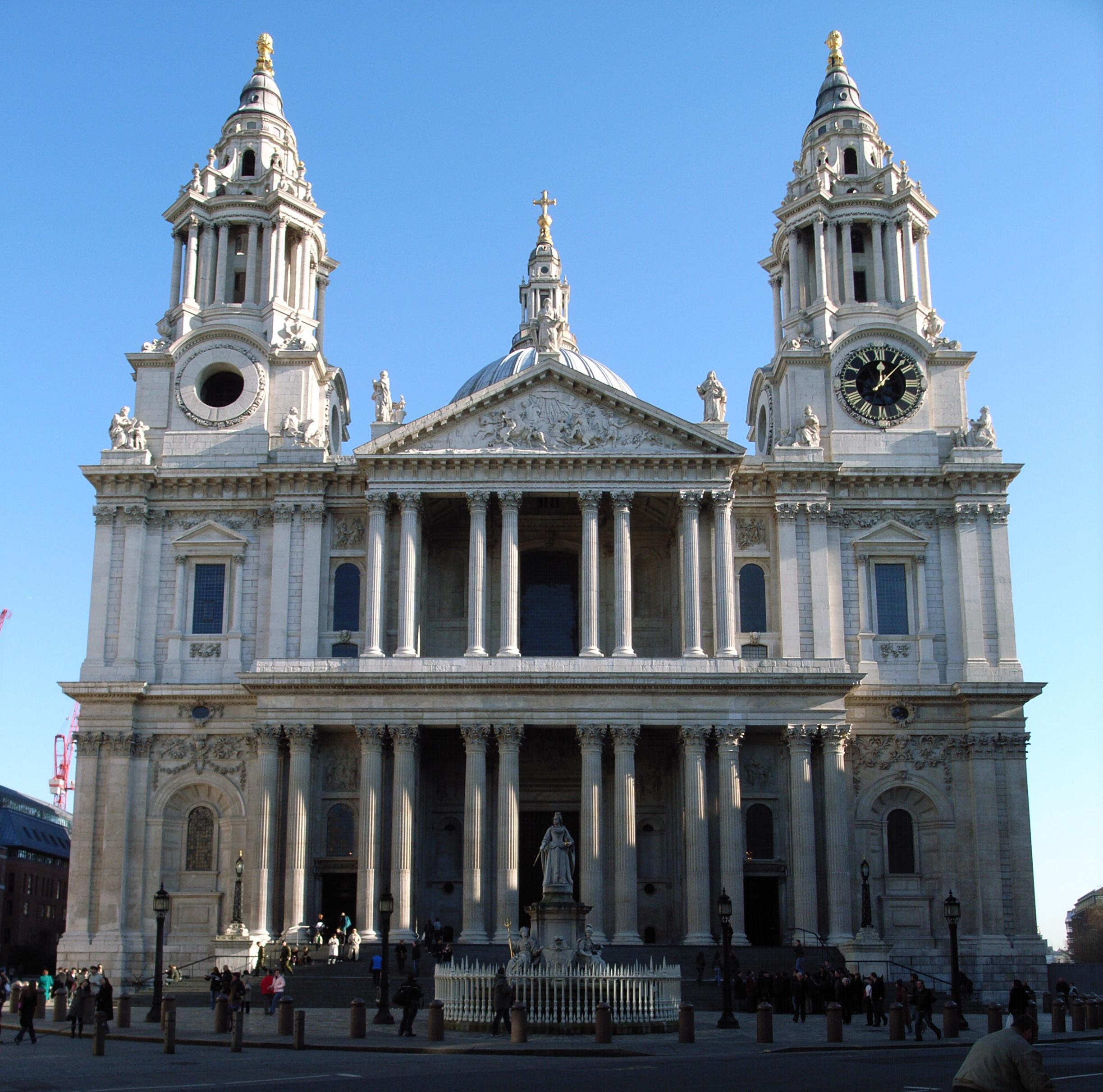
Catedral de São Paulo, Londres.
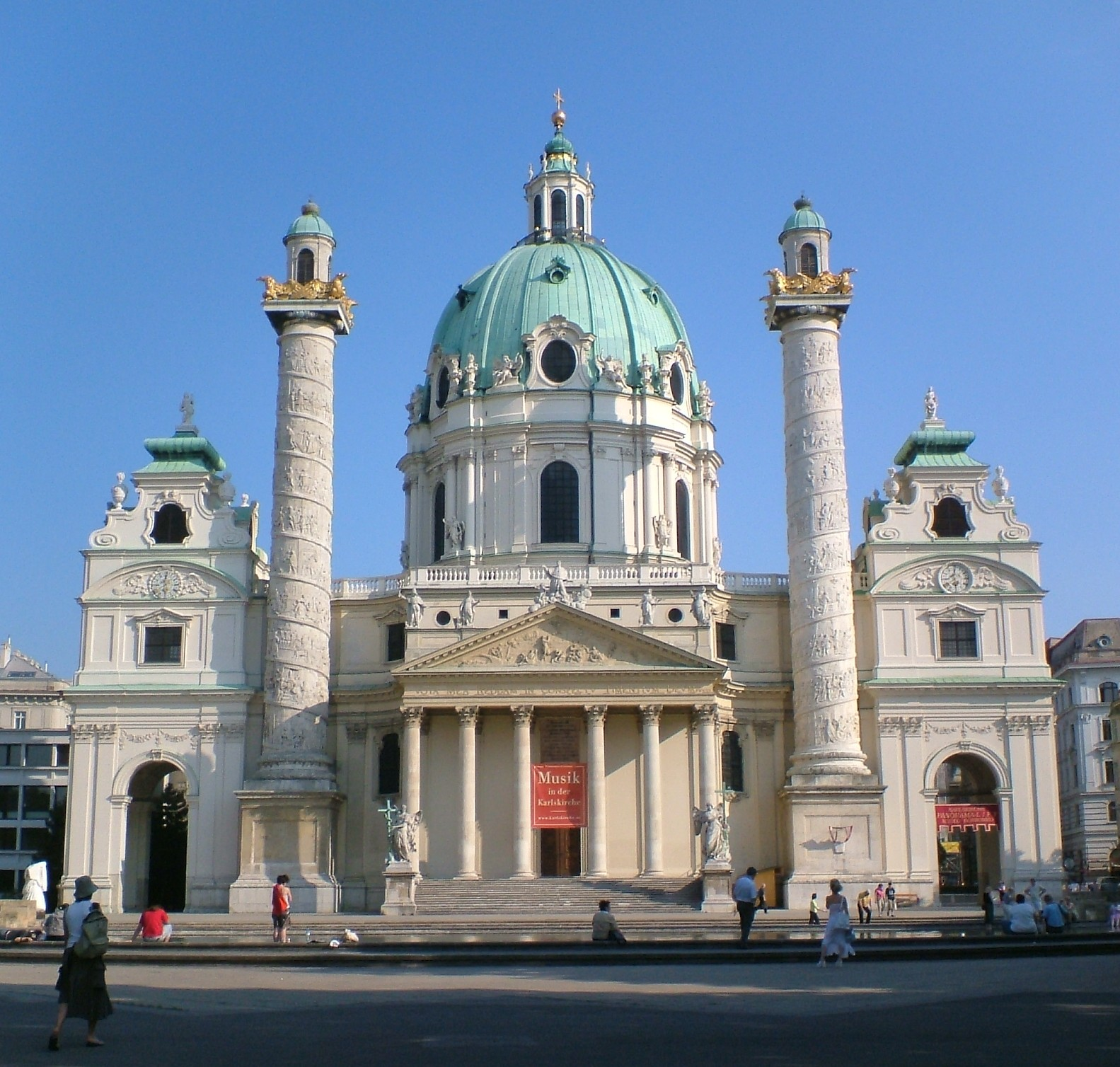
A Igreja de São Carlos Borromeo, Viena.

Interiores barrocos
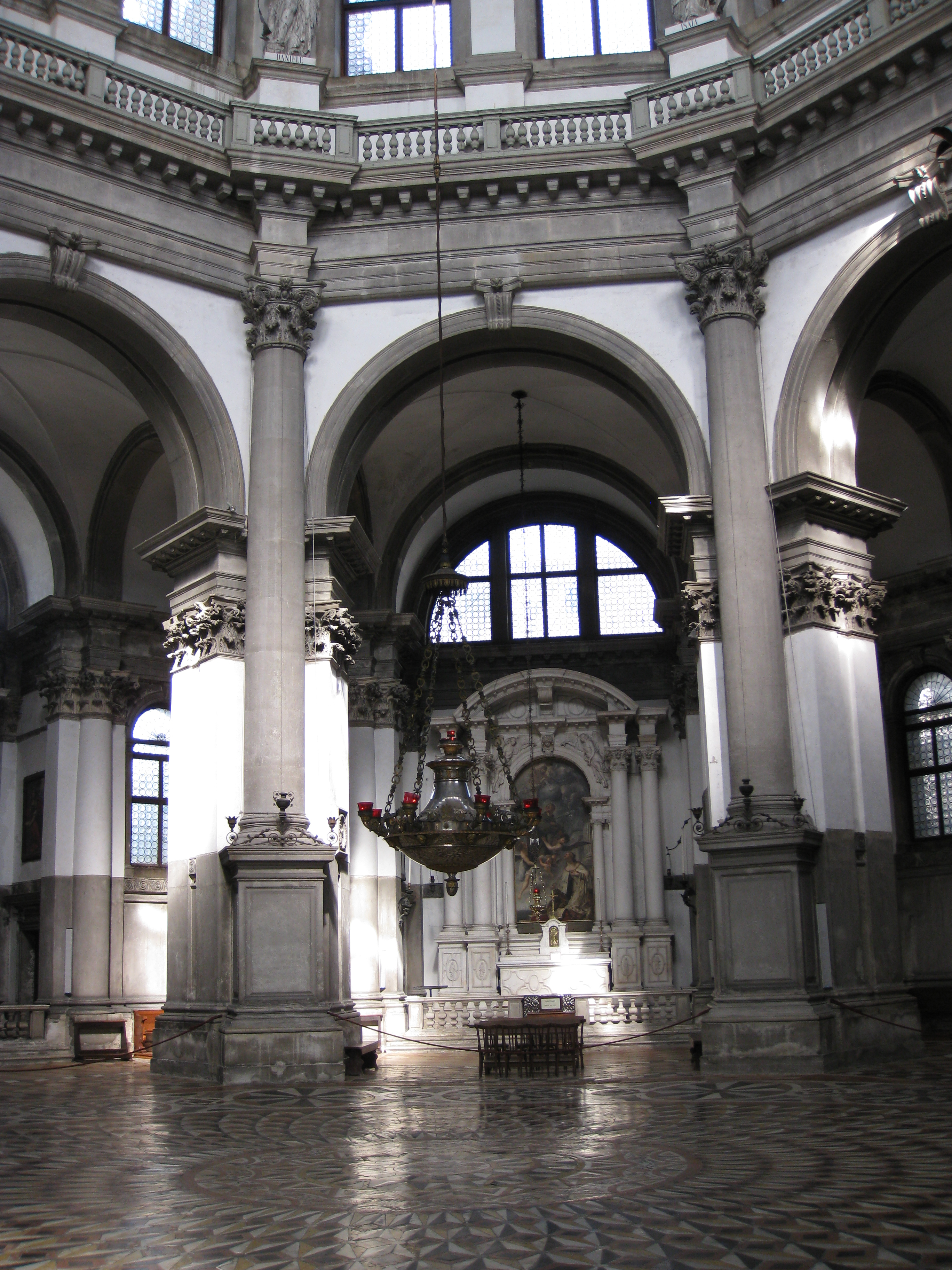
Santa Maria della Salute, Veneza.
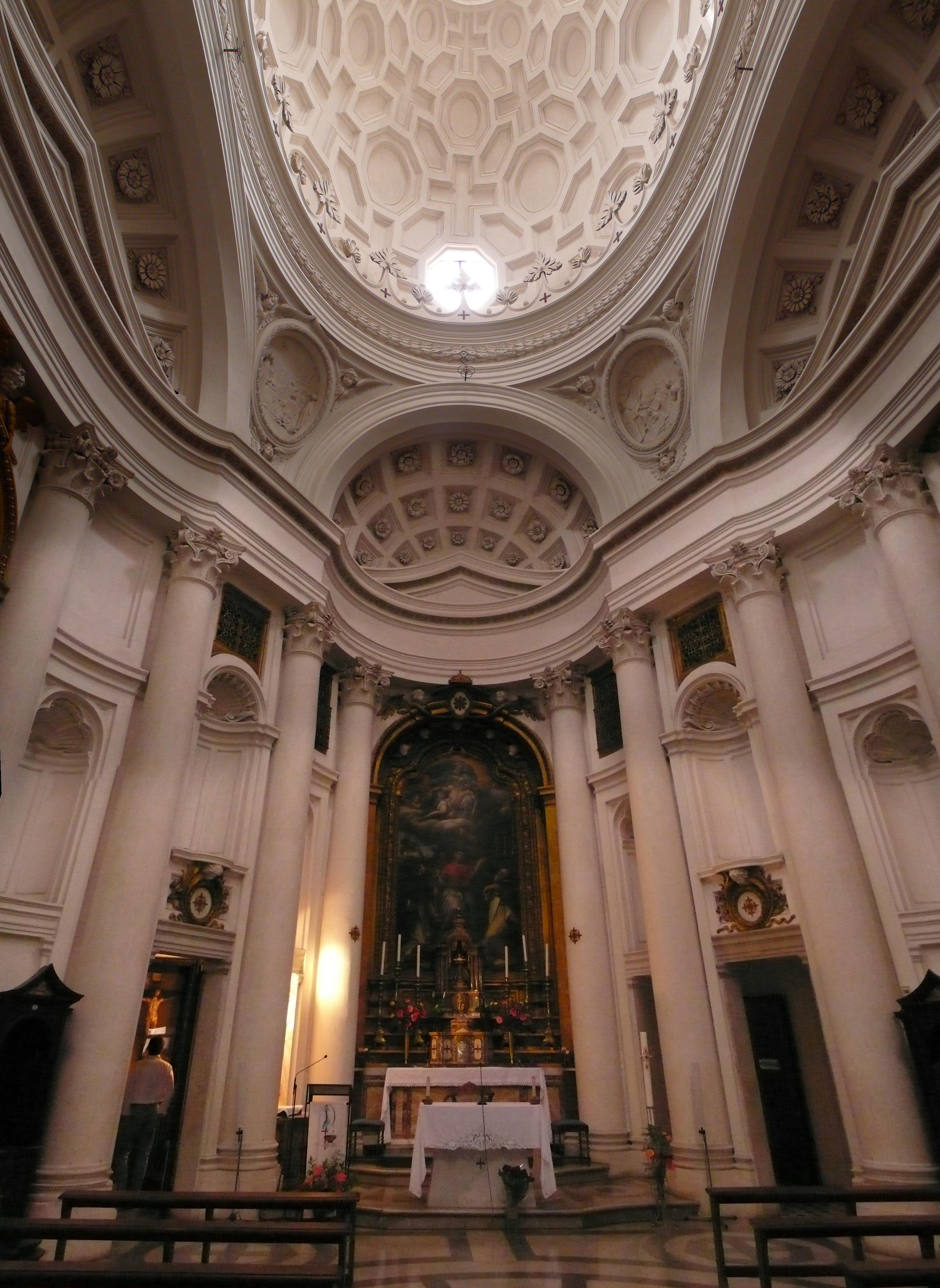
San Carlo alle Quattro Fontane, Roma.
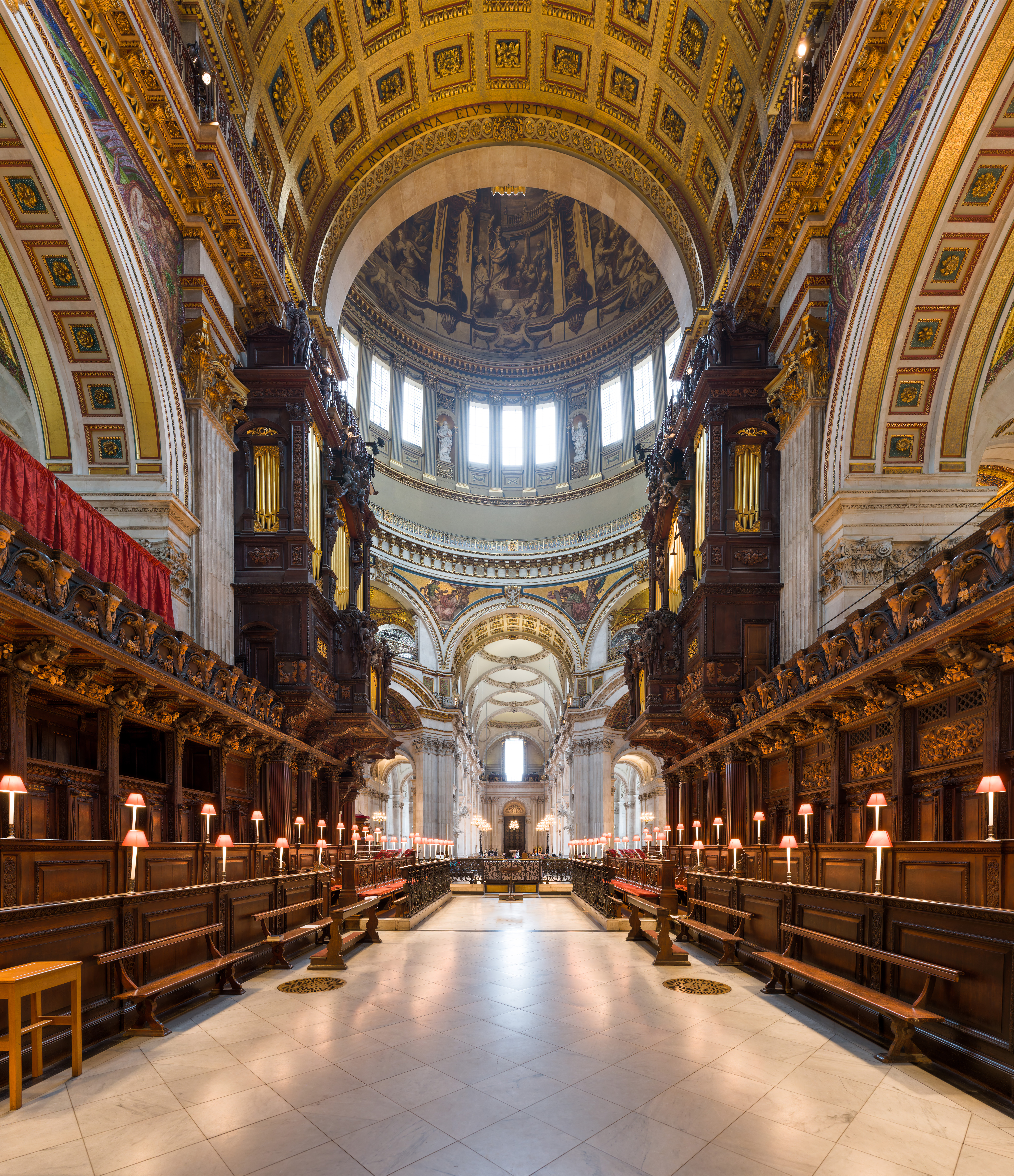
Catedral de São Paulo, Londres.
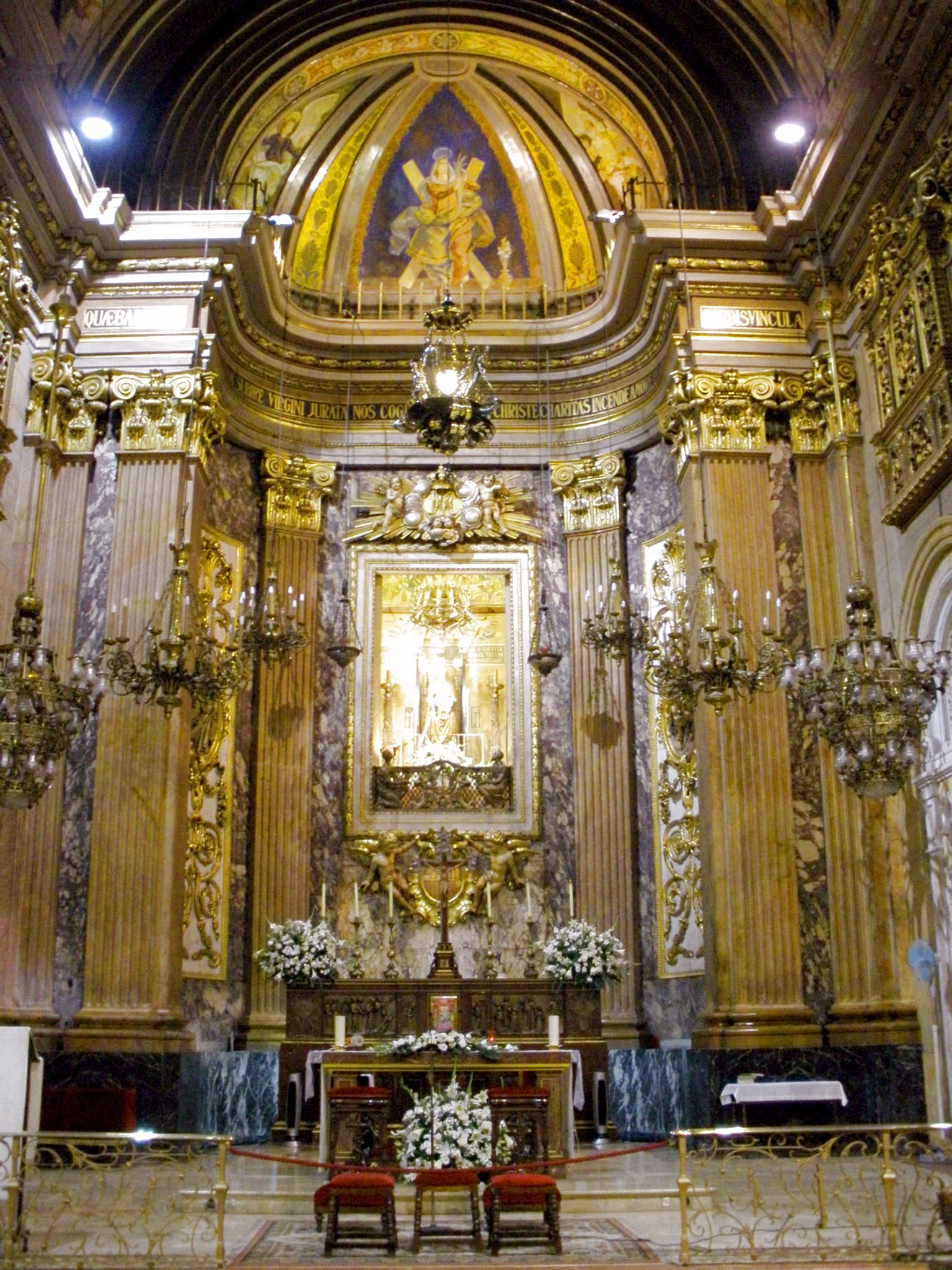
Coro da Basílica de la Merced, Barcelona.
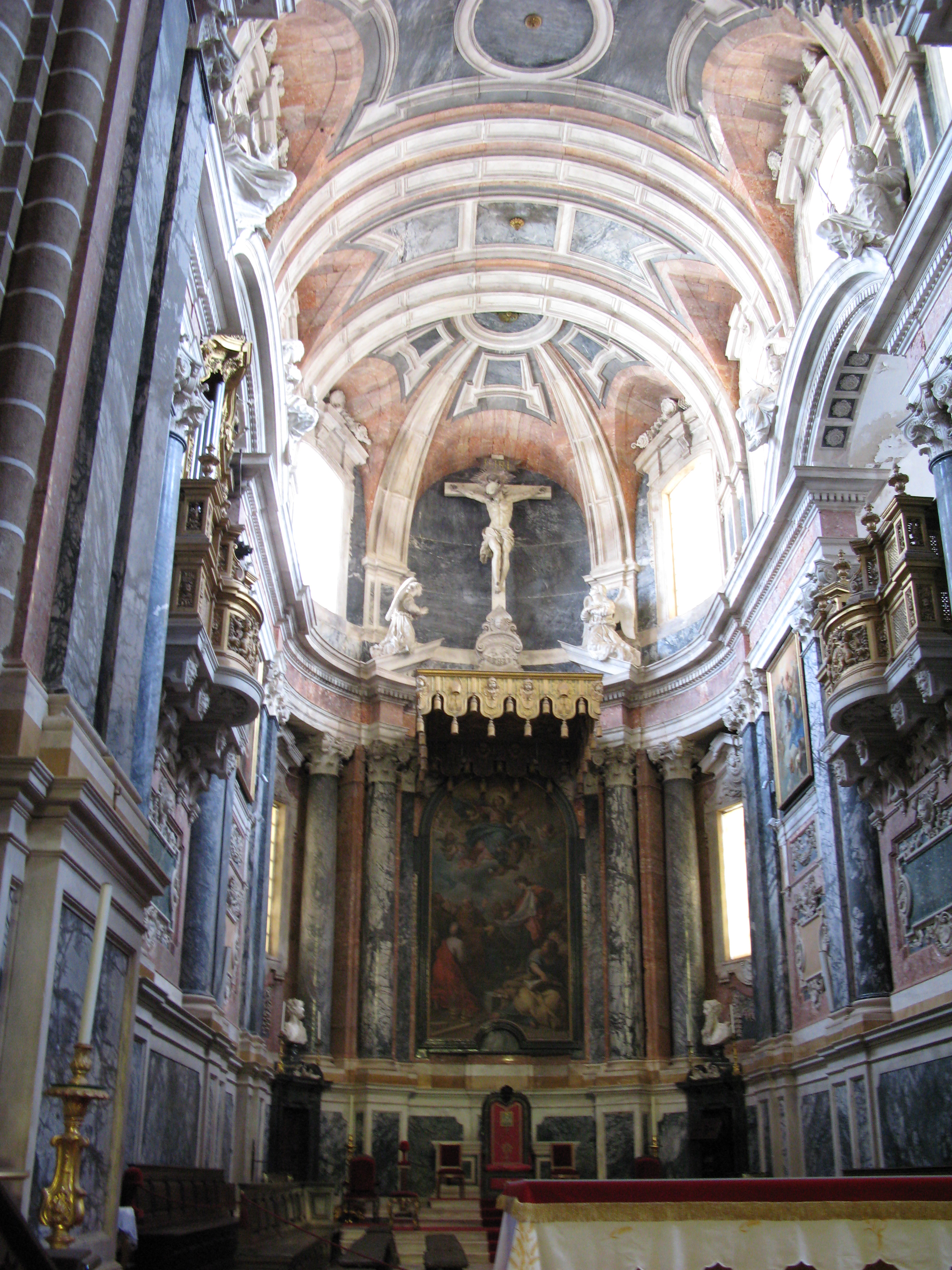
Coro da Catedral de Évora, Portugal.

Barroco nas igrejas ortodoxas
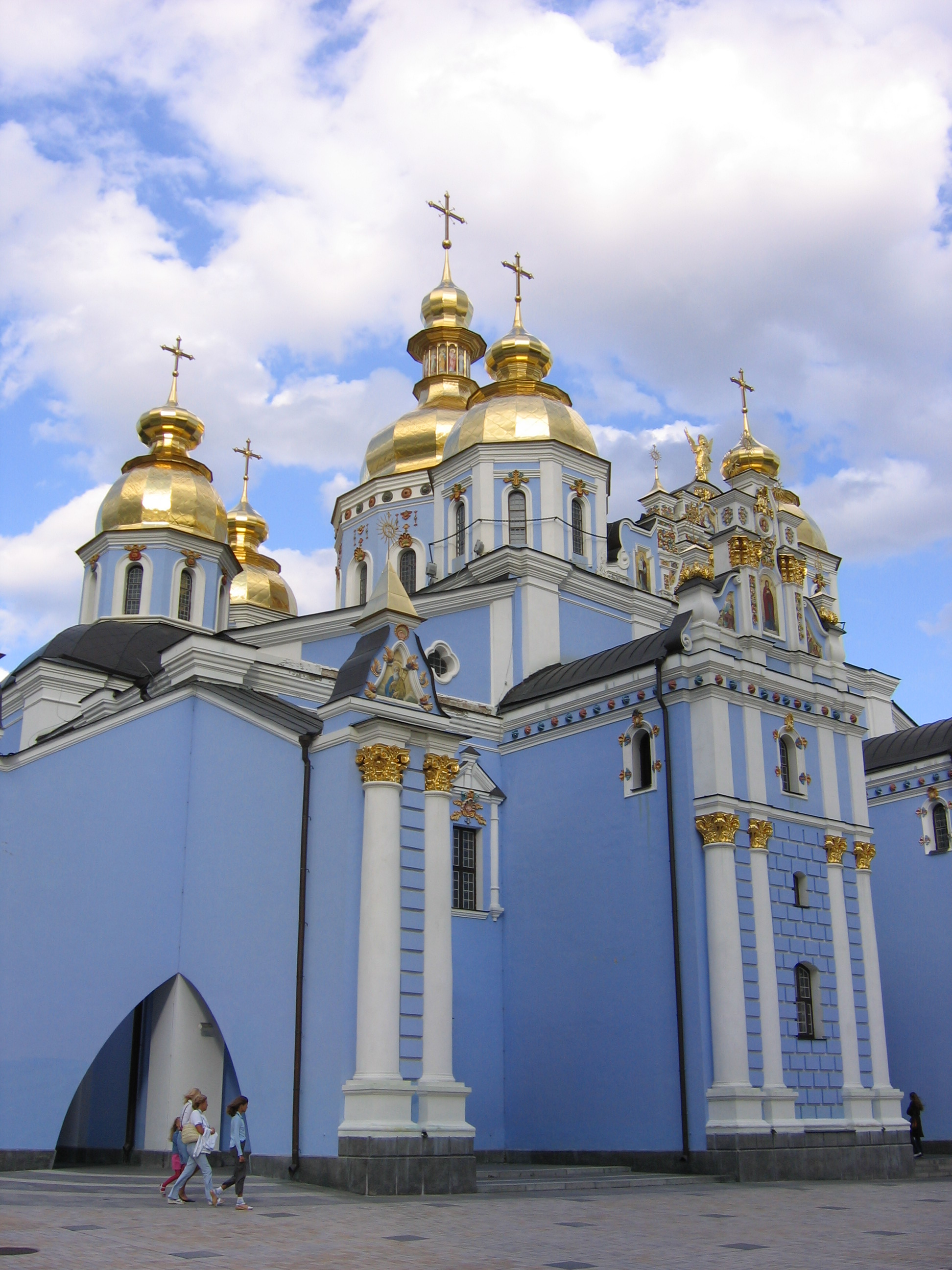
Mosteiro de São Miguel das Cúpulas Douradas em Kiev, em estilo barroco ucraniano.
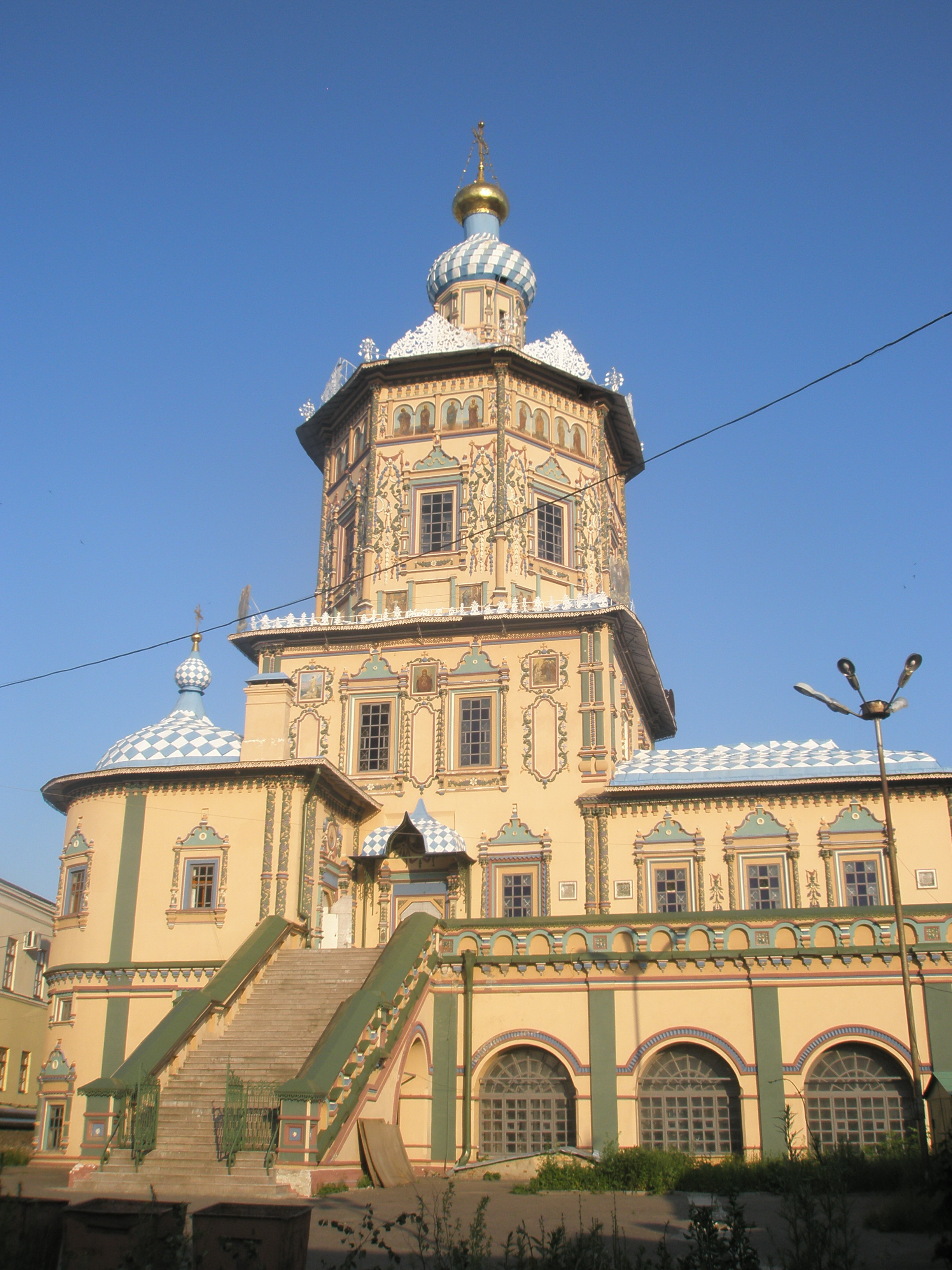
Catedral de São Pedro e São Paulo, Kazan, Rússia, um exemplo do barroco Naryshkin.
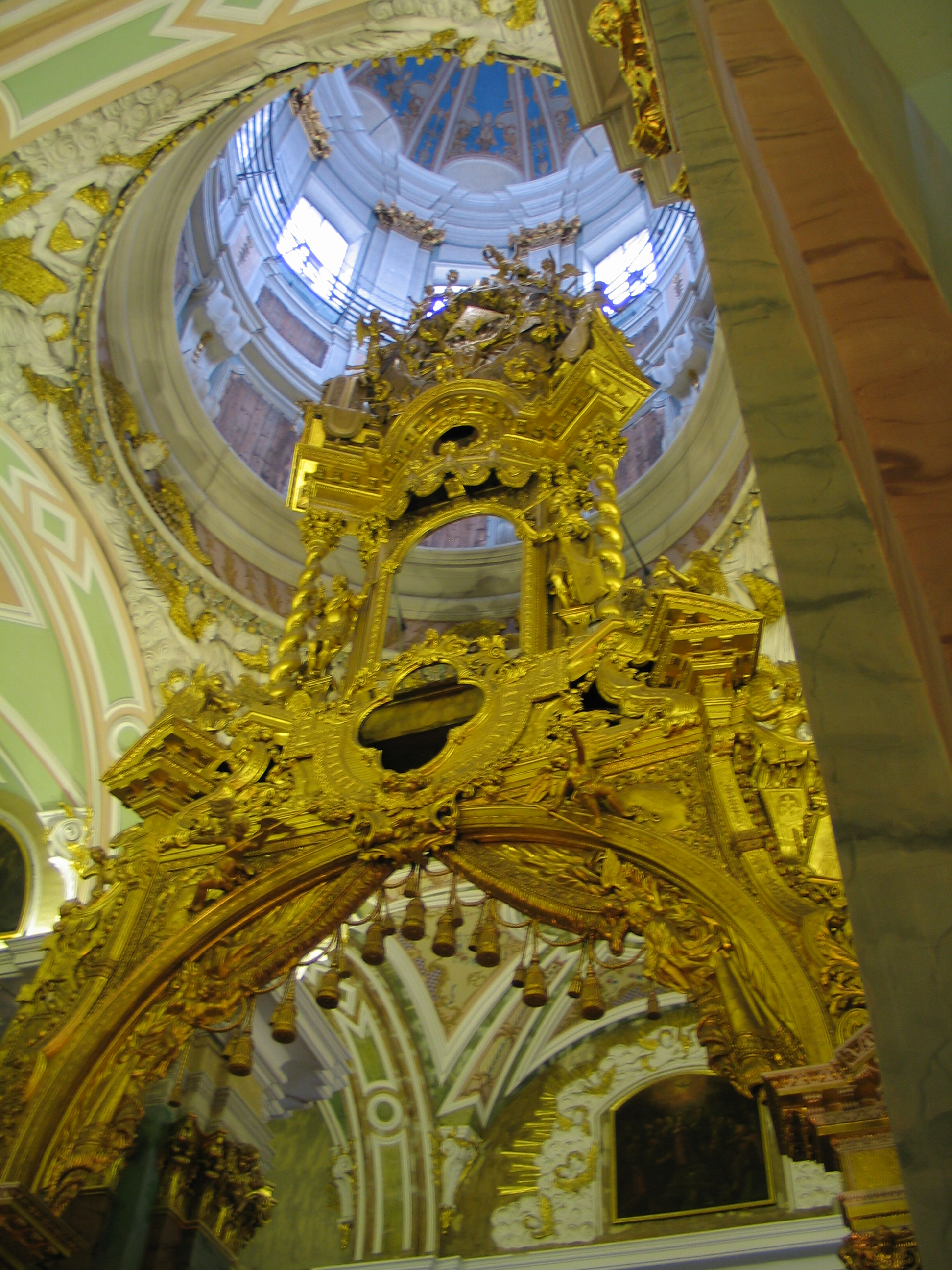
Interior da Catedral de Pedro e Paulo, em São Petersburgo, em barroco petrino.
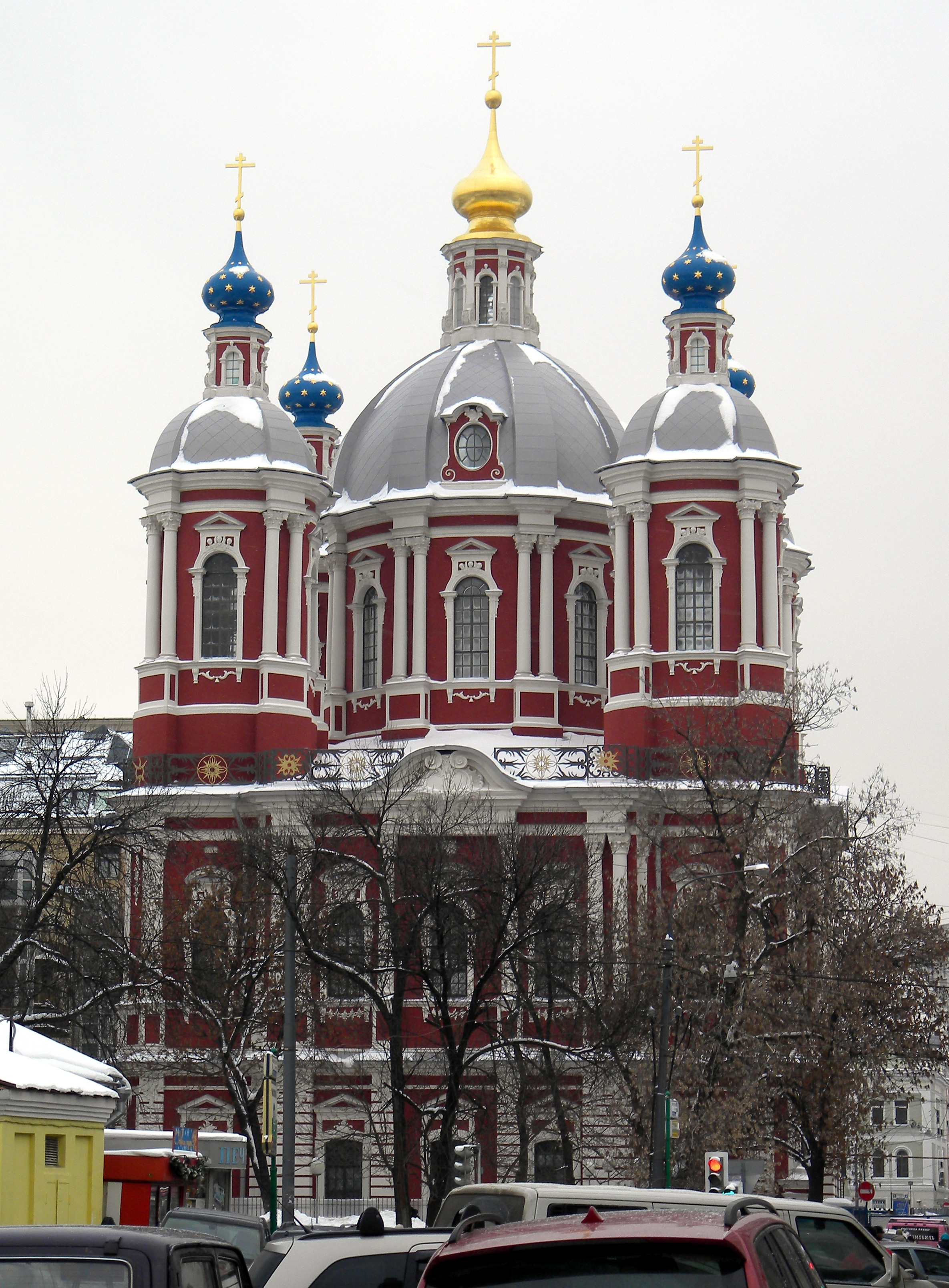
Igreja de São Clemente, em barroco elizabetano.
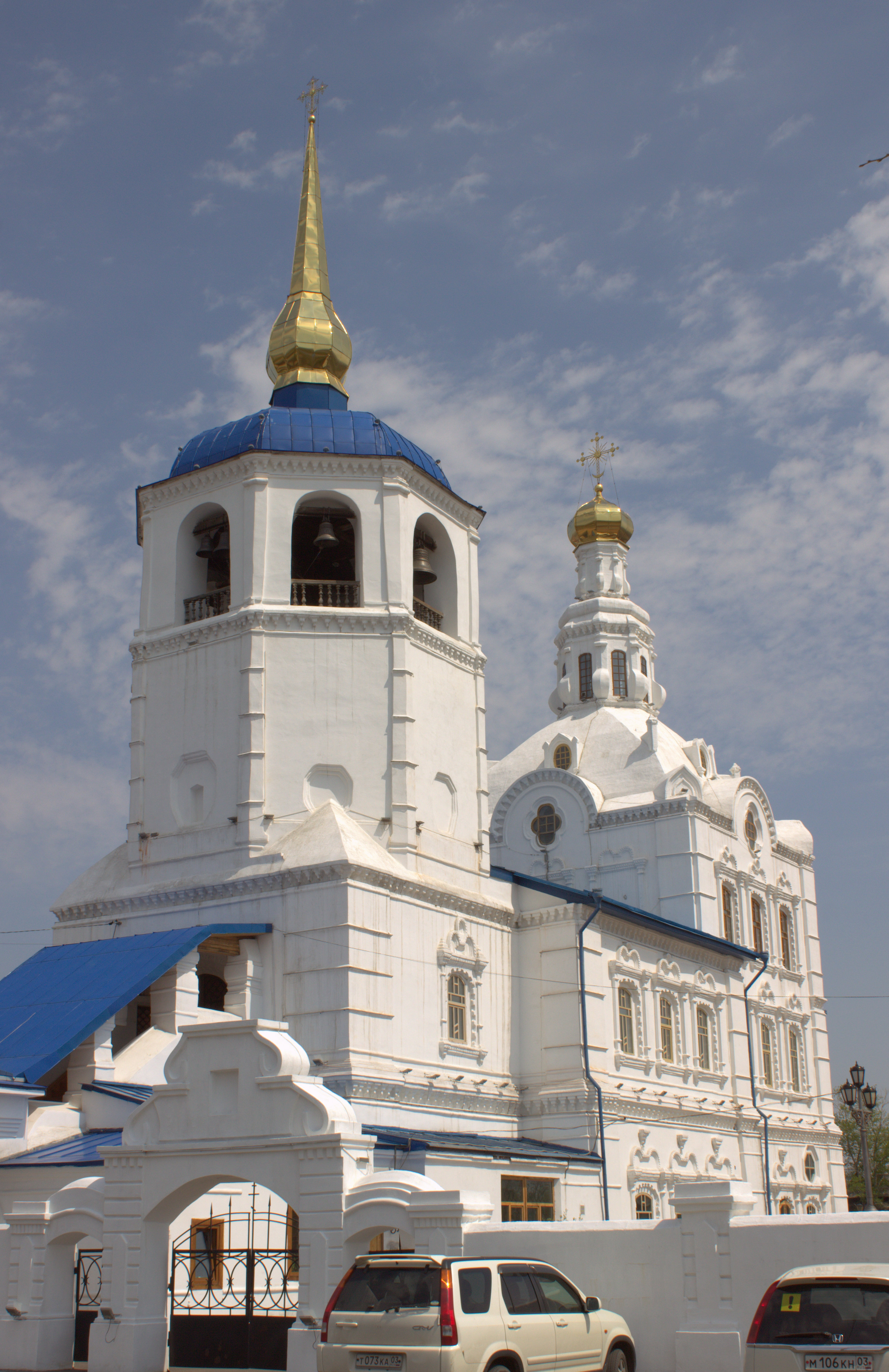
Catedral de Odigitrievsky, Ulan-Ude, Rússia, em barroco siberiano.

### Rococó
O estilo rococó é uma evolução tardia da arquitetura barroca que apareceu primeiro na França. É único pela assimetria aparente em seu programa decorativo, geralmente através elaboradas bordas ou cartouches esculpidos. Estas decorações são vagamente baseadas em objetos orgânicos, principalmente conchas e plantas, mas também em outras formas da natureza que demonstram o que eles consideravam como um "caos organizado", como ondas ou nuvens. As igrejas rococó podem ter um formato fortemente barroco, mas uma leveza e delicadeza geral na aparência e na decoração, o que era por vezes chamado de "ludicidade". Diversas igrejas de peregrinação na Baviera, Alemanha, são deste estilo, com destaque para a Basílica de Vierzehnheiligen (dedicada aos catorze santos auxiliares), perto de Bamberg, uma obra de Johann Balthasar Neumann, o mestre e, possivelmente, o originador deste estilo. Ela combina um exterior relativamente sério com um plano interno dinâmico e um esquema decorativo magnificamente orquestrado entre o teto pintado e as estátuas, todas colocadas numa ampla variedade de cartouches rococó dourados. A fachada apresenta uma superfície ondulada e cresce em ornamentação conforme a altura até às fantásticas cúpulas, o ponto alto das igrejas da Baviera e da maior parte da Europa central e oriental.
Provavelmente o mais incrível exemplo de uma igreja rococó de grandes dimensões tenha sido a Frauenkirche, em Dresden, recentemente reconstruída depois de ter sido completamente arrasada durante a Segunda Guerra Mundial. A estrutura inteira incorpora um movimento dinâmico e repentino que combina perfeitamente com a delicadeza dos detalhes arquitetônicos, típica do estilo rococó. Esta igreja é dominada por sua cúpula em formato de sino, cuja forma é similar às incontáveis torres de igreja da região, mas recriada não em madeira folheada com metal, mas na forma de um poderoso domo de pedra.

Igrejas rococó
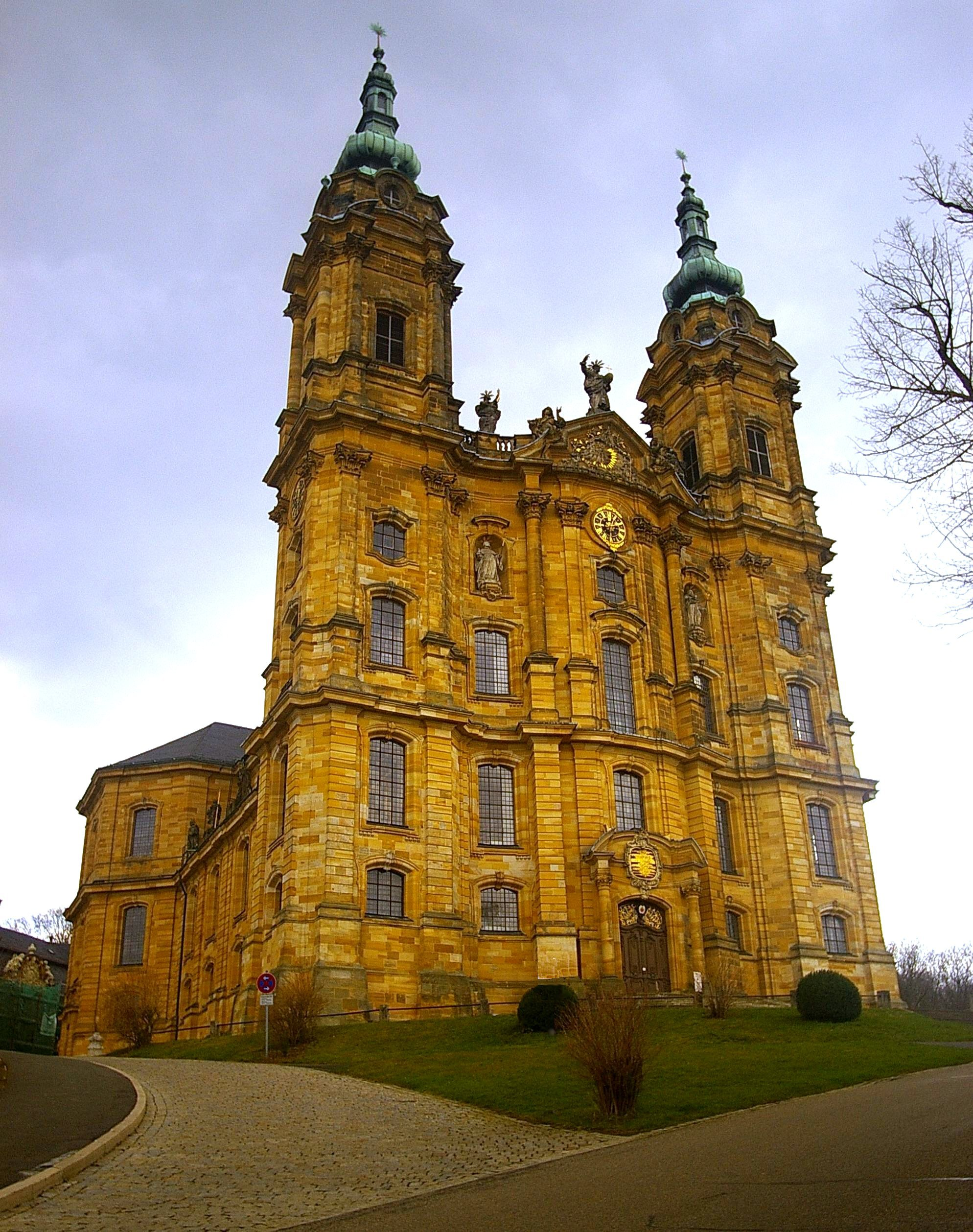
A Basílica de Vierzehnheiligen, Alemanha
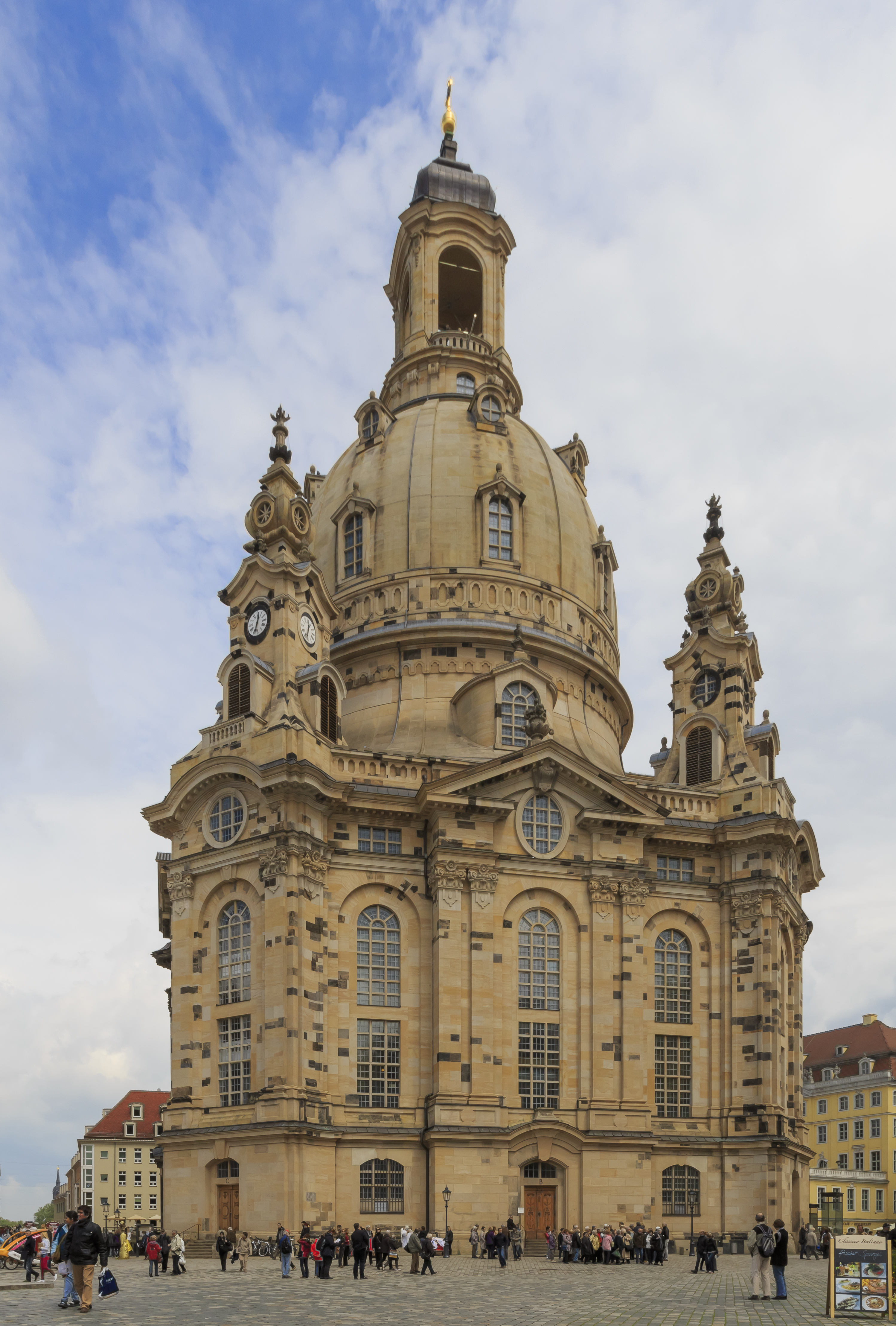
A restaurada Frauenkirche, Dresden, Alemanha
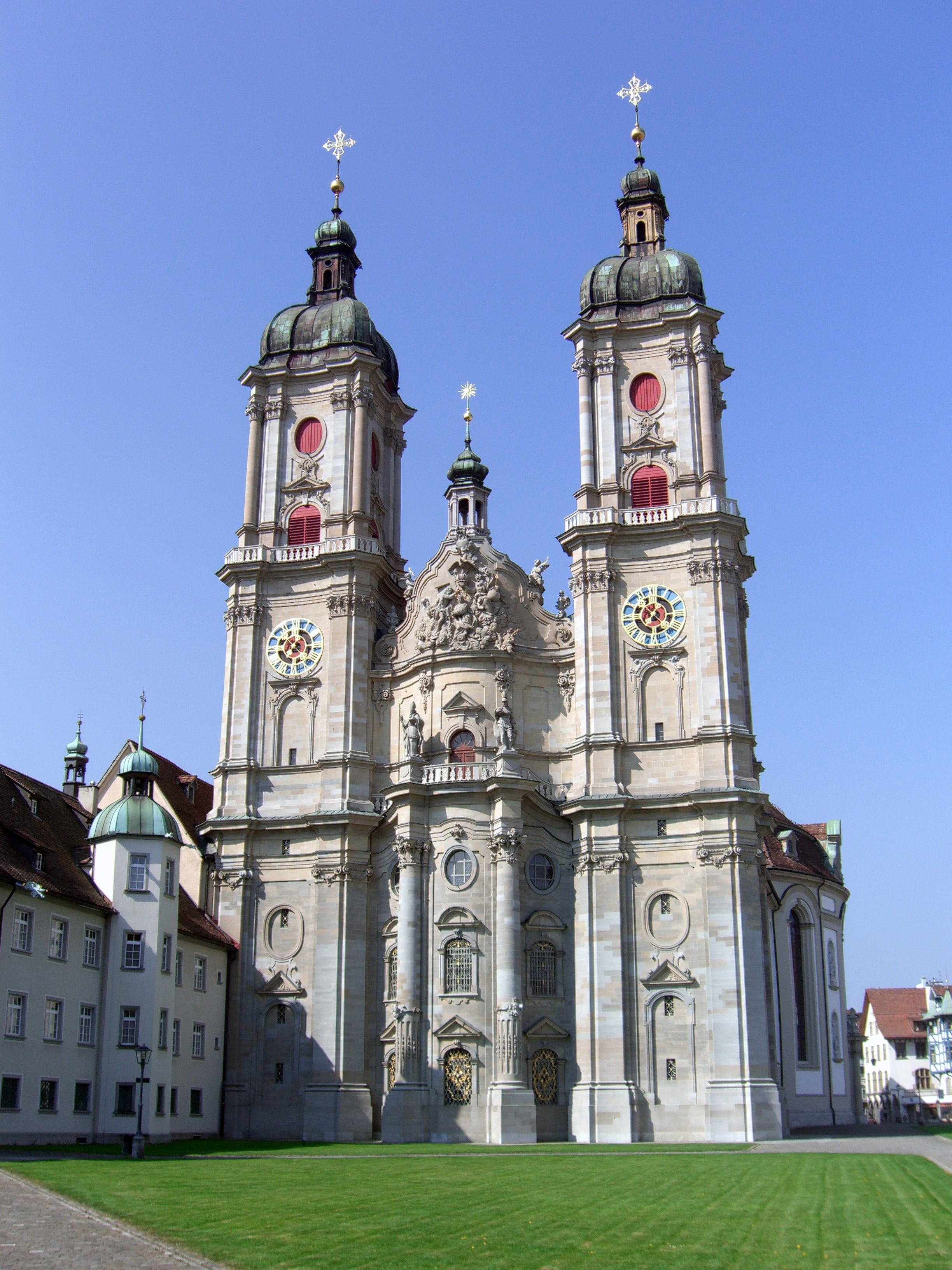
Abadia de São Galo, São Galo, Suiça

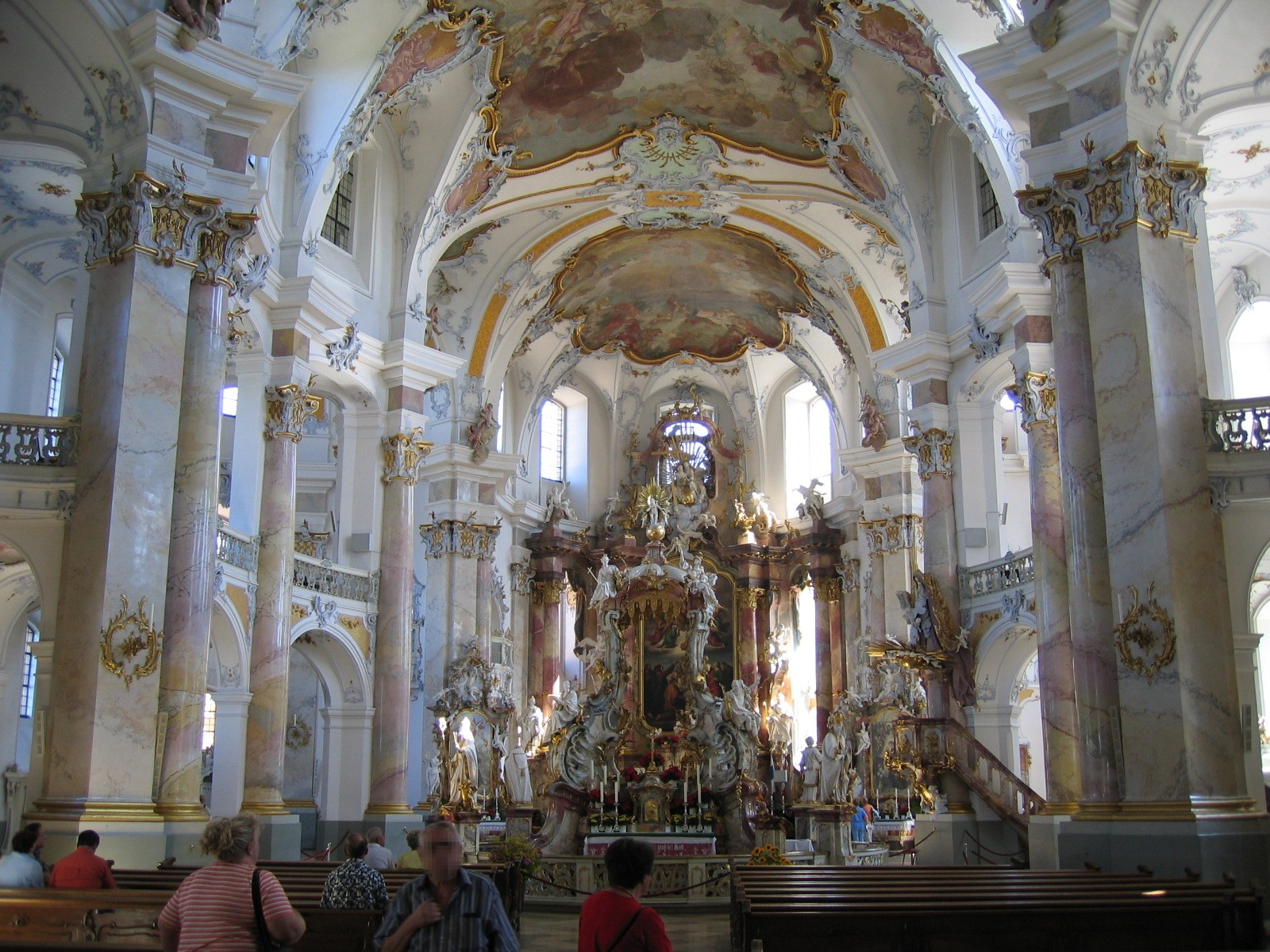
Interior da Basílica de Vierzehnheiligen, Alemanha
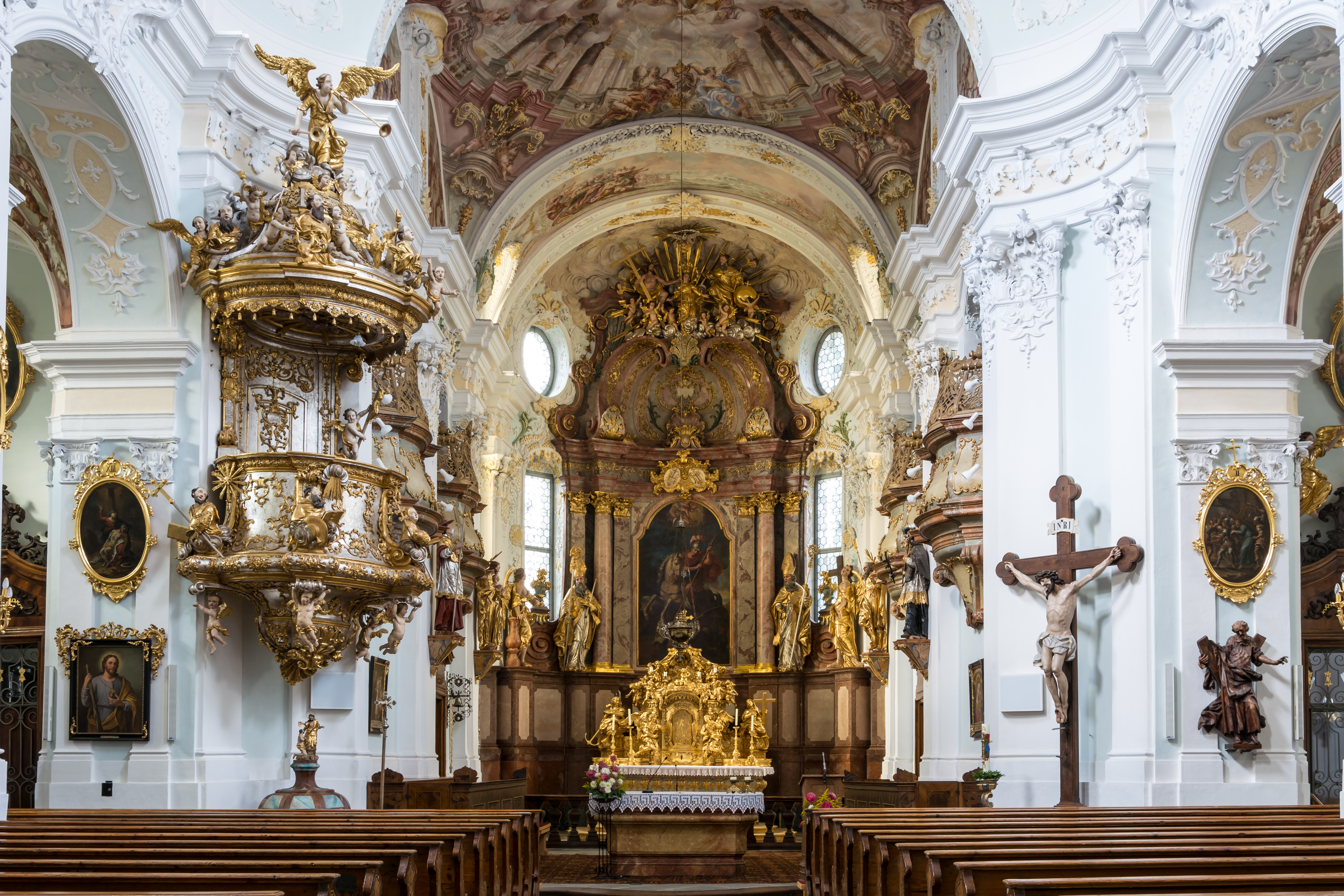
Interior da Pfarrkirche, Pfarrkirchen bei Bad Hall, Áustria
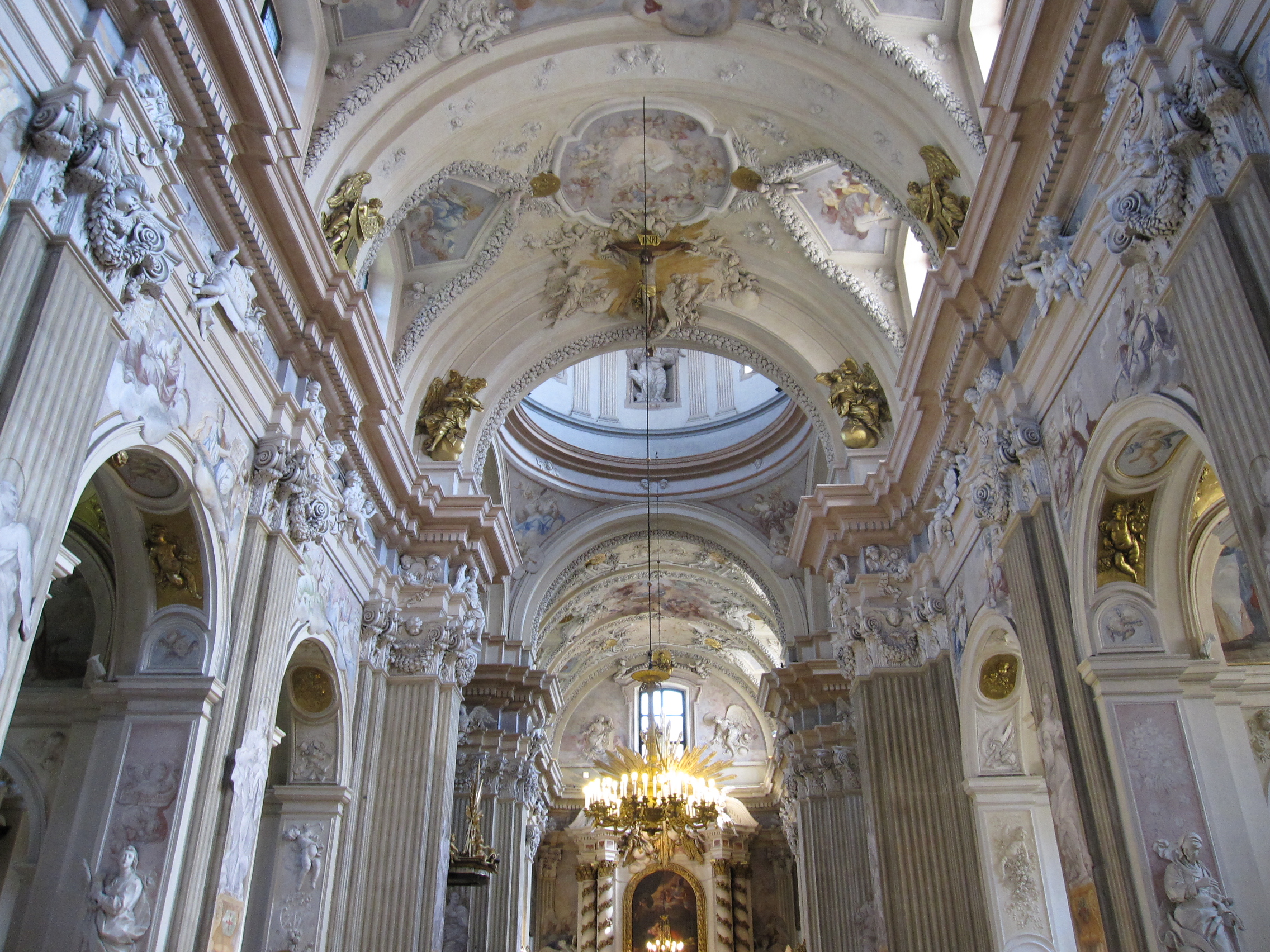
Igreja de Santa Ana, Cracóvia, Polônia

Barroco e rococó internacional
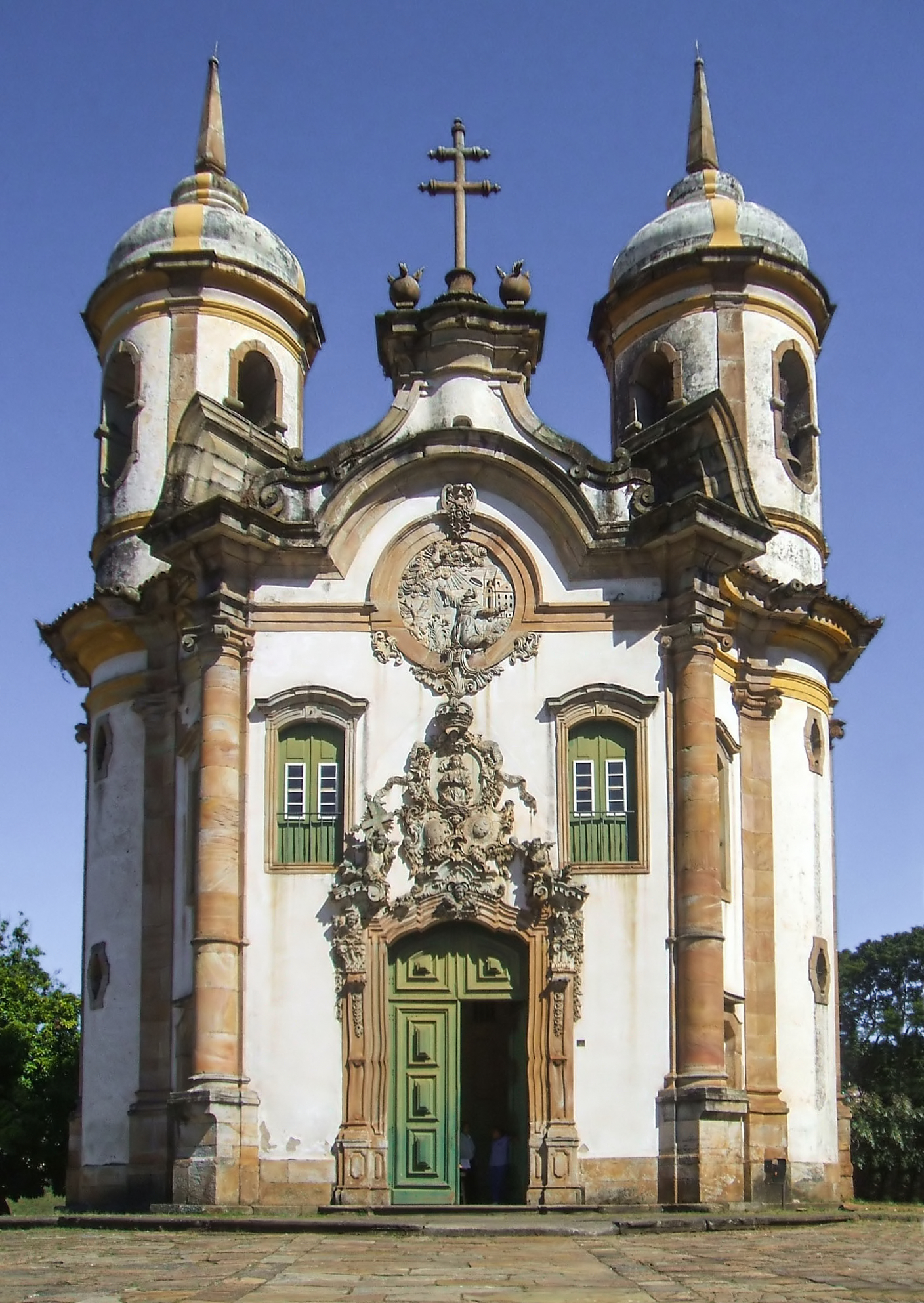
Igreja São Francisco de Assi, Ouro Preto, Brasil
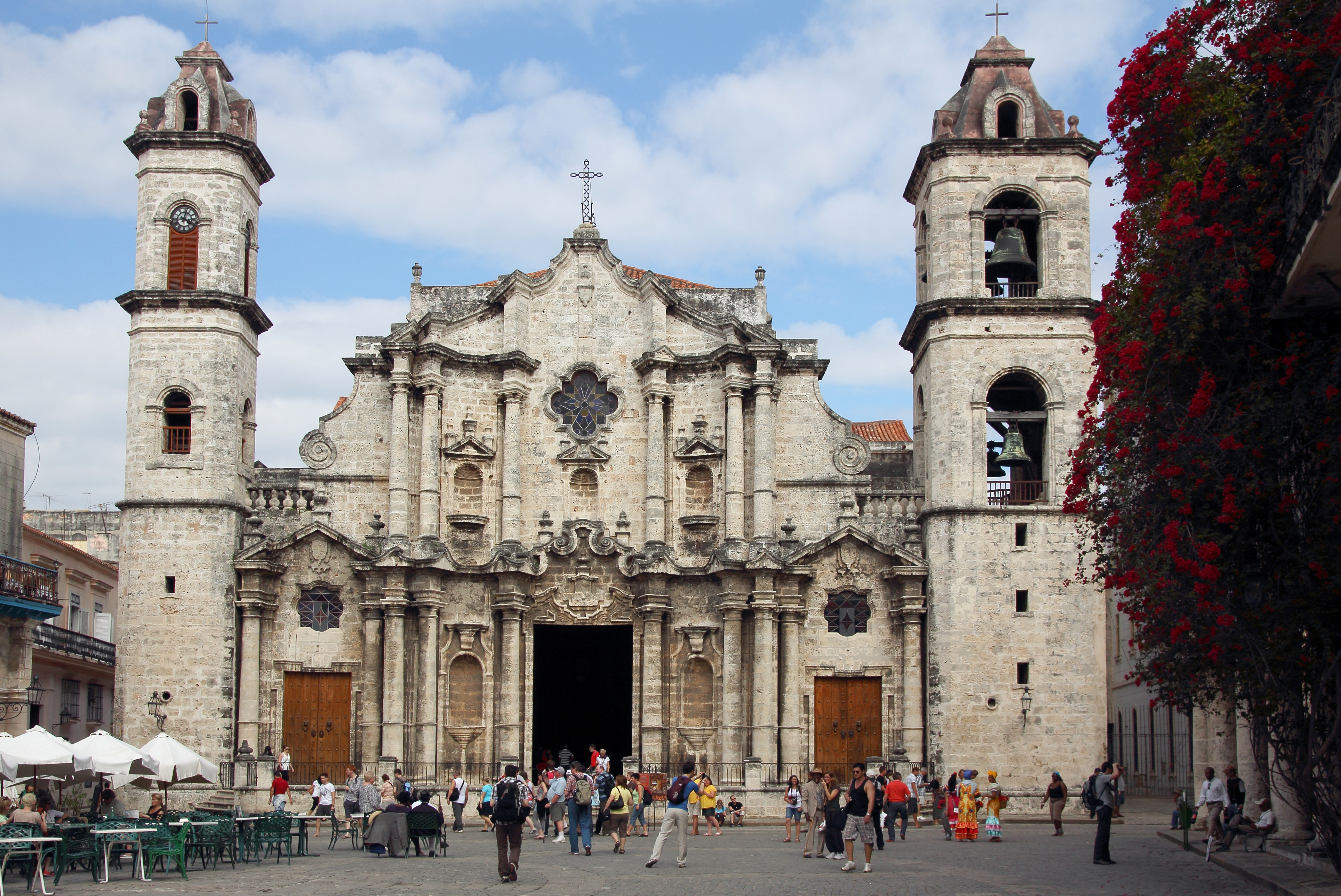
Catedral de Havana, Cuba
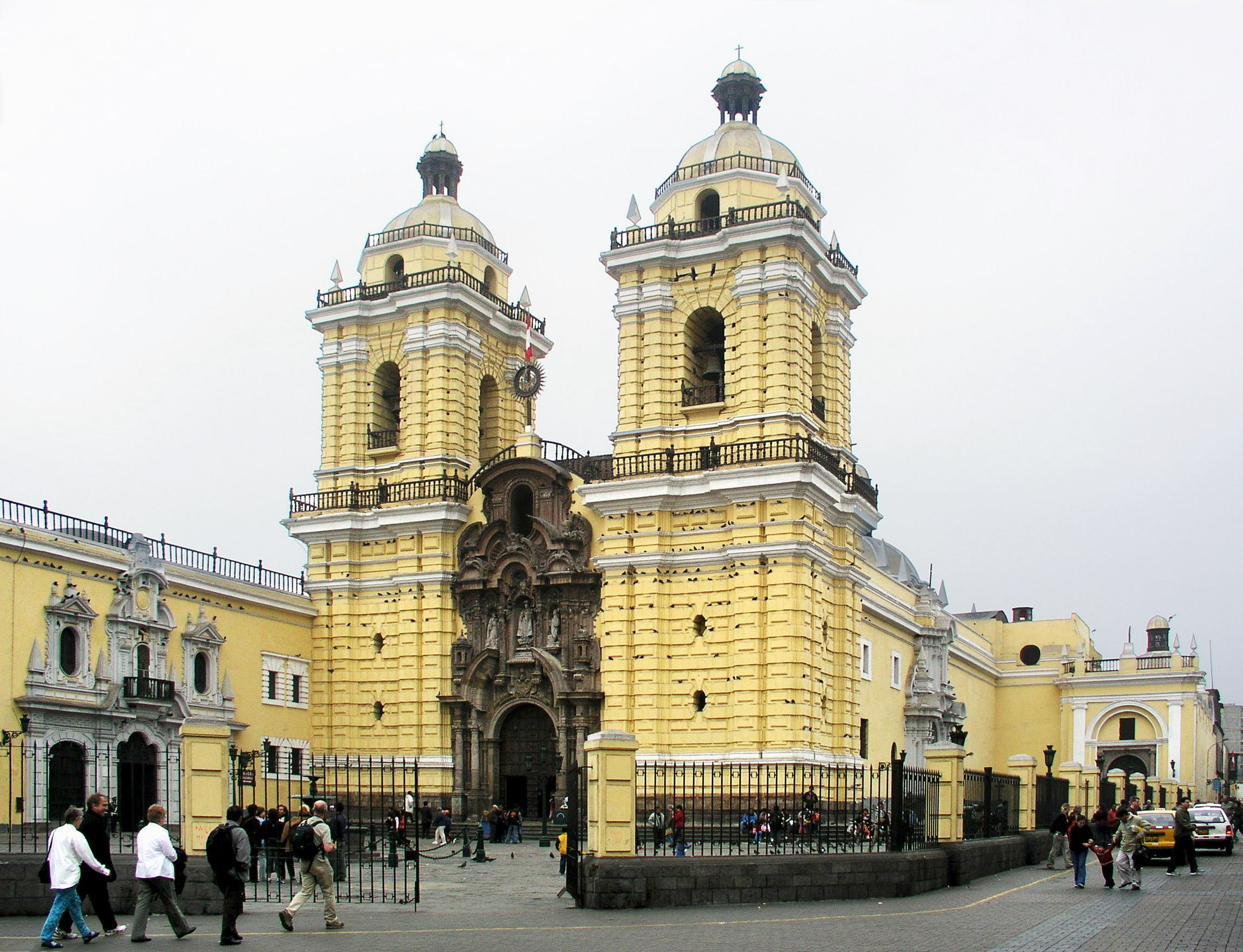
Mosteiro de São Francisco, Lima, Peru
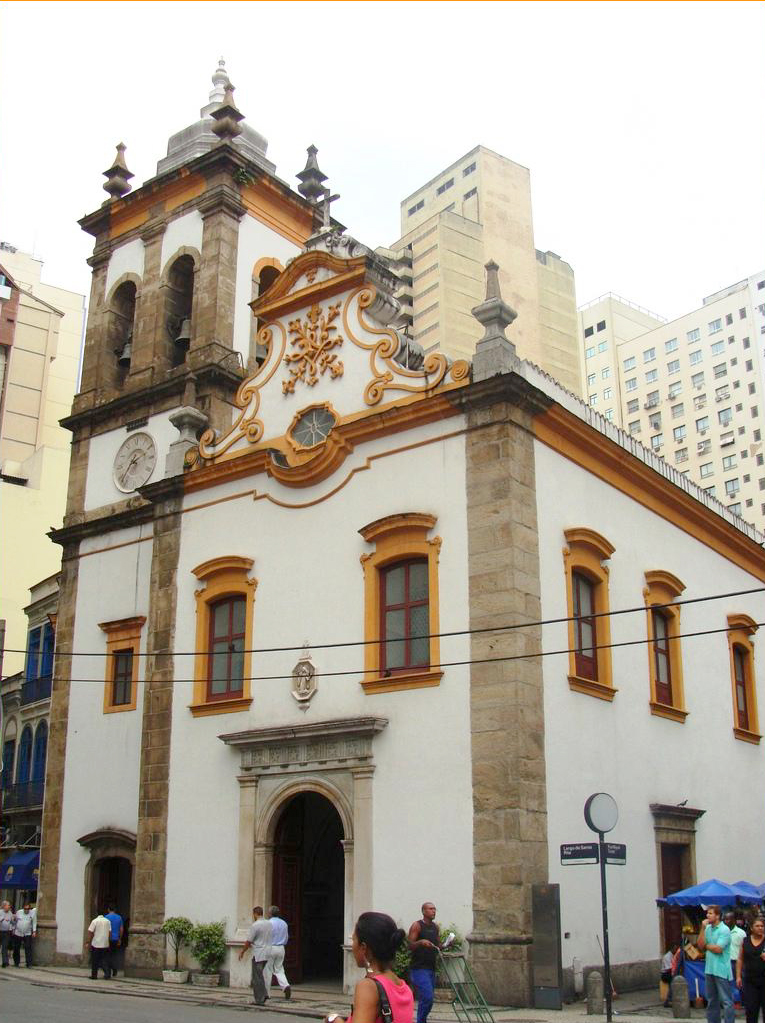
Igreja de Santa Rita de Cássia, Rio de Janeiro, Brasil

### Revivalismos
Os séculos XVIII e XIX foram uma época de expansão e colonialismo para as nações da Europa ocidental. Foi também um período de renascimento cristão e, na Inglaterra, de considerável expansão da Igreja Católica Romana. O período também foi marcado pela industrialização e pelo crescimento das cidades, que precisavam de novas igrejas e catedrais. Os estilos medievais, particularmente o gótico, eram considerados como os mais apropriados para a construção dos novos edifícios, tanto na Europa quanto nas colônias.
Entre as novas catedrais no estilo neogótico estão a Catedral Anglicana de Liverpool, na Inglaterra; a Nova Catedral de Linz, na Áustria; a Catedral de São João, o Divino, em Nova Iorque; e a Catedral de São Patrício, Melbourne, Austrália.
Contudo, nem todas as catedrais revivalistas são góticas. A Catedral de Westminster, a sé do arcebispo católico romano de Westminster, tem um design eclético de estilo predominantemente bizantino, com paredes multicoloridas, cúpulas e um campanário muito alto em estilo italiano. A Basílica-catedral de Marie-Reine-du-Monde, no Canadá, é neorrenascentista e foi baseada na Basílica de São Pedro, em Roma.

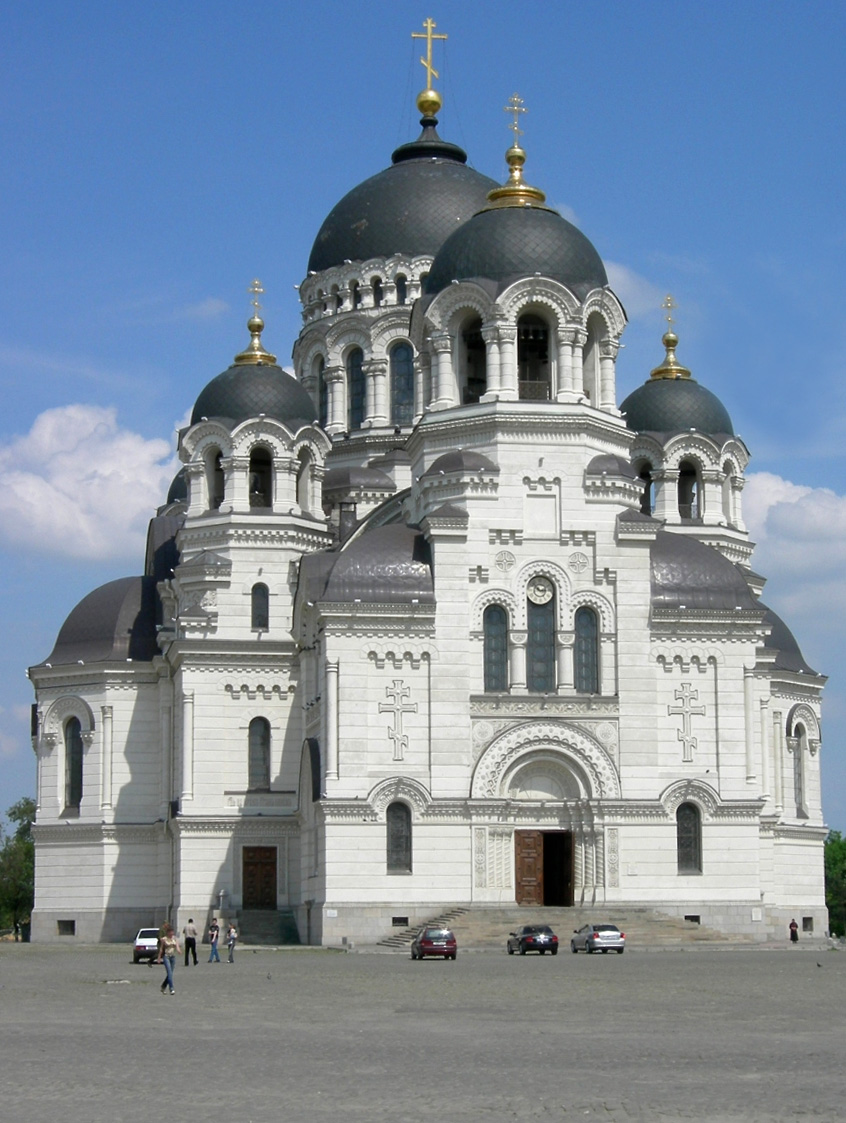
Catedral de Novocherkassk, Novocherkassk Rússia, 1893—1905, no estilo bizantino.
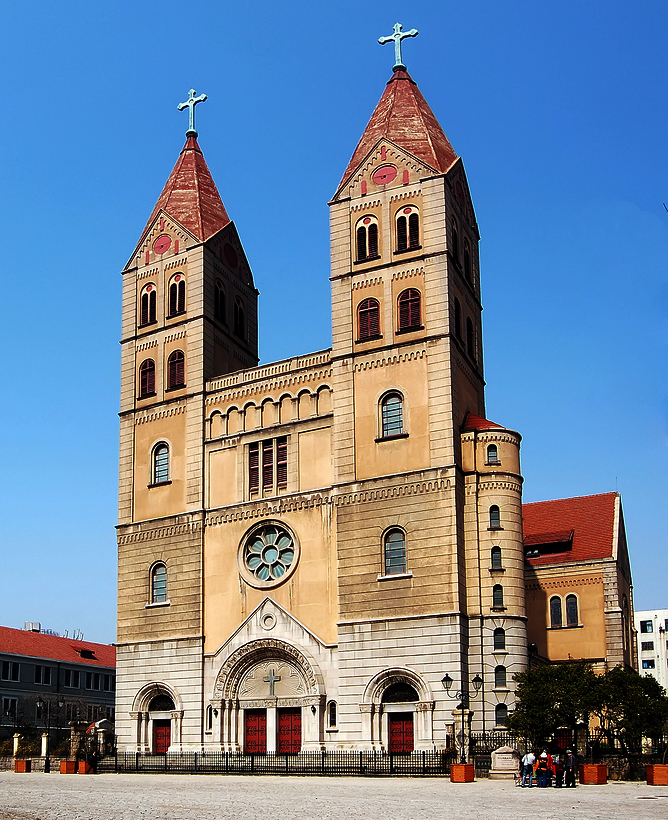
Catedral de São Miguel, Qingdao, China, 1931–34, no estilo românico alemão.
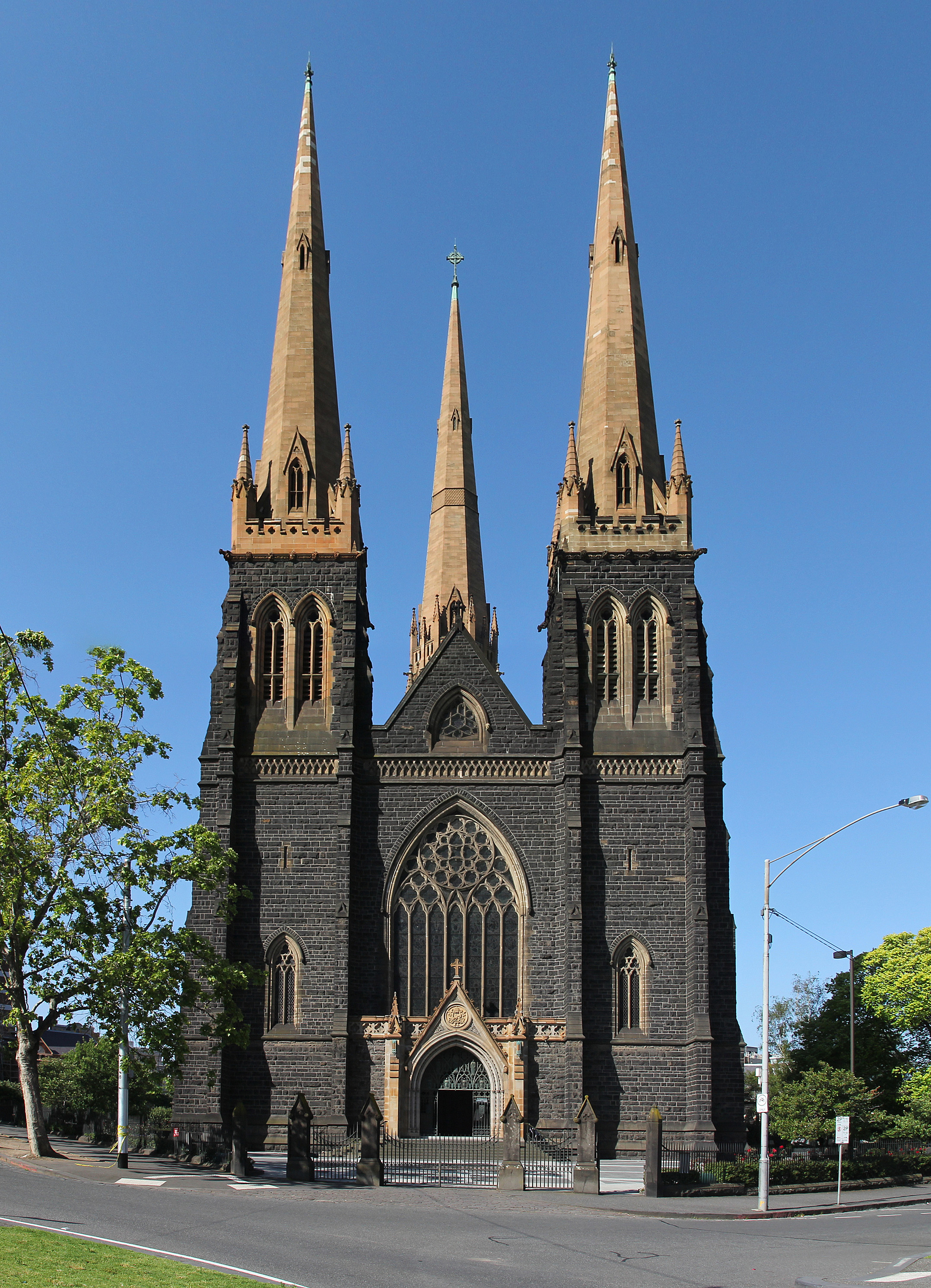
Catedral de São Patrício, Melbourne, Austrália, 1858–97, no estilo neogótico.
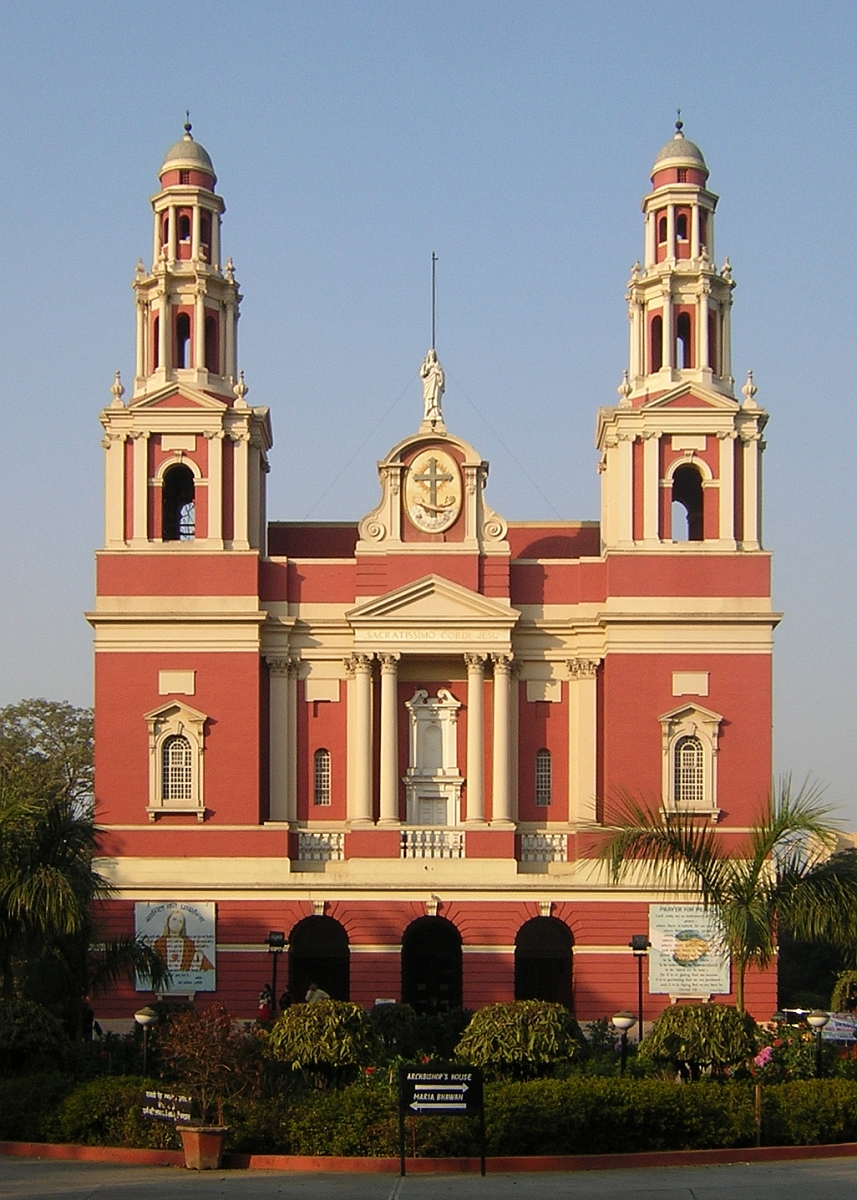
Catedral do Sagrado Coração, Nova Délhi, Índia, 1929 – década de 30, no estilo barroco inglês.

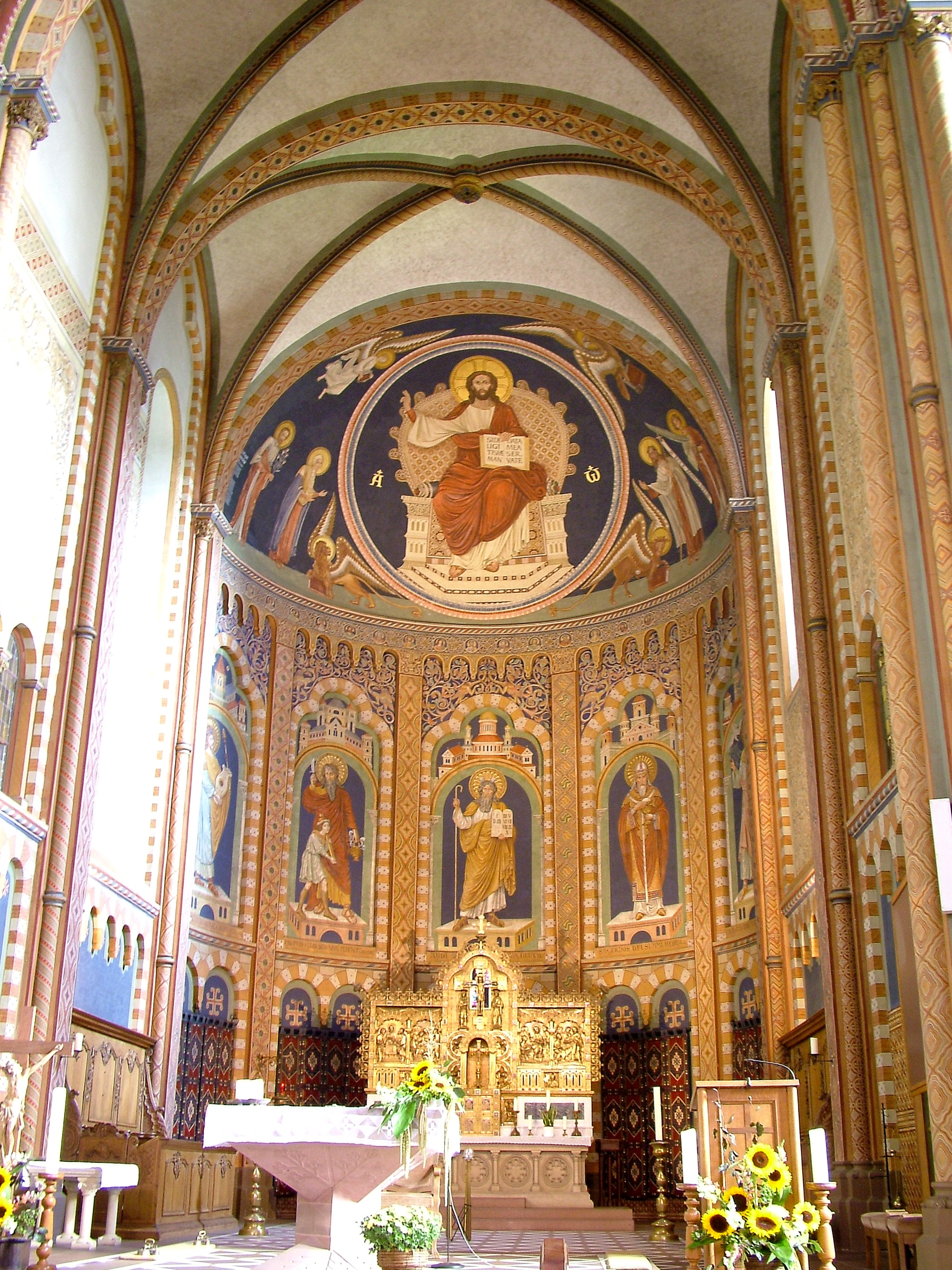
Igreja de São Pancrácio em Anholt, Alemanha, no estilo românico.
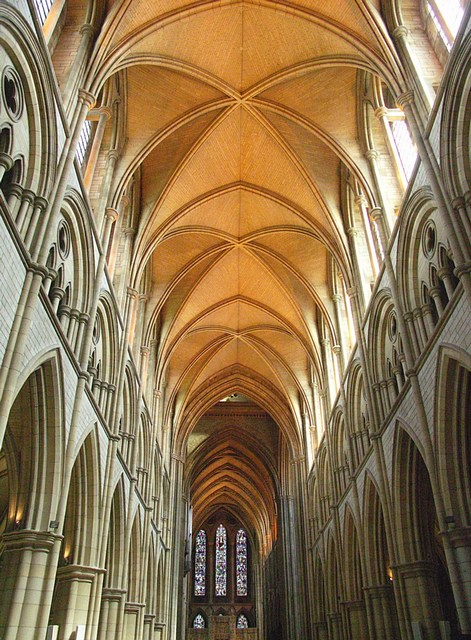
Catedral de Truro, Inglaterra, no estilo gótico primitivo inglês.
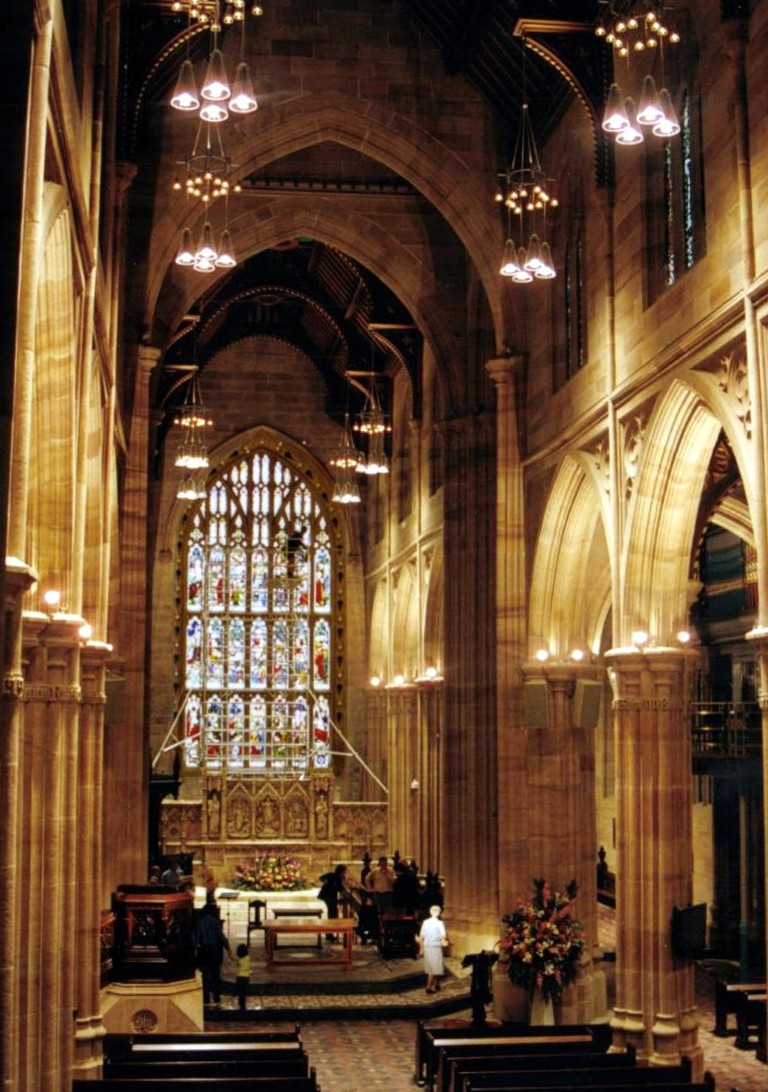
Catedral de Santo André, Sydney, Austrália, no estilo gótico perpendicular.
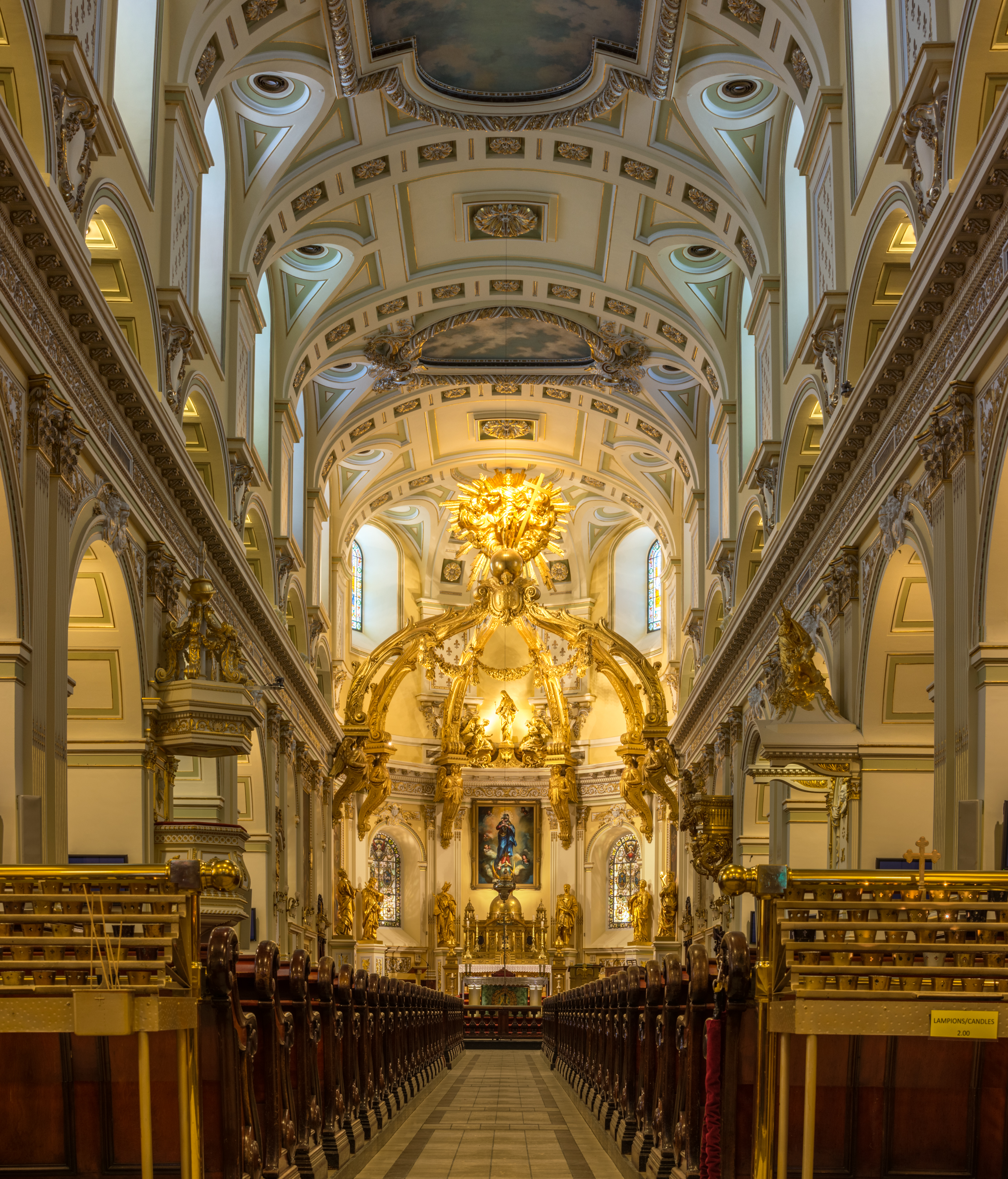
Catedral de Notre-Dame de Québec, Cidade de Quebec, Canadá, no estilo barroco italiano.

### Moderna
No século XX, a construção em estilos medievais continuou, mas de forma mais limpa e funcional, geralmente em tijolo. Um belo exemplo é a Catedral de Guildford, na Inglaterra. Outra é a Catedral Anglicana de Armidale, em Nova Gales do Sul, na Austrália.
Depois da Segunda Guerra Mundial, as ideias tradicionalistas foram abandonadas na reconstrução da catedral de Conventry, que foi destruída por um bombardeio. A antiga catedral era, na realidade, uma grande igreja paroquial que havia sido elevada ao status de catedral. Seu glorioso coruchéu felizmente sobreviveu intacto. A nova Catedral de Conventry, composta de lajes alternadas de alvenaria e vitrais tenta recapturar simbolicamente o sentido de uma antiga catedral sem tentar reproduzi-la. A Catedral Metropolitana de Liverpool é uma resposta do século XX à igreja de planta central, uma vasta estrutura circular com o santuário no centro.

Modernismo
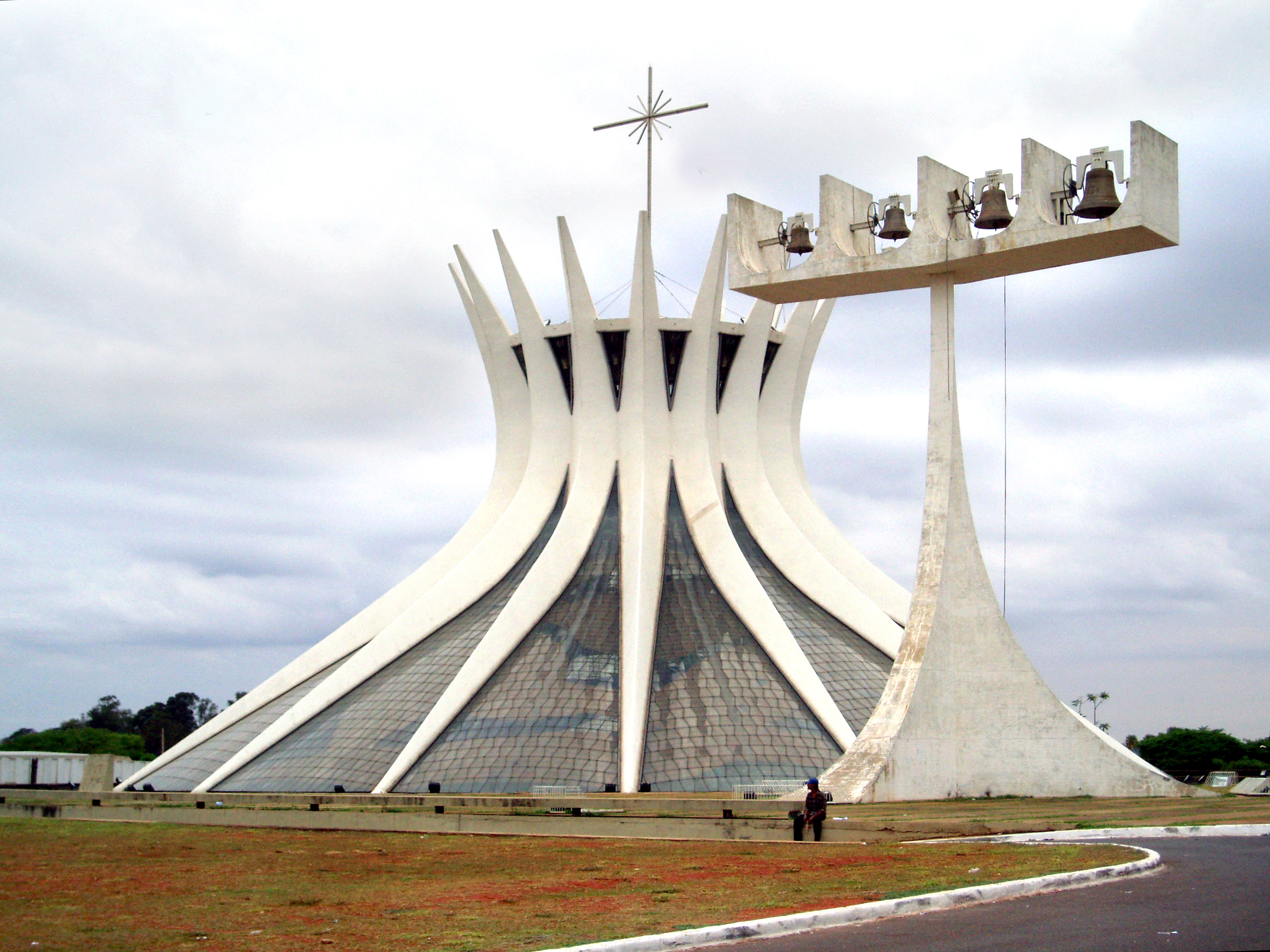
Catedral de Brasília, Brasil
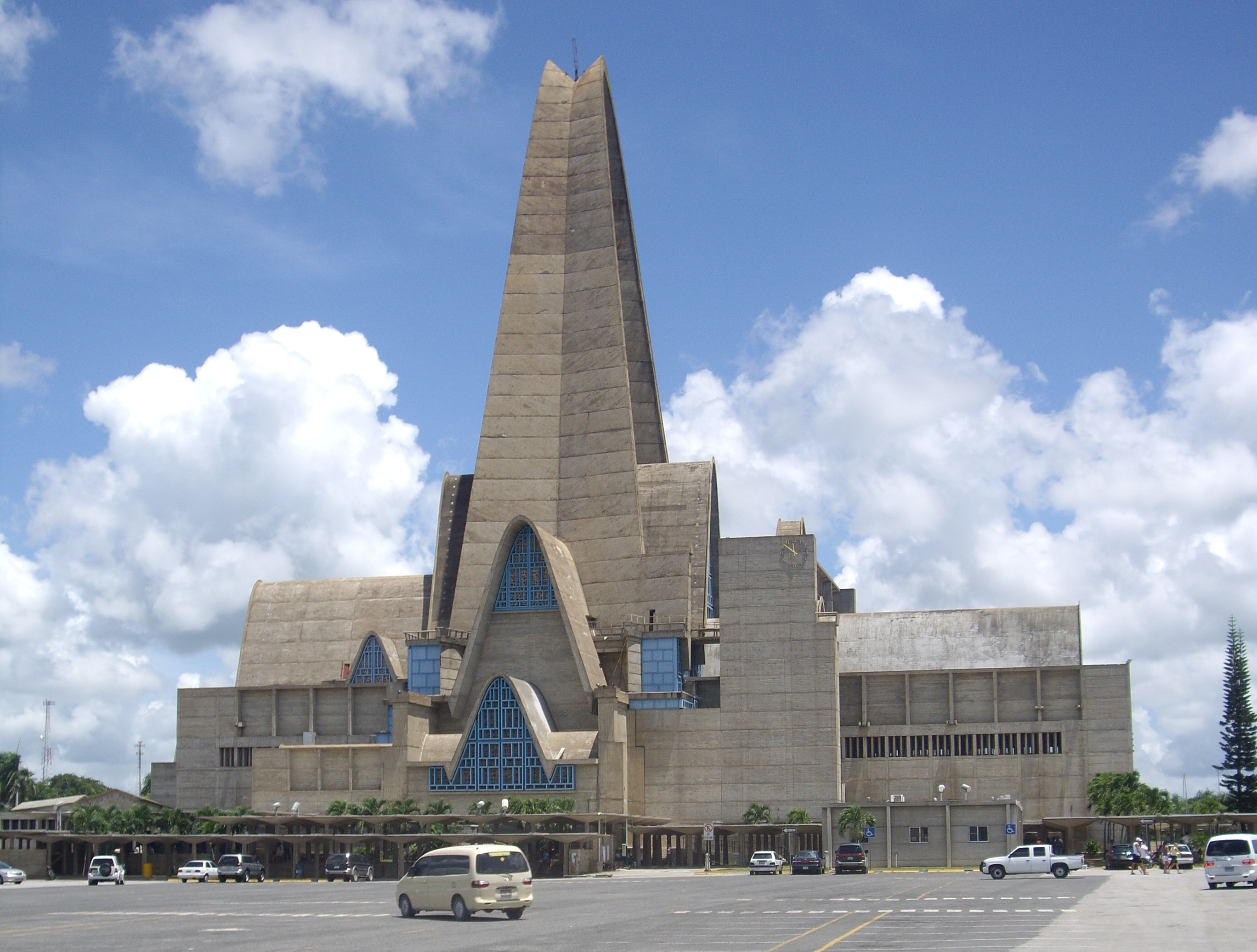
Basílica de Nossa Senhora de Altagracia, República Dominicana
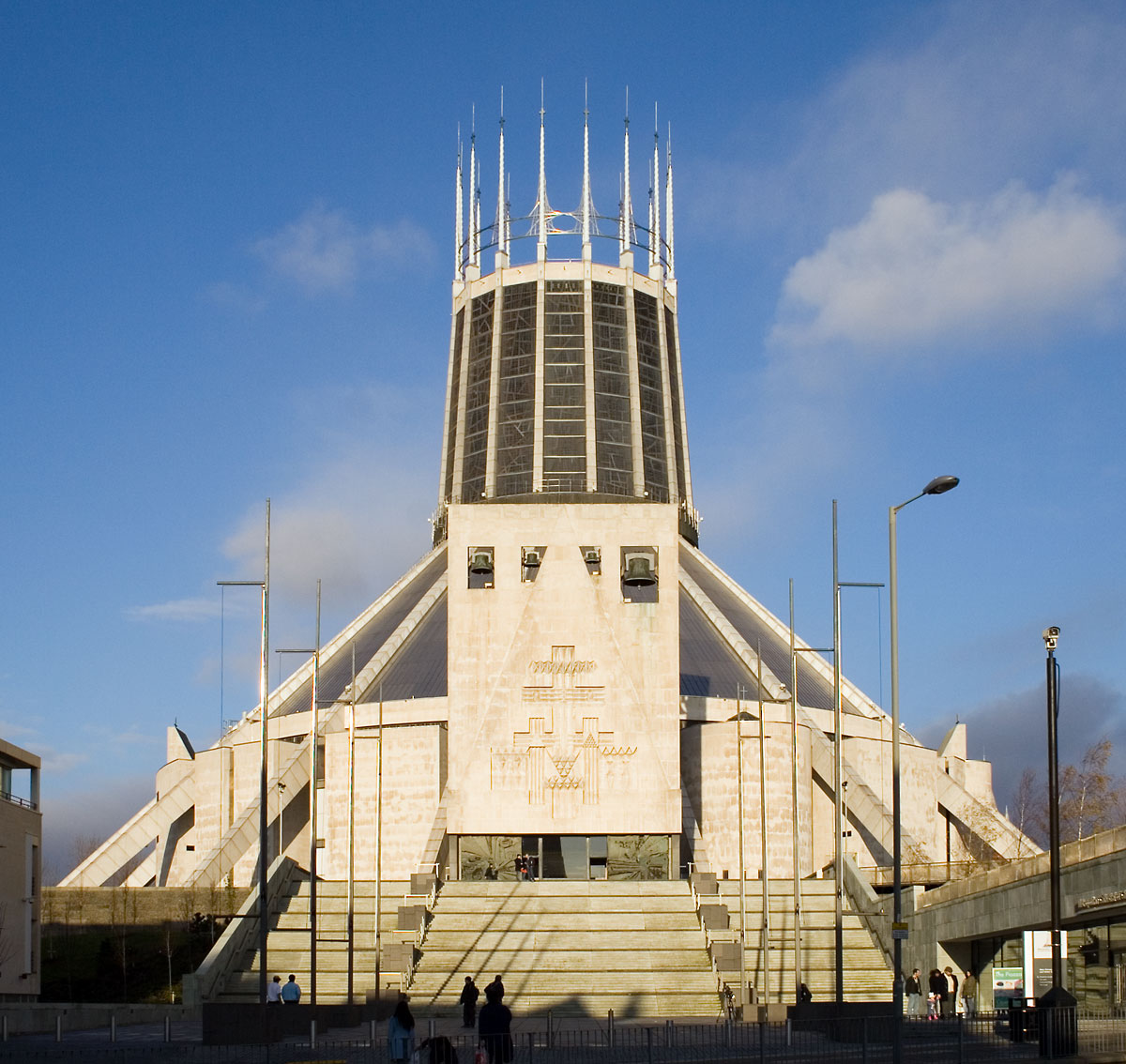
Catedral Metropolitana de Liverpool, Inglaterra
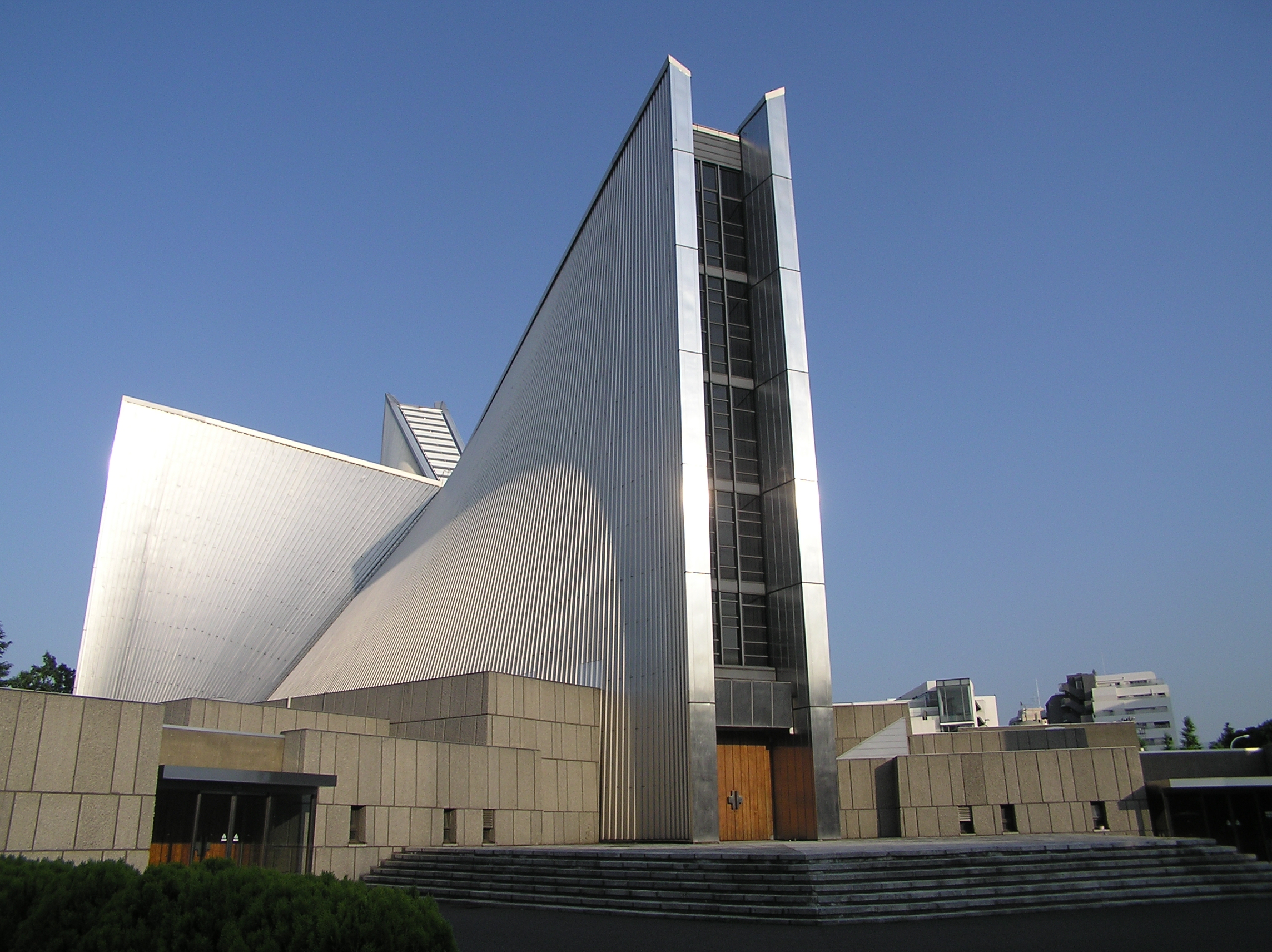
Catedral de Santa Maria, Tóquio, Japão

Modernismo
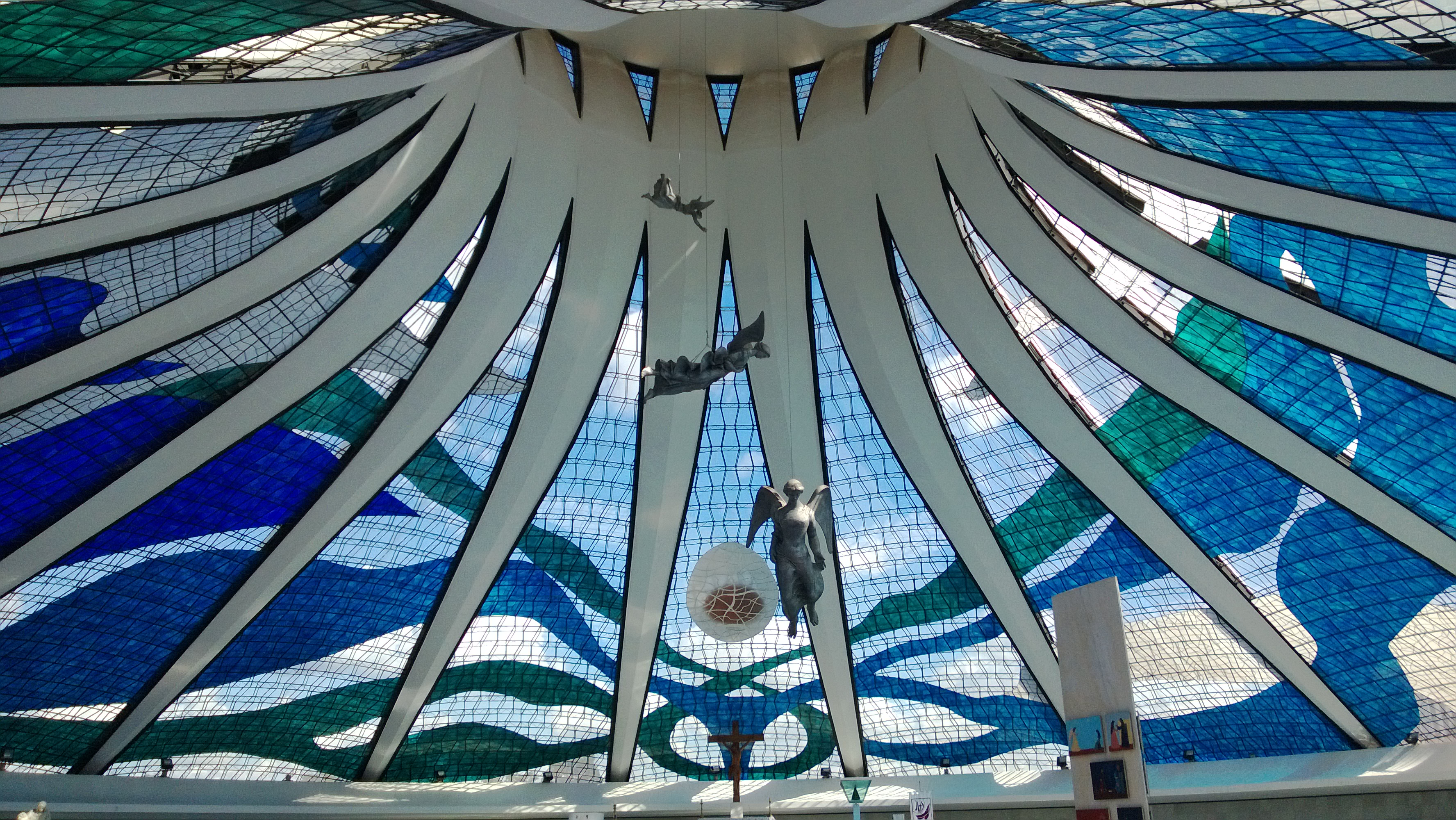
Interior da Catedral de Brasília, Brasil.
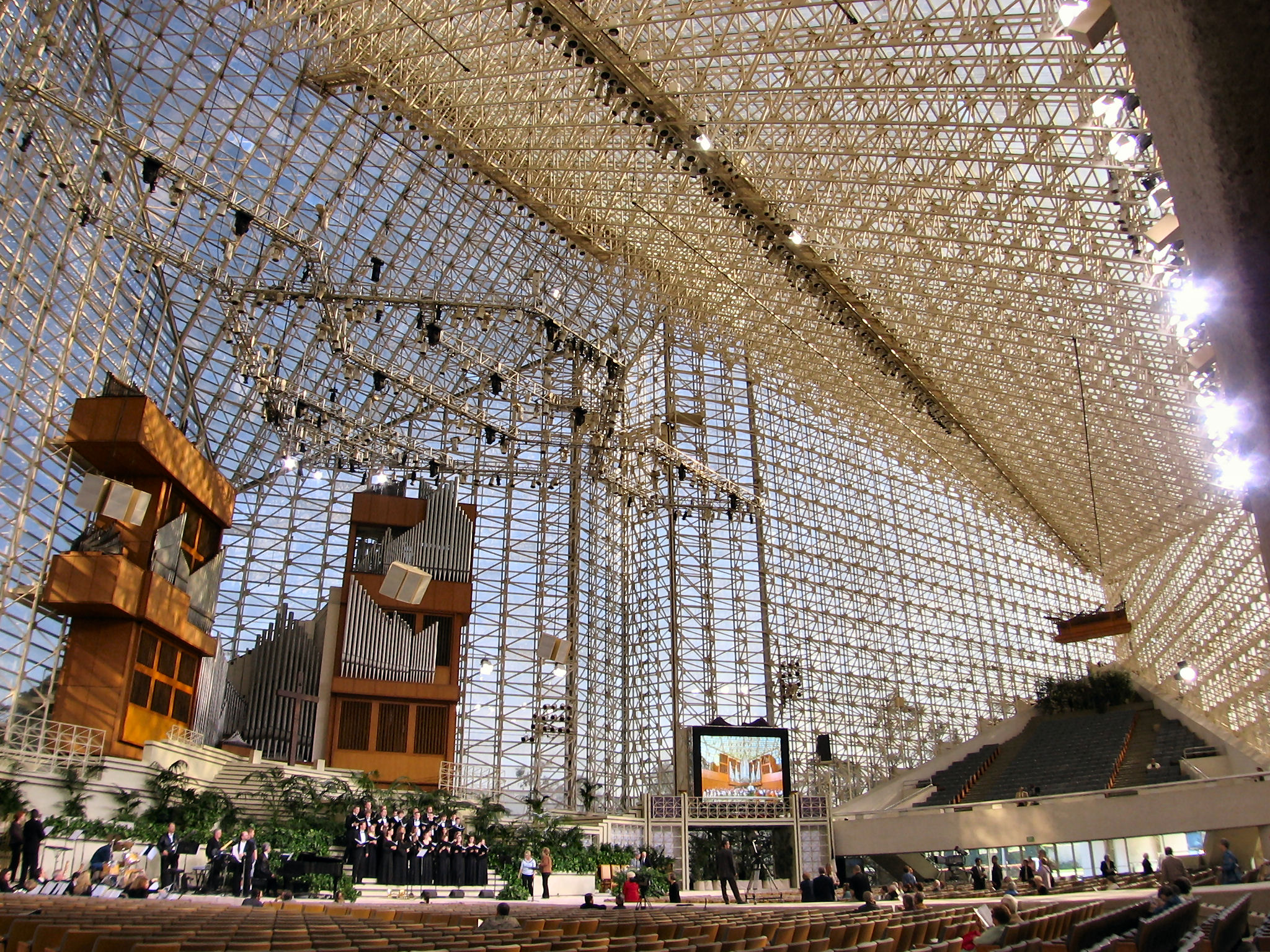
Interior da Catedral de Cristal, na Califórnia, Estados Unidos.
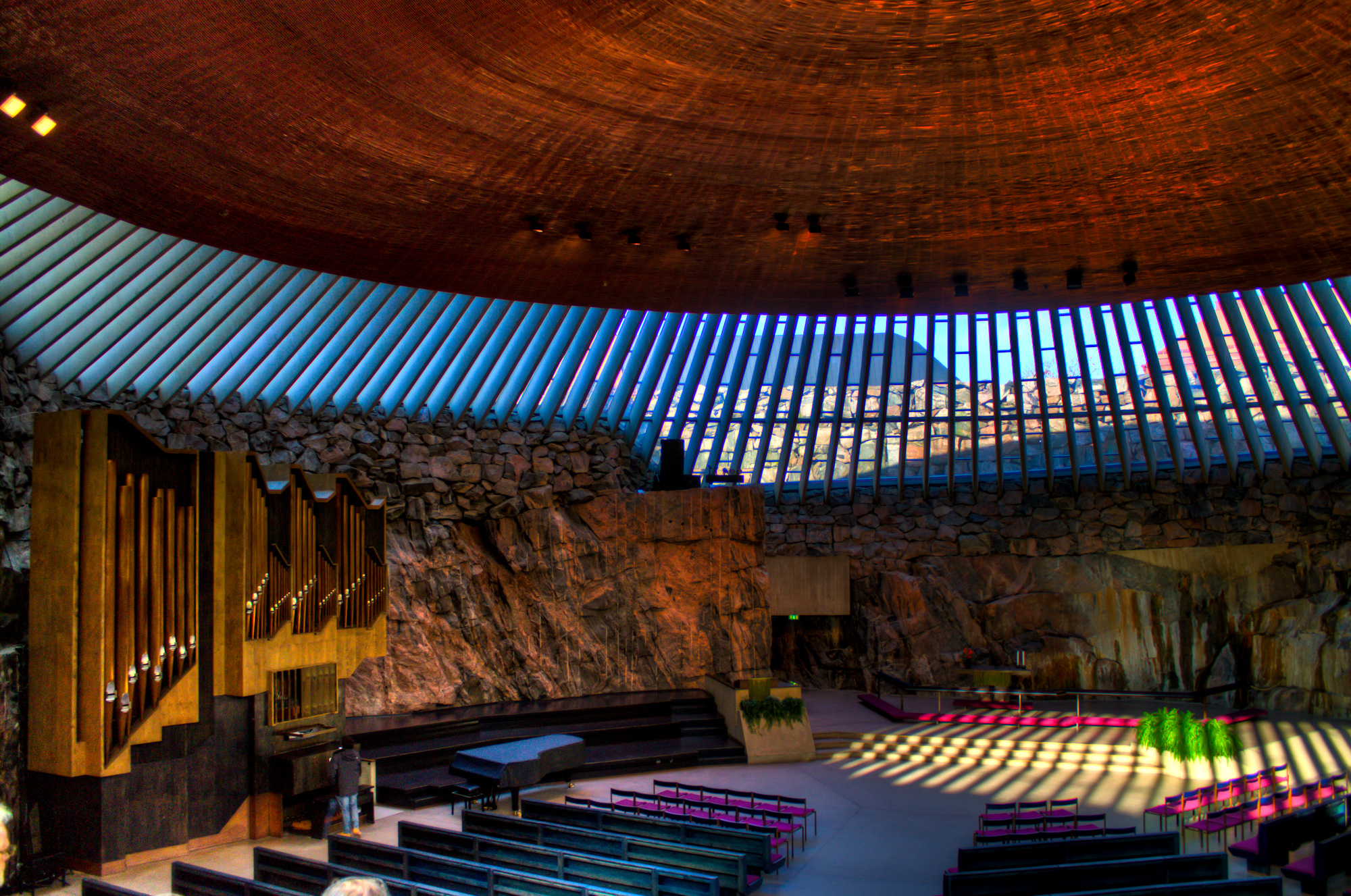
Interior da Igreja Temppeliaukio, Finlândia.

### Pós-moderno
Assim como outros movimentos pós-modernismo, a arquitetura pós-moderna nasceu como uma reação aos ideais do modernismo como resposta ao que se percebia como suavidade excessiva, hostilidade e utopianismo do movimento modernista. Apesar de raro na arquitetura de igrejas, há, ainda assim, alguns exemplos notáveis de arquitetos que começaram a recuperar e renovar estilos históricos e a "memória cultural" da arquitetura cristã. Entre eles, o Steven Schloeder, Duncan Stroik e Thomas Gordon Smith.
Os espaços e formas funcionais e formais do movimento modernista foram substituídos por uma estética diversa e sem escusas: estilos colidem, formas são adotadas sem motivo aparente e abundam novas formas de ver estilos e formas familiares. Talvez a característica mais óbvia, os arquitetos redescobriram o valor expressivo e simbólico dos elementos e formas arquiteturais que evoluíram através de séculos de construção — geralmente mantendo significados na literatura, poesia e arte — mas que foram abandonados pelo movimento modernista.

Igrejas pós-modernas
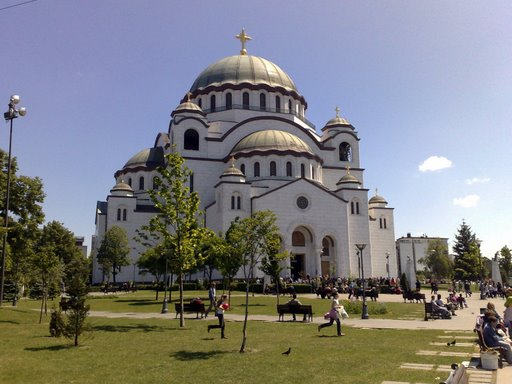
A Catedral de São Sava, Belgrado, Sérvia, foi baseada na antiga igreja bizantina de Santa Sofia.
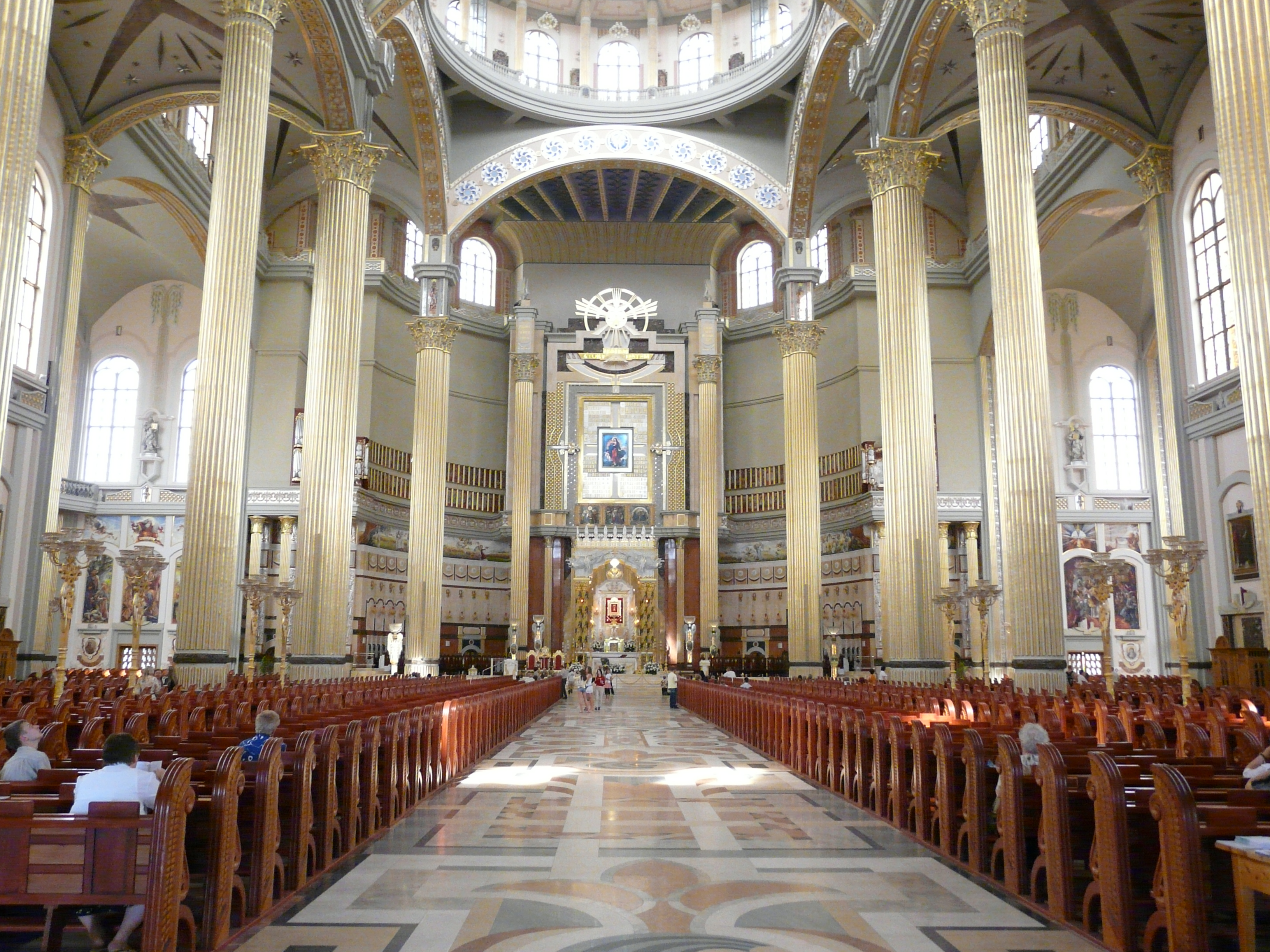
O interior da Basílica de Nossa Senhora de Licheń foi claramente inspirada pelas formas clássicas da arquitetura da Europa ocidental.

### Estilos arquitetônicos
- Arquitetura paleocristã
- Arquitetura bizantina
- Arquitetura eclesiástica ortodoxa
- Arquitetura românica
- Arquitetura gótica
- Arquitetura renascentista
- Arquitetura barroca
- Arquitetura revivalista